# Histoire de la gestion de l'eau à Pétra
Pour les articles homonymes, voir Petra.
L'Histoire de la gestion de l'eau à Pétra (sa conquête et son utilisation ingénieuse) a forgé la puissance et le niveau de vie des résidents de la capitale de l'ancien royaume nabatéen. Cité parmi les plus puissantes de l'Antiquité, Pétra ne tient pas sa célébrité et sa prospérité uniquement par ses magnifiques bâtiments creusés et sculptés dans la roche des montagnes environnantes. C’est surtout par son extraordinaire système hydraulique, construit au cours des siècles, que Pétra a pu se développer au milieu d'un désert inhospitalier et devenir une étape stratégique pour les caravanes chamelières, venant de l’Arabie ou de la lointaine Asie et ...apportant les soies, les épices et les parfums, vers les cours d’Europe.
Pour capter l’eau fraîche des quelques sources disponibles et retenir les eaux torrentielles qui déferlent des montagnes dans les vallées, les hommes y ont érigé des rigoles creusées dans la paroi des montagnes, creusé des réservoirs dans la roche, bâti des barrages, ouvrages en pierre en travers des wadis pour retenir les eaux pluviales, des déversoirs de citerne en citerne pour la décantation des eaux, construits des canalisations en pierre et en terre cuite et des qanat creusés dans les profondeurs de la montagne. Une fois disciplinée et stockée, l'eau était utilisée dans des thermes, des nymphées ou fontaines sacrées, des piscines et des jardins luxueux, afin d'offrir aux marchands et aux voyageurs un havre de paix et de fraîcheur.

## Histoire de la cité de Pétra

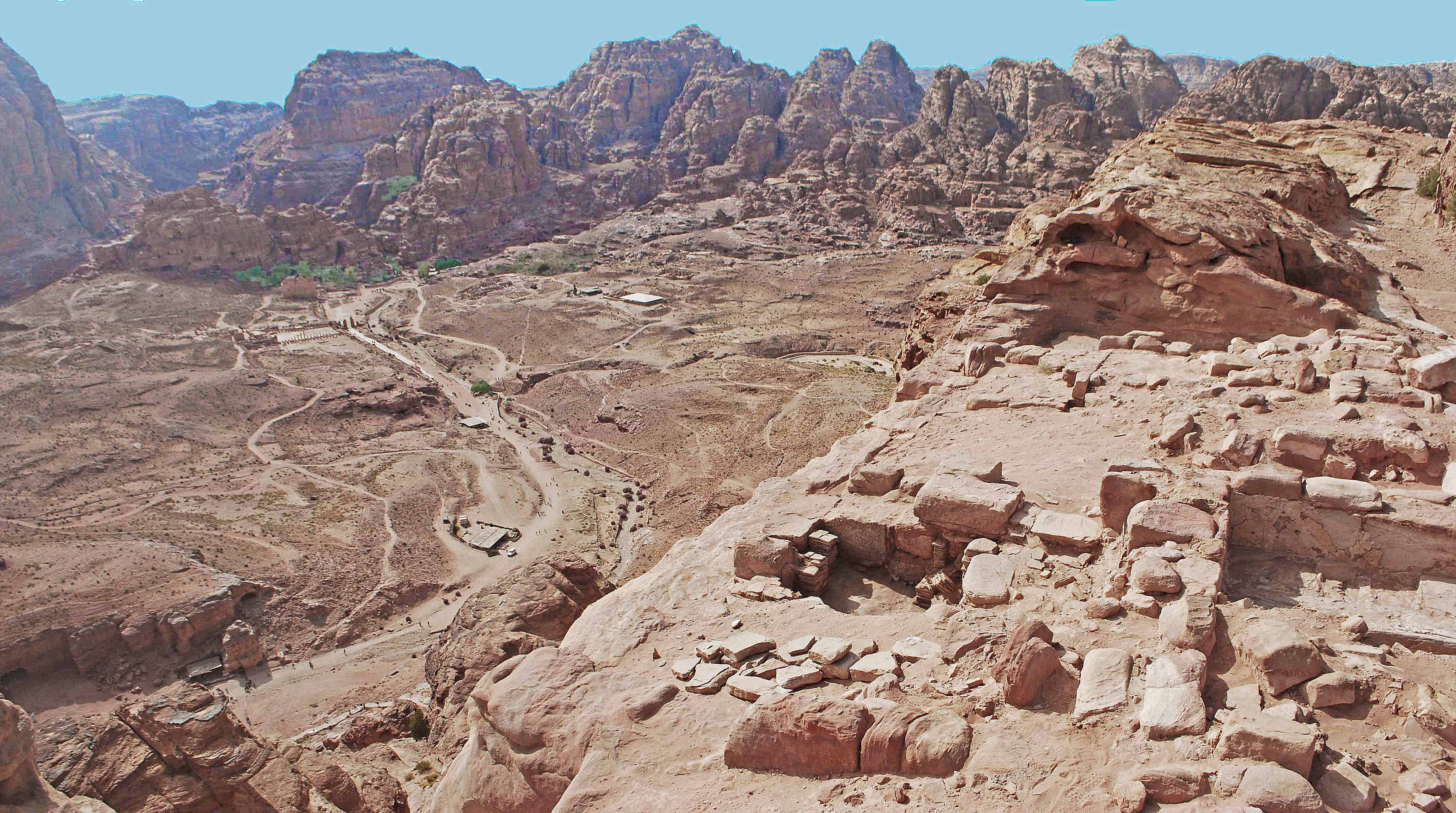
La cité de Pétra et ses environs depuis les thermes de Khubthah. Photo de Laurent Tholbecq.

L'Histoire de la cité de Pétra commence avant son époque historique ; Pétra fut un lieu habité au cours de l’Âge de Pierre ; l’archéologue Diana Kirckbride, a découvert la présence d’un village de l’époque Néolithique du VIIe millénaire   -Tawilan, al Bayara et Khubthah - des archéologues des universités de Tubingen et de Cologne en Allemagne, ont découvert des traces de camps de nomades datant de la même époque.

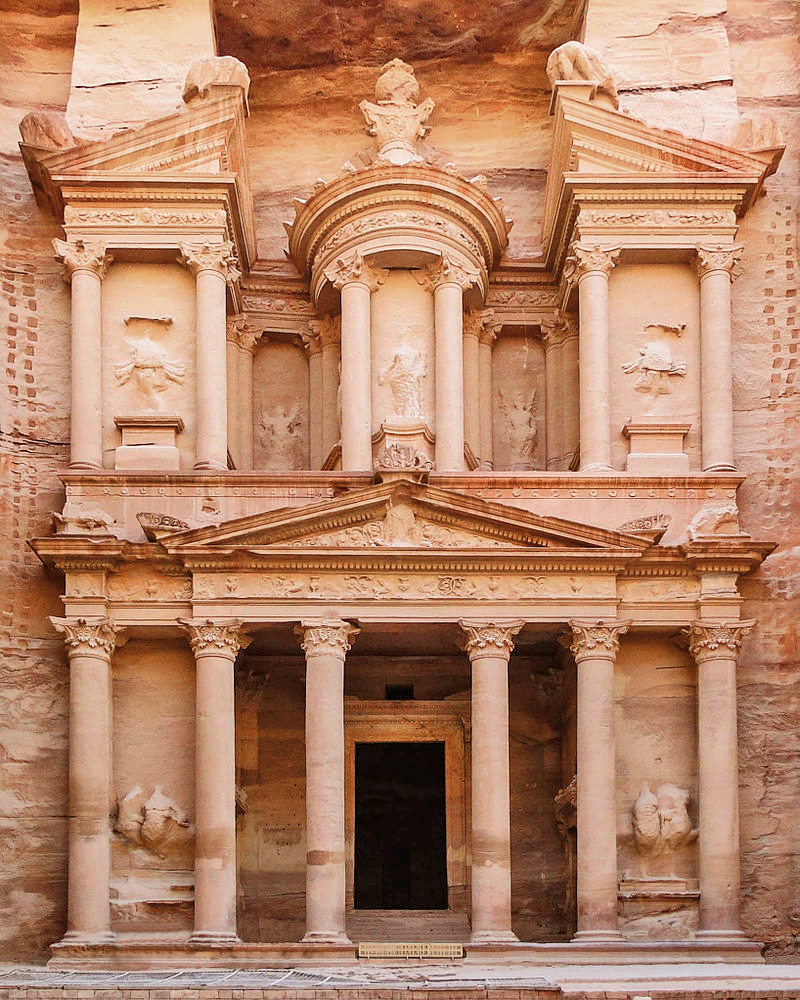
La façade de la Khazneh - le Trésor - sculpté dans la montagne à Pétra.

Les Édomites occupèrent la région de Pétra vers le Xe siècle av. J.-C. Au VIe siècle av. J.-C. les Nabatéens, originaires de la Péninsule Arabique, apparaissent et s’installent au centre et au sud de la Jordanie actuelle, puis à Pétra. Le commerce avec le Moyen-Orient, l'Asie, l'Afrique, l’Égypte et les pays de la Méditerranée, ainsi que l'expansion de l'Empire Romain, permirent le développement de la ville qui se poursuivit au cours de l’occupation romaine au Ier siècle de notre ère, puis byzantine jusqu’au VIIe siècle. « ...Pétra, lieu de rassemblement, ville permanente ou camp aux activités fortement saisonnières, accueillant les gens et marchandises de Damas, Charax, Gaza, Gerrha, des villes yéménites, pose un problème récurrent à ceux qui s’intéressent aux stratégies d’acquisition de l’eau... »

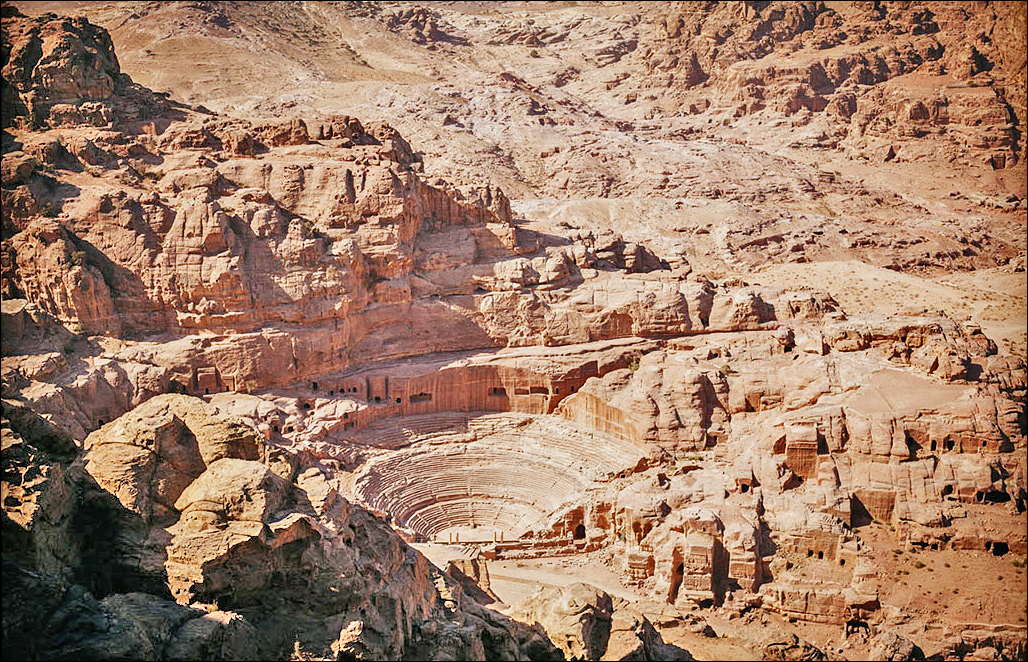
Le théâtre romain e Pétra depuis le djebel al Khubthah.

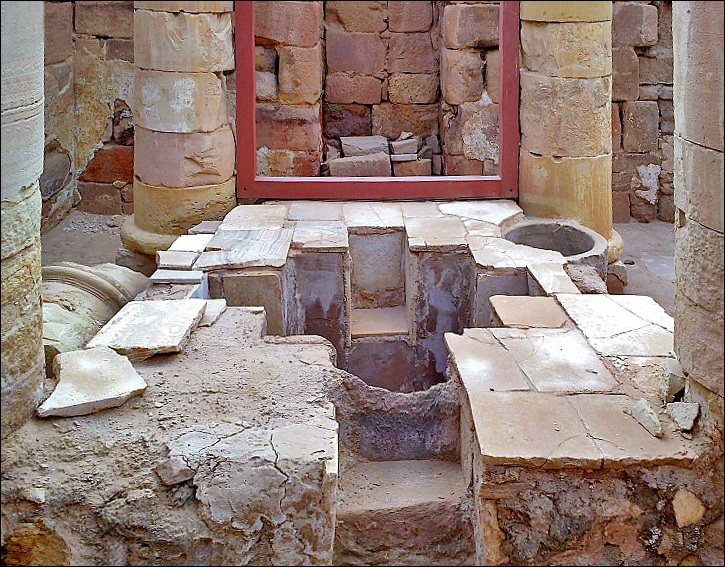
Les fonts baptismaux de l’église byzantine dite Petra church.

Flavius Josèphe, dans ses écrits des Antiquités et la Guerre, précise que dans le milieu du Ier siècle av. J.-C., Pétra, le royaume, comme il le décrit, n'était pas un simple palais où résidaient les rois, mais était déjà une capitale, une cité avec ses quartiers royaux, son administration, ses installations cultuelles et sportives.Les commerçants, voyageurs et historiens qui ont parcouru ces routes anciennes du commerce, confirment l’importance de la position géographique de la cité de Pétra dans les échanges de marchandises et la diffusion des techniques et des idées dans le monde antique.

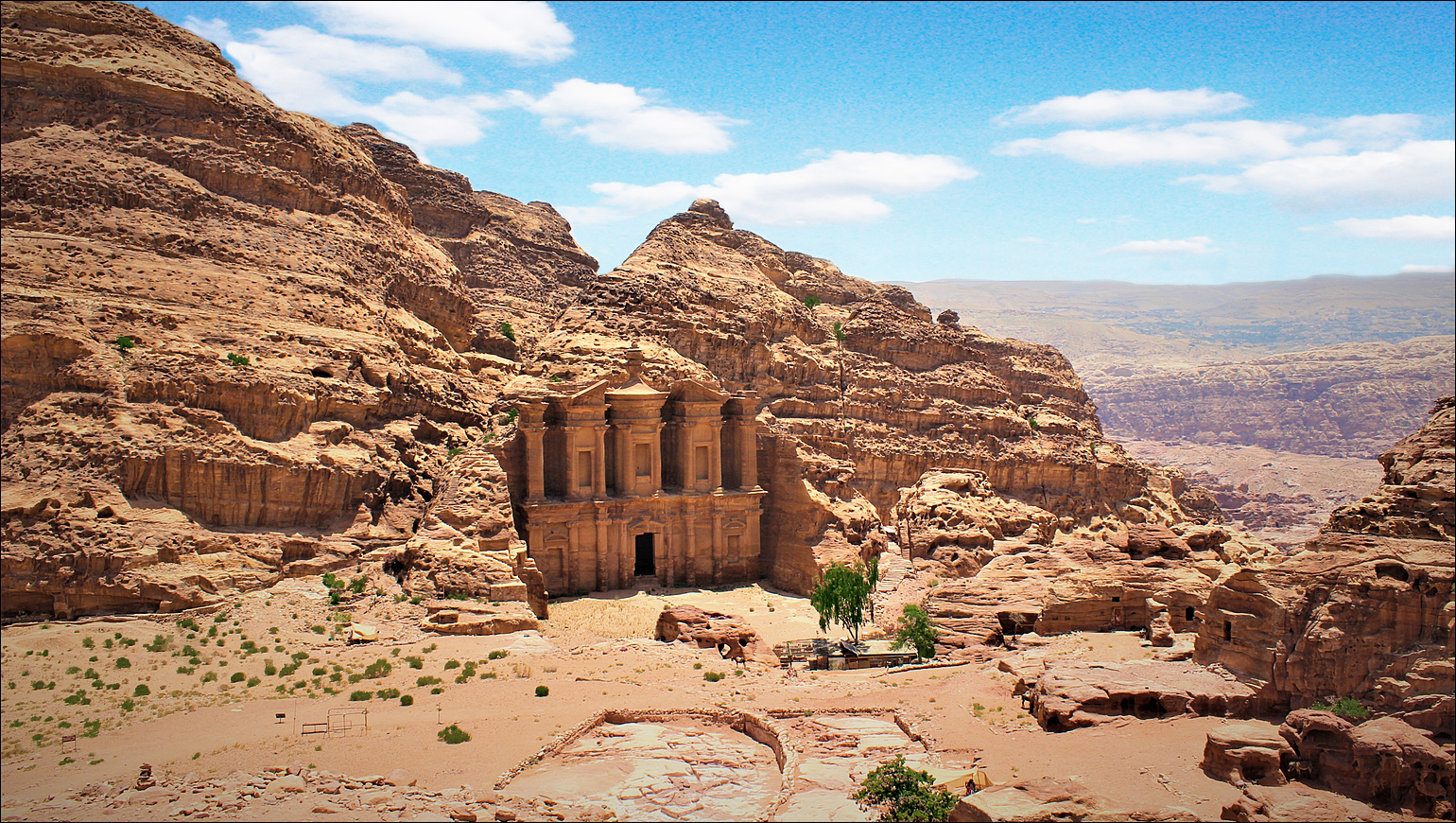
Le Monastère - Deir - dans son environnement.

« ...Depuis l’Égypte vers le nord, il n’y avait qu’une seule voie praticable, […] une branche traversant le sable de Pétra et l’Est du continent, l’autre se dirigeant vers le Nord. [...] les marchandises pouvaient être débarquées directement à Aila (ancien port près d’Aqaba sur la Mer Rouge) ou à Leuce Come (Ville Blanche, ancien port sur la Mer Rouge), d'où il existait une route très fréquentée menant à Pétra ; ici, elle se divise en un sens allant vers l'ouest jusqu'à Gaza et la Méditerranée […] à l'Est se trouve le grand chemin qui mène à Pétra et à l'Arabie... »

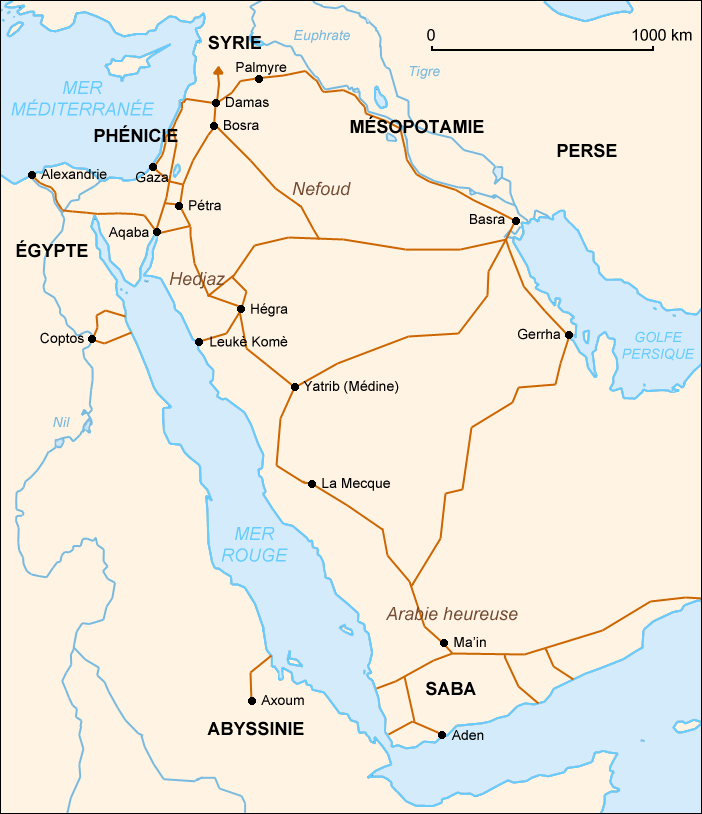
Carte des routes commerciales terrestres du temps des Nabatéens.

Les séismes destructeurs de 363 et des VIIe et VIIIe siècles, dont celui de l’an 747, détruisirent de nombreuses villes en Palestine et en Jordanie, dont une partie de Pétra.
« ...Alors que, plusieurs siècles auparavant, les Nabatéens veillaient à l’entretien régulier et rigoureux des installations hydrauliques (barrages, canalisations, citernes), ces épisodes destructifs reﬂètent peut-être un manque de moyens ou de savoir-faire et un relâchement généralisé de l’entretien des infrastructures... » Avec la modification des routes commerciales terrestres au profit d’autres villes comme Palmyre, et l’ouverture de nouvelles routes maritimes, c’est avec l’ère islamique au VIIe siècle que Pétra disparaît de l’histoire de la région, avant d’être redécouverte par le géographe et explorateur suisse John Lewis Burckhardt le 22 août 1812.

## L'eau: hydrologie et hydraulique

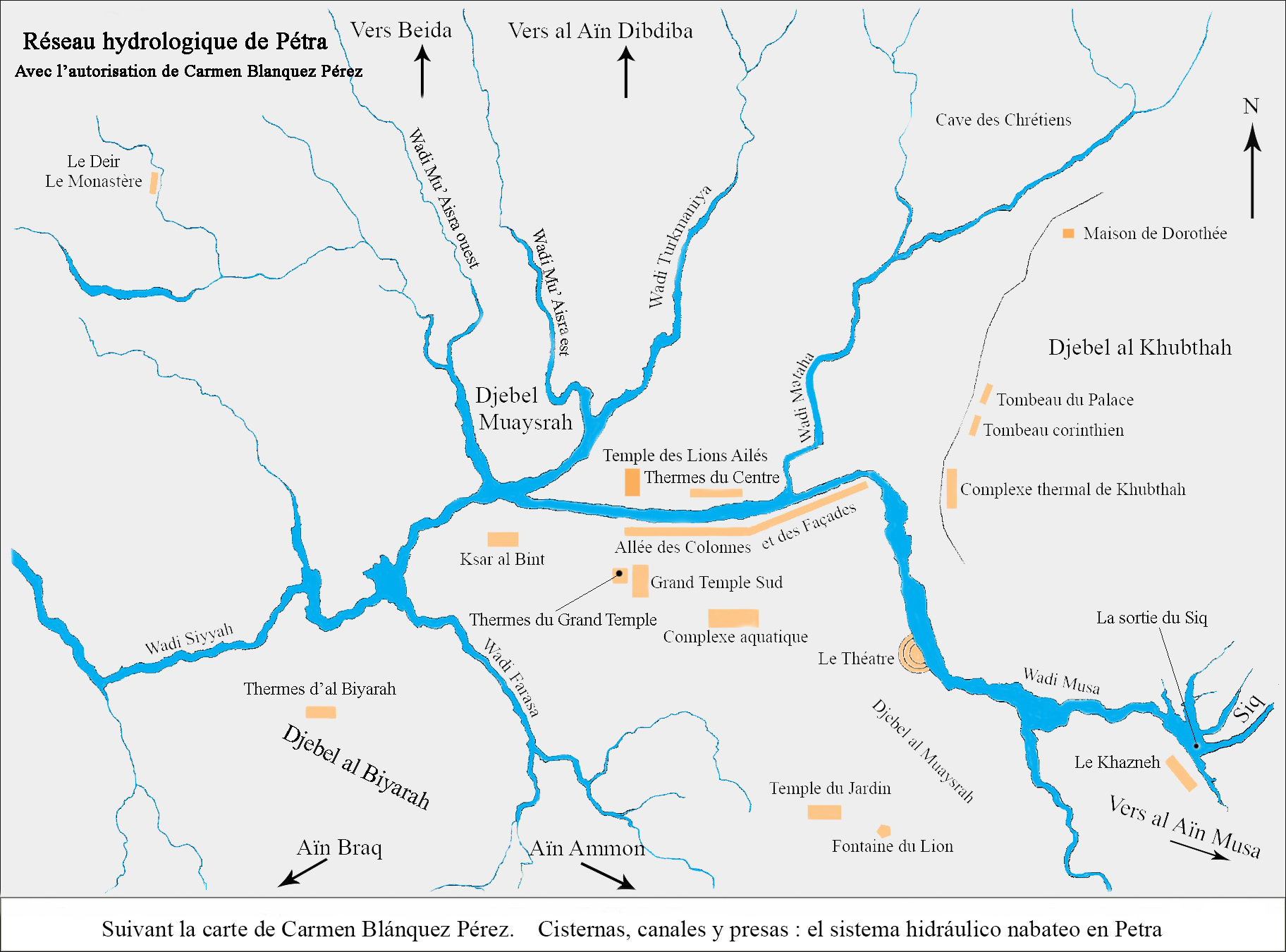
Réseaux hydrologique et hydraulique de Pétra. Avec l'autorisation de Carmen Blánquez Pérez.

L'eau, son hydrologie et son hydraulique furent les moteurs de la cité de Pétra ; la cité est construite dans une vallée entourée de montagnes, traversée par le wadi Musa, un torrent s'écoulant de l'est vers l'ouest, qui divise la ville en deux et en constitue la colonne vertébrale. Strabon, géographe grec du Ier siècle av. J.-C., dans son voyage en Orient et à Pétra, indique que le centre urbain : « ...se situe dans l'ensemble dans un terrain plat et uniforme (...) protégé en cercle par des rochers escarpés et abrupts... »

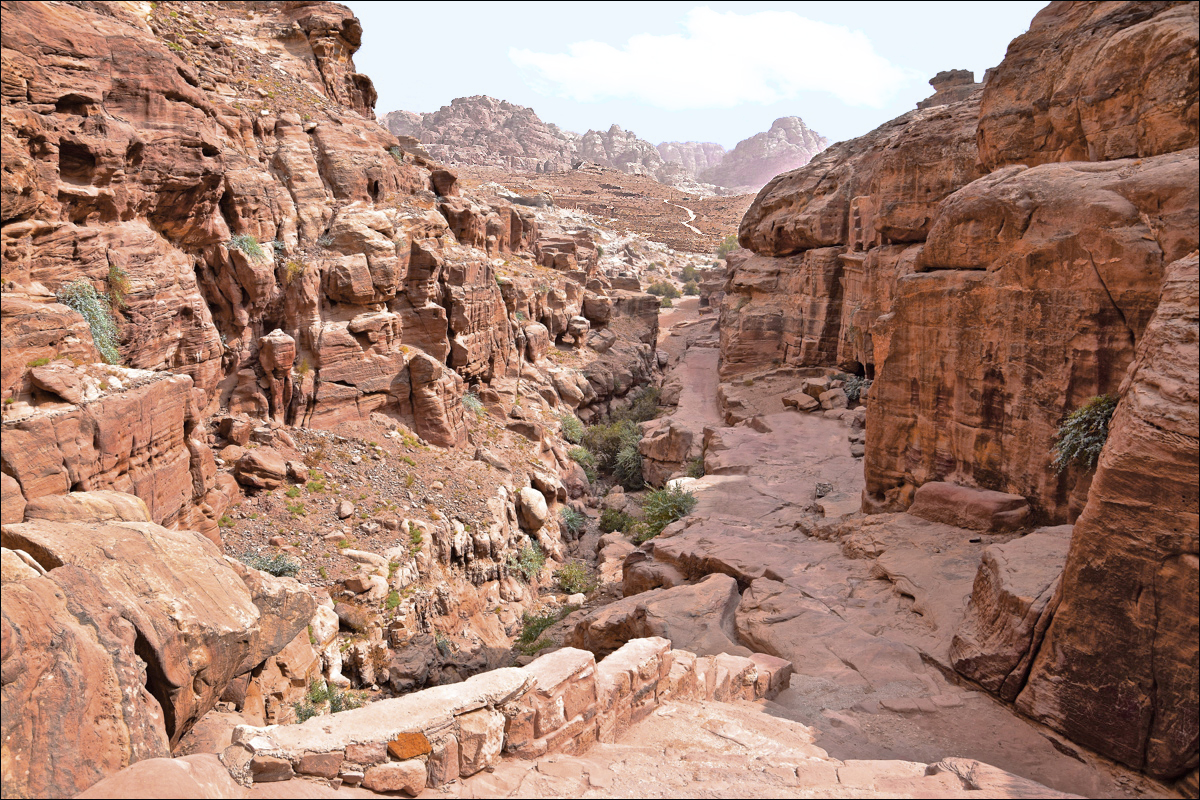
La longue montée vers le monastère - Deir - le long du wadi en saison sèche.

 À part quelques sources, dont certaines à faible débit, «...l’ensemble du site de Pétra est dépourvu d’écoulements d’eau pérennes...» pas suffisantes pour les besoins d’une ville en expansion pendant près d’un millénaire. Charles Ortloff, archéologue de l'Université de Chicago, estime qu’à son apogée, la population urbaine de Pétra pouvait atteindre 30 000 habitants. «...Il faut donc faire appel à des constructions humaines pour que la vie devienne possible dans un milieu naturel où l’eau manque en surface...». Pétra reçoit, pendant plusieurs mois chaque année, les eaux du ciel, la construction d'installations hydrauliques devaient permettre la captation, le stockage et la distribution de ces eaux afin de pourvoir aux besoins de la cité.

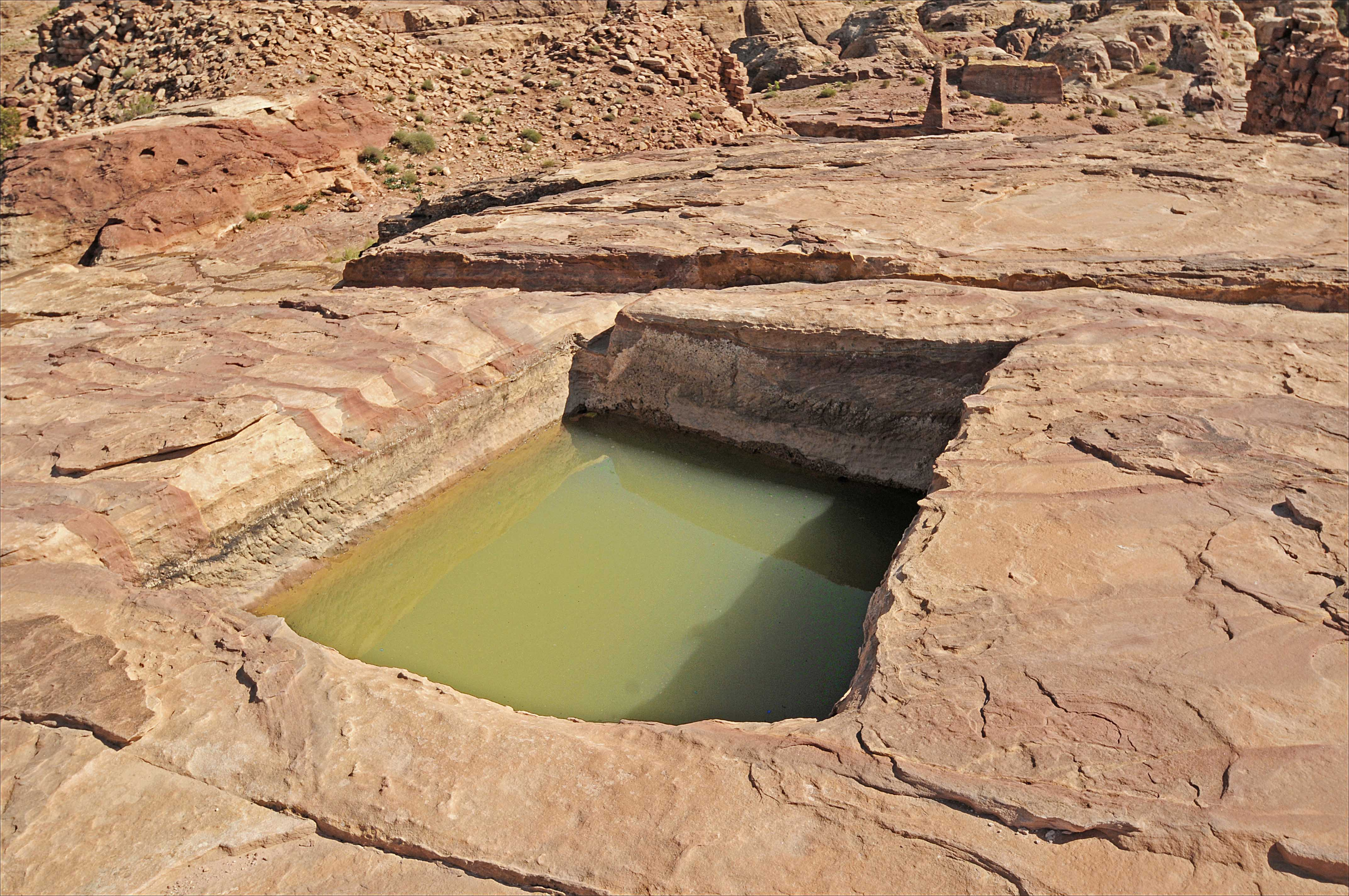
Réservoir de stockage d'eau, creusé dans le sol rocheux du désert autour de Pétra.

Plusieurs djebel, comme le djebel Sharah qui s'élève à 1 550 m sur la partie ouest de la cité, comportent plusieurs sources - AÏn Musa, Aïn Debdebeh, Aïn Umm Sar'ab, Aïn Ammon, Aïn Beidha, Aïn Bebdbeh et Aïn Braq - dont les eaux sont canalisées vers Pétra.
« ...Les solutions adoptées, les méthodes et les techniques employées, confirment que la conception hydraulique nabatéenne a pu régler, sinon dépasser, les besoins de Pétra et furent une des principales raisons de la prospérité de la ville pendant des siècles... »
L’eau manquait à Pétra, particulièrement au cours de la saison chaude et sèche de juin à septembre, quand plantes, animaux et humains en ont le plus besoin. Les premiers ouvrages, exécutés avec des outils rudimentaires sont généralement de taille réduite – citernes, rigoles, aqueducs – et exécutés dans les plaines ou en terrains à faible résistance aux creusements. « ...Dès que l’on trouve un aménagement de quelque ampleur et régularité, canalisation ou bassin construit, on aperçoit aussitôt la marque de l’hellénisme orientalisé d’abord, de Rome ensuite et, plus tard, celle de Byzance... »

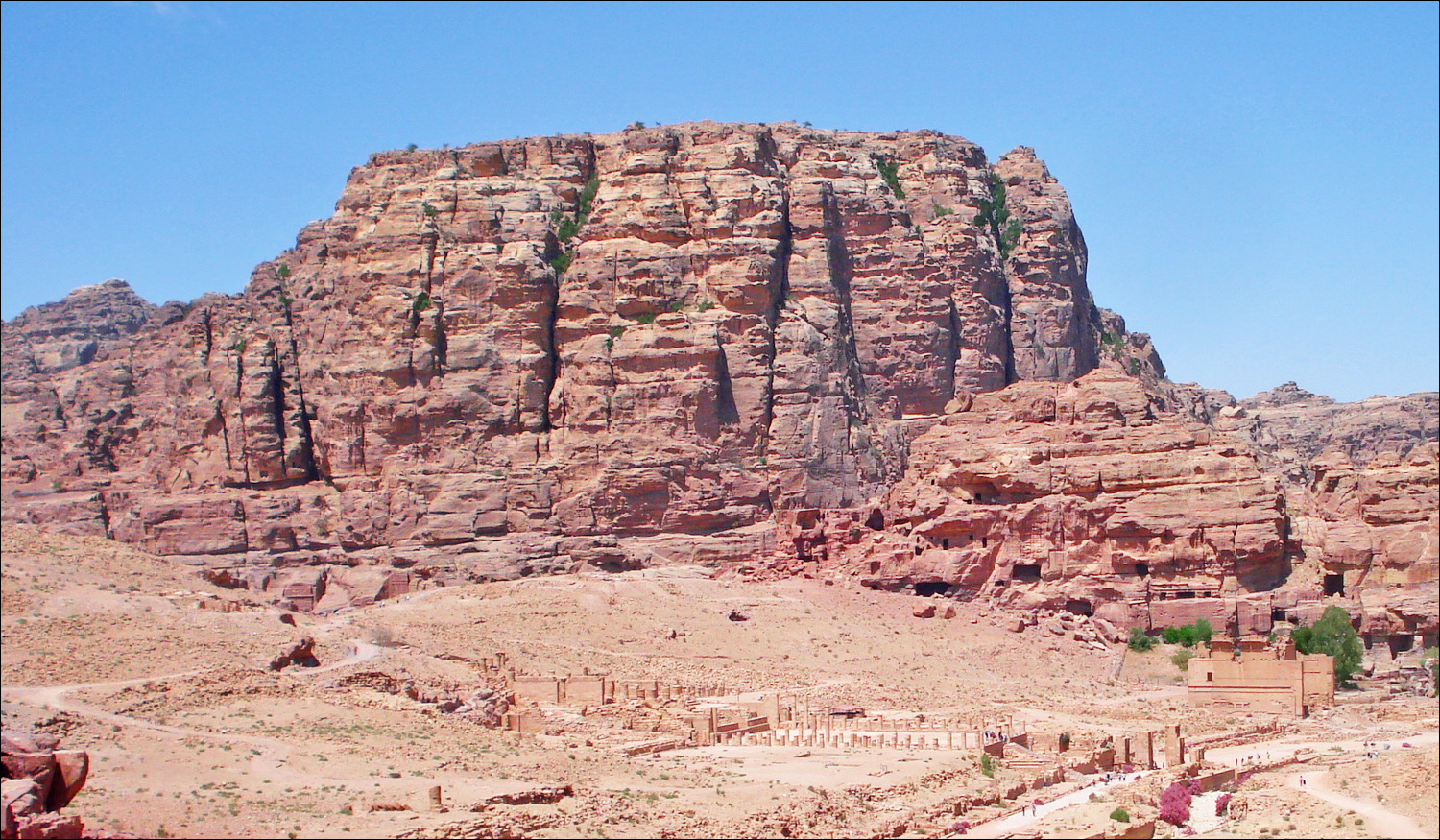
Le djebel el Biyara - la mère de citernes - avec le centre de Pétra au premier plan.

Strabon parle des eaux de sources abondantes : «...et la partie intérieure de la ville ayant des sources en abondance, à la fois pour les besoins domestiques et pour l'arrosage des jardins...». Pour capter l’eau fraîche des quelques sources disponibles et retenir les eaux torrentielles qui déferlent des montagnes dans la vallée de novembre au mois d’avril, l’homme y a érigé au cours des siècles des ouvrages pour la captation, le stockage et la distribution de ces eaux venant du ciel ou du sous sol. On découvre aussi quelques arches, supportant d’étroits aqueducs pour passer d’une falaise à l’autre, sans changer de niveau, et des qanats creusés dans les profondeurs de la montagne .
« ...Umm al-Biyara, [la mère des citernes], vaste ensemble rocheux qui domine la ville à l’Ouest. Les nombreuses traces de citernes creusées dans le grès ou le calcaire, attribuées aux Édomites, dès le milieu du premier millénaire avant notre ère et probablement antérieures, ont généralement la forme de bouteilles, un col étroit pour l’ouverture, un élargissement dans la profondeur ensuite... »

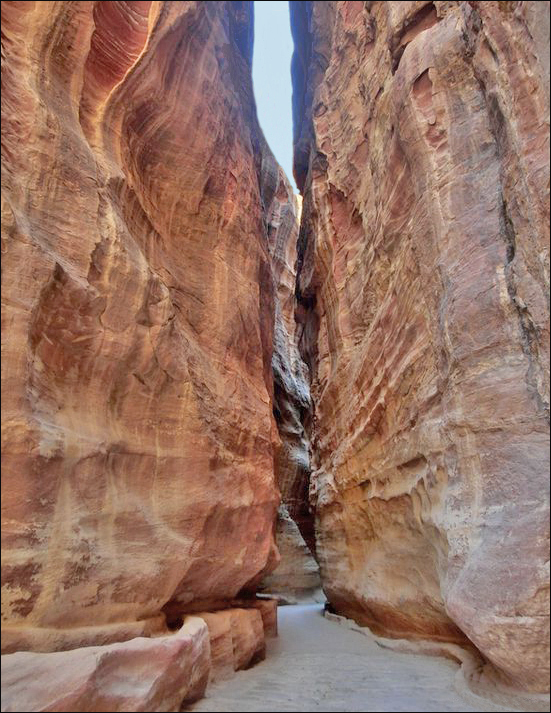
Le Siq dans son parcours sud-nord, avec les canaux creusés de chaque côté de la faille rocheuse.

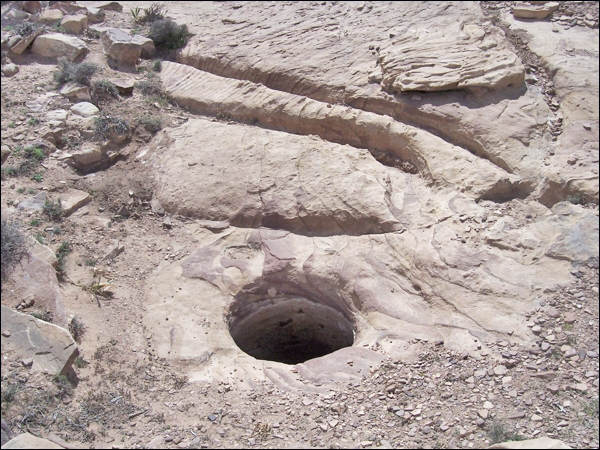
Les premières citernes d'eau et les rigoles creusées par les Édomites dans le désert rocheux autour de Pétra.

Pour la captation de ces eaux, leur filtration et leur stockage, leur transport parfois sur de longues distances, les hydrauliciens et plombiers de Pétra se sont inspirés des techniques déjà utilisées quelques millénaires plus tôt, soit dans les villes de la vallée de l’Indus  - Mohenjo Daro, Harappa - à Jérusalem, ou pour l’alimentation du Palais de Knossos dans l’île de Crète. Cependant la situation particulière, à la fois désertique, géographique et hydrologique de la ville, les a obligés à repenser à de nouvelles techniques hydrauliques, plus appropriées aux besoins des populations de Pétra ; populations résidentes permanentes ou simplement de passage - caravaniers ou voyageurs.
« ...Les moyens techniques pour capter et stocker une fraction des eaux de ruissellement des pluies à travers les barrages et les citernes, construire des systèmes de contrôle des inondations, construire des conduites et des canaux pour acheminer l’eau des sources éloignées et gérer ces ressources pour l'approvisionnement en continu de l’eau de la ville, est crucial pour comprendre les contributions nabatéennes à la science hydraulique [...]. Alors que le stockage de l'eau était une des clés à la survie de la ville, un certain nombre de sources internes et externes à la ville […] Ain Mousa, Ain Umm Sar'ab, etc., fournissent de l'eau qui a été canalisée vers la ville [...] Cela constituait la principale source d'approvisionnement en eau du centre urbain... »

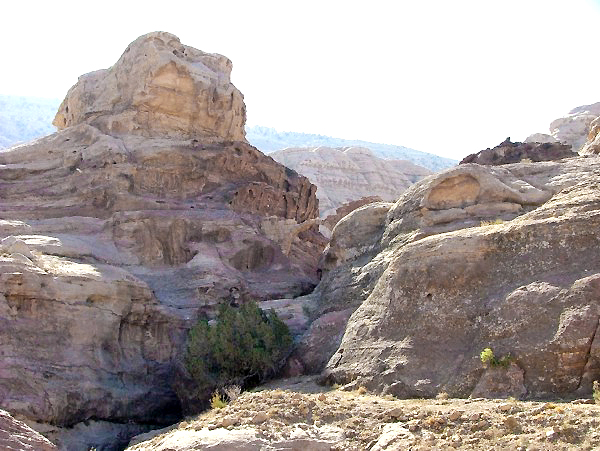
Aqueduc construit entre deux djebels pour le passage d’un wadi.

Charles R. Ortloff a pu reconstituer le plan du réseau hydraulique de l’ancienne Pétra et dénombrer un ensemble de 8 sources, 40 barrages et retenues d’eau, plus de 200 réservoirs et citernes, avec un ensemble de canalisations dépassant les 200 km. Ceci ne comprend pas les retenues d’eau sur le flanc des montagnes, avec la construction de murs de pierre pour la réalisation de terrasses pour les cultures. Ce principe de captation traditionnelle des eaux est le plus ancien système, à la fois de captation et de stockage des eaux de pluie pour les besoins de l’agriculture.

### La captation de l'eau

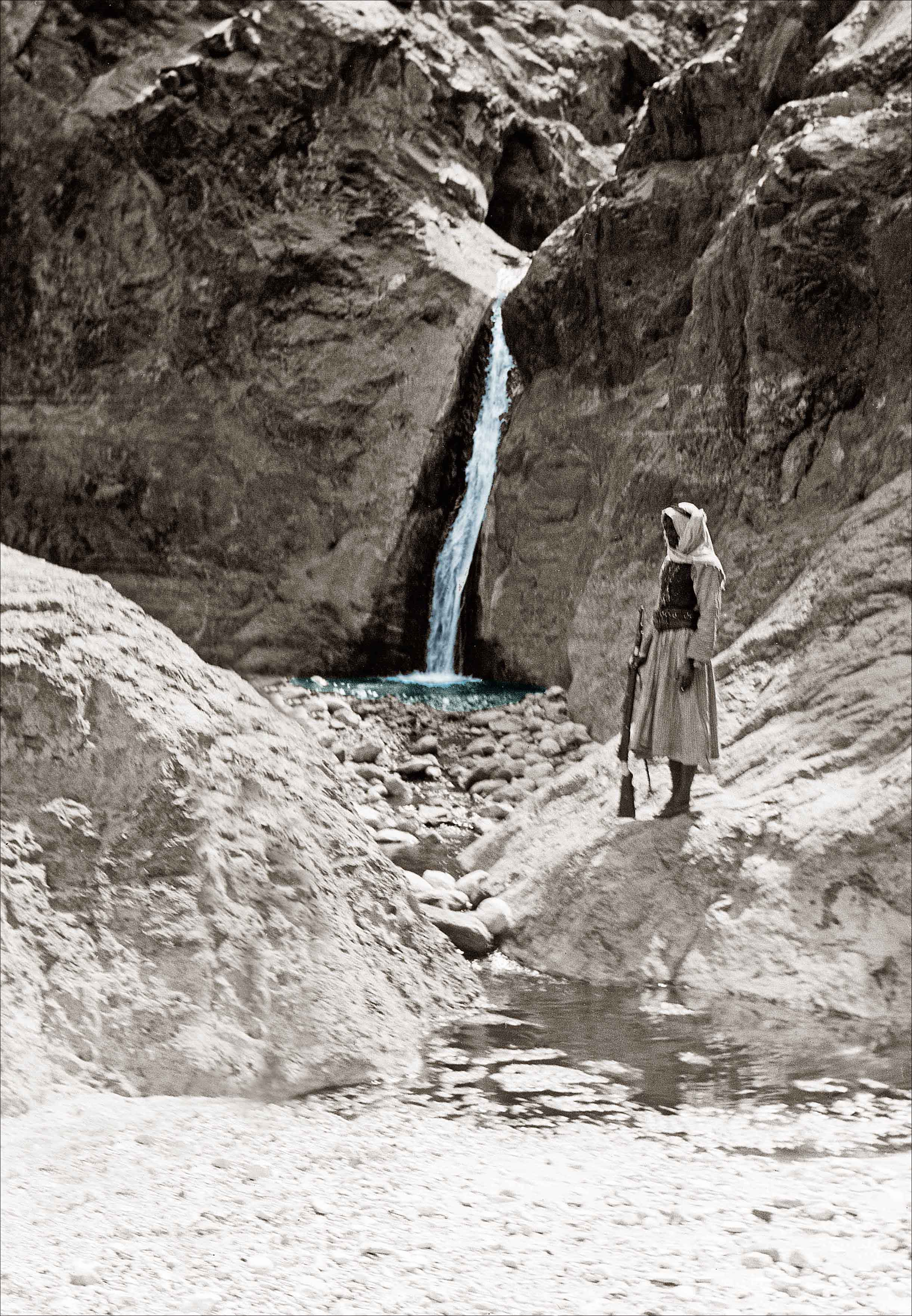
Une chute d’eau sur le wadi Siyyagh vers 1900.

La captation de l'eau est le début de tout système de distribution hydraulique ; en effet, des secteurs entiers de la région de Pétra sont privés de sources, l’alimentation principale en eau de source provenait, aux premiers temps de l’occupation nabatéenne, d’un large canal de pierre placé au sol provenant de la source d'Aïn Moussa ou source de Moïse, située à 7 km à l’est de Pétra, prenant au passage les eaux de la source d'Aïn Umm Sar’ab et amenant l’eau au Siq qui traversait Pétra. Par la suite et en fonction des besoins de la cité, d’autres sources furent dirigées vers le centre de Pétra : Aïn Braq, Aïn Dibdiba, Aïn Ammon, al Beidha, Aïn Bebdbeh.

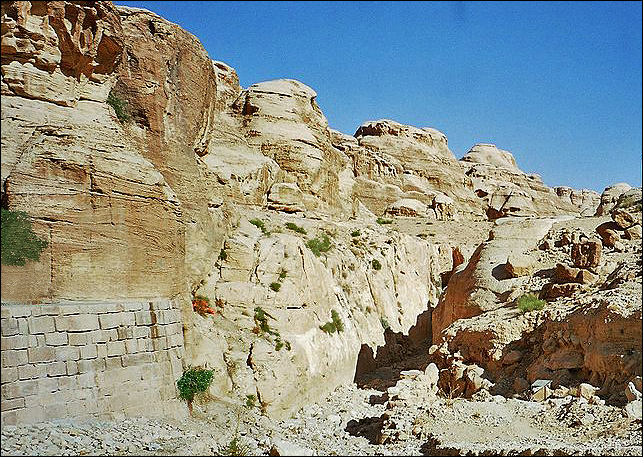
Barrage ancien à l’entrée du Siq, avec déviation vers le tunnel.

La captation des eaux de pluie se faisait généralement par des batardeaux ou des barrages en partie basse des wadis, ou torrents descendant des montagnes environnantes. Ce système de captation permettait la retenue et une meilleure régulation de l’eau au moment des pluies torrentielles, qui dévalaient les montagnes et détruisaient les cultures et les ouvrages dans les vallées. Ces barrages ou retenues augmentaient les surfaces irriguées et donc les surfaces cultivables après le dépôt du limon, technique peut-être copiée dans la Vallée du Nil.
« ...Cette technique consiste à faire construire le champ par les dépôts alluviaux de l’eau qui coule, puis à utiliser le champ pour absorber l’eau retenue derrière de petites digues... »

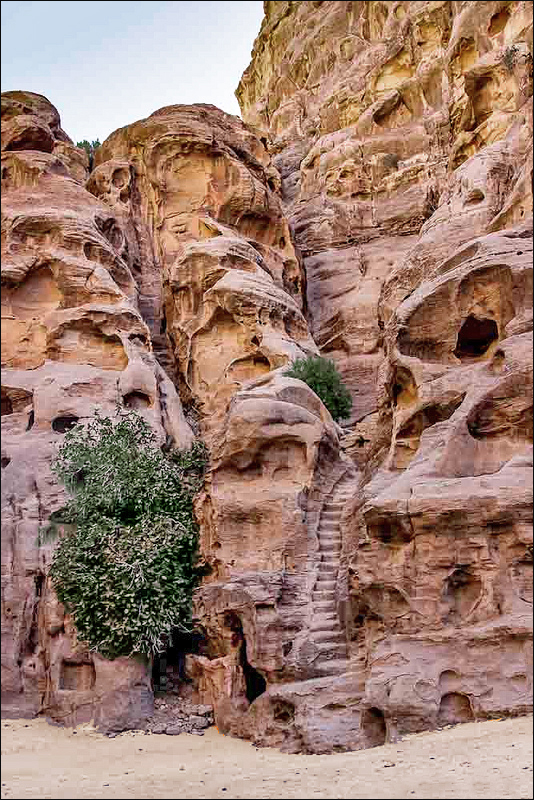
La montagne creusée par les eaux.

Un peu avant l’entrée dans le Siq, la construction sous la montagne, par les Nabatéens, d’un tunnel de dévoiement de 80 m qui dirigeaient les eaux du wadi Mousa vers le wadi Muhlima, permis de réduire les risques d’inondation du centre de Pétra, dont les eaux empruntaient préalablement directement le Sîq. La captation des eaux en provenance des montagnes se faisait également par des caniveaux ou rigoles creusés au milieu ou en partie basse de la pente, ce qui permettait ensuite de conduire cette eau vers des réservoirs ou des citernes, qui servaient à la fois au stockage de l’eau, mais également à sa décantation, afin d'en éliminer les particules solides.

### La décantation des eaux

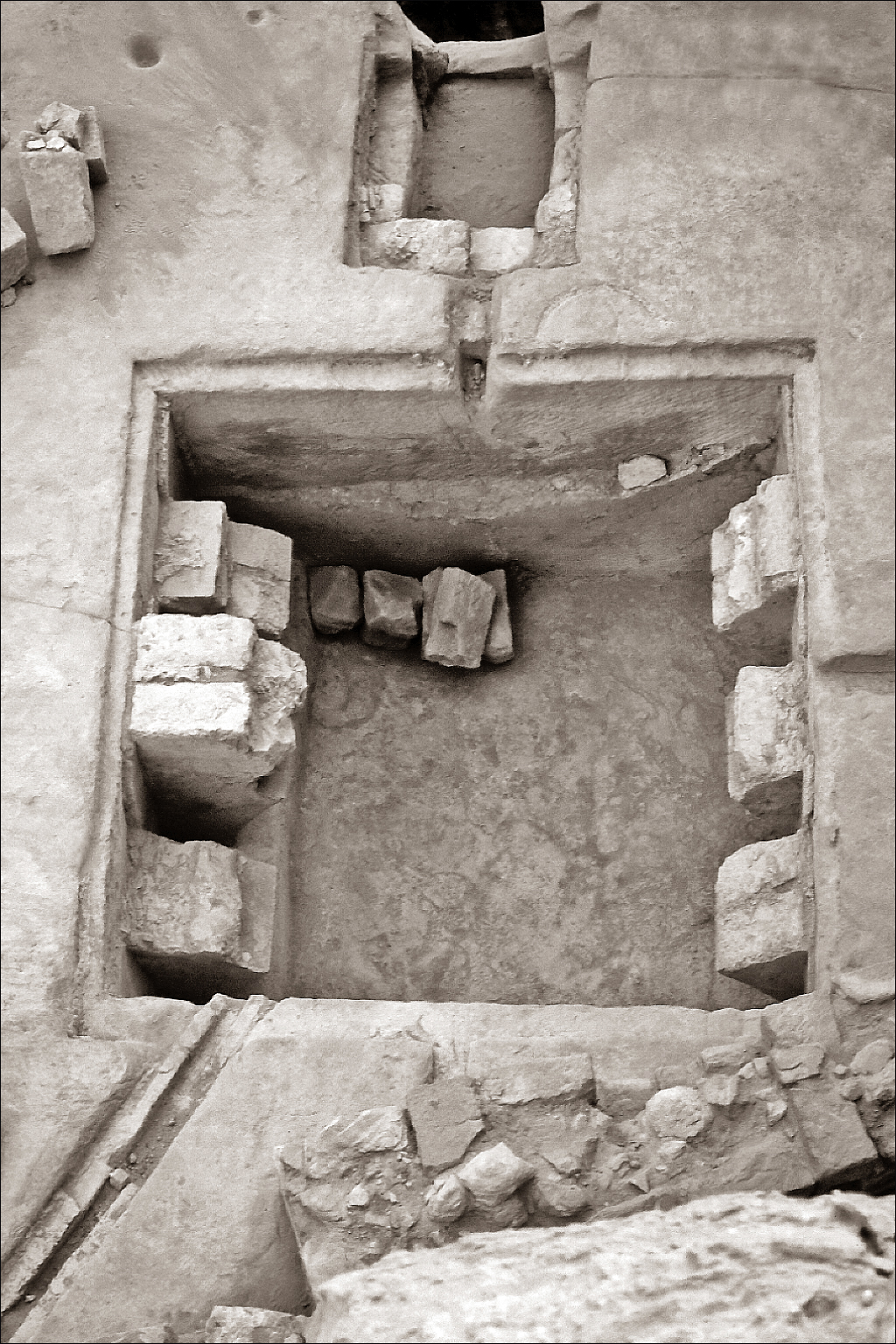
Citernes avec décantation et redistribution des eaux avec le début des arches.

La décantation des eaux, après leur captation, incombait aux hommes responsables des eaux de la cité, dont le " Maître des eaux",  afin de lui conserver sa limpidité et sa potabilité, ainsi que d’en limiter une trop grande évaporation dans le temps, mais également d'en réguler son utilisation en fonction des besoins. Comme pour d’autres villes plus anciennes – Mojenjo Daro, Knossos, Harapa, etc. – la décantation et l’épuration des eaux se faisaient par le passage de l’eau après sa captation dans un ou plusieurs bassins consécutifs. Ce procédé permet de réduire fortement la vitesse de l’eau et de faciliter la descente des particules lourdes dans le fond du réservoir, afin d’être retirées par la suite. Ce système de filtration simple permettait une meilleure conservation des eaux pour les besoins domestiques, notamment dans le cas des réservoirs de stockage enterrés ; il évitait les dépôts solides dans les canalisations et les caniveaux.

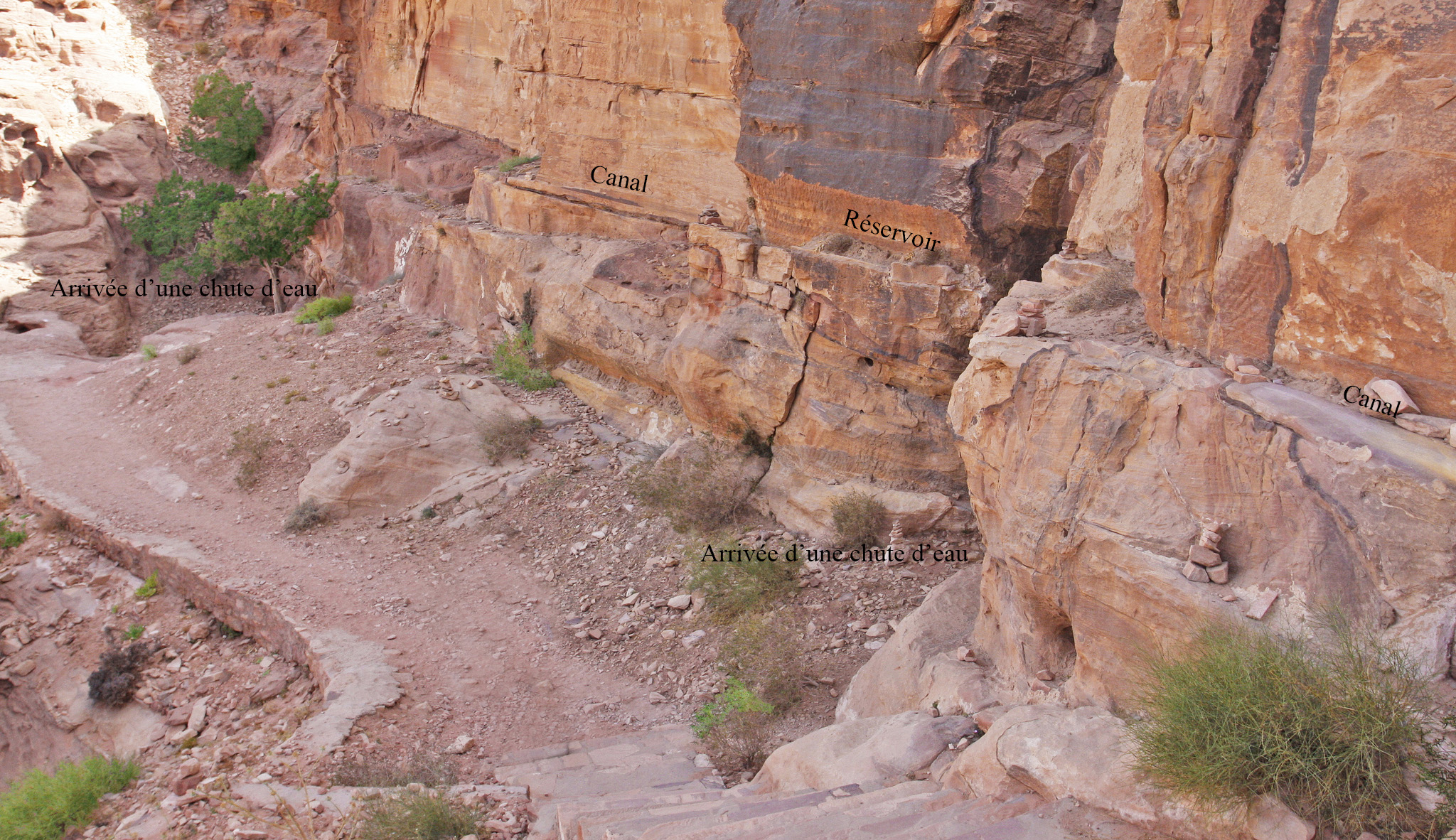
Canaux et réservoirs de décantation creusés dans le bas de la montagne.

Chaque citerne et réservoir avait généralement une fosse de décantation accolée sur son arrivée d’eau et un muret à l'arrivée au réservoir qui permettait de ralentir la vitesse de l’eau pour faciliter le dépôt des particules plus lourdes que l’eau, mais également d’éviter de remuer les dépôts dans le fond de la fosse et augmenter la turbidité de l’eau. Le volume de la citerne ne reflète pas toujours le volume d’eau disponible ; en fin de la saison sèche, l'eau en fond des citernes est impropre à la consommation, elle y stagne depuis plusieurs mois et certaines citernes ne sont que partiellement ou jamais nettoyées.

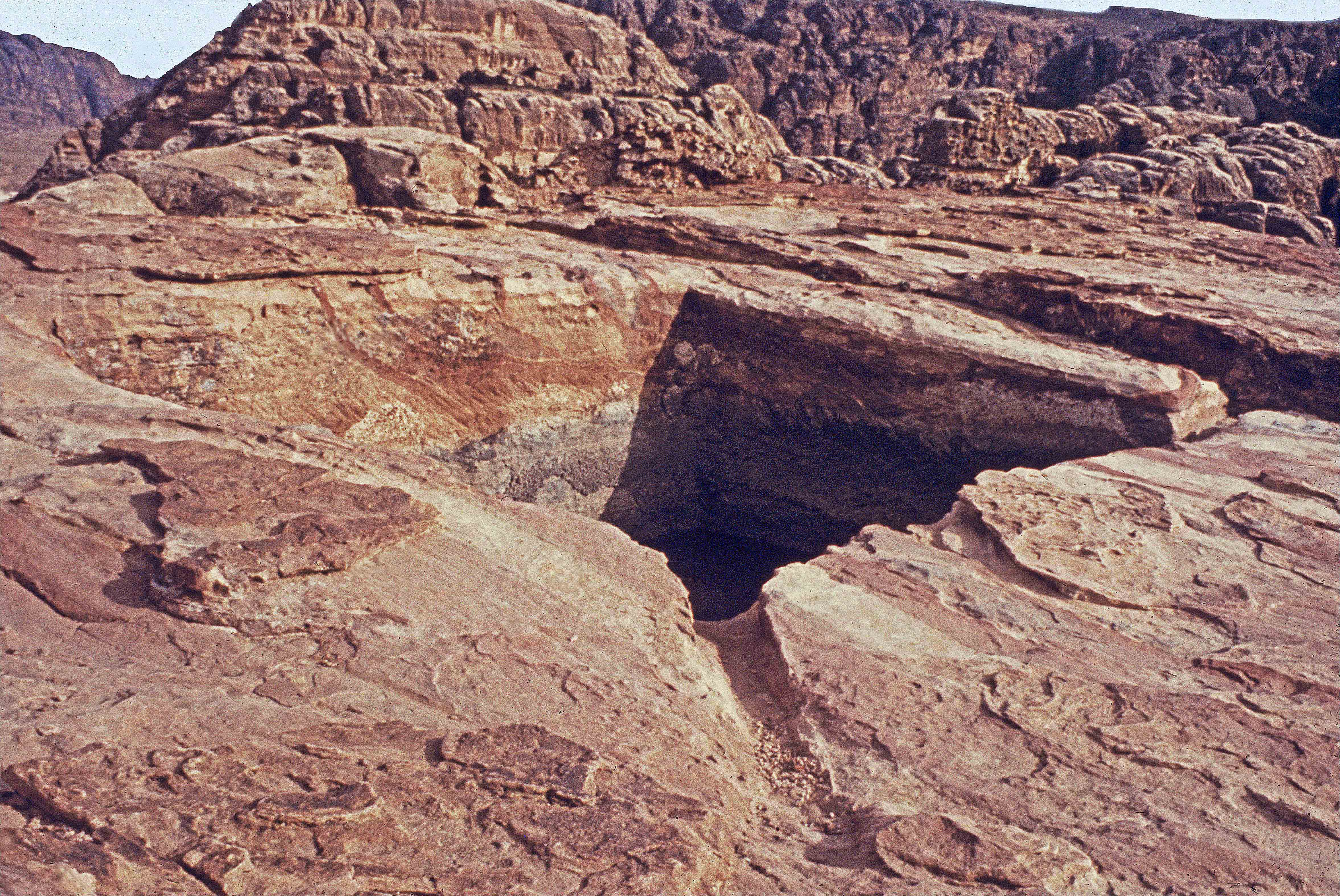
Réservoir creusé dans le rocher du désert avec les rigoles d'amenée de l'eau.

### Le stockage de l'eau
Le stockage de l'eau était un élément primordial pour le développement et la survivance de la cité, car il permettait d’avoir un volume d’eau suffisant tout au long de l’année. Ce sont des centaines de citernes enterrées et de réservoirs à ciel ouvert qui ont été construits sur le site de Pétra depuis l’occupation par les Édomites. Ces éléments de stockage étaient creusés dans la roche de la montagne ou construits sur le sol. Les parois intérieures de ces citernes et réservoirs étaient laissés en l’état ou enduites de mortier imperméable, suivant la nature et la porosité de la roche. Les citernes et les réservoirs ont des dimensions très variables et adaptées au terrain sur lequel ils sont creusés ou construits. Un des réservoirs mesure 32 m de long sur 2 m de large et 3 m de profondeur ; certains réservoirs peuvent avoir une capacité atteignant les 2 500 m3. Plusieurs citernes successives peuvent être reliées entre elles par leur trop plein, à la fois pour permettre une forme de décantation plus performante, mais également une augmentation de stockage de l’eau dans le cas d’une importante concentration de l’habitat.

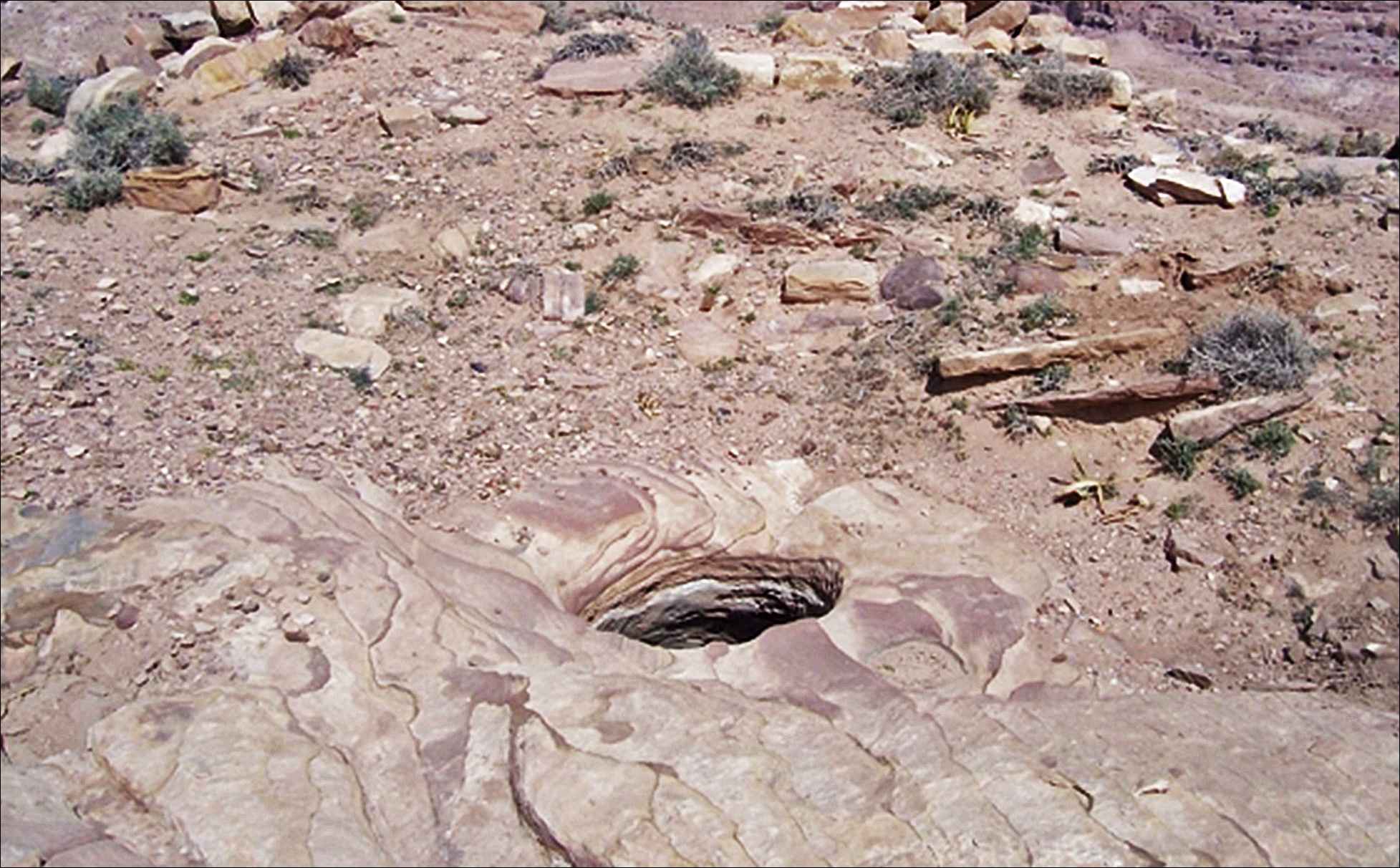
Entrée d'une citerne nabatéenne dans le désert rocheux près de Pétra.

Durant la période préhistorique et l’occupation de Pétra par les tribus nomades, les Nabatéens connaissaient l’emplacement de ces citernes enterrées, servant au stockage de l’eau. Mais ces citernes en forme de bouteille à l’entrée étroite pouvaient également servir de système de défense et de refuge en cas de nécessité.
Dans ses récits, Diodore de Sicile - Ier siècle av. J.-C. - donne concernant les Nabatéens face à l'ennemi, une description qui correspond assez bien aux connaissances actuelles que nous avons sur les citernes enfouies autour de Pétra : « ...ils s'enfuient dans le désert qui leur sert de forteresse : le manque d'eau le rend inaccessible aux autres, mais pour eux seuls qui ont creusé dans la terre des réservoirs revêtus d'un enduit de chaux, il est un asile sûr. [...] Après avoir rempli ces réservoirs d'eau de pluie, ils en bouchent les ouvertures et égalisent le sol autour tout en laissant des signes connus d'eux, mais imperceptibles pour les autres... »

### La distribution de l'eau

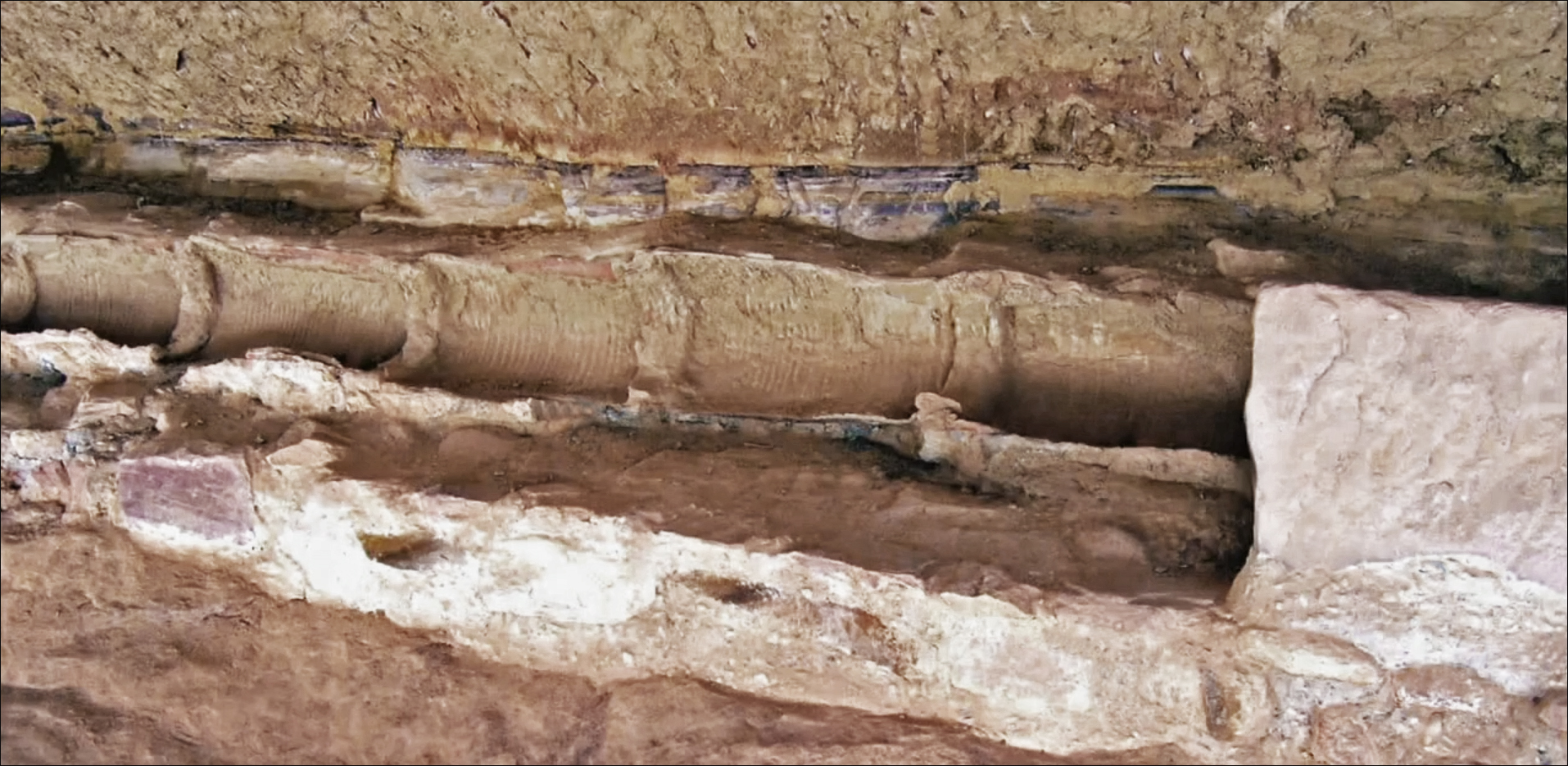
Tuyauterie en terre cuite placée dans un canal avec à droite la protection en pierre.

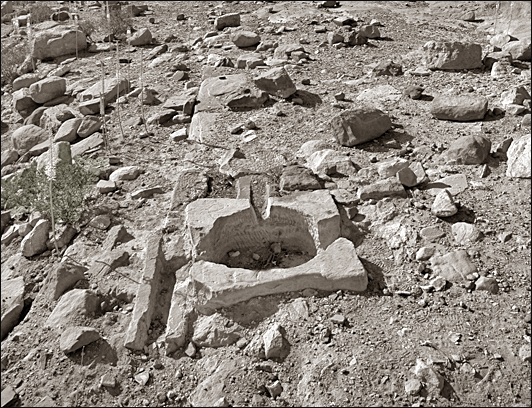
Le castellum divisorium ou réservoir de récupération et de distribution des eaux sur le wadi Farasa.

La distribution de l'eau à Pétra possède une morphologie très variée et fait appel à plusieurs techniques, certaines anciennes et d’autres plus élaborées. Des recherches récentes indiquent un volume total pour l’ensemble des systèmes de Pétra de 40 000 m3 d’eau transporté chaque jour par l’ensemble des réseaux hydrauliques de la cité nabatéenne.
De nombreux canaux étaient creusés à flanc de montagne à partir des sources et des lieux de stockage, parfois très éloignés des besoins des populations. La source d'Aïn Mousa est distante de 7 km du centre de la cité. Afin de récupérer les eaux de ces sources parfois lointaines, des travaux pour la construction et la maintenance de ces canaux et rigoles sur le flanc des montagnes demandaient, à la fois une conception rigoureuse - définition des parcours et des pentes -  et une réalisation par des ouvriers dont l’expérience dépassait les compétences des nomades nabatéens, des professionnels formés à ces techniques en d’autres lieux du Proche-Orient.
Certains canaux étaient réalisés en pierre taillée dans des blocs de marne ou de calcaires locaux. D’une longueur de 60 à 90 cm, ce type de canal fut utilisé depuis le Ier siècle av. J.-C., jusqu’à l’époque byzantine. Le système dit gravitaire était le plus souvent utilisée, les réseaux de tuyauteries sous pression - tuyaux de céramique - ont été peu utilisés pour le transport de l’eau vers la cité de Pétra.

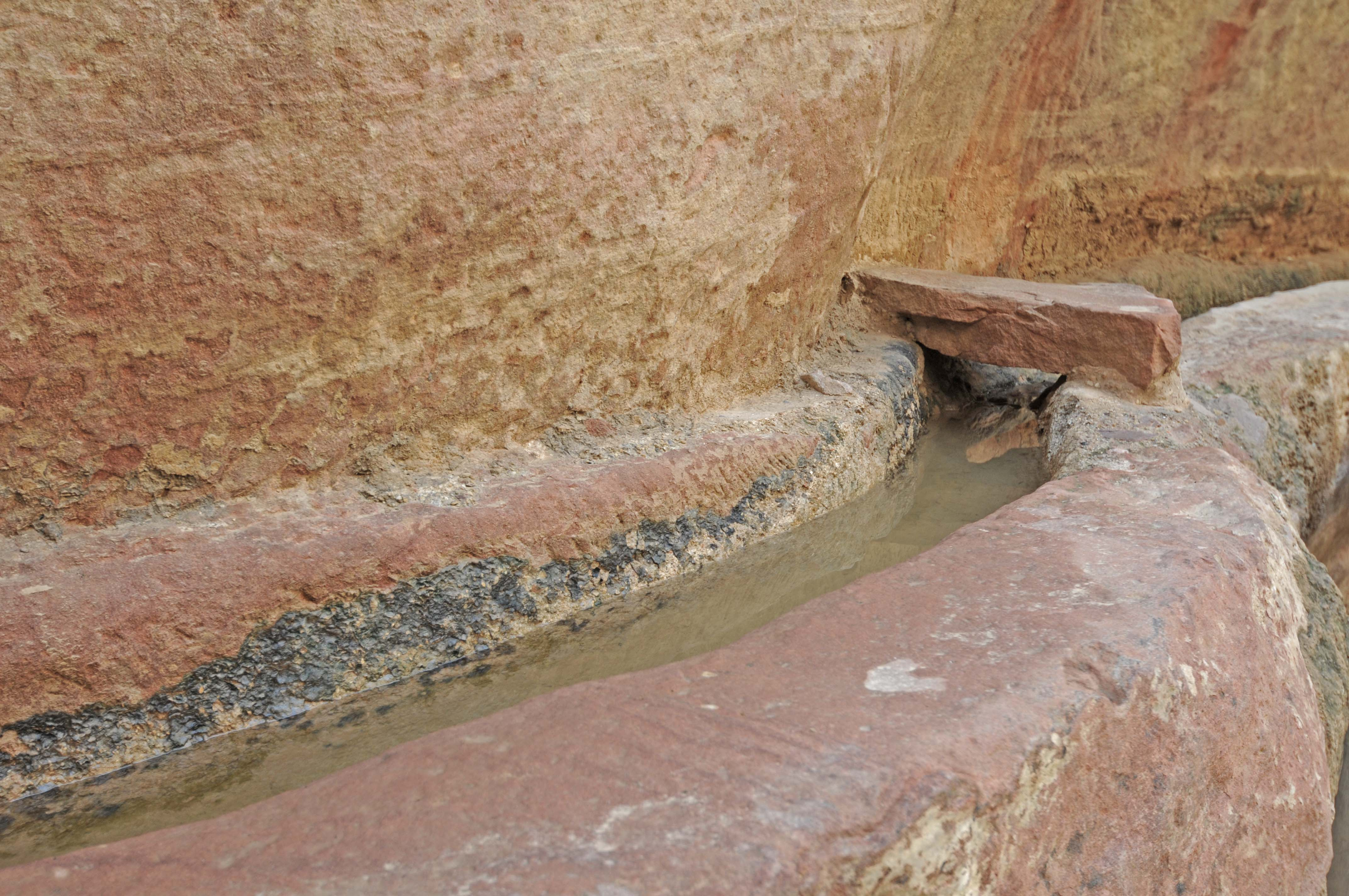
Canal avec le principe de protection par une ancienne pierre de couverture.

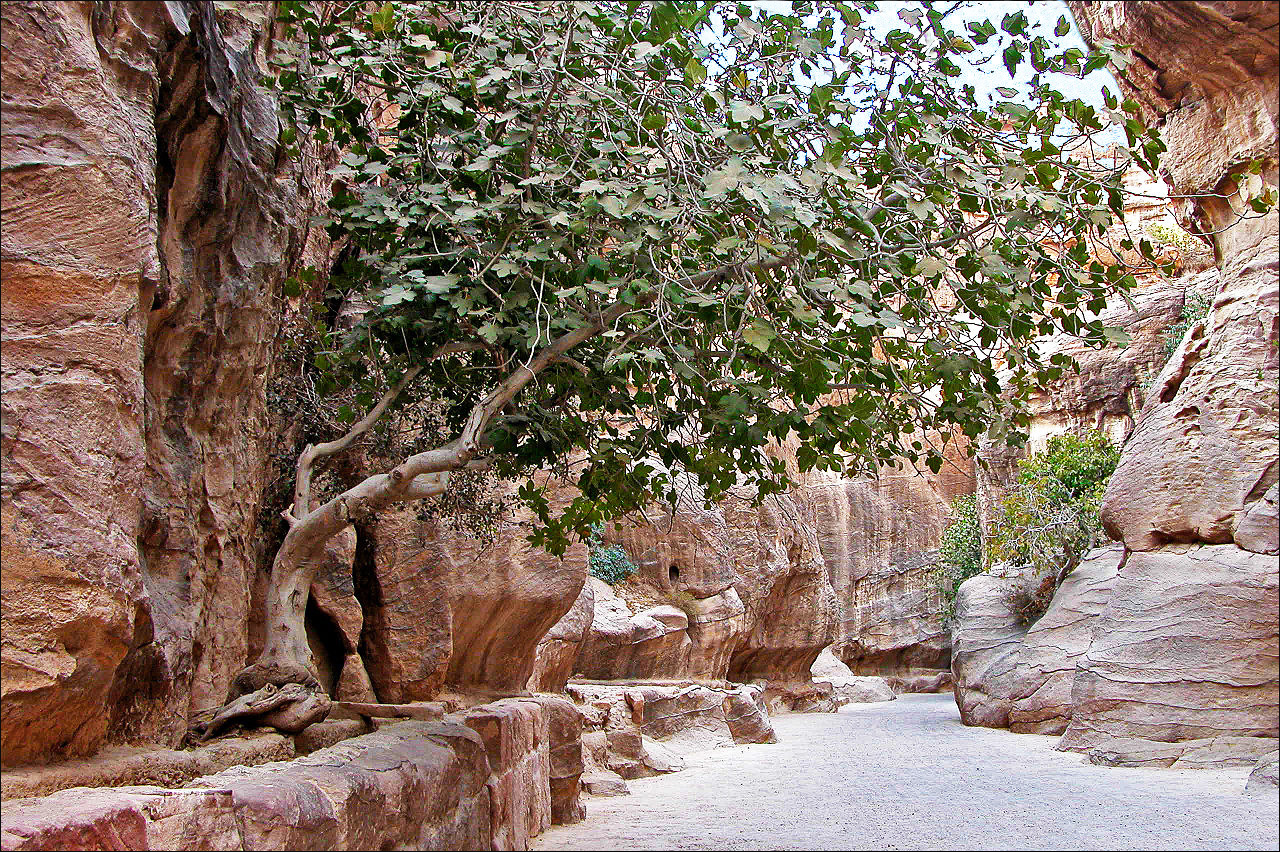
Rigoles creusées sur le côté du Siq.

La pente du canal était calculée pour un débit optimal et suivant son parcours, le canal était à l’air libre ou couvert avec des pierres plates. Dans le cas de pentes trop importantes, et afin d’éviter le débordement et la perte de l’eau, des puits étaient réalisés le long du parcours afin de « casser » la vitesse de l’eau, mais également permettre une décantation des particules de sable et de pierre qui pouvaient être entraînées par le courant. Suivant les archéologues, les canaux couverts de pierres étaient utilisés pour le transport des eaux à usage domestique, alors que les canaux laissés à l’air libre servaient au transport de l'eau destinée au bétail ou aux jardins et à l'agriculture. À l'époque de l'occupation romaine, le creusement de canaux à flanc de montagne fut renforcé par la pose de tuyauteries en terre cuite, placées parfois elles-mêmes dans les anciens canaux - côté est du Siq - . Ces nouveaux réseaux sont constitués de tuyauteries en terre cuite – low-fired clay pipe - avec emboîture et joint au mortier, avec des épaisseurs pouvant varier de 1 à 6 cm et des diamètres de 15 à 25 cm. «...L’archéologue Pilipp C. Hammond a trouvé des canalisations faites d’emboîtements de poterie dans le théâtre...»,. Certains réseaux de tuyauteries étaient en céramique – hight-fired clay pipes – avec une épaisseur de 5 mm ou parfois moins et d’une longueur de 30 cm. La particularité de ces réseaux de tuyauteries était double : chaque élément de tuyau, principalement ceux en terre cuite, d’une longueur de 30 à 100 cm, avait une forme rétrécie en son milieu, comme pour créer un « venturi » lors du passage de l’eau, forme spécifique rappelant la forme des tuyauteries en terre cuite du palais de Knossos en Crète. Une autre particularité de certaines tuyauteries en terre cuite posées à Pétra se trouve dans les ondulations sinusoïdales dans la partie intérieure du tuyau, réalisées au moment de la fabrication et qui, suivant les experts, permettait une augmentation dans le débit de la tuyauterie, ceci à partir d’observation empirique.

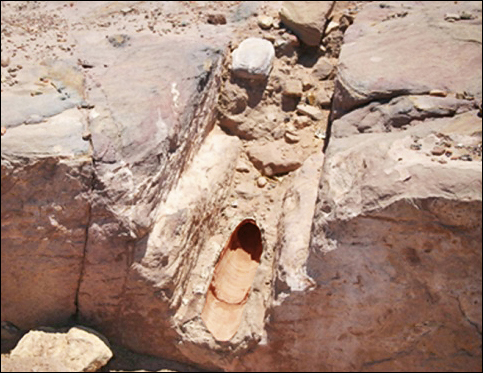
Vestiges d'une tuyauterie en terre cuite placée dans un canal de pierre.

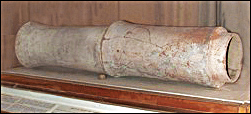
Tuyaux en céramique ou terre cuite au musée archéologique de Pétra.

Pour le raccordement des maisons particulières, des fontaines, de certains appareils des thermes, des tuyauteries en plomb étaient utilisées, très certainement au cours de la période de l’occupation romaine. L’utilisation de ce matériau était réservée soit pour le raccordement final des installations neuves, soit dans le cadre de réparation des réseaux. Le réseau de tuyauteries à l’est du Grand Temple fut modifié à l’époque de l’occupation romaine, afin d’alimenter en eau le Marché ainsi que les bâtiments commerciaux le long du Cardo après sa romanisation,. « ...Des sections de tuyauteries en plomb étaient installées à la base de la plateforme du Grand Temple et continuaient vers l’est […] Les tuyaux de plomb indiquent généralement une fabrication par les Romains et une utilisation lors de modifications probables par les Romains... »

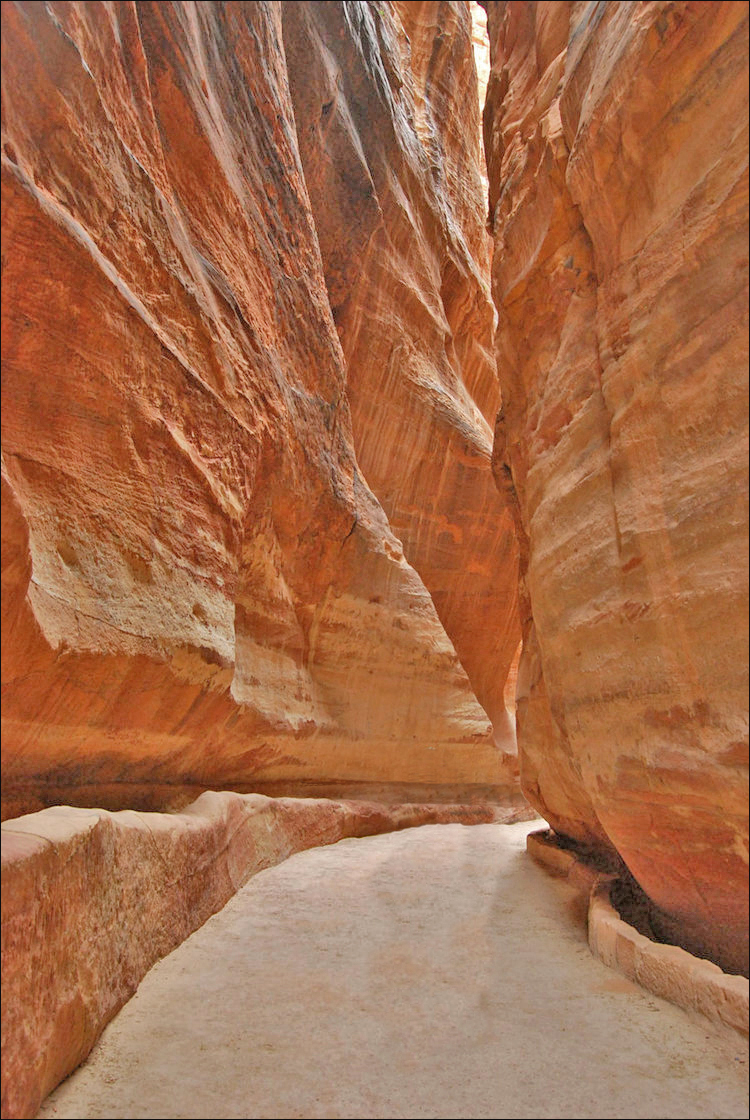
Rigoles de différents types taillées dans le roc de chaque côté du Siq.

La pose de ces tuyauteries en terre cuite était elle aussi particulière : installées généralement dans un caniveau creusé sur le flanc de la montagne – c’est le cas de la tuyauterie sur un des côtés du Sîq - sa pente était calculée pour permettre un débit maximum, avec un remplissage de la tuyauterie optimisé, laissant un vide d’air en sa partie supérieure avec un minimum de perte par frottement . C’est là une mise en application empirique du principe actuel du CFD Computational fluid dynamics, issu de la dynamique des fluides numérique (MFN), une science qui, à l'aide de logiciels spécifiques, produit des prévisions quantitatives des phénomènes d'écoulement des fluides basées sur les lois de conservation (conservation de la masse, du moment et de l'énergie) régissant le mouvement des fluides.
John Peter Oleson, parle d’un tronçon de 60 m de tuyauterie sous pression – probablement en céramique hight-fired clay pipes, installé en fin de l’aqueduc d'Aïn Braq. La particularité de ce tronçon réside dans la réalisation d'un « siphon inversé », technique très utilisé par les Romains, aussi bien en Gaule (siphons de Giers) qu’en d’autres parties de l’Empire Romain (Pergame, Almuñecar, Gades, Cadix, etc.).
L’alimentation en eau de Pétra combine l’utilisation de deux sources principales : les eaux de pluie, disponibles en saison hivernale, et les eaux de sources, au débit plus ou moins régulier tout au long de l’année. Cette idée de la conception doublée des réseaux d’approvisionnement et de distribution garantit que l’eau peut provenir de différentes sources, en fonction des variations des débits des sources et des précipitations en eaux de pluie, permettant le remplissage des réservoirs et des citernes.
« ...Ce degré de redondance indique que la planification des variations de l’approvisionnement en eau était une considération primordiale. Ce problème a été traité selon un modèle complexe pouvant exploiter diverses ressources en eau en fonction de la disponibilité relative... »

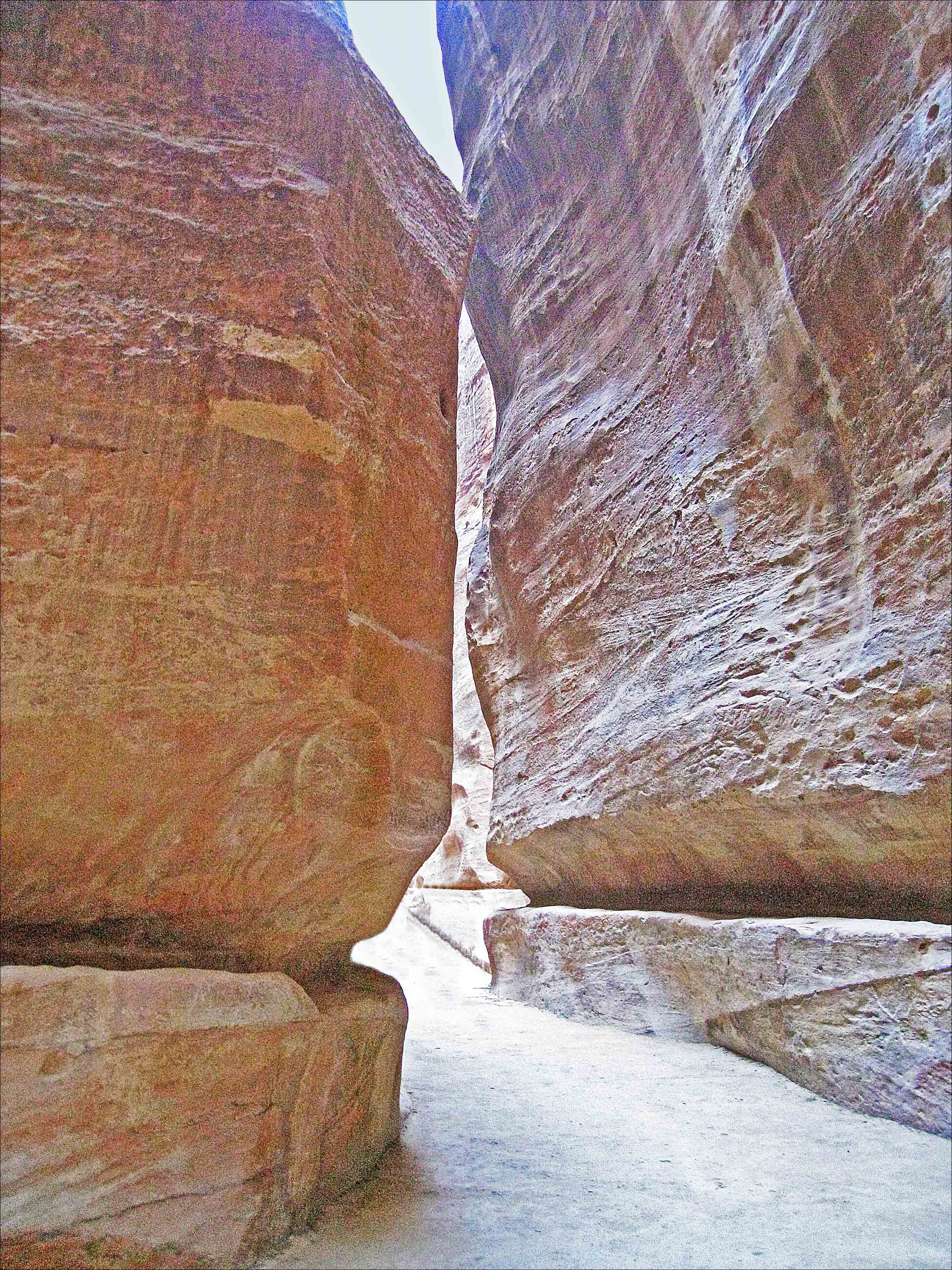
Les différents canaux creusés dans le rocher le long du Siq.

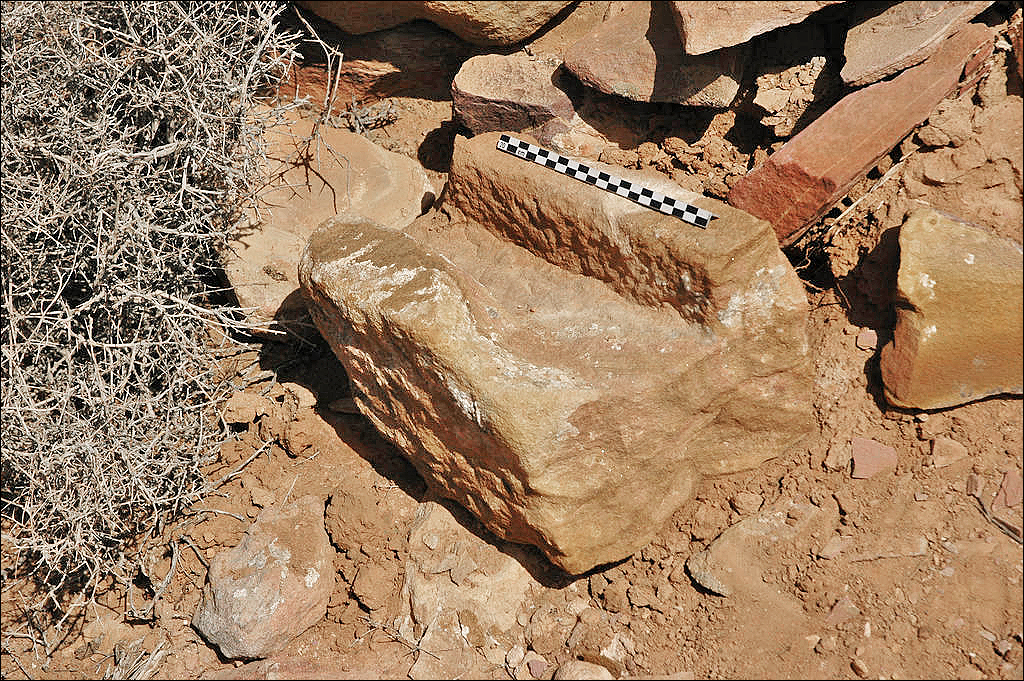
Élément de canal en pierre servant aux premiers aqueducs amenant l'eau à Pétra.

Afin d'optimiser également l’alimentation de certaines zones de la cité ou de bâtiments spécifiques - thermes, nymphées, lieux de culte, Paradeisos - et des résidences particulières, le doublement dans les approvisionnements pour l’alimentation d’un lieu ou d’un bâtiment permettait de satisfaire les besoins en eau, quelles que soient les variations dans le débit de certaines sources, ou les apports en provenance de la pluviométrie. « ...S’il ne fait aucun doute que le complexe du Tombeau du Soldat disposait d’un système d’approvisionnement en eaux de pluie collectées dans un réseau sophistiqué de multiples bassins et citernes, connectés entre eux par des conduites qui liaient le Wadi Farasa au reste de la ville de Pétra, il est en revanche plus difficile de déterminer si le site bénéficiait d’un apport substantiel en eau fraîche... » (eau de source).

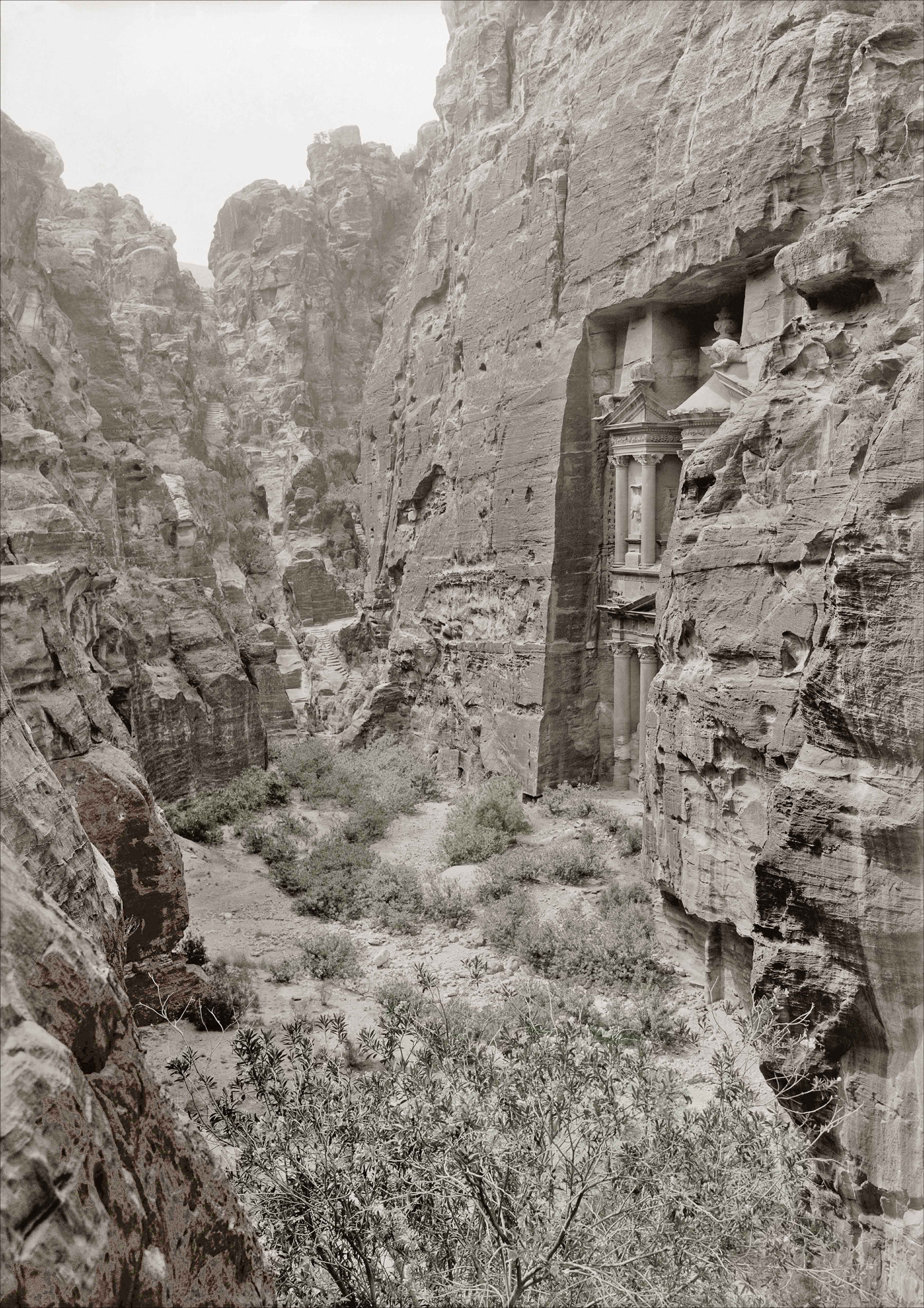
Le wadi Musa devant le Khazneh vers 1940.

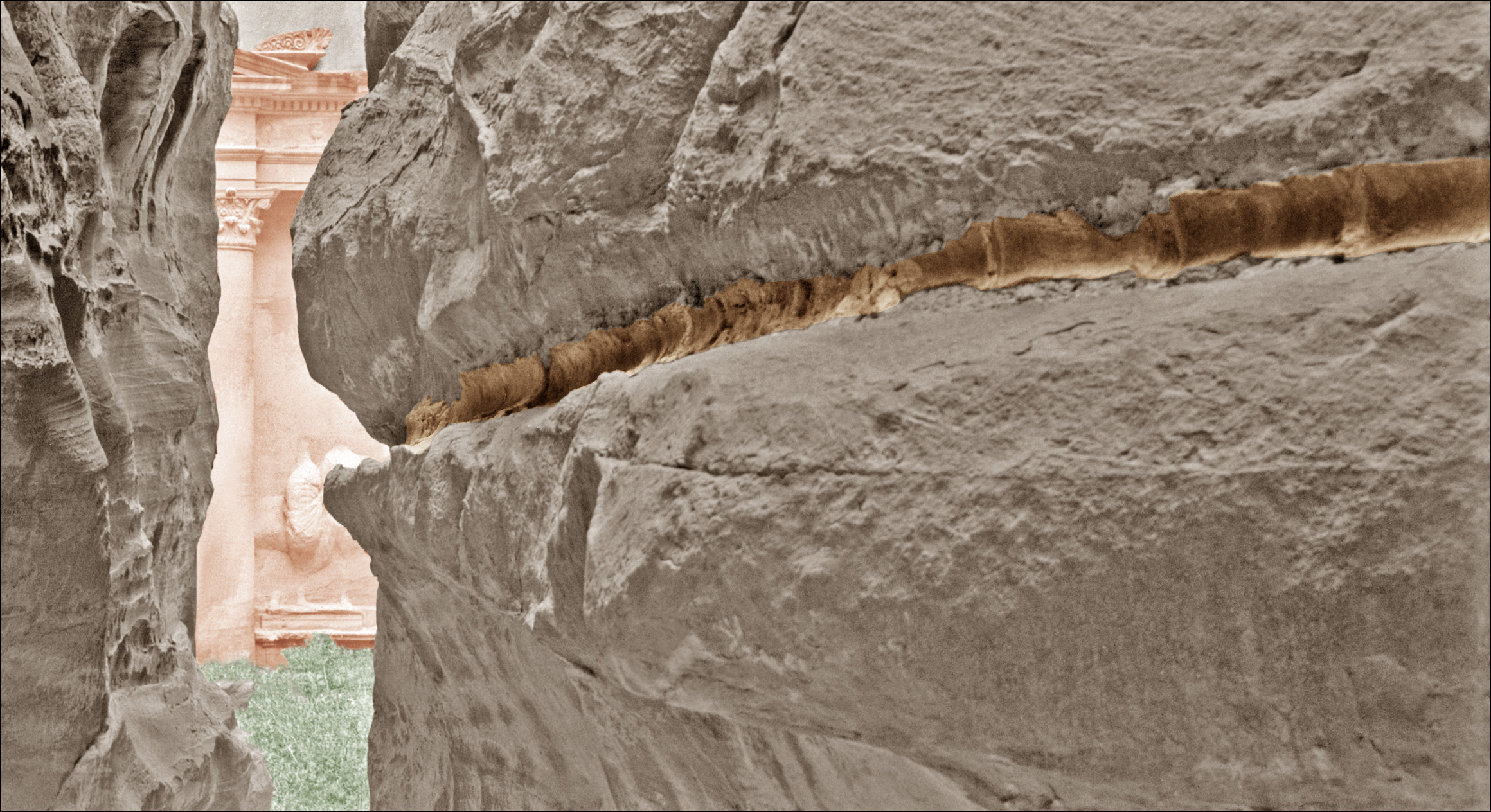
Détails d'une tuyauterie en terre cuite installée dans un canal au flanc de la montagne du Siq.

Sur un premier tronçon du parcours côté est du Siq, subsistent les restes de plusieurs dizaines de mètres de tuyauteries en terre cuite au-dessus du chemin et finement emboîtées et jointoyées ; ces tuyaux sont encastrés dans un caniveau taillé dans la montagne et couverts de pierres et de mortier.
À la fin du Siq, au moment où l’on aperçoit le Khazneh, sur l'un des côtés d'une cinquantaine de mètres de longueur, les vestiges de cette même tuyauterie en terre cuite amenant l’eau au centre-ville de Pétra sont encore visibles. Les faibles longueurs des éléments de tuyaux en terre cuite ou en pierres taillées – 30 cm à 60 cm ou même 100 cm - permettaient de réaliser des coudes et changement de direction assez courts, notamment pour le contournement des collines et des montagnes. Du côté opposé du Siq, un caniveau ouvert, parfaitement bien conservé, serpente sur la presque totalité de son parcours.
Ces systèmes de captation et de distribution de l’eau à Pétra sont à la fois très anciens et ont évolué au fil des siècles, suivant les différents peuples qui ont occupé la cité de Pétra – Édomites, Nabatéens, Romains, Byzantins – et les besoins en eau de la population à la fois plus nombreuse et avec des utilisations de l’eau plus ludiques, notamment au cours de l'occupation romaine.

### L’utilisation des eaux

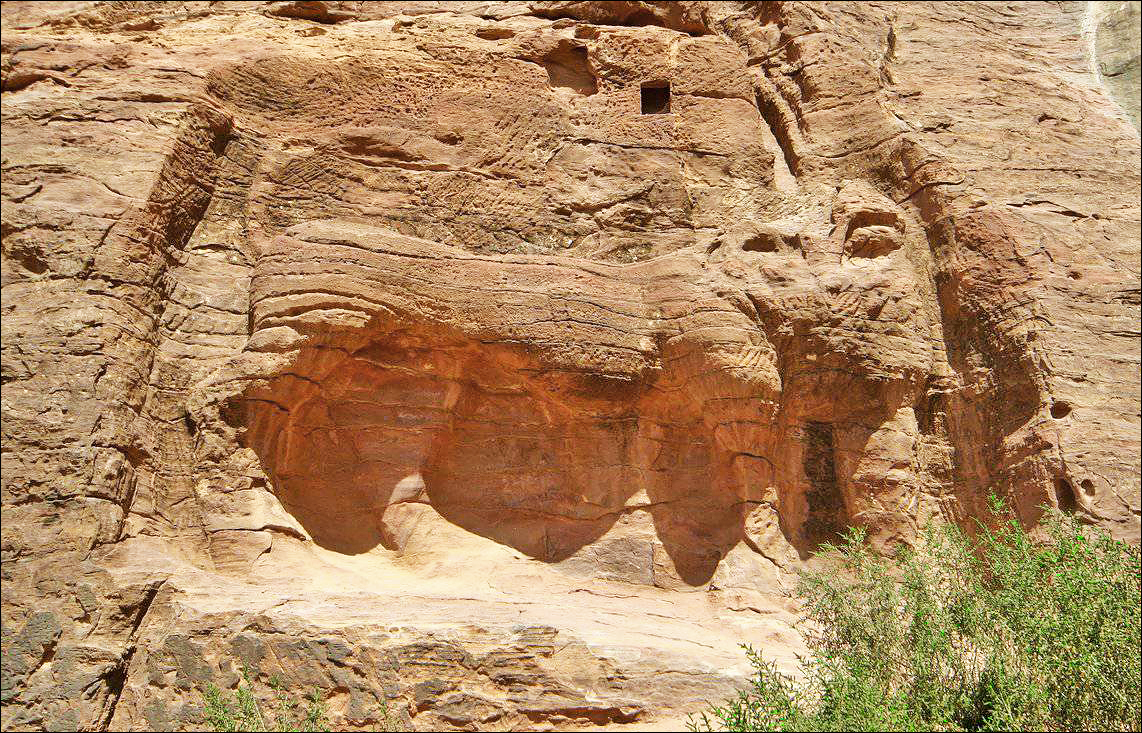
Vestiges de pierre de la Fontaine du Lion.

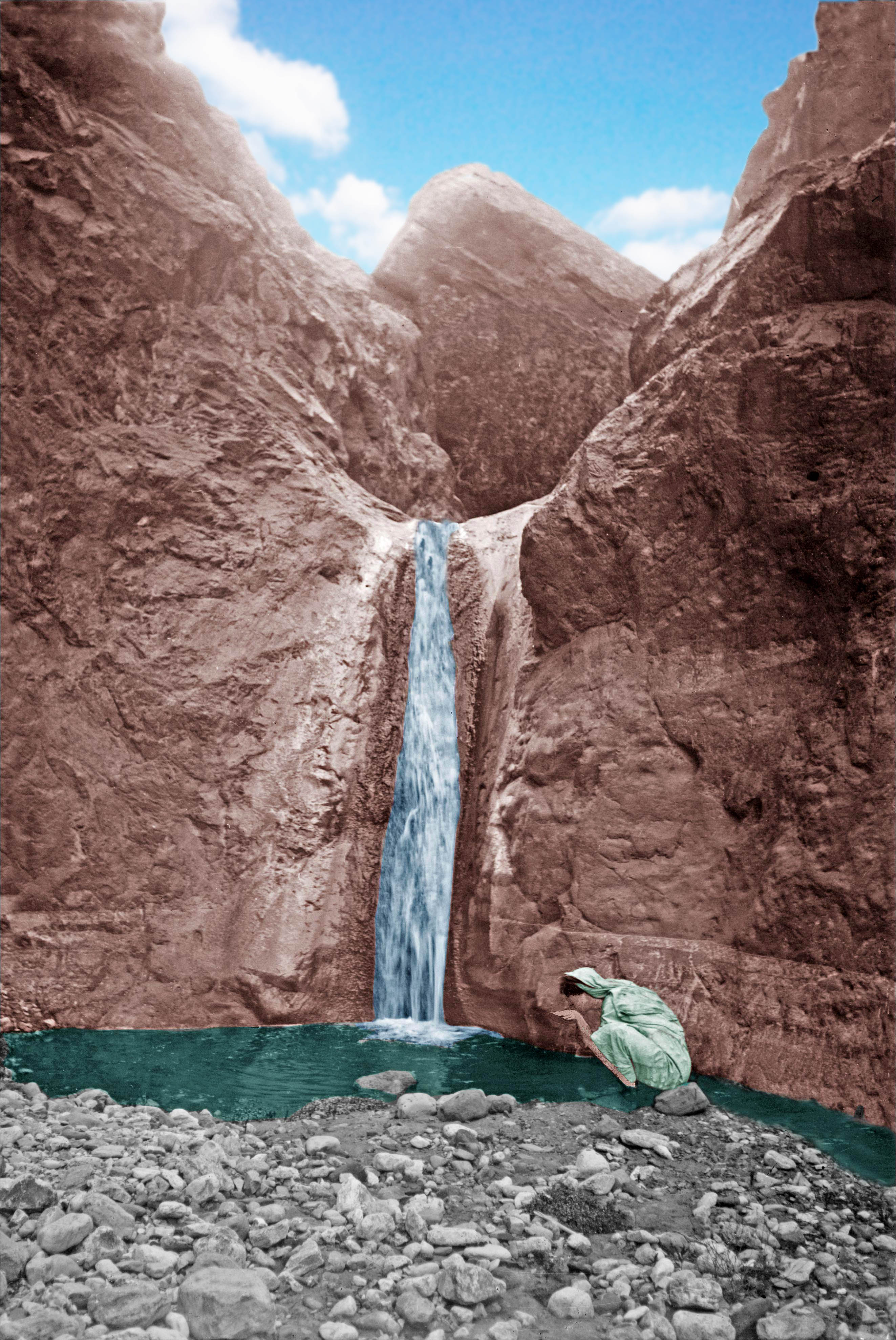
Chute d’eau sur le wadi al Siyagh. Colorisé.

Les eaux, qu’elles soient de source ou de pluie, obtenues avec tant de soins et gérées à la fois avec modération et ingéniosité par les soins des responsables des eaux de la cité de Pétra, étaient destinées à de nombreux usages, satisfaisant à la fois aux besoins domestiques, aux lieux de cultes, à la viticulture  - des pressoirs à vin ont été retrouvés sur le site de Pétra - et l’agriculture, laquelle généralement située en terrasse, permettait au moyen de murets de retenir les eaux d’écoulement et les terres d’alluvions arrachées à la montagne. «...On ne peut que penser aussitôt à une répartition sociale de l’eau, fondée sur les us et coutumes familiaux ou tribaux...». Ces « jardins » donnaient les fruits et les légumes nécessaires aux résidents de la Cité et aux hommes des caravanes qui s’arrêtaient à Pétra. Dans les abords de la ville, des pâturages permettaient l’élevage de bovins, fournissant la viande et le lait de Pétra ; les animaux s’abreuvaient d’eaux de pluie, dans les wadis ou les réservoirs à ciel ouvert. En plus de l’utilisation pour les besoins de l’agriculture et de l’élevage, les eaux provenant du ciel ont certainement occupées une place importante dans les rites des Nabatéens en général et de Pétra en particulier,,.
« ... on peut se demander aussi s’ils n’attribuaient pas [les habitants de Pétra et les Nabatéens en général] une valeur particulière à l’eau de pluie ainsi prélevée pour un usage cultuel. L’ensemble du massif d’Ithlib, en périphérie de l’agglomération urbaine, semble, en effet, avoir été dédié au culte...». »

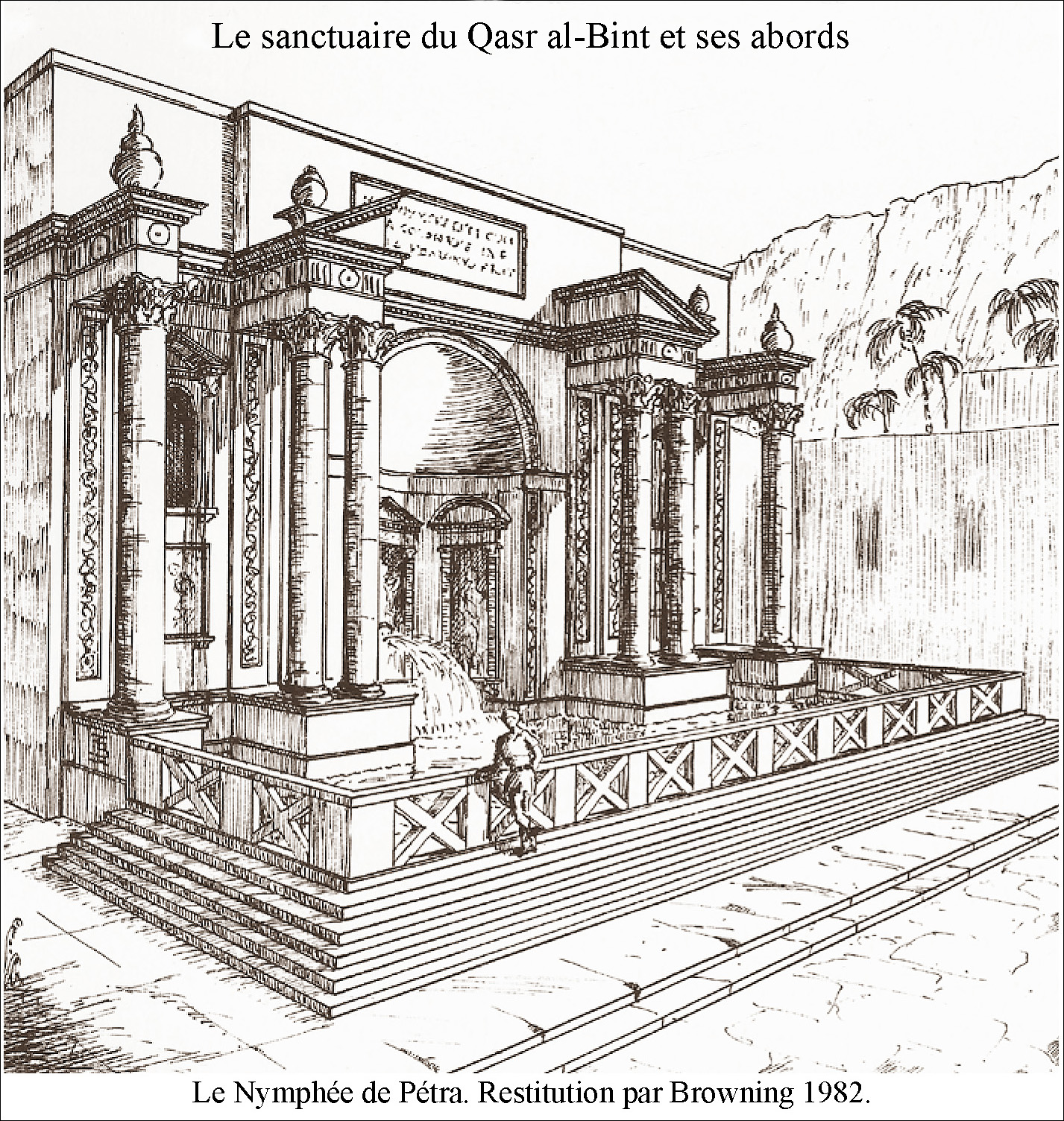
Le Nymphée ou fontaine sacrée. Restitution par Browning en 1982.

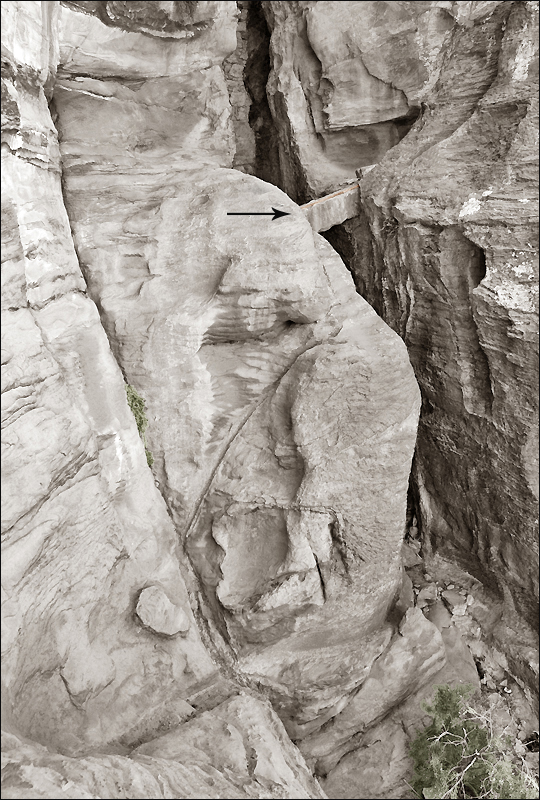
Le pont aqueduc pour franchir le wadi Braq vers 1900.

Le site du temple de Khirbet et-Tannur, complexe et ancien sanctuaire, haut lieu cultuel construit au VIe siècle av. J.-C. sur une colline à 70 km au nord de Pétra, était une étape des caravanes jusqu’ au VIe siècle apr. J.-C. Au pied de la colline, le wadi La’ban, proche de la grande voie romaine nord-sud de la provincia Arabia, comporte de nombreuses sources, dont certaines près du village de Khirbet ed-Dharih qui sont des sources d’eau chaude. Sur le site de Khirbet et-Tannur, les archéologues ont trouvé une inscription avec le nom d’une personne officielle chargée de la supervision de l'ensemble du système d’alimentation - de la captation jusqu'à la distribution - en eau de la ville d'Aïn La’ban. Ce personnage « officiel » est appelé : Le Maître des eaux du La’ban ; dans cet environnement riche en eaux de sources, un responsable de haut niveau, dont le nom est gravé sur la pierre, était chargé de la bonne gestion de cette source de vie pour les hommes et les animaux. De par l’importance du réseau hydraulique de Pétra, un tel Maître des eaux devait exister dans la cité nabatéenne.

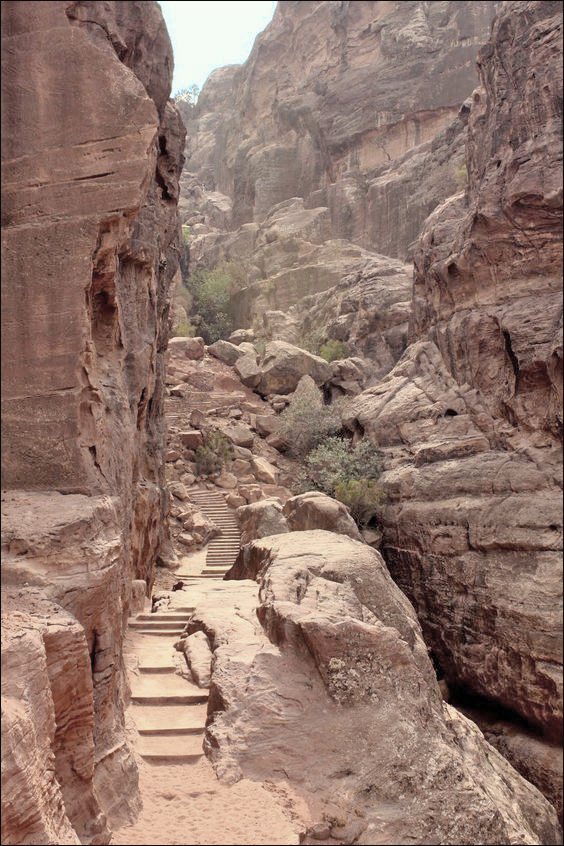
Le wadi Araba à droite et le chemin d’accès au Deir - monastère.

Au centre de la cité, de riches marchands ou personnalités de Pétra possédaient des résidences, lesquelles étaient alimentées en eau courante – comme le complexe dit du Tombeau du Soldat appartenant à une famille de la plus haute aristocratie nabatéenne - ; un réseau de tuyauteries en plomb alimentait des fontaines et des bains intérieurs, mais au cours des travaux sur les différents sites de fouilles, les archéologues n'ont pas encore retrouvé d'éléments de tuyauterie en plomb ou en cuivre ; les pillages ont été nombreux au cours des siècles, ces matériaux auront été réutilisés à d’autres fins.
Le centre de la cité possédait aussi des bassins, des nymphées ou fontaines sacrées - Fontaine Haute et Fontaine Basse -, des fontaines publiques, comme la Fontaine du Lion, alimentée par les citernes du Jebel Attuf pour les besoins religieux et le plaisir des habitants et des voyageurs. Au pied de la montagne Al Khubtha, l’eau canalisée tombait en cascade d’une hauteur de 20 m dans un bassin.

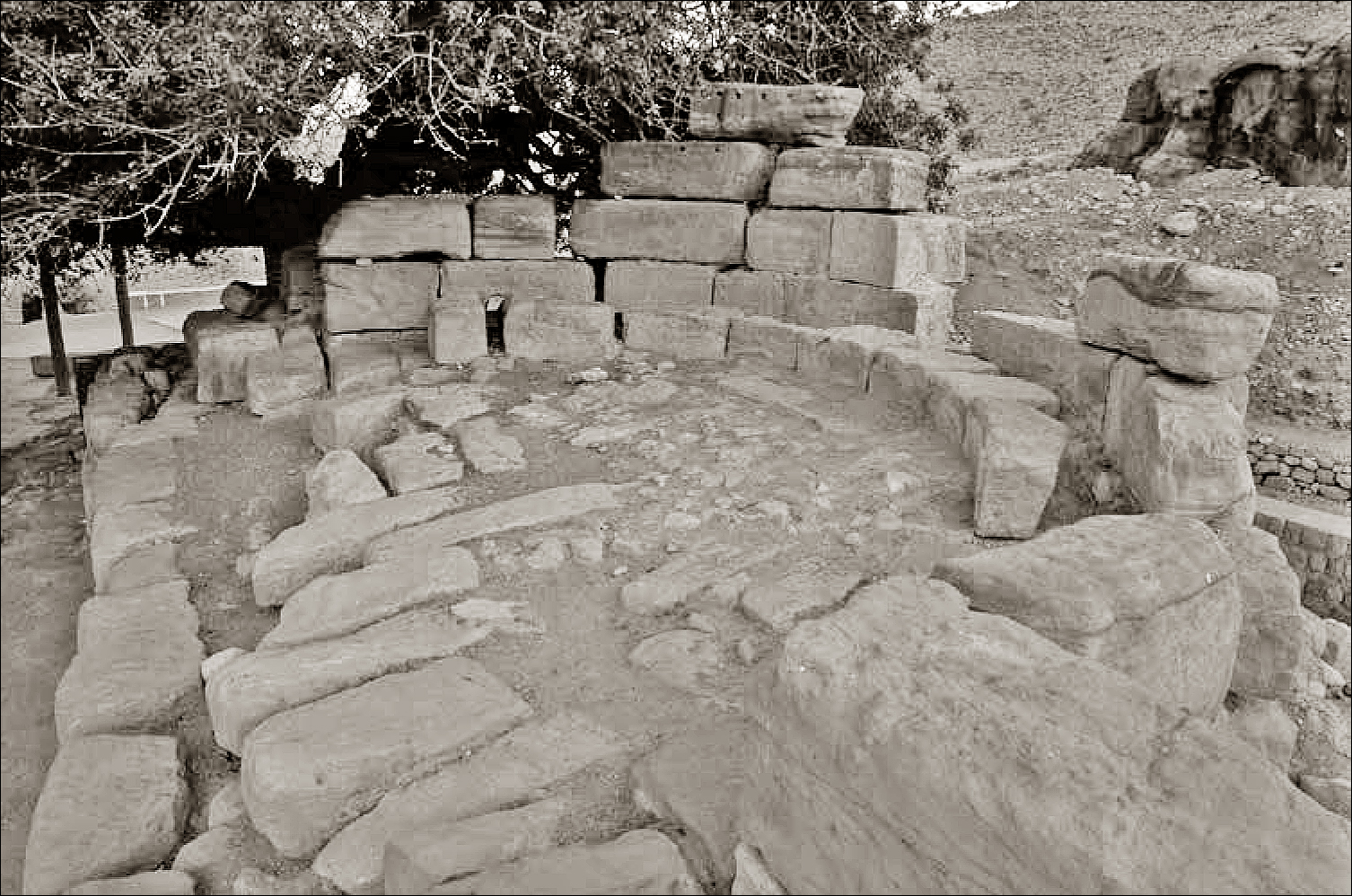
Vestiges d'un Nymphée ou fontaine sacrée du sanctuaire du Qasr al-Bint.

Malgré sa situation de ville du désert, Pétra a toujours voulu montrer aux marchands et aux voyageurs que sa bonne gestion de l’eau lui permettait de l’utiliser sans réserve, à la fois pour les besoins domestiques, religieux et pour son agriculture, mais également pour des utilisations plus ludiques. « ...Nous connaissions l’omniprésence et la sophistication à Pétra des dispositifs hydrauliques, aqueducs et citernes, et le goût de ses habitants pour l’ostentation dans cette maîtrise de l’eau (fontaines, nymphées, lac artificiels, jardins, etc.). Il n’est finalement pas surprenant que cette tendance à « montrer l’eau », dans une région où elle peut se révéler si rare, trouve à l’époque romaine et dans le domaine thermal un terrain idéal où se développer. »

### La maintenance des infrastructures

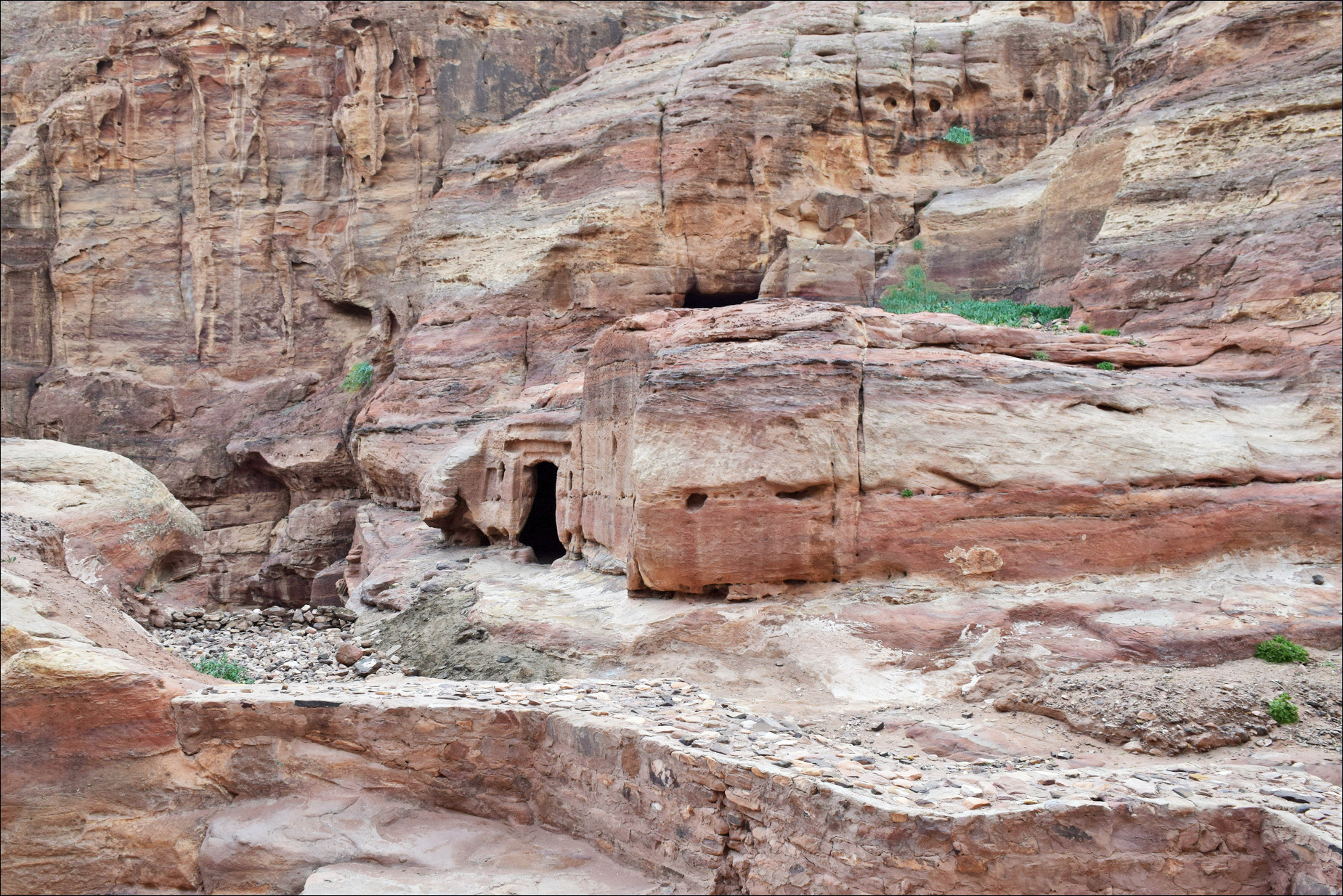
Protection de l’érosion d’un wadi à l'aide de gabions.

La maintenance des infrastructures de l'ensemble du système hydraulique et d'hydrologie alimentant la cité de Pétra se faisait selon une gestion centralisée des eaux de la ville. De par la complexité, ses différentes sources de captation des eaux, leur stockage et les moyens de distribution, le réseau nécessitait une élaboration et une construction des équipements parfaitement coordonnées en fonction des besoins, évoluant au cours des siècles et de l’expansion de la ville, mais également une maintenance de qualité, bien gérée et régulière des réseaux hydrauliques. « ...il est incontestable que la gestion des eaux dans la région de Pétra, constitue un témoignage impressionnant de la mise en place d’une administration centrale efficace, d’autant plus remarquable qu’elle a été instaurée par d’anciens nomades. »

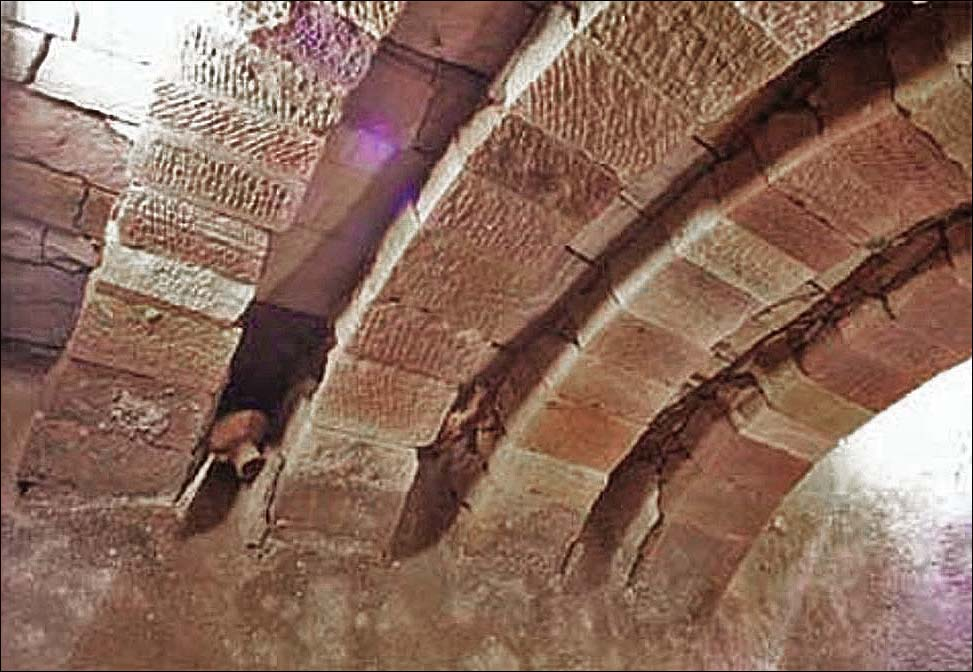
Les arches de support du toit d’une citerne sous la salle 27 site ez Zantur IV. Photo de Daniel Keller.

Pour cela il était nécessaire de former et de pérenniser une main-d’œuvre qualifiée pour la réalisation et l’entretien de cet ensemble hydraulique.
«...La réalisation des projets dépendait finalement d’une autorité de décision et de régulation qui supposait une organisation politique structurée...»

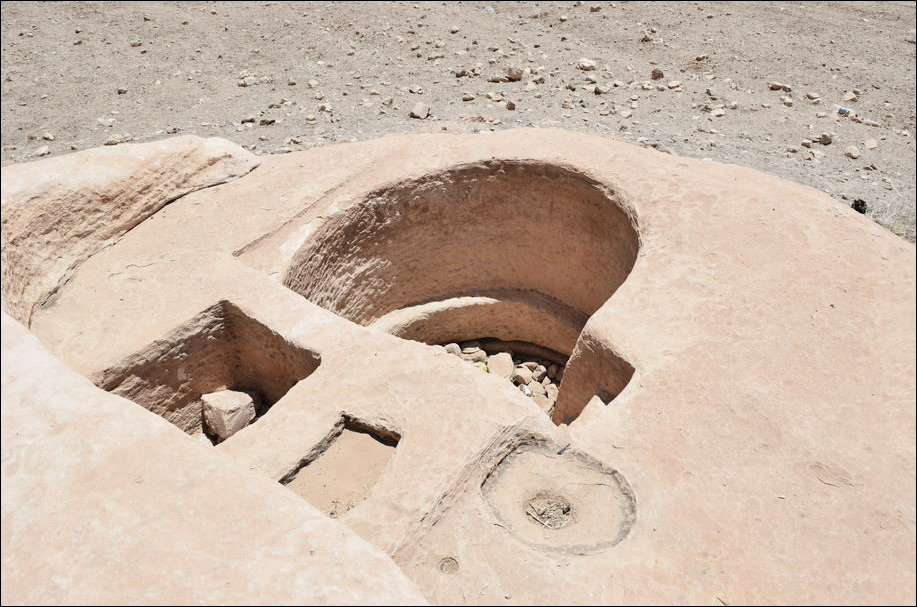
Citerne dans le roc du désert avec bac de décantation.

La conception et la mise en place de ces réseaux complexes sur d’aussi longues distances ne peut être le travail de simples nomades, mais d’ouvriers qualifiés dans les techniques de pose des réseaux complexes de tuyauteries pour l’alimentation de la cité de Pétra. Des ouvriers hautement qualifiés, et des techniques déjà connues dans le Proche Orient et le bassin méditerranéen jusqu’au delta du Nil, ont été importés et utilisés à Pétra. « ...Comme l’ont indiqué plusieurs spécialistes de la sédentarisation (Bowersock, Wahlin, LaBianca) c’est du côté des maîtres des pratiques hydrauliques bien attestées en Orient et dans le monde hellénistique que l’on devrait chercher l’origine des savoirs transférés. »

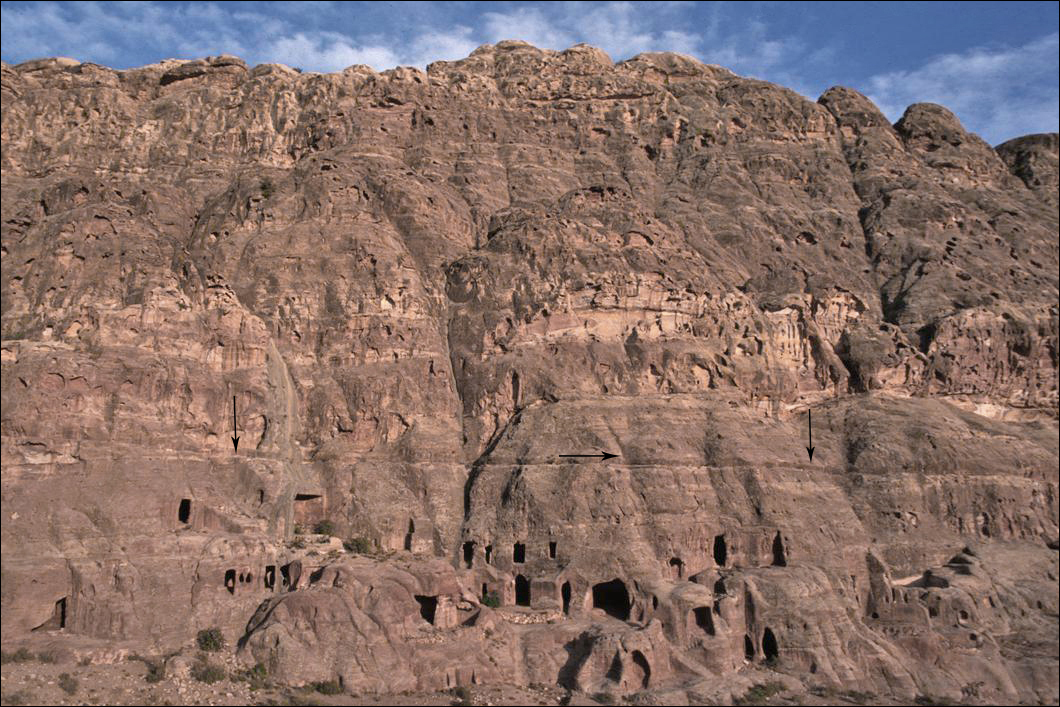
Trace d’un canal au flanc de la montagne.
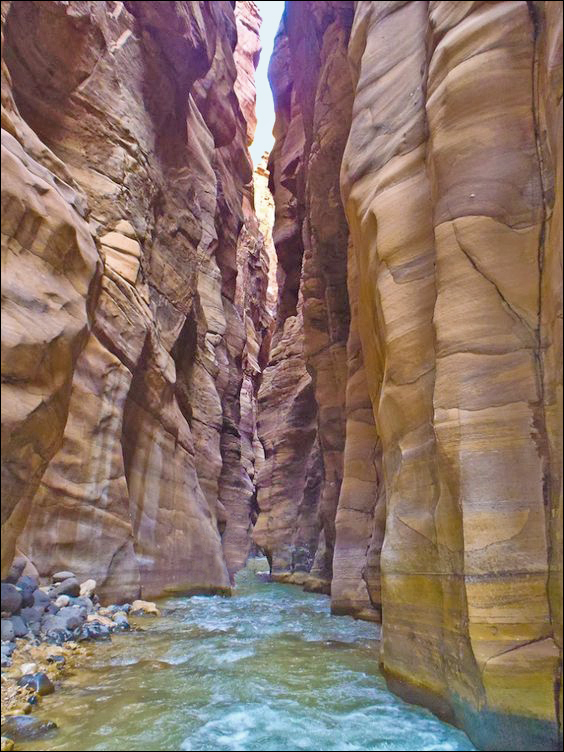
Le Siq envahi par les eaux.
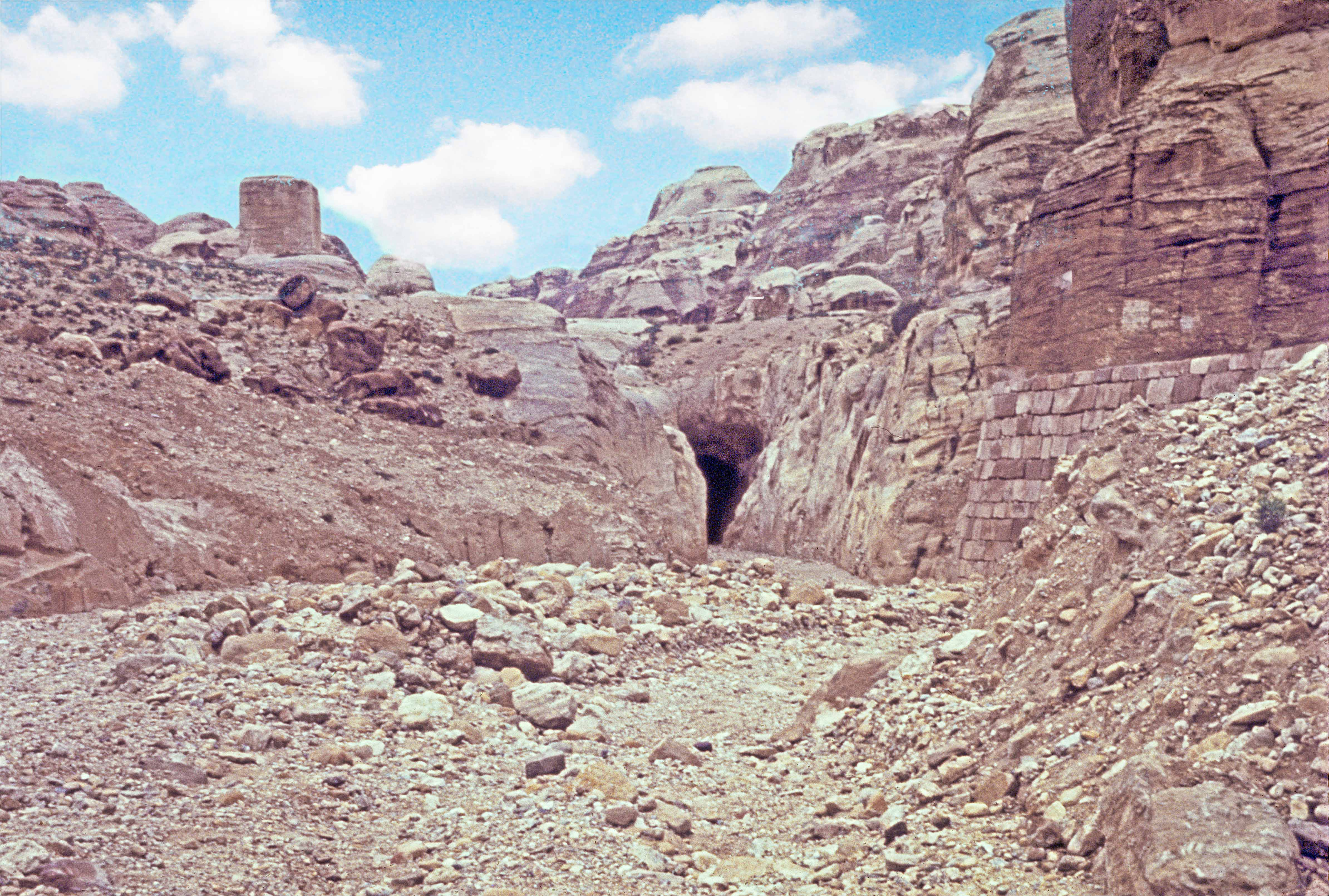
Barrage ancien en amont du Siq avec entrée du tunnel, vers 1900.
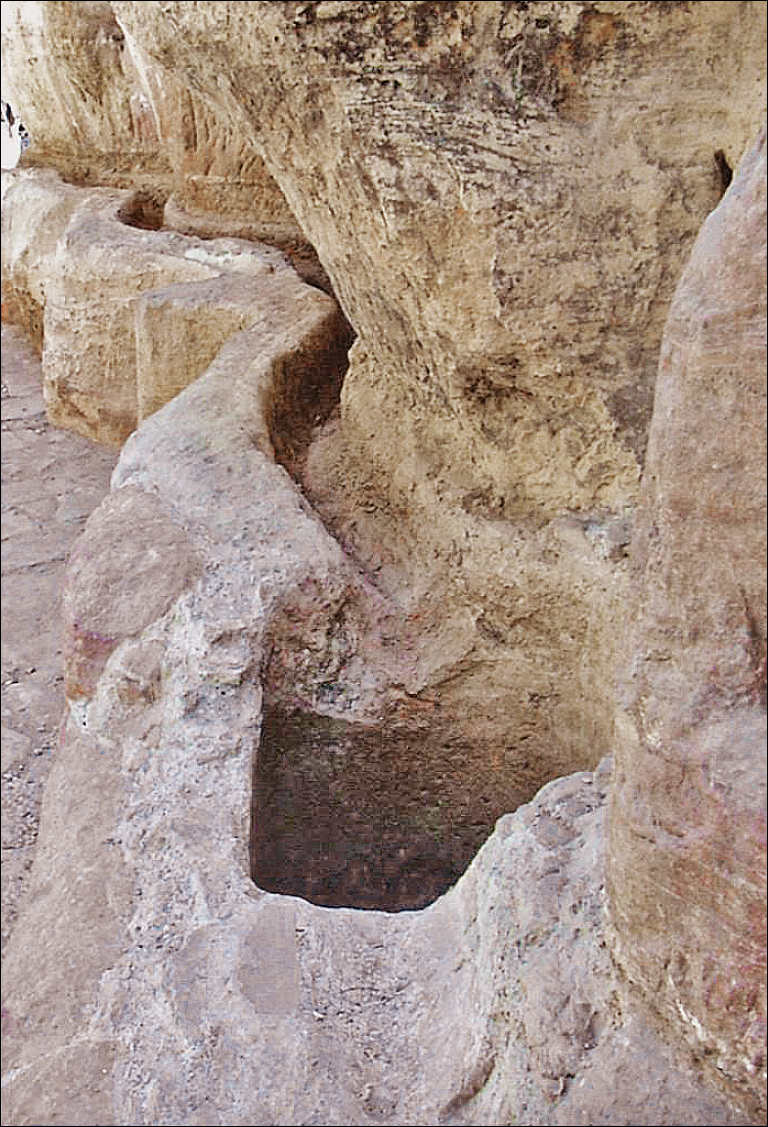
Caniveau et bac de décantation le long du Siq.
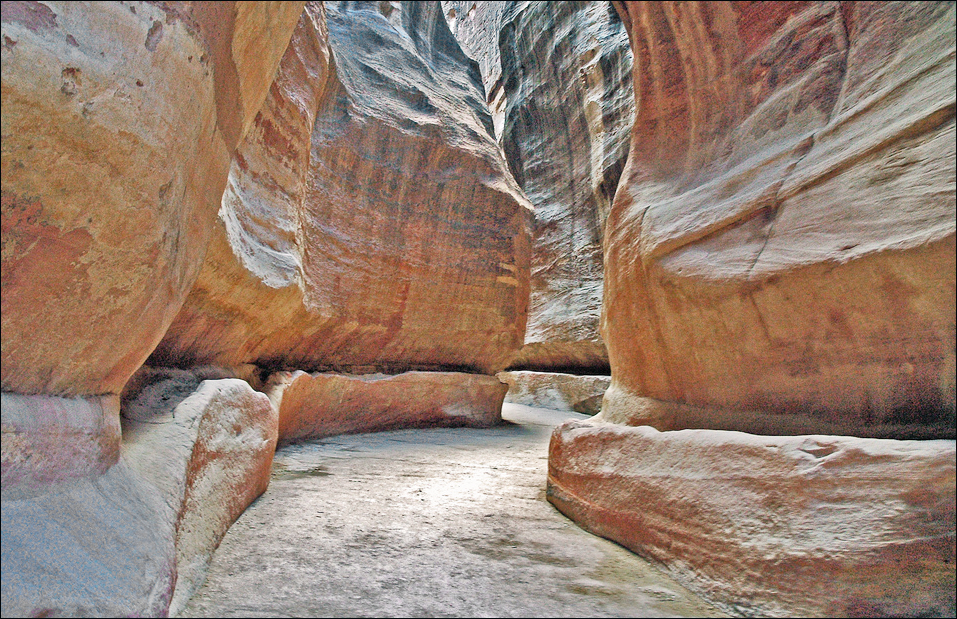
Canaux de chaque côté du Siq pour alimenter Pétra en eau.

## Les qanats

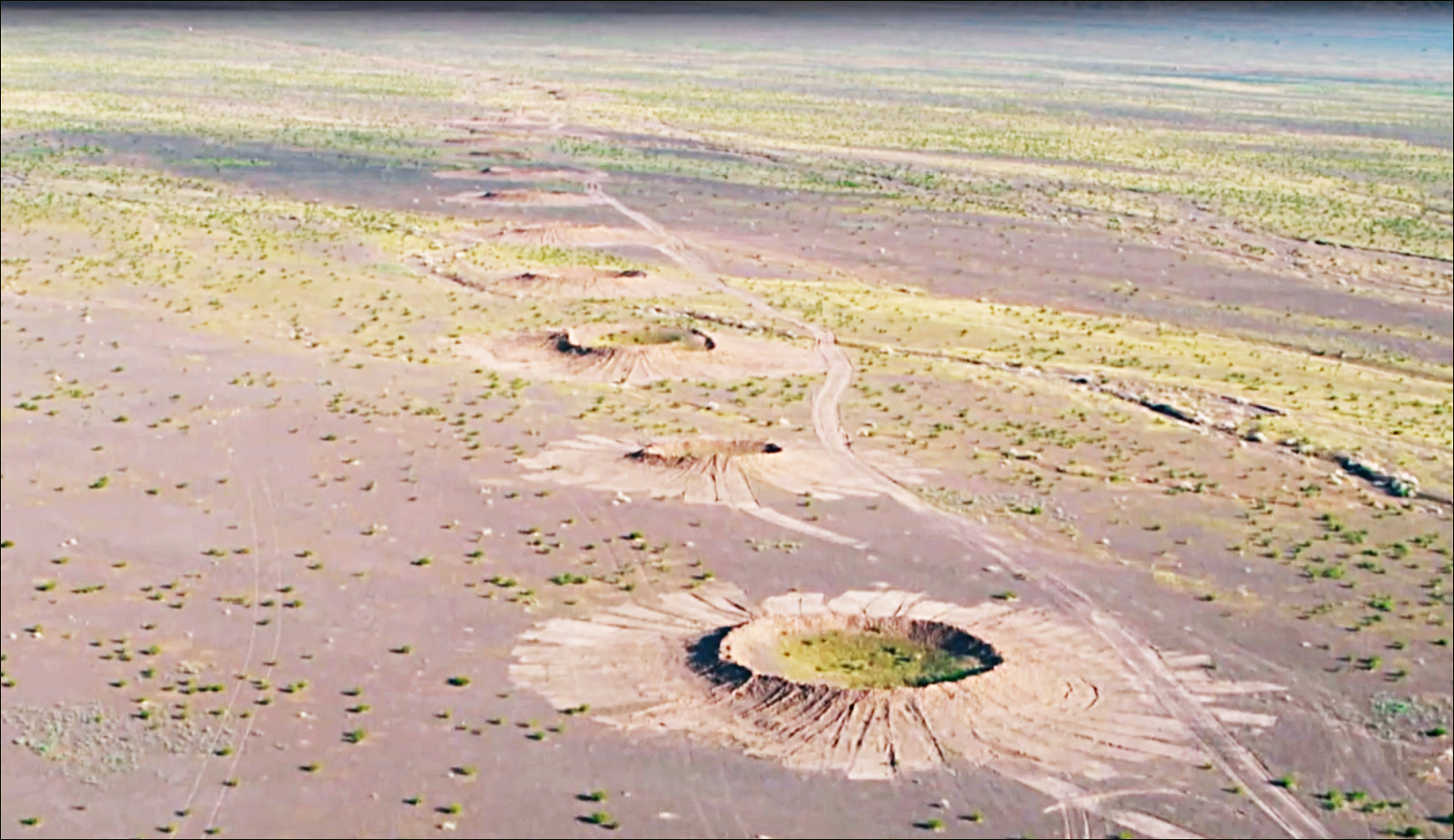
Puits de creusement et de maintenance d'un qanat en Iran.

Les qanats et leur participation au système hydrologique de Pétra est abordé par l'archéologue canadien John Peter Oleson, qui parle de qanats autour de Pétra : «...Le qanat, un conduit souterrain creusé au moyen d'une chaine de puits d'accès, fut occasionnellement utilisé dans la région comme alternative à l'aqueduc...».

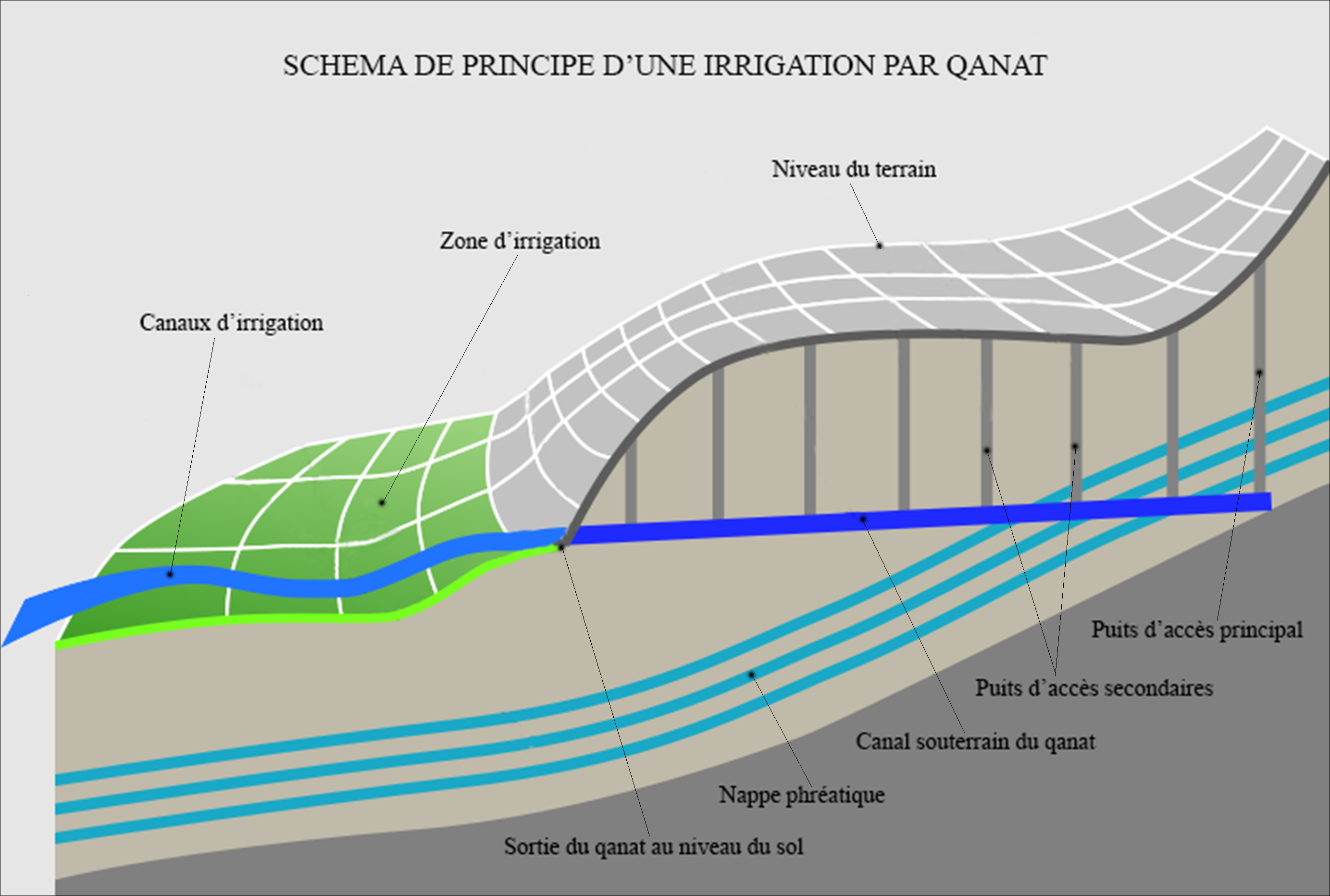
Schéma de principe d’un qanat pour l'alimentation d’un réseau d’irrigation.

Des vestiges de ce type à proximité de la cité nabatéenne n'ont pas encore été découverts par les archéologues. Cependant, Jean Nicod, dans son étude sur les Problèmes d'environnement dans quelques cités antiques d'Asie mineure et du Proche Orient, fait référence, pour la cité de Pétra, à l'utilisation de qanats dans le cadre des aménagements hydrauliques de la ville. Le terme qanat, mot sémitique dérivé d'un mot akkadien, que l’on peut traduire par « creuser » représente la collecte de l’eau d’une nappe aquifère par un ensemble de tunnels creusés dans la roche et connectés à des puits de ventilation, d’évacuation des déchets et de guidance dans le tracé du qanat, permettant de transporter l’eau des profondeurs de la montagne vers la surface par gravité et d'alimenter des réservoirs de stockage, servant à l'irrigation de zones souvent agricoles .
Un aqueduc - du latin aqua (eau) et de ductus (conduire) - est une canalisation ou un canal souvent aérien, mais qui peut être percé à travers une montagne (tunnel), utilisé pour transporter l’eau d’un point à un autre, à partir d’une source précise, pour alimenter une ville dans la plupart des cas. Un qanat, dans son origine l'akkadienne qanu (roseau), est une galerie drainante, généralement creusé en zone semi-aride, dans une montagne, à partir d’une nappe aquifère ou de sources artésiennes, et servant à l’irrigation de zones agricoles. « ...L’image générale qui se dégage de l’étude de la ville dans la durée est en eﬀet celle d’une réduction progressive de l’occupation des zones gréseuses du bassin du wadi Musa au profit d’un arrière-pays calcaire plus fourni en sources pérennes, nouveau noyau de développement vers les steppes orientales, cette fois mises en culture grâce à l’apparition de nouvelles méthodes de gestion de l’eau (qanats), à la faveur d’une présence militaire et civile apparemment accrue... »

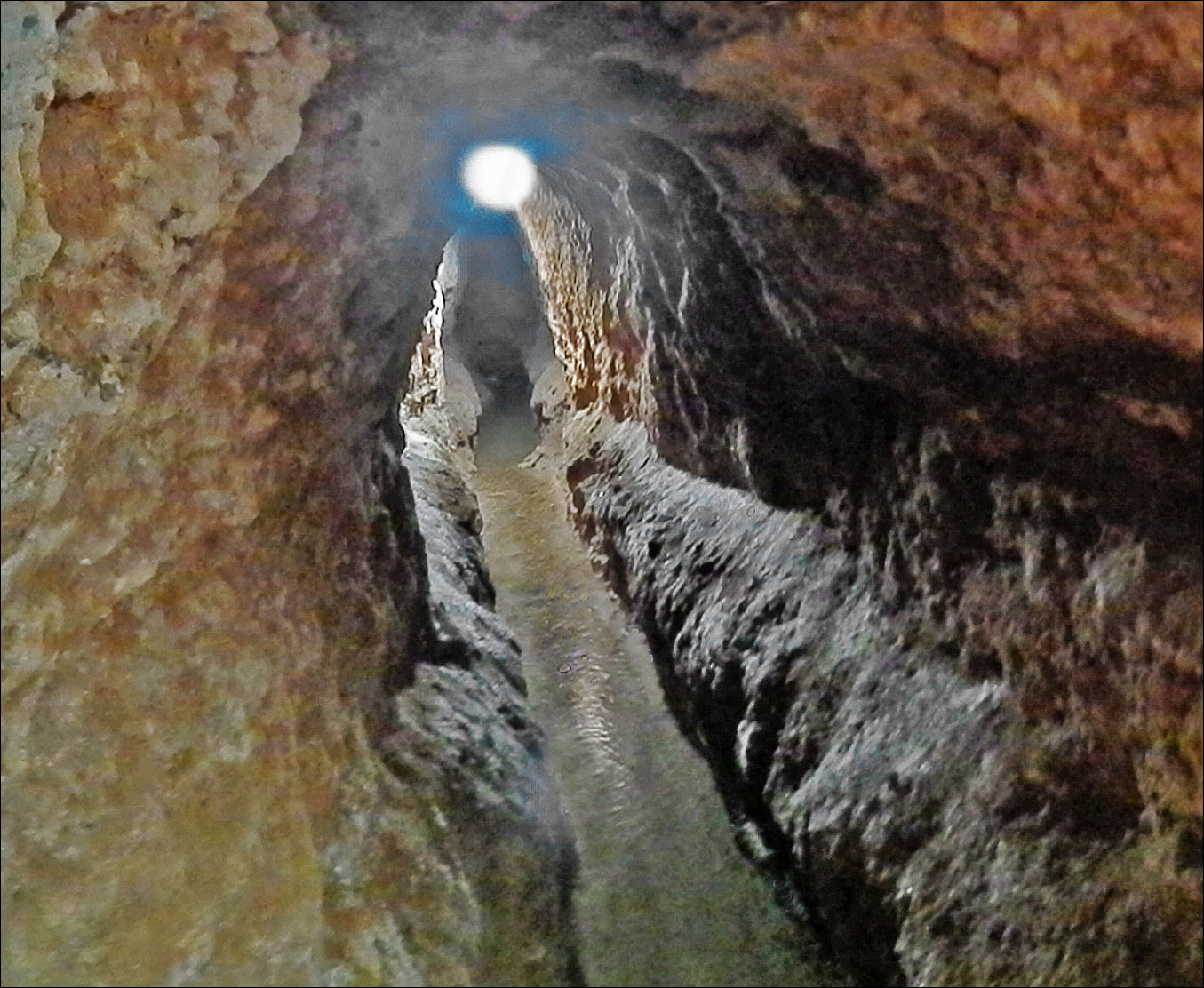
L’intérieur d’un qanat en fonctionnement.

À 12 km à l’est de Pétra, dans la région de Udhruh, une des plus riches villes de la province romaine Palaestina Tertia, un ensemble de plusieurs qanats transportaient les eaux de 4 nappes aquifères vers plusieurs réservoirs d’une capacité de 2 500 à 5 000 m2 d’eau ; un des réservoirs mesure 50 m sur 50 m et 1,5 m de profondeur. Ces réservoirs servaient à l’irrigation d’un ensemble de cultures de 35 hectares. Ces qanats avaient été creusés et étaient entretenus au moyen de 200 puits réalisés tout au long de leur parcours. Une route, reliant la ville d'Udhruh à Pétra, permettait d'alimenter la cité nabatéenne en viande, fruits et légumes nécessaires à sa population sédentaire ainsi qu'aux marchands et voyageurs de passage. Les archéologues n'ont pas encore trouvé de connexion entre les qanats de la région d'Udhruh et le réseau d'alimentation de Pétra, qui restent circonscrits dans cette partie agricole du sud de la Jordanie.

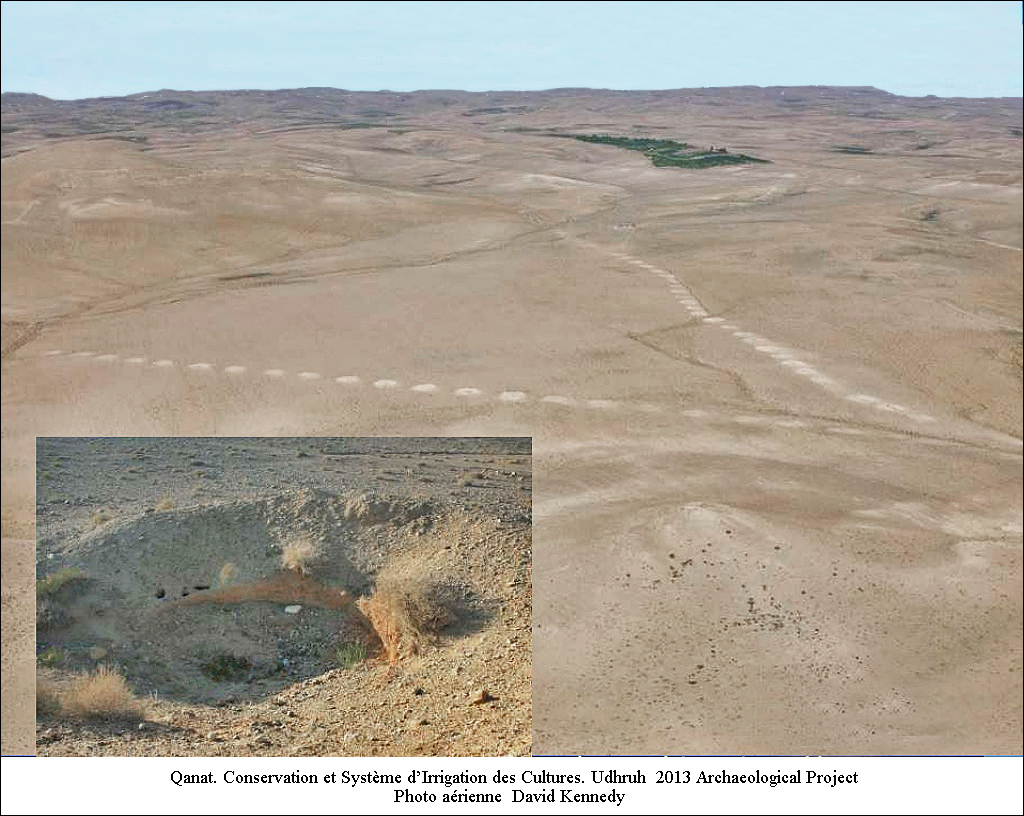
Alimentation d'une ferme à Udhruh en Jordanie par un qanat. Détail du puits.

D’autres qanats ont été creusés en Jordanie, notamment dans le nord du pays, près de la rivière Yarmouk, ainsi que le long de la vallée d’Arava, formant frontière avec le désert du Néguev. Ces deux sites de construction de qanats paraissent trop éloignés de la cité de Pétra pour avoir participé à son alimentation en eau.
La datation de la construction de ces qanats paraît difficile aux archéologues, probablement réalisée sous la direction de l’armée romaine, comme pour la majorité des qanats du Proche Orient. À partir des informations du « Papyrus 25 de Pétra », qui mentionne... des champs bien irrigués autour de Udhruh..., le système d’irrigation au moyen des qanats était encore utilisé à l’époque byzantine. « Une agriculture sédentaire prospère durant une période de gouvernement stable et efficace, et à aucun moment dans l’histoire du Levant […] il n’y a eu autant de différence entre les terres mises en culture et le désert, que durant la période romano-byzantine. »

## Les thermes

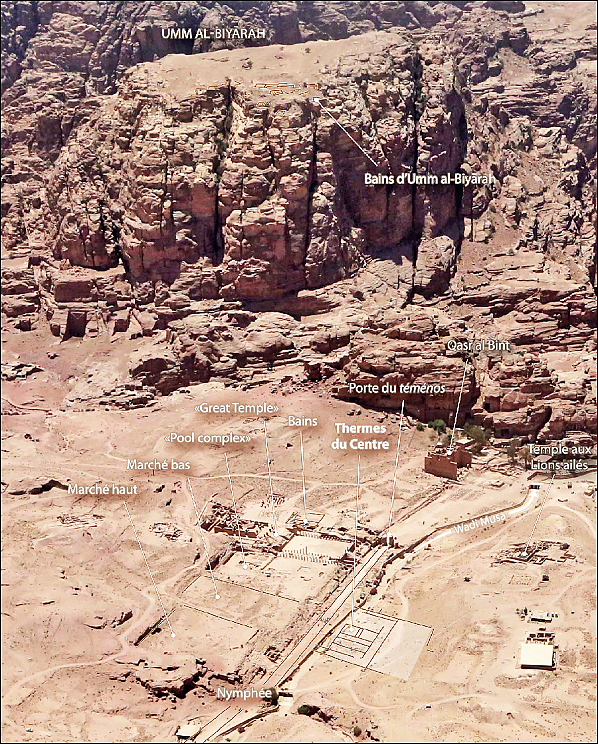
Le centre de la cité de Pétra et les thermes vue du ciel. Photo de Th. Fournet / Ifpo-CNRS.

Les thermes publics à Pétra ne sont pas très nombreux par rapport à l’importance de la cité de Pétra, et cela malgré l’intérêt que portaient les Romains à l’eau et à tout ce qui touchait à son utilisation, à la fois pour l’hygiène et pour les loisirs. Avec les échanges commerciaux et culturels entre Pétra et Alexandrie, cette absence d’intérêt pour l’eau ne venait certainement pas d’une absence de connaissances technologiques, les Nabatéens étant passés maîtres dans la gestion des eaux, ayant assimilé les compétences gréco-romaines des villes méditerranéennes entre le Ier siècle av. J.-C. et le Ier siècle apr. J.-C.. « ...L’explication justifiant cette absence de bains de la Petra nabatéenne doit être culturelle : les Nabatéens auraient apparemment rejeté les pratiques de bain collectifs, qui ont tracé une frontière invisible dans la diffusion d’une culture méditerranéenne du bain collectif, entre le Ier siècle av. J.-C. et la fin du Ier siècle apr. J.-C.... »

### Les thermes du Grand Temple
Les Thermes du Grand Temple sont accolés à la partie ouest du Grand Temple, en face de la Porte Temenos - enceinte du Temple - au sud du wadi Musa, en bout côté ouest de la rue des Colonnes, appelé le Cardo ou voie romaine de Pétra. Le début des fouilles du Grand Temple commencèrent en 1992, sous le parrainage de la Brown University, puis en 1993 en collaboration avec le Museum of Applied Science de l’Université de Pennsylvanie, pour l’enregistrement des données des fouilles.

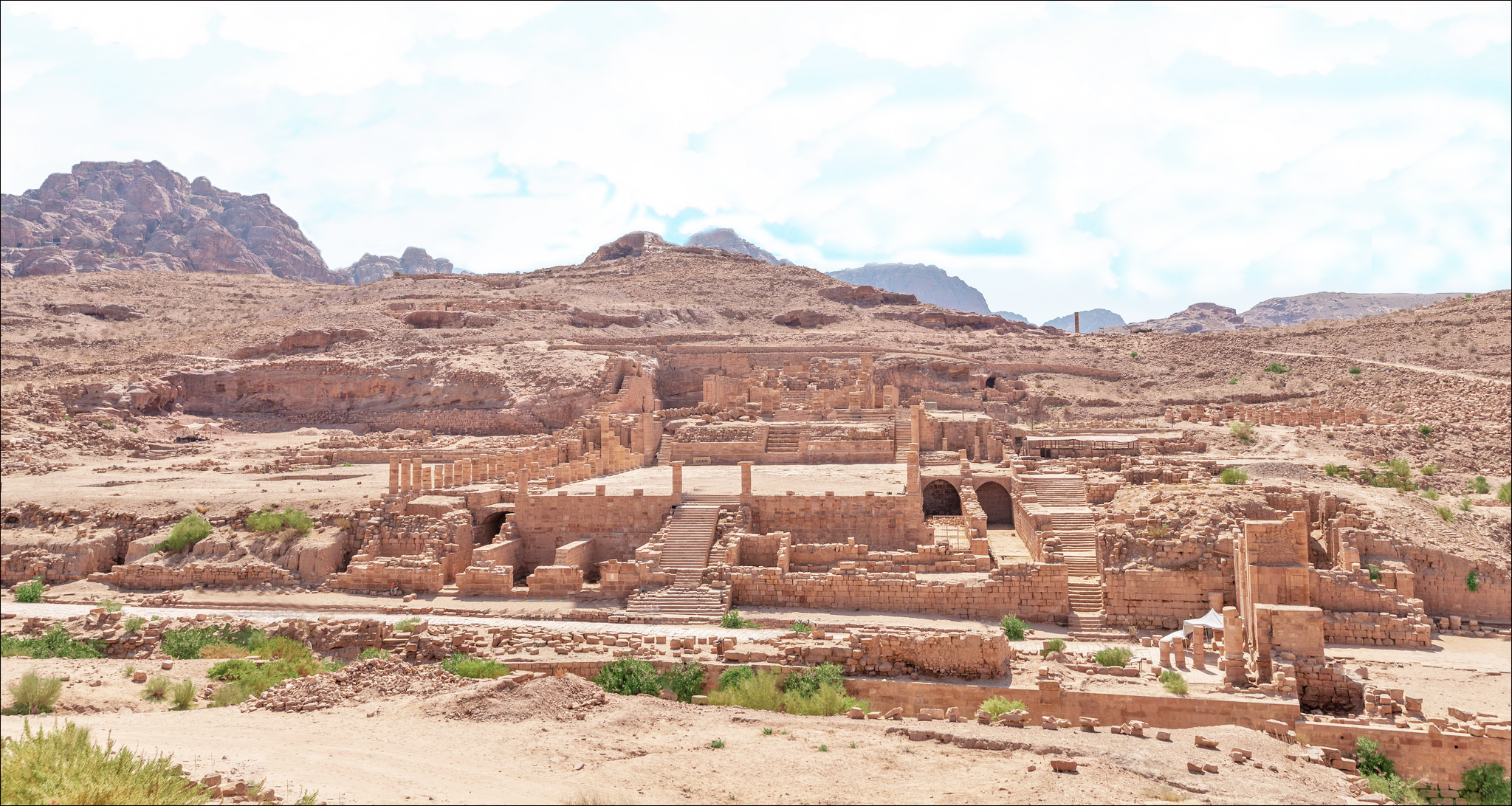
Le Grand Temple vue de son entrée est et les termes à sa droite, à gauche le Complexe Aquatique.

C’est en 2005 que des archéologues américains, dirigées par l’archéologue Martha Sharp Joukowsky dans le cadre de fouilles du Gand Temple, découvrirent un bâtiment de style roman-byzantin, à usage de bains ou thermes publics. Les fouilles de 2006 révèlent un bâtiment de bains, ou thermes, de 32 m sur 28 m, ainsi qu’une citerne ou réservoir de 7 m par 5,40 m. Le bâtiment comportait un ensemble de bains et une salle dite froide ou frigidarium, l’accès aux thermes se faisait par une salle au sol recouvert de marbre. L’ensemble avait une surface de 880 m2.

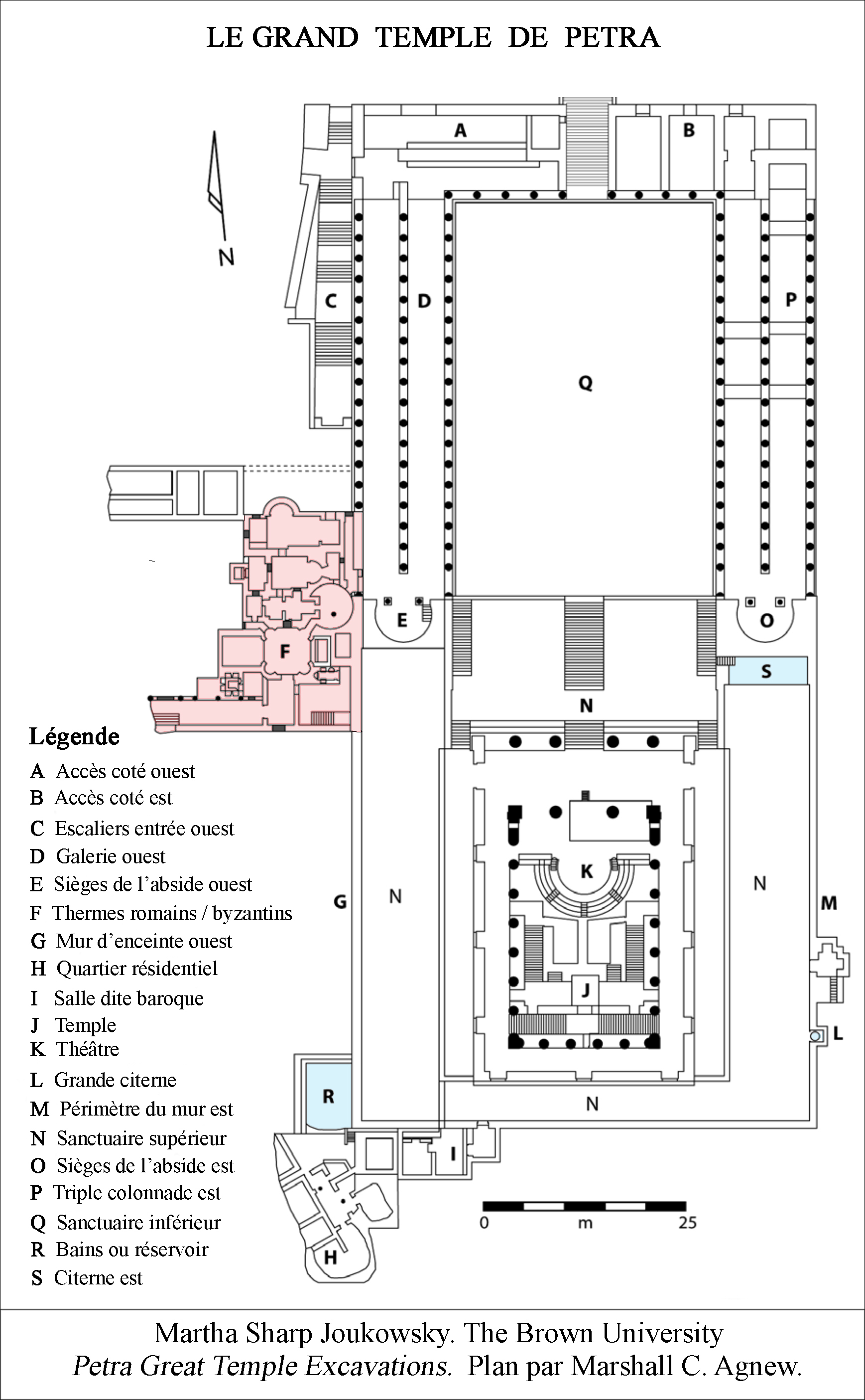
Plan du Grand Temple roman-byzantin de Pétra, avec les thermes. Photo de Marshall C. Agnew.

Les thermes du Grand Temple furent utilisés pendant près de 500 ans, mais la réelle utilisation de façon active, les archéologues et les historiens de Pétra la situe entre les années 70 et 263, soit à peine 300 ans. Leur construction se fit en plusieurs étapes : la partie la plus ancienne, suivant l’archéologue Eleanor A. Power, aurait été construite vers l’an 70 apr. J.-C., avant l’annexion de Pétra par les Romains ; les salles froides, tièdes et chaudes ainsi que le gymnase (frigidarium, tepidarium, caldaria, palestra), seraient du milieu du IIe siècle de notre ère, au début de la période d'occupation romaine. En raison de son utilisation sur une période de cinq siècles, de nombreux ajouts et modifications furent apportées à certaines parties du complexe de bains, difficiles à dater par les archéologues.
La plateforme nord comportait un bain d’eau froide (loutron), une salle de chauffe (praefurnium), un hypocauste, une salle tiède (tepidarium) et deux salles chaudes (caldaria). Plus au sud, on trouve des locaux chauffés et un vestibule qui amène à une salle froide, avec un bassin ornemental et un puits, un vestiaire (apodyterium), ainsi que les bains, ou latrines et une petite citerne. Un alignement de colonnes amenait à un gymnase. Sur le côté de cette plateforme, les vestiges d’un autre hypocauste, les archéologues pensent à un ensemble, pas encore découvert, de salle chaude, d’une salle tiède ou salle de transpiration sèche, disposition classique dans les thermes romains de la Rome antique ; une petite rotonde où se trouvait un fourneau en produisait la chaleur nécessaire. Placée au niveau inférieur, favorisée par la pente du terrain, était installée la chaufferie ou foyer - Praefurnium - afin de fournir la chaleur pour les hypocaustes ; attenant au foyer se trouvait le local à combustible, le bois. Les salles chaudes se trouvaient au nord du complexe thermal, certainement pour des raisons topographiques et des pentes de terrain. Encastrés dans les murs, des conduits de ventilation en terre cuite - tubuli -, permettaient à la fois le chauffage des salles au niveau supérieur et l’évacuation de l’air vicié du foyer et des hypocaustes.
« ...Au sud, adjacente à la tranchée 121, se trouve [...], excavée par Christopher A. Tuttle, [...] un caldarium (local chaud) avec son hypocauste. Il s'agissait d'une chambre avec un plancher suspendu (suspensura) au-dessus de deux voûtes construites au même niveau que les colonnes de l'hypocauste, à piliers ronds et carrés. Adjacent à cette pièce se trouvait un petit caldarium avec une extension ressemblant à un exèdre absidal (Emplacement en demi-cercle couvert pour s'asseoir) sur son côté nord-ouest... » Ces fouilles, de par la préservation de nombreux éléments de la construction de cet ensemble de chauffage, ont révélé un parfait exemple d’un hypocauste de la fin de la période romano-byzantine et permettront de procéder à des études comparatives sur les complexes de bains de ces périodes.

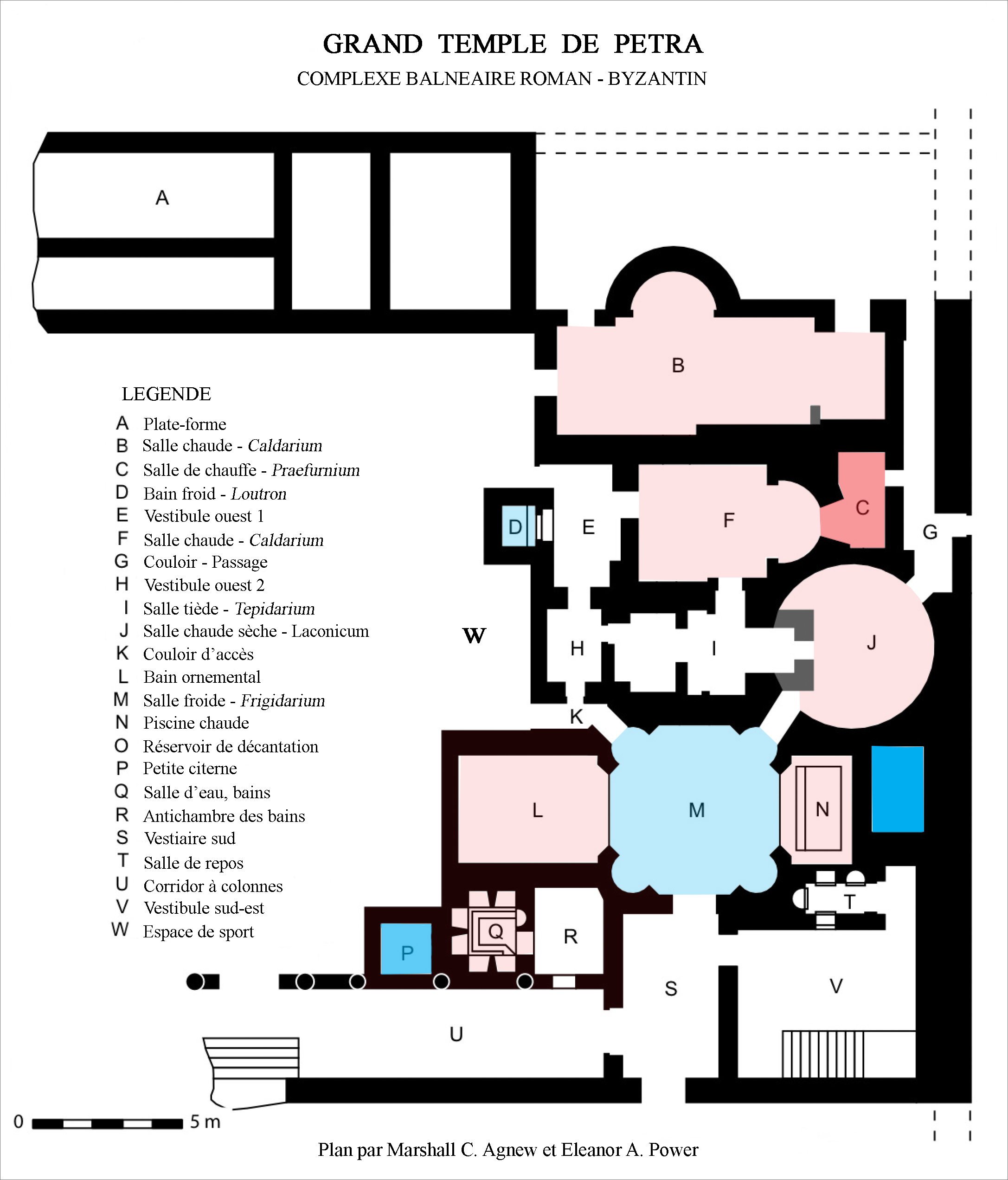
Plan des thermes du Grand Temple roman-byzantin de Pétra. Photo de Marshall C. Agnew.

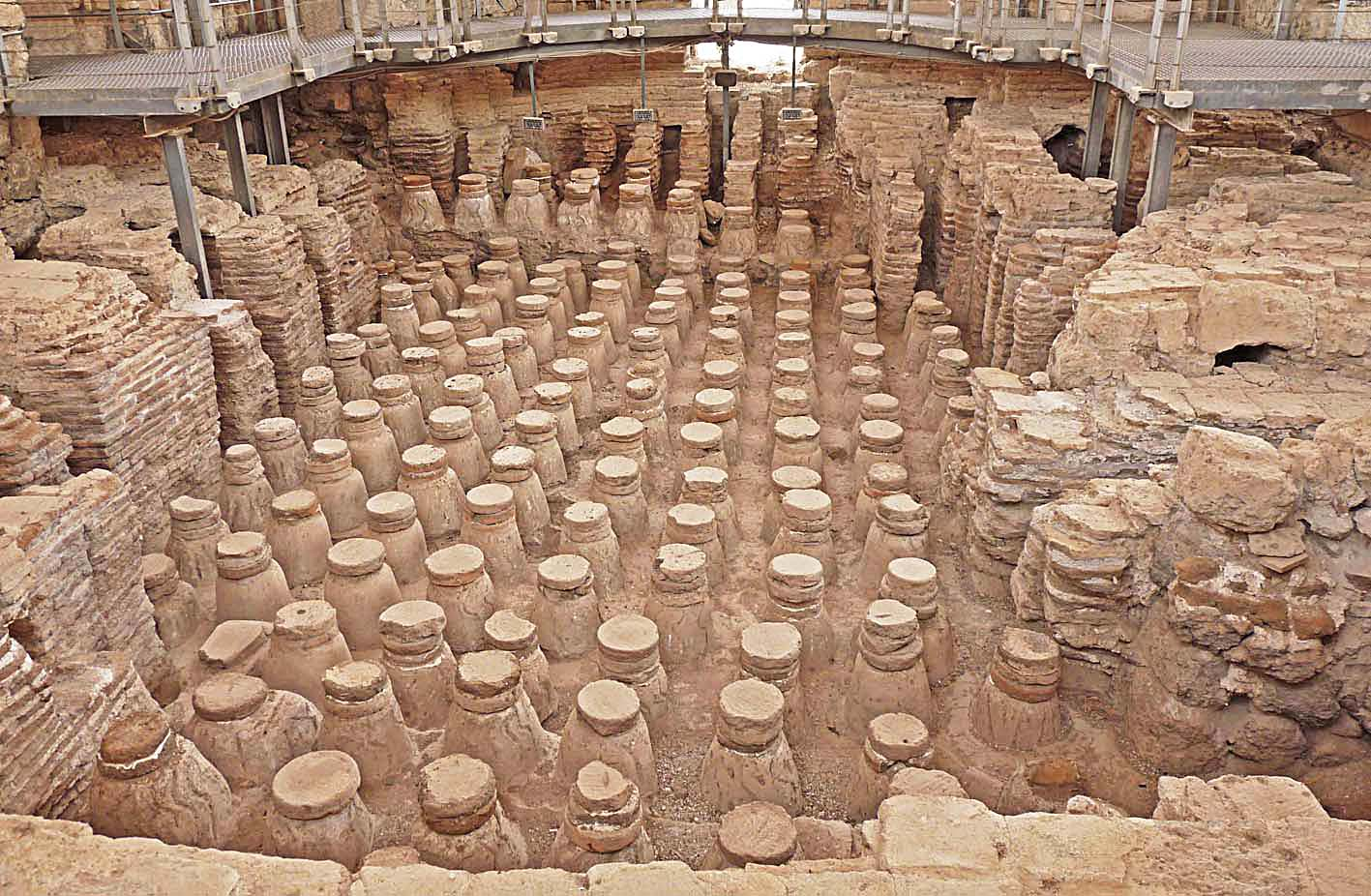
Vestiges d'un ensemble de plancher chauffant romain - Hypocauste.

«...on trouve un système traditionnel d'hypocauste qui chauffe et fait circuler les gaz chauds au-dessous d'un niveau supérieur de sols suspendus (suspensurae caldarium). […] Deux types de tuyaux en terre cuite, principalement ceux de section transversale ronde, les tubuli, sont configurés comme des tubes interconnectés encastrés dans les murs comme conduits de cheminée pour transporter la chaleur vers le niveau supérieur, pour servir également à l’évacuation des gaz et à la ventilation.[…] La majorité des tuyaux sont placés verticalement dans les angles ou les décalages des murs. [...] On trouve parfois des tuyaux de section carrée...».
Le complexe des bains du Grand Temple était alimenté en eau, selon les archéologues, par l’aqueduc en provenance du sud, la source d'Aïn Braq. La canalisation, en terre cuite ou céramique et en plomb, était enterrée le long du mur ouest du complexe de bains. Le volume des eaux amenées par ces canalisations paraissait suffisant par rapport aux besoins du complexe ; un réservoir tampon (P sur le plan), permettait de compenser les besoins lors des pics de demande.

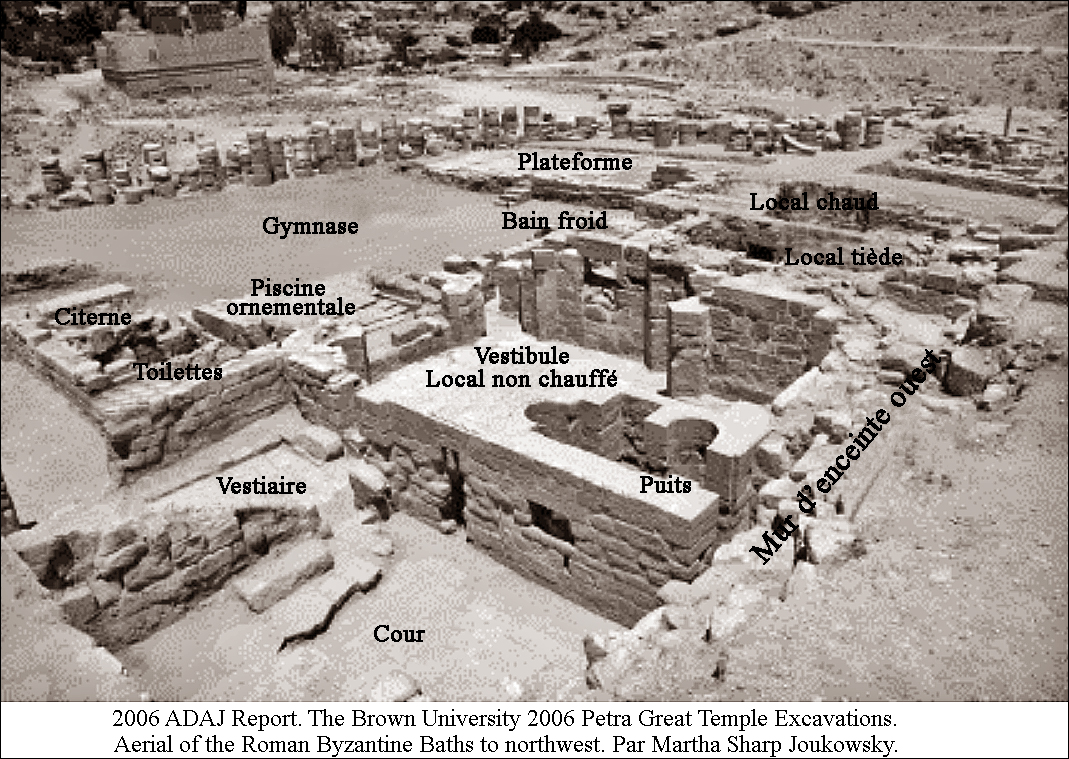
Vue aérienne des thermes du Grand Temple. Photo de Martha Sharp Joukowsky.

Les salles de bains avaient un sol en pierres posées sur un lit de plâtre et étaient bordées par un caniveau servant à l’évacuation des eaux. Sur un des côtés de la salle de bains, un évier en pierre était alimenté par une tuyauterie verticale encastrée. Au cours des fouilles plus précises dans une salle découverte en 2005, (T sur le plan), l’archéologue Emma Susan Libonati a mis au jour un puits, formé par trois bassins demi ronds et un autre rectangulaire permettant de puiser l’eau. L’entrée des visiteurs se faisait, soit depuis l’escalier ouest, avant d'aller se changer dans le vestiaire (apodyterium) (S sur le plan) et progresser dans les différentes salles des thermes ; soit directement aux thermes par le Grand Temple, mais cette entrée n’a pas encore été découverte.
Le séisme du 19 juillet 363 détruisit une partie importante des thermes, comme pour une majeure partie de la ville de Pétra et de la région. Des reconstructions et réparations furent exécutées durant la période byzantine ainsi qu'aux IVe et Ve siècles. Mais des salles de bains ainsi que le bassin d’ornement ont été comblés par les débris et dallés. Le séisme aurait provoqué un manque d’eau dans l’alimentation de la ville, ou la détérioration d'une partie du réseau d’alimentation. Le tremblement de terre de 512 mit fin à l’utilisation des thermes. « ...Le séisme du 9 juillet 512 de notre ère, [...] a sonné le glas de la mort des bains. Cet effondrement (du bâtiment) est suivi par l'abandon du site, le vol et l'accumulation de sédimentation, qui ont fini par recouvrir le complexe du bain […] L’idée et la conception de la construction de ce petit centre thermal, au centre de la cité, date d’avant l’annexion de Pétra, par l’Empire Romain. […] Les Petraeans ont emprunté le prototype du bain romain et le Grand Temple a été choisi comme site pour les bains publics. »

### Les Thermes du Centre
Les Thermes du Centre de Pétra sont situés sur la partie nord du Wadi Mousa, à l’ouest du Nymphaeum, sur la colline en face de l'allée des colonnes et des Marchés. Des fouilles en 2007 ont permis de mettre au jour un ensemble

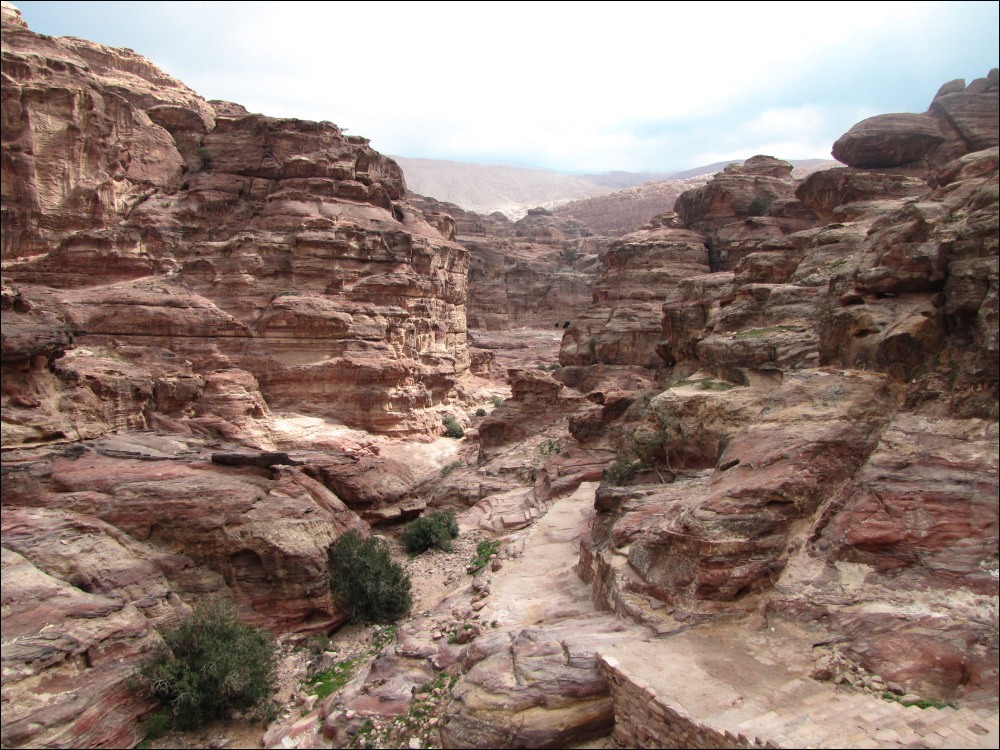
Le wadi Siyyah à la sortie de la cité en saison sèche.

de bâtiments, que les archéologues définissent comme très importants, et utilisés pendant les périodes nabatéenne, romaine et byzantine. Les Thermes du Centre sont situés directement près du mur de remblai qui longe le côté nord du Wadi Musa. Au cours des siècles, comme dans tout le centre de Pétra, les crues du  wadi Musa ont fait énormément de dégâts sur les bâtiments proches du cours d'eau. Malgré les destructions, la définition des thermes fut possible à l'équipe d'archéologues et des étudiants de l'Université d'archéologie Al-Hussein bin Talal University de Ma'an, sous la direction d'Adnan Shiyyab. « ...Premièrement, l'étude architecturale des vestiges mis au jour [...] a permis d'identifier un vaste champ de ruines au centre de la ville, considéré comme un bâtiment de bain monumental [...]souligne que ces vestiges - appelés à tort tour byzantine sur certaines cartes de la ville - [...] ne sont en réalité que la partie visible de l'iceberg architectural... »

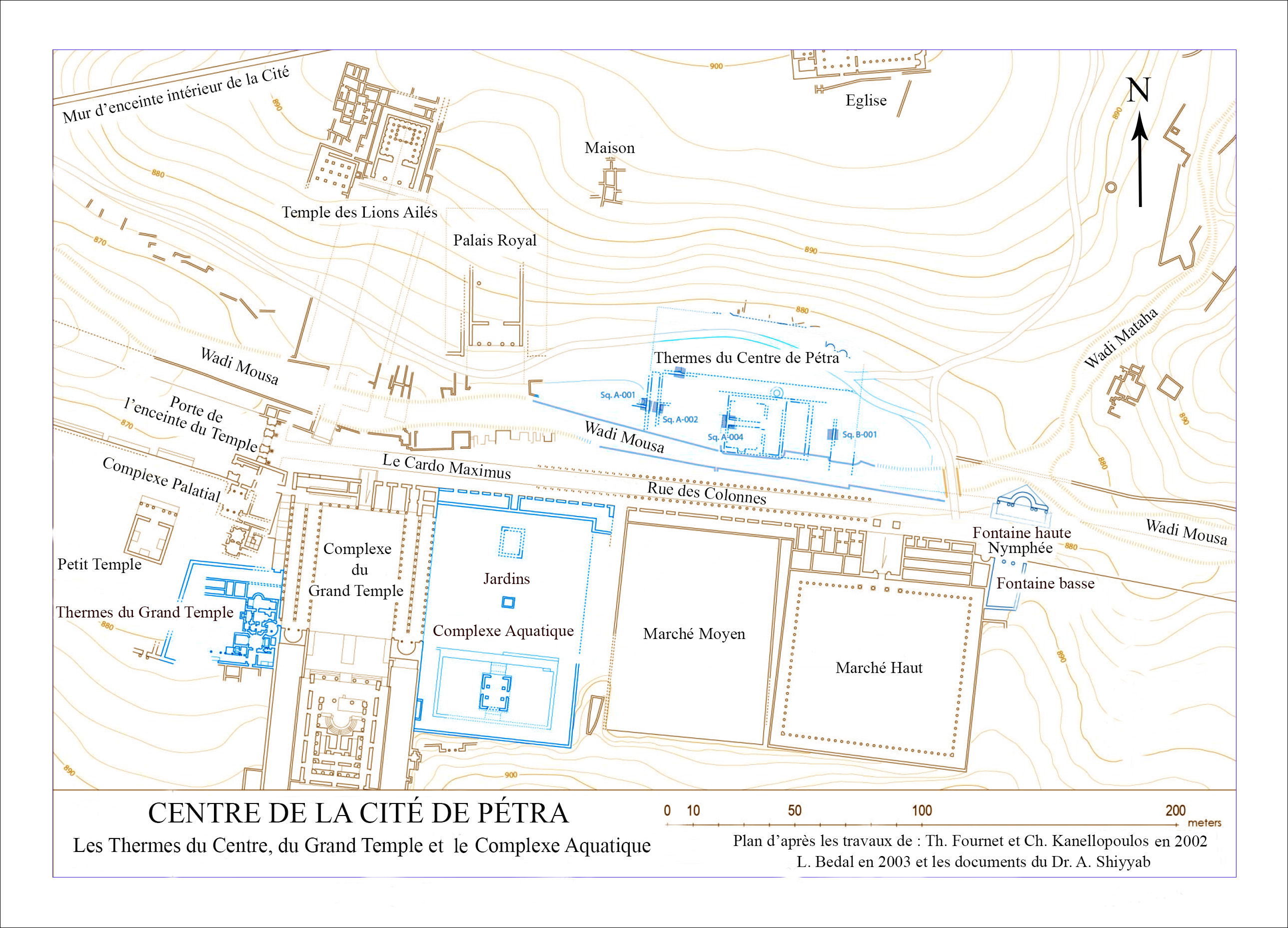
Les thermes du centre de la cité de Pétra. Plan de Thibaud Fournet / Ifpo-CNRS.

Les recherches furent exécutées sur 2 zones différentes du site et les fouilles portèrent sur 4 endroits définis en fonction des caractéristiques visibles en surface, afin de découvrir et mieux comprendre les vestiges archéologiques sous terre. Le site possède des vestiges archéologiques qui méritent d'être encore explorés. C'était la première fois en 2007 que des fouilles aussi importantes étaient réalisées sur le site des Termes du Centre de Pétra. «...La prochaine campagne de fouille devrait clarifier la fonction de cette structure, laquelle paraît avoir été un bain public au centre de Pétra...».
Sur le carré de fouille numéro 4 du complexe des Thermes du Centre, les archéologues ont découvert une citerne d'une surface de 9 m2 et de 2,5 m de profondeur, la partie supérieure de la citerne avait des arches de pierre permettant sa couverture et sa protection contre les impuretés. Des tuyauteries en terre cuite, installées verticalement et en horizontal, ont été également mises au jour et servaient au raccordement entre cette citerne et les lieux d’utilisation, ou de jonction avec d'autres citernes ou réservoirs.

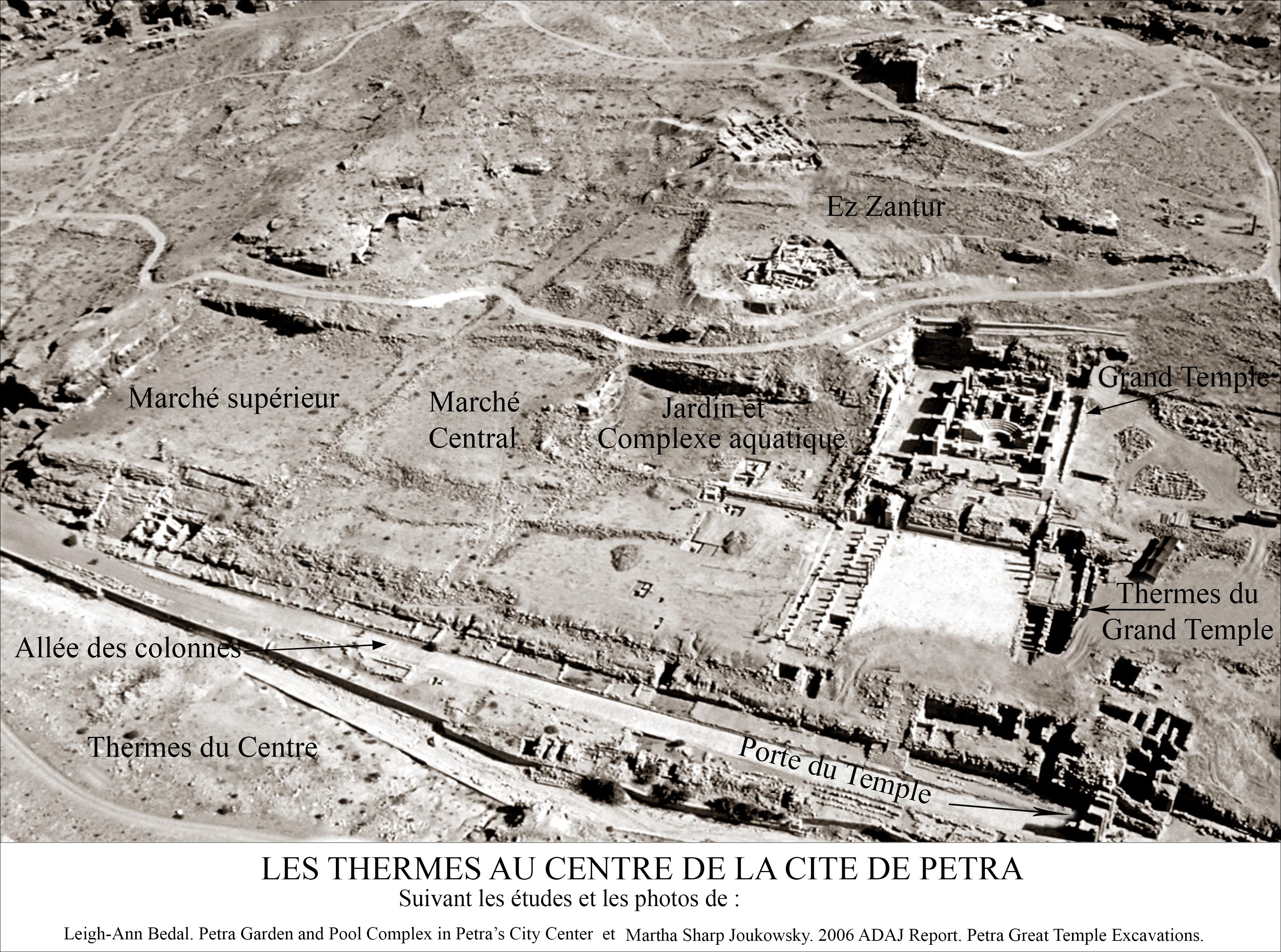
Les thermes du centre de la cité de Pétra. Photo de Leigh-Ann Bedal.

Dans la partie sud de cette même fouille, les restes d'une partie d'un hypocauste furent mis au jour, une future campagne de fouilles permettra de dégager l'ensemble de ce complexe de chauffe.
Plusieurs éléments de plaques de marbre de différentes couleurs, importées d’Anatoli et de Grèce, ont également été retrouvés sur l'ensemble du site au cours des fouilles, et notamment au sol de locaux pouvant être des salles d'eau. Le site en général semble avoir été un immense bain public, comme l’indique l’existence des voûtes et des poteaux en briques de terre crue, dans ce qui paraît être le foyer et la salle de chauffage ou hypocauste, lequel servait à chauffer les divers locaux des bains. « ...Le site des Thermes du Centre, furent un centre de bains très importants [...] déjà par l'importance des murs de brique qui semblent être ceux de la salle de chauffe [...] Cette découverte aide également à comprendre à quel point le centre-ville de Pétra a été transformé à l'époque romaine... » Ce site avec ses piscines froide et chaudes, son système de chauffage (hypocauste), ses sols couverts de marbre somptueux, ses absides et ses cours, ressemble beaucoup aux autres bains impériaux construits dans toutes les grandes villes de l'Empire Romain.

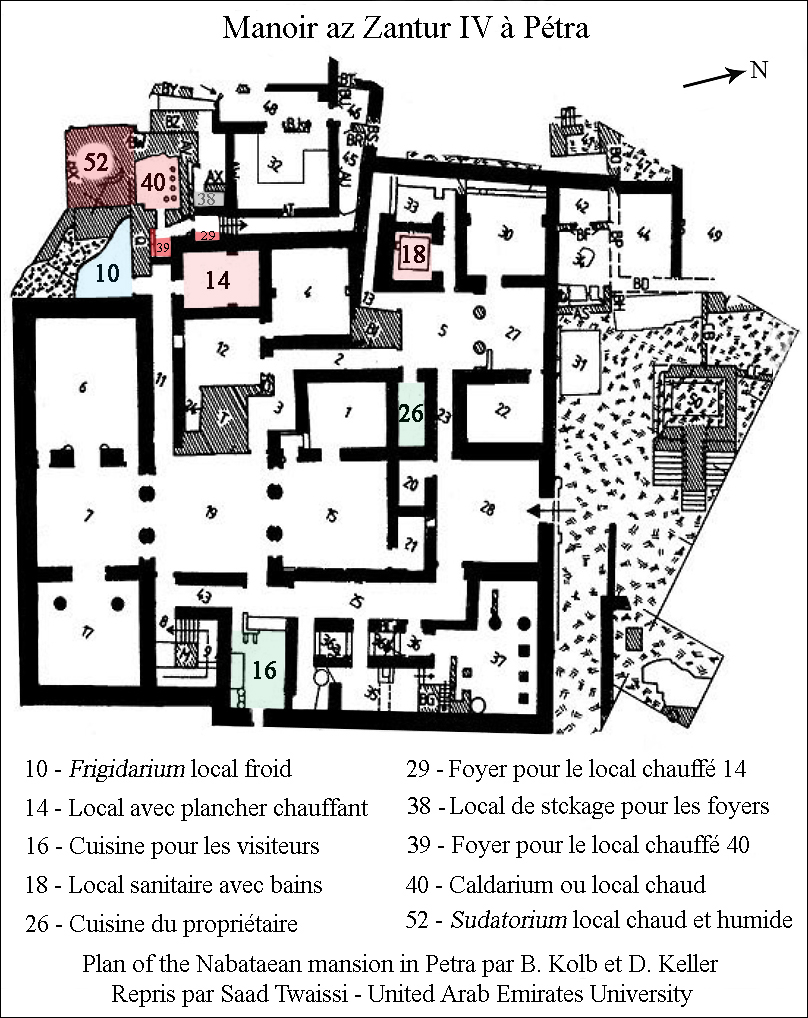
Plan des locaux de la résidence ez Zantur IV à Pétra. Plan de B. Kolb et D. Keller.

### Les thermes privés de la Villa az Zantur
Les Thermes privés de la Villa az Zantur se trouvent dans la partie sud-ouest du centre historique de Pétra, un district résidentiel connu sous le nom de az Zantur, situé sur un plateau au-dessus du Grand Temple. C’est à partir de la fin des années 1980 que les archéologues de l’université suisse de Bâle ont mis au jour les premières villas de ce quartier. Les fouilles ont été poursuivies par différentes équipes jusqu’en 2011. C’est entre 1996 et 2001 puis 2007, que fut découvert, par les équipes d'archéologues de Bernhard Kolb, Daniel Keller et Yvonne Gerber, la plus magnifique et la mieux conservée de ces résidences, connue sous le nom de Villa az Zantur ; cette résidence couvre une surface d’environ 1 200 m2.
En 2010 et 2011 les fouilles furent poursuivies par des équipes d’archéologues franco-allemands dans le cadre du projet « Early Petra ». À partir des peintures retrouvées, des éléments de plâtre et de la décoration des sols de certains locaux, les archéologues datent la construction de cette résidence entre la fin du IIe siècle av. J.-C. et le début du Ier siècle apr. J.-C. La date finale de l’occupation coïncide avec le tremblement de terre de 363 apr. J.-C. « ...La Résidence nabatéenne d'az-Zantur à Pétra, est l'un des monuments architecturaux les plus élaborés découverts dans la cité et fait toujours partie des rares bâtiments architecturaux nabatéens mis au jour dans la région. Il couvre une grande superficie et est richement décoré de mosaïque, opus sectile (marqueterie de marbre ou de pierre, fresques de stuc... » La découverte de cette résidence a apporté une nouvelle source de connaissances, à la fois sur l'architecture et sur la vie urbaine et domestique des Nabatéens. Au cours des premières fouilles, le type de construction fut défini comme proche du modèle ptolémaïque, puis inspiré par le style macédonien. Saad Twaissi, propose un style plus proche de l'architecture séleucide, et ceci en raison des récentes découvertes du Palais du gouverneur à Djebel Khalid sur les bords de l'Euphrate en Syrie, dont le style serait proche de celui de la Résidence dite Az Zantur IV à Pétra.

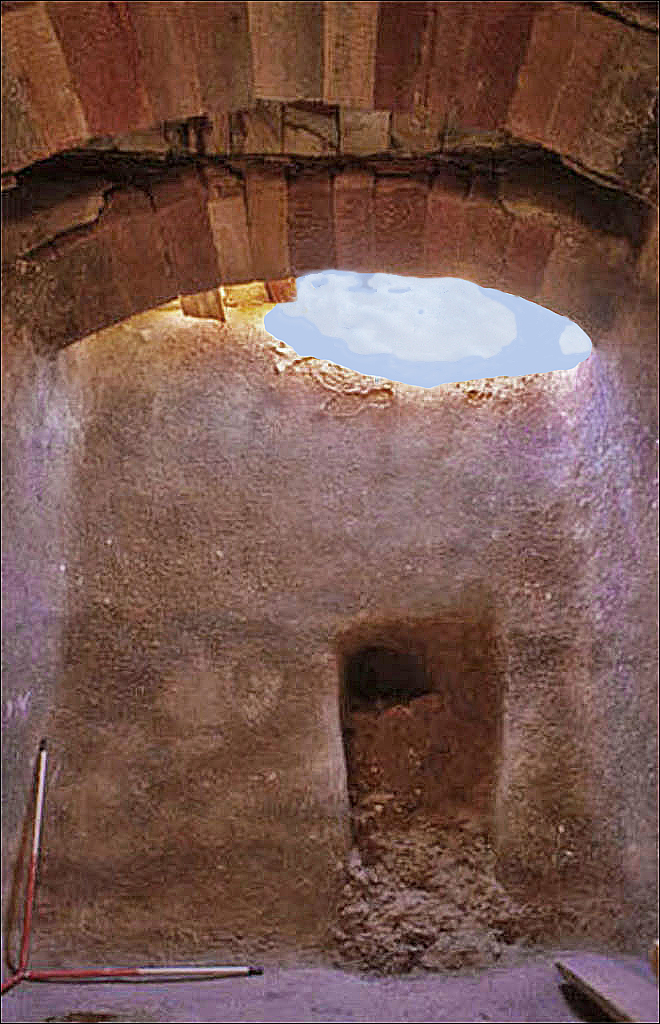
Intérieur d'une citerne dans la roche. Photo par Daniel Keller.

La résidence comportait une cuisine, des thermes privés comprenant, une salle froide, une salle tiède et une salle chaude, ainsi qu'un hammam ou sudatorium. Le sol de certaines salles était chauffé, comme la salle de séjour, par un hypocauste.

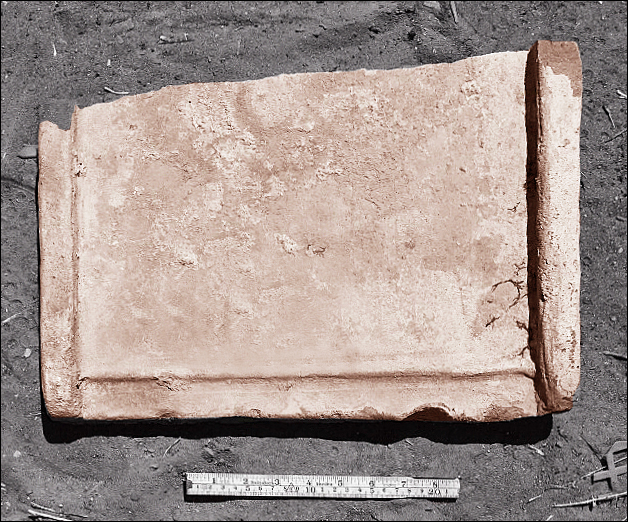
Une tuile en terre cuite de la Résidence ez Zantur IV. Photo par Pirjo Hamari.

«...La récupération de l’eau avait un rôle central dans la construction de la résidence...» Creusés souvent dans le rocher, de nombreux caniveaux ont été mis au jour sous la dalle du rez-de-chaussée et recouverts de pierres plates. Ces caniveaux récupéraient les eaux pluviales des différentes terrasses – Zantur IV locaux 2 et 5, deux caniveaux parallèles partant du local 109 se dirigeaient vers l’Est. Ces canaux étaient raccordés à plusieurs citernes, creusées également dans le roc sous la villa Ez Zantur IV : Rooms 10, 11, et 14. Dans la pièce 18, une citerne de 2 m par 1,80 m et 0,80 m de profondeur comporte un sol couvert de pierres plates et l’ensemble des parois enduites de mortier hydraulique. Plusieurs canalisations arrivent et partent de cette citerne. « ...Dans la partie sud-est de la villa, sous la salle 17, [...] une citerne creusé dans le roc a été découverte, elle a la forme d’une bouteille carrée avec un épaulement horizontal. Son étanchéité a été réalisée par un mortier hydraulique. [...] Ses dimensions sont de 3 m de large sur 3,1 m de profondeur... »

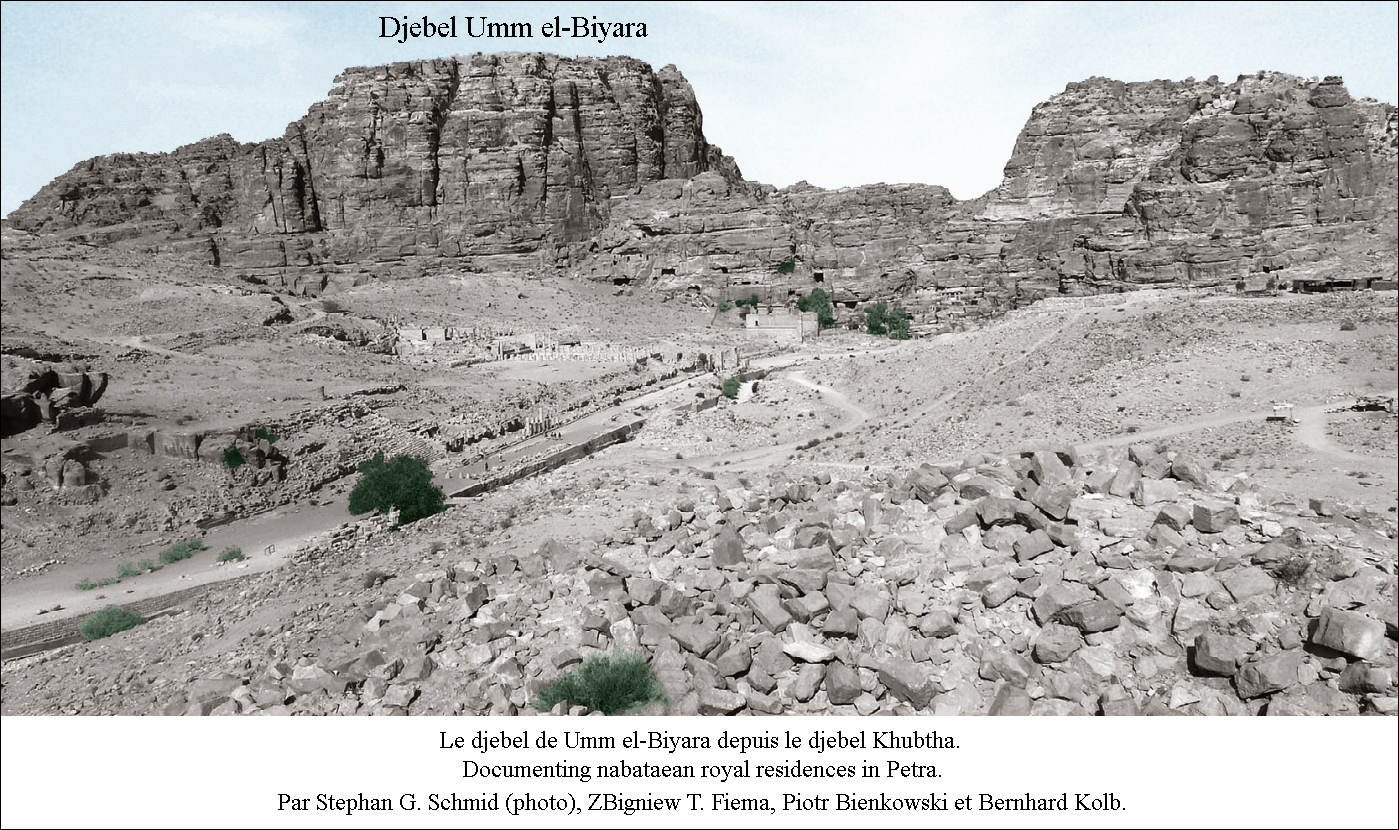
Le djebel de Umm Biyara et le site de Pétra vu depuis le djebel Khubthah. Photo de Th. Fournet / Ifpo-CNRS.

### Les Thermes al Biyara
Les Thermes al Biyara ont été édifiés sur le plateau de la plus haute montagne autour de Pétra, - le djebel Umm el-Biyara 1 158 m - un site datant de l’Âge du Fer II, à l’époque Édomite entre le VIIe et le VIe siècle av. J.-C.. Cependant, le résultat des recherches du International Umm al Bayara Project, n’a pu définir aucune continuité de l’occupation du site entre l’Âge du Fer et l’occupation nabatéenne. De 1960 à 1965, l’archéologue Crystal M. Bennett procéda aux premières excavations d'Umm al Biyara - la mère des citernes - placé sur un plateau rocheux surplombant de 300 m la cité de Pétra.

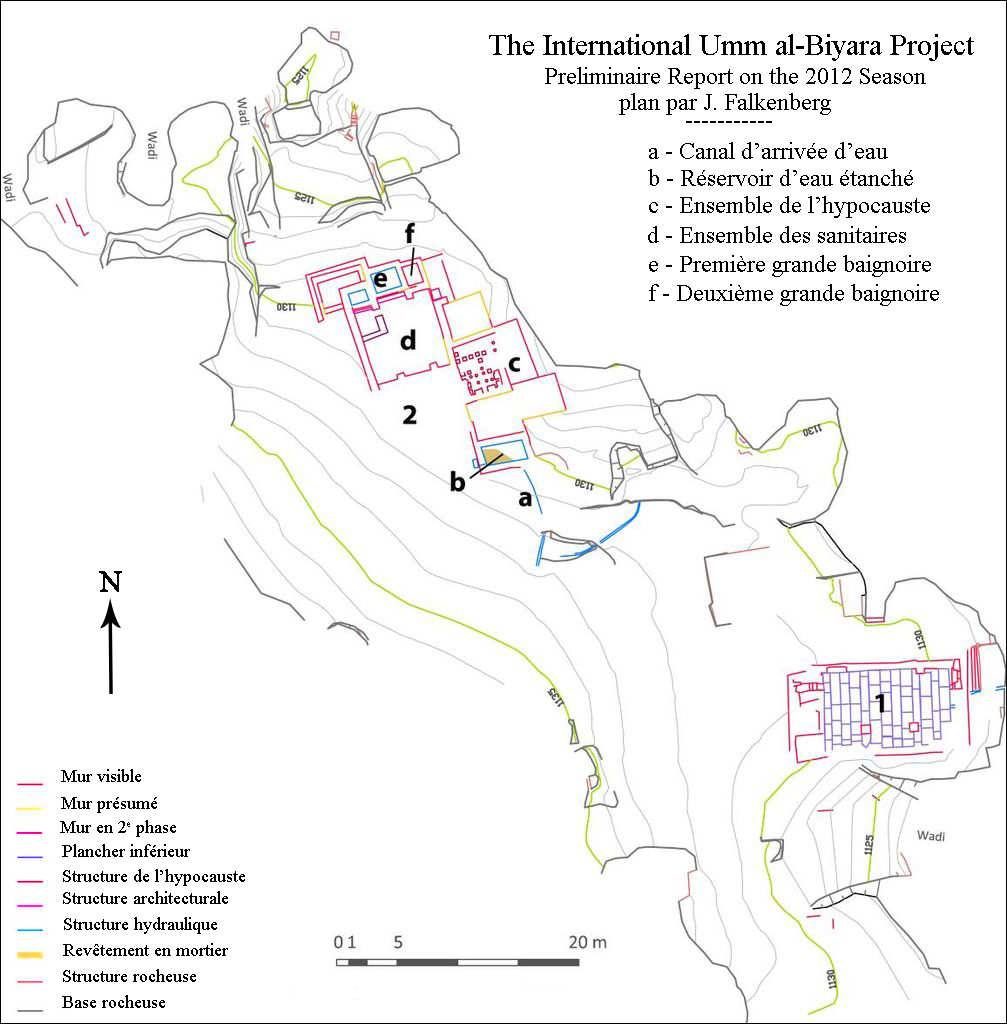
Thermes de Biyarah. Zone de fouilles ST 20 et 26. Plan de F. Falkenberg.

Bordés au sud par le wadi Thugra et au nord par le wadi Siyagh, qui est la continuation du wadi Musa, les vestiges des thermes d'al Biyara sont formés par un ensemble de bâtiments nabatéens, certainement une résidence royale d'été datant du Ier siècle av. J.-C., mais qui, de par sa situation stratégique, servait également de point d’observation et de contrôle des environs. « Dans le cadre de la recherche […] des palais des rois de Nabatéens à Pétra, les archéologues Pior Bienkowski, Stephan G.Schmid et Katherine Baxter, ont remis au jour la résidence ou Palais Royal de Biyara, ainsi qu’un éventuel quartier royal au pied d’al Khubthah, proche du centre-ville de Pétra. »

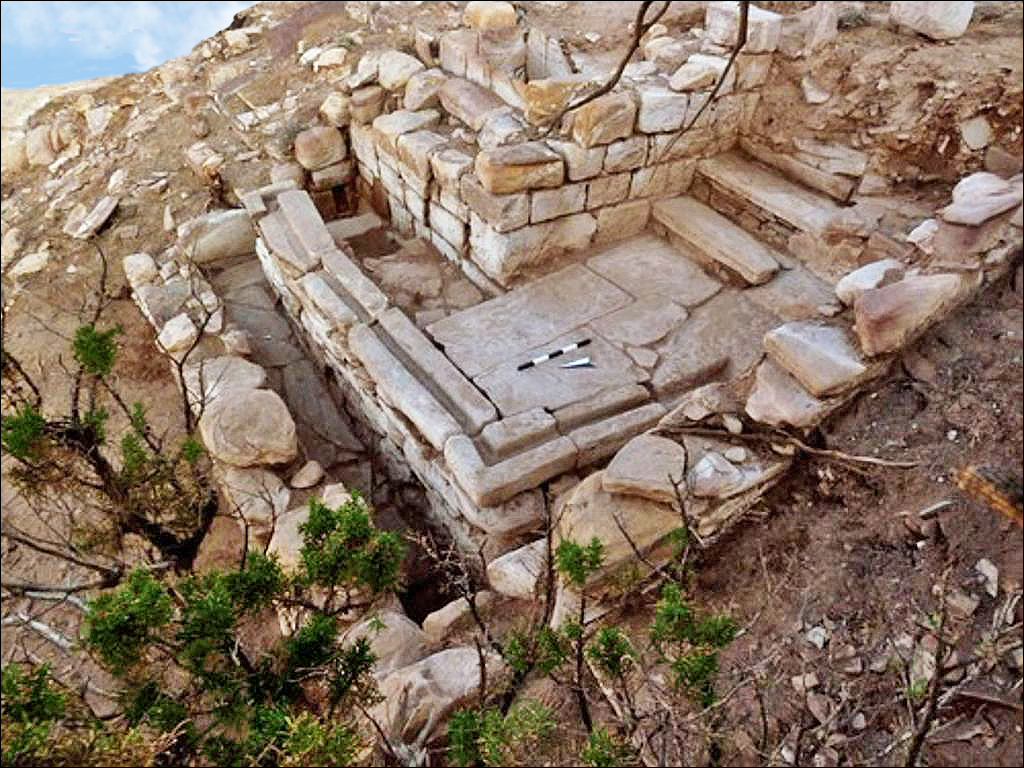
Vestiges de l’emplacement des latrines, avec les sanitaires à côté. Photo de Stephan G. Schmid.

De nombreuses citernes ont été découvertes en partie est du plateau, mais la date du creusement de ces citernes n'a pas été clairement définie par les archéologues. Elle se situerait entre l'Âge du Fer II et l'époque nabatéenne - 1000 av. J.-C. et 100 apr. J.-C. Diodore de Sicile dans ses récits nous parle de réservoirs, mais ceux-ci semblent être situés dans le désert et non pas sur les hauts plateaux.
Les fouilles ont permis de découvrir de somptueuses installations sanitaires ; des vestiges de bains chauffés et de latrines ont été mis au jour, faisant penser aux palais hasmonéens et hérodéens de la Judée voisine et en particulier au palais d’Hérode à Masada et Herodium. Un des bâtiments découverts - bâtiment de la zone ST 20 - était alimenté en eau par un aqueduc creusé dans le roc, qui récupérait les eaux de pluie, et emplissait une citerne en partie sud du bâtiment. Le plateau d'al Biyara, d'une surface de 5,5 ha, a une pente descendante de 10 m vers le sud, cette déclivité avait permis l'installation en partie basse d’un ensemble de chauffage avec foyer et hypocauste, qui servait à chauffer plusieurs locaux ainsi qu’un bassin de bains. Le bois pour la chauffe devait être amené de la vallée car il y avait peu de végétation sur le plateau.
« (...Si l’amenée de l’eau courante dans des bâtiments en altitude, est déjà un luxe évident, le chauffage de locaux peut être considéré comme une provocante perte d’argent et de pouvoir. L’installation d’un complexe de baignade chauffé atteste d’un niveau de vie élevé...) »

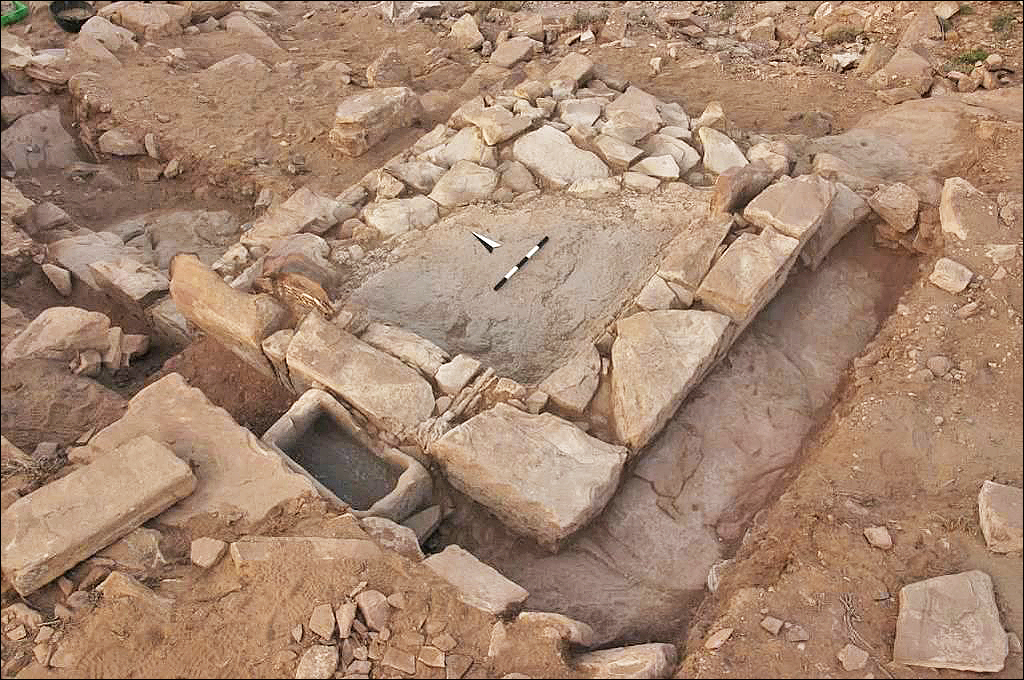
Thermes de Biyarah. Grand bain avec un bassin à côté. Photo S. G. Schmid.

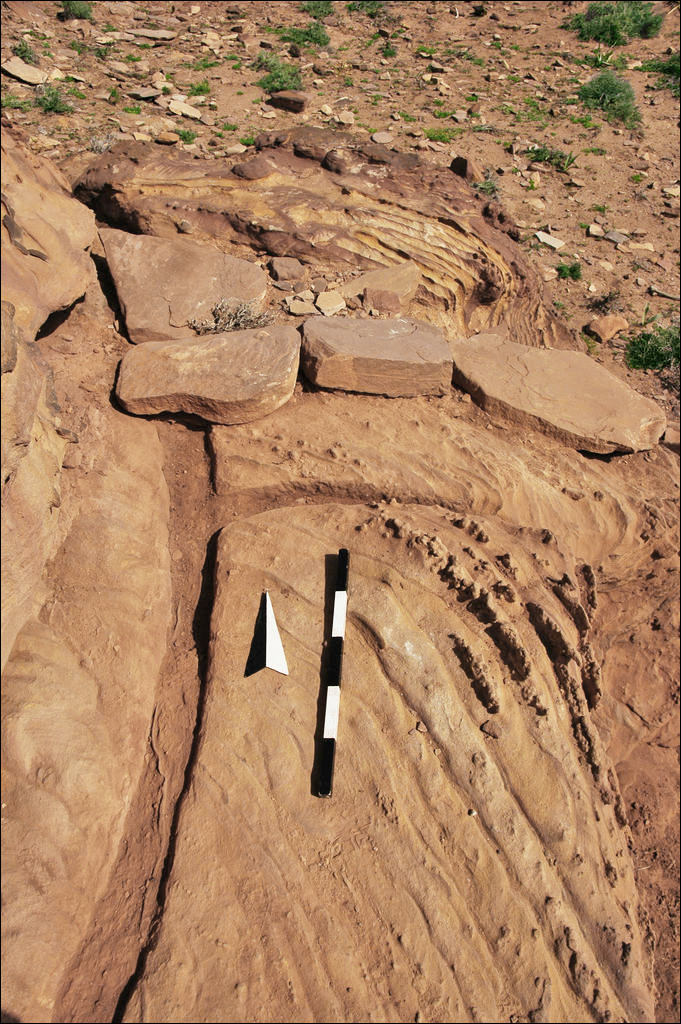
Canaux d'évacuation des eaux creusés dans le sol d'un local. Photo Stephan G. Schmid.

Il fut découvert lors des fouilles l'installation plus tardive, vers le IIe siècle apr. J.-C., d'une salle d’eau qui comportait une baignoire simple, ainsi qu’une autre pouvant recevoir 3 personnes. Les baignoires étaient alimentées en eau à partir de canalisations en terre cuite (et en plomb) encastrées dans le mur. L'évacuation des baignoires se faisait par des canalisations enterrées servant par la suite à l’alimentation de latrines de type romain, dans une pièce contiguë. L'utilisation consécutive des eaux faiblement salies vers l'alimentation des latrines est une technique classique dans l’Empire Romain, dans le but d' économiser l’eau «...Les baignoires individuelles étaient d'une installation courante dans les palais hérodians...» La baignoire à une place, était raccordée à la canalisation d’évacuation générale, par une tuyauterie en plomb placé dans une canalisation en terre cuite.

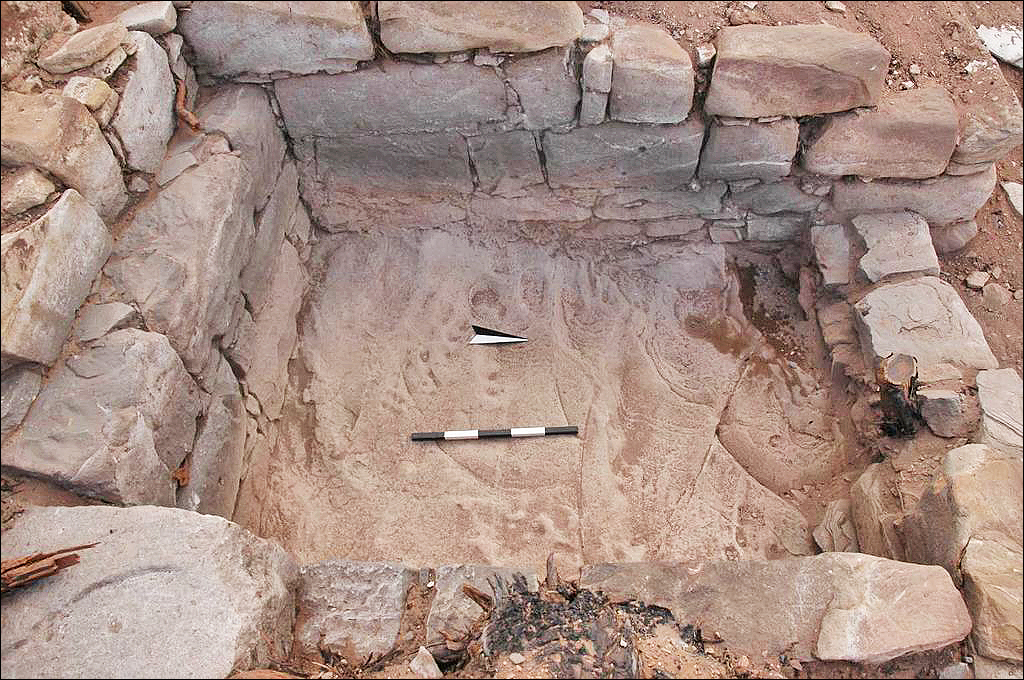
Vestiges du grand bassin de bain en pierre. Photo de Stephan G. Schmid.

« ...Dans les installations de bains publics romains, les latrines sont souvent trouvées près de la frigidaria, où de grandes quantités de l'eau pouvaient être facilement réutilisées pour le rinçage des toilettes, comme dans les grands bains de Colonia Ulpia Traiana Allemagne en proximité immédiate de l'actuelle ville de Xanten en Rhénanie du Nord-Westphalie... » Les bâtiments les plus luxueux, qui sont construits en dessous des citernes, récoltaient les eaux de pluie de la montagne, permettant une alimentation très sophistiquée de l'eau froide et chaude par gravité et ce malgré une situation géographique et un climat peu propice à des thermes aussi luxueux.

### Les Thermes de Khubthah
Les Thermes de Khubthah ont été construits au sud d’un petit torrent découpant la rive droite du Wădī Sabră, au sommet du djebel Khubthah - 1 057 m - qui s'élève à l'est de la cité et surplombe Pétra ; le site offre une vue spectaculaire sur le théâtre antique et le centre-ville de la cité, «...Topographiquement, il fait écho aux bains découverts sur le revers oriental du massif d’Umm al-Biyarah...».
« ...D’autres vestiges, largement érodés par les crues du wādī, sont visibles au nord et au sud-est du Téménos, de même que sur la rive gauche du Wădī Sabră, dans le secteur du théâtre rupestre. D’autres vestiges, largement érodés par les crues du wādī, sont visibles au nord et au sud-est du Téménos, de même que sur la rive gauche du Wădī Sabră, dans le secteur du théâtre rupestre. Les fouilles anciennes et les ramassages de surface signalent une occupation qui s’étend entre la fin Ier s. av.n. ère. et l’époque romaine tardive...». »

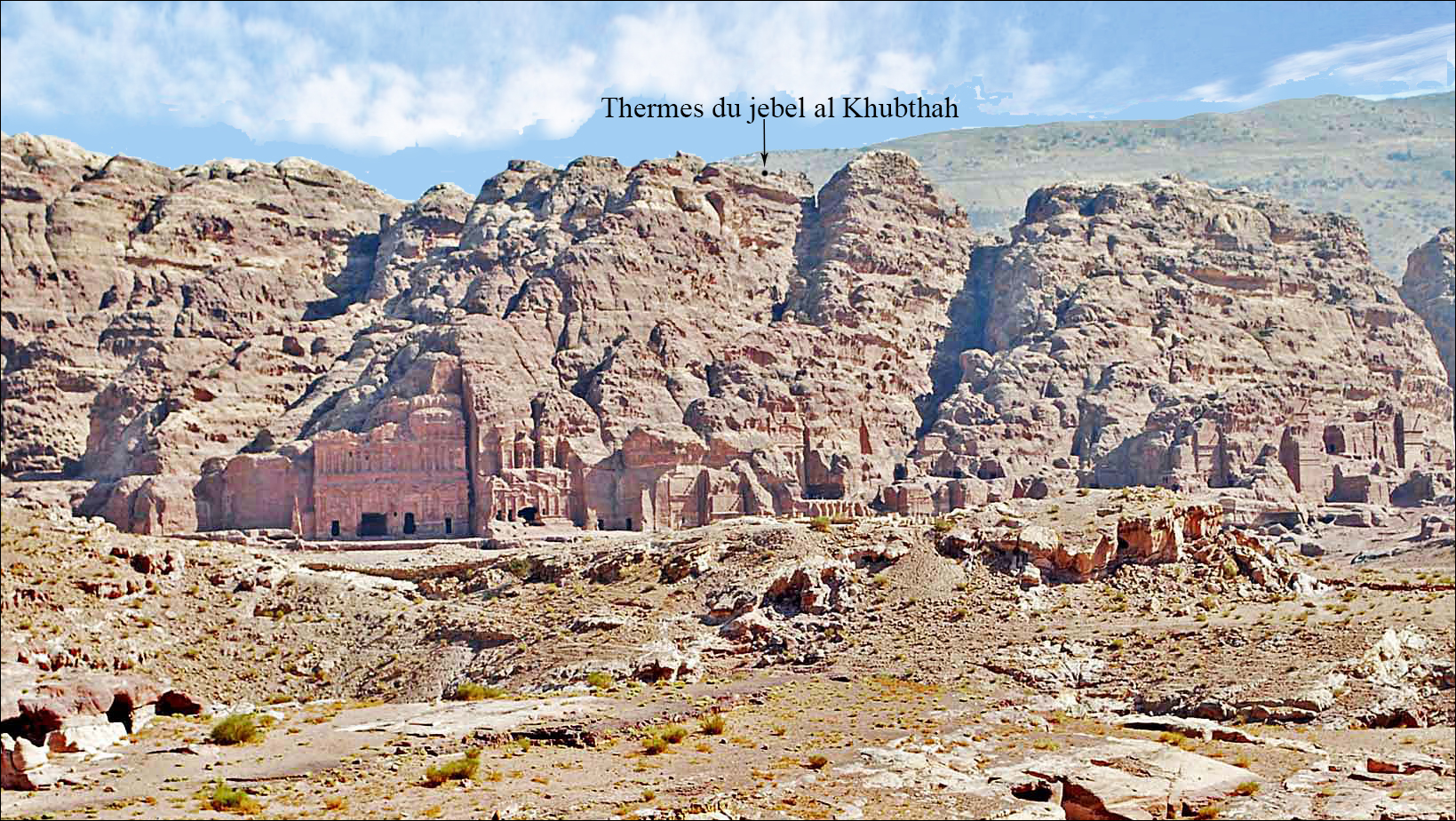
Les thermes de Khubthah depuis al Bayara. Photo de Laurent Tholbecq.

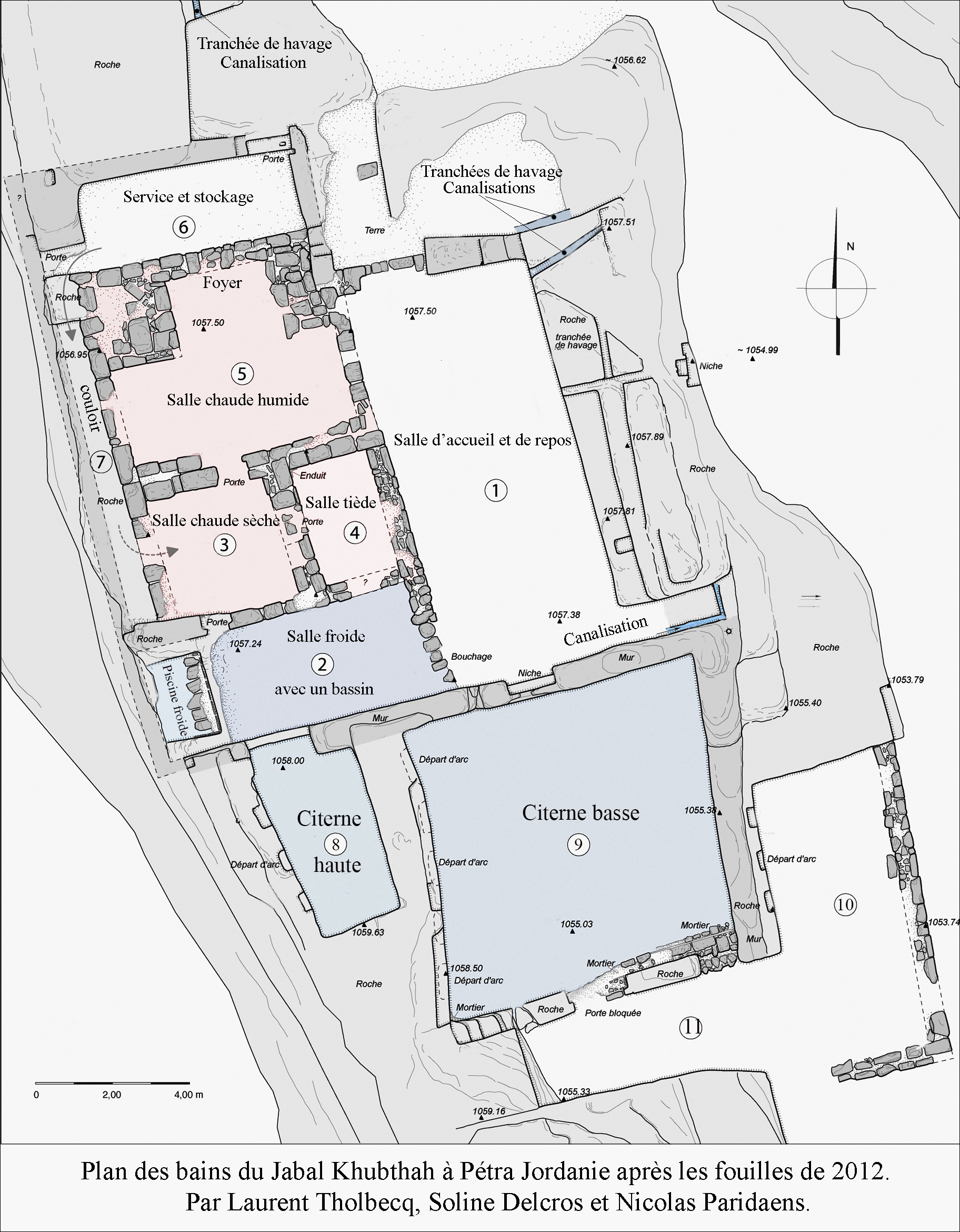
Plan des thermes de Khubthah. Reconstitution en 2012. Plan de Laurent Tolbecq.

Les thermes de Khubthah  sont placés approximativement au même niveau que ceux d'al Biyara : au bord de falaises surplombant la vallée d'environ 300 mètres . Leur emplacement en face d'al Biyara, de l'autre côté de la vallée, paraît délibéré. L'accès aux thermes se fait tout d'abord par un petit sentier, puis un escalier creusé dans la roche de la paroi. Découvert par Gustav Dalman en 1908, ce petit complexe thermal a été fouillé et mis au jour en 2012 par l’archéologue français Thibaud Fournet. La datation de ces thermes, non encore parfaitement définie par les archéologues, pourrait être antérieure à l’occupation romaine, avec des modifications apportées par les Romains à partir du Ier siècle et jusqu'au IVe siècle apr. J.-C.. Le site du djebel Khubthah, suivant les dernières fouilles de 2015, loin de confirmer une lecture exclusivement religieuse des thermes, ont permis de découvrir des vestiges à la fois funéraires, militaires - une tour sur le sommet du mamelon central -  domestiques et thermaux.
« ...Les relevés effectués en 2012 ont en effet mis en évidence de nombreuses structures ignorées jusque-là dont la fonction ne paraît pas religieuse […] deux hypothèses tiennent donc à l’établissement du caractère public ou privé de ces bains. […] des vestiges interprétés comme de l’habitat, selon toute vraisemblance domestique [...] on pourrait dans ce cas imaginer un petit complexe thermal associé à ce quartier de hauteur. […] l’utilisation de ces bains, peut-être antérieurs à l’annexion et éventuellement liés au caractère religieux du secteur, pourrait s’être poursuivie à la faveur d’un établissement domestique d’époque romaine... »

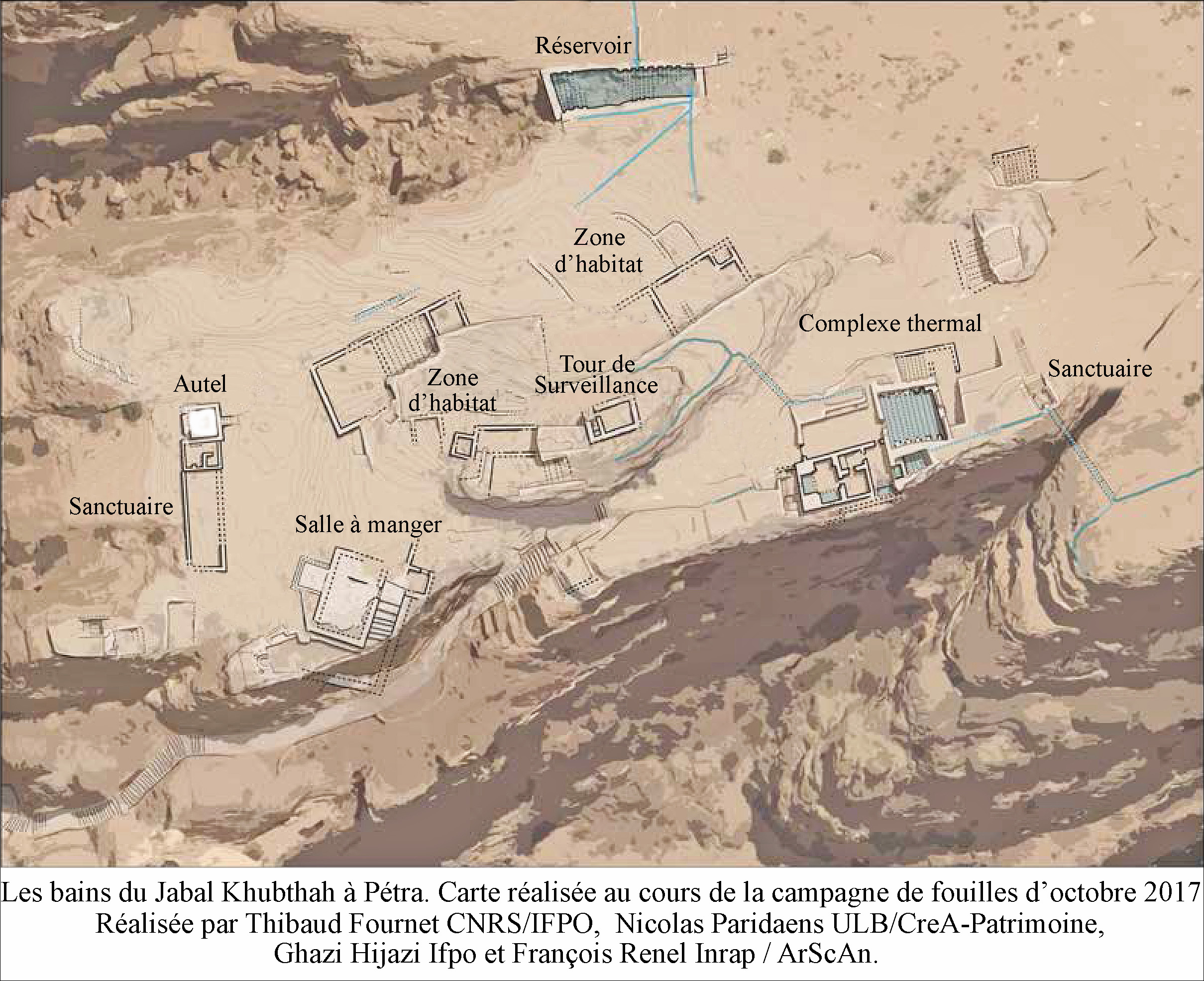
Carte des bâtiments du djebel Khubthah lors des fouilles de 2017. Dessin deThibaud Fournet et Nicolas Paridaens.

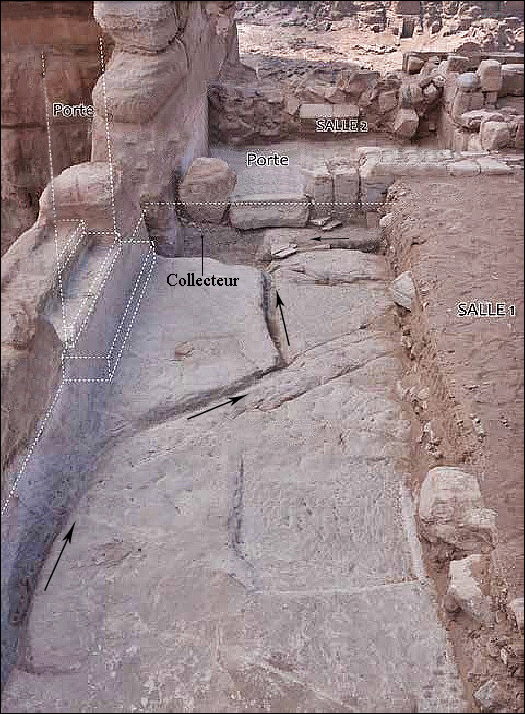
Caniveaux creusés dans le sol de la salle 1. Photo de Thibaud Fournet / Ifpo-CNRS.

D’une surface de 225 m2, le bâtiment thermal est associé, côté sud, à deux citernes de stockage d’eau. Orientés approximativement Nord-Sud, les thermes du djebel Khubthah  comportent dès l'entrée une salle d’accueil et de repos, avec peut-être un vestiaire  - Apodyterium - une salle froide - Frigidarium - avec bassin, une salle chaude sèche - laconicum - avec sa petite salle tiède - Tepidarium -, une salle chaude humide - sudatorium - avec trois alcôves dotées de bassins. Les deux grandes alcôves de la pièce chaude auraient pu contenir des bassins collectifs, alors que la petite alcôve était équipée d'un labrun ou lavabo, équipement sanitaire classique de l'époque romaine. Des locaux de stockage et de service ainsi qu'un couloir d'accès formaient cet ensemble thermal.

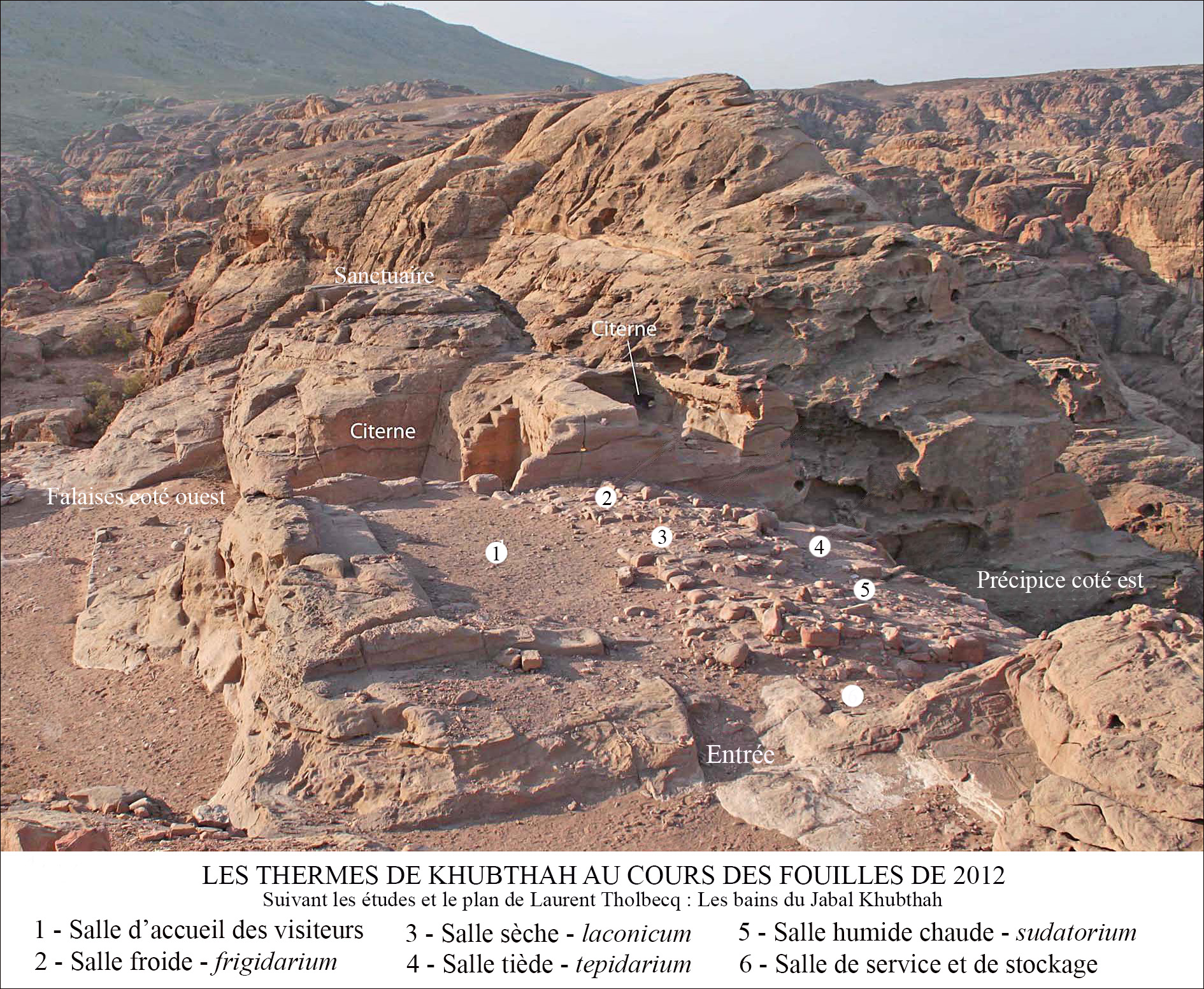
Les thermes de Khubthah au cours des fouilles de 2012. Photo de Laurent Tholbecq.

Des éléments en pierre d’un hypocauste – piliers, dalles et fragments tubulaires - ont été retrouvés sur le site des thermes de Khubthah. Généralement, la partie essentielle des installations des thermae, ou thermes romains, est l'hypocauste qui subvient aux besoins de chauffage des bassins et de certains locaux. L'hypocauste est un type de construction déjà connu de la civilisation de l'Indus au XVIIIe siècle av. J.-C. - Harapa, Mohenjo-Daro - ainsi que des Grecs au IVe siècle av. J.-C. L'utilisation intensive de ce système de production de chaleur par les Romains permis son perfectionnement . Les premiers hypocaustes furent installés par les Romains au Proche-Orient, dans les palais construits par Hérode le Grand et se répandirent rapidement dans la région, y compris dans les bâtiments nabatéens de Pétra, puis dans la totalité de l'Empire Romain. L'implantation de certains hypocaustes comme ceux de Pétra - al Biyara et de Khubthah - Herodium, Massada, etc. au sommet des plus hautes montagnes de la région, implique de faire venir le combustible de la vallée, car le bois de chauffage est inexistant sur les plateaux... C’est précisément cette démonstration ostentatoire de richesse qui confère à cet édifice nabatéen des relations étroites avec certains des palais d’Hérode construit en hauteur....

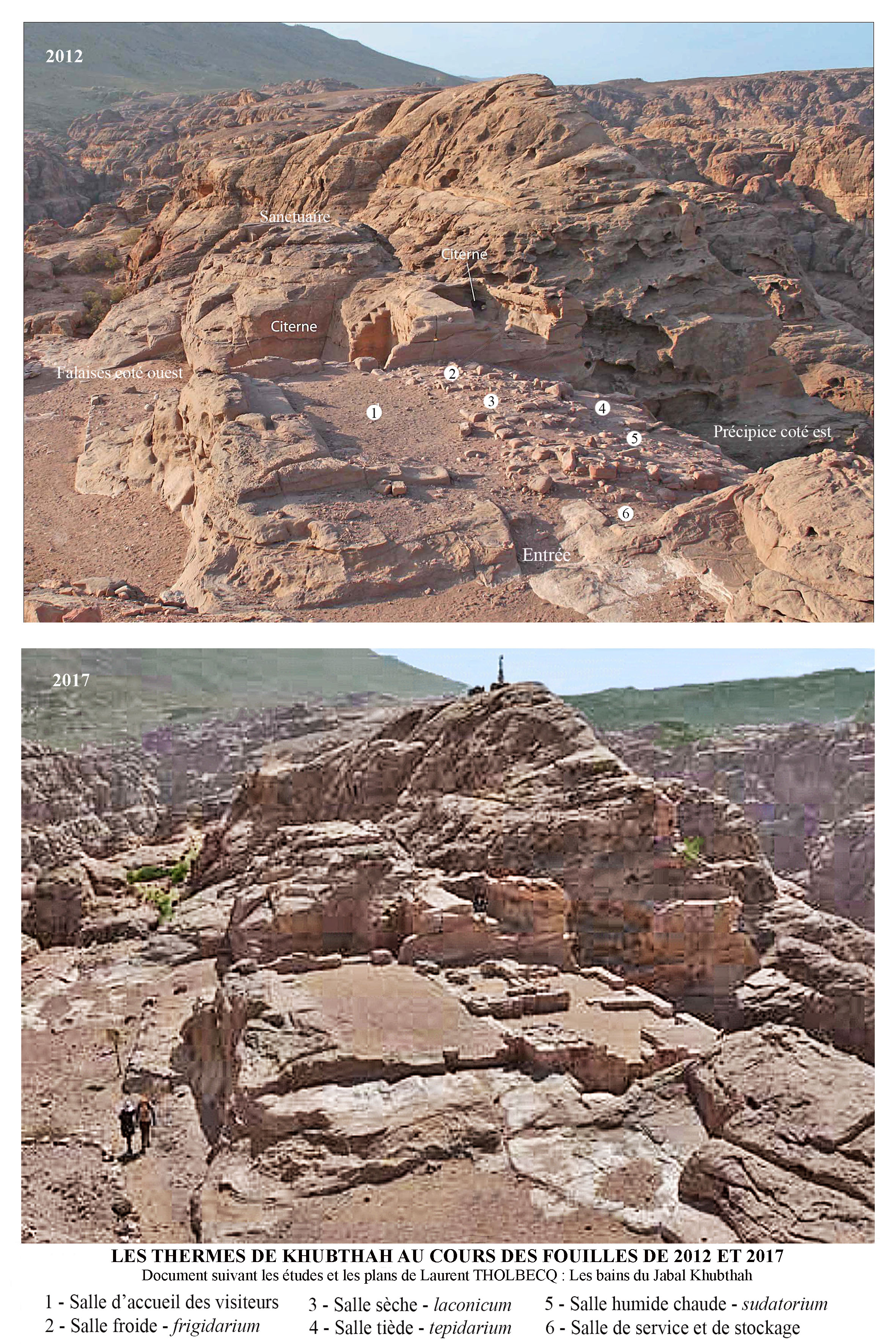
Les thermes de Khubthah au cours des fouilles de 2012 et 2017. Photos de Laurent Tholbecq.

Un grand local en partie sud des thermes de Khubthah, d'après Laurent Tholbecq, aurait été une salle de banquet - triclinia - transformée en réservoir d'eau au cours du IVe siècle. Peu après l'occupation romaine, les bains ayant perdu leur fonction rituelle, ils sont désacralisés et deviennent un lieu plus ludique, au même titre que les autres thermes de Pétra ; les besoins en eaux deviennent alors plus importants.
Les deux citernes des thermes sont creusées à l'est du site dans le flanc de la montagne. Des murs bâtis sur le côté ouest et nord donnait à la première une profondeur de 4,80 m avec 7,50 m de côté, soit une contenance de près de 300 m3. Une seconde citerne se trouvait au sommet du plateau, à l'ouest de la première citerne ; ses dimensions étaient plus réduites, 5,20 m sur 2,50 m avec une profondeur actuellement visible de 1,60 m, au départ des arches soutenaient la couverture, pour un volume qui devait être de 30 ou 40 m3. Des restes de mortier hydraulique sur certaines parties de la citerne indiquent sa parfaite étanchéité ; la grand citerne était elle aussi étanchée...un épais enduit hydraulique tapisse l’intérieur de la citerne sur la totalité de la paroi méridionale.
Les citernes étaient alimentées par des aqueducs construits en deux phases . En premier, un réseau de rigoles et caniveaux recueillaient les eaux en provenance des hauteurs de la montagne et les entrainait vers un ou plusieurs réservoirs de décantation qui permettaient de "casser " la vitesse de l'eau, et de retenir les impuretés. Ensuite, deux aqueducs reprenaient les eaux des réservoirs pour les amener vers les deux citernes en contrebas. Certains de ces aqueducs en pierre et en poterie franchissaient des défilés étroits entre deux montagnes dont les vestiges des piles sont encore visibles.
« ...L’établissement de la datation du complexe sera déterminant. La clef de compréhension des vestiges du Jabal Khubthah réside bien entendu dans leur fouille qui permettra de préciser la nature et le fonctionnement de cet établissement de bains jusque-là inconnu... »

### Les Thermes de Sabra

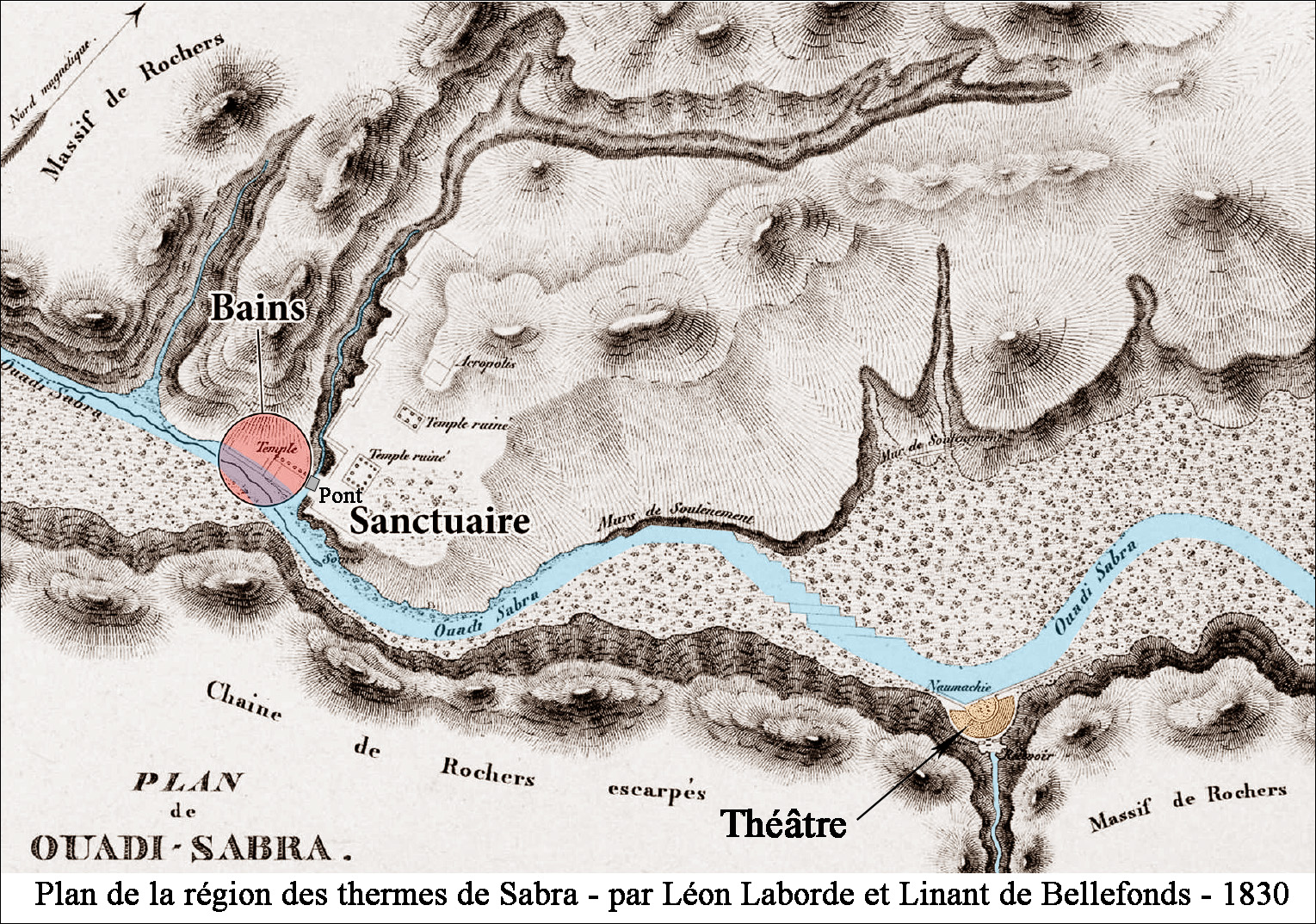
Plan de la région des thermes et du théâtre de Sabra en 1830 par Léon Laborde et Linant de Bellefonds.

Les Thermes de Sabrah ont été construits au sud d’un petit torrent se déversant sur la rive droite du Wădī Sabră. Ils sont situés à 6,5 km au sud-ouest du centre de Pétra. Les archéologues Thibaud Fournet de l'Institut français du Proche-Orient à Amman et Laurent Tholbecq de Université libre de Bruxelles, directeur de la Mission archéologique française de Pétra, ont redécouvert en 2014 les vestiges d’un petit ensemble thermal sur les bords du wadi Sabrah, connu pour être les Bains de Sabrah. Les thermes furent découverts en 1828 par Louis Maurice Adolphe Linant de Bellefonds et Léon de Laborde, de retour d’une visite à Pétra. Manfred Lindner en débute les fouilles en 1970, elles sont poursuivies par J. P. Zeitler en 1992 et de nouveau par Manfred Lindner et J.P. Zeitler en 1997 et 2005, mais jusqu'en 2014, aucun relevé ou cartographie du site n'avait été réalisé. « ...Les bains reflètent les traditions publiques et les modes de vie de tous les jours. Il y a une continuité de la période nabatéenne tardive à la période romaine. Les Nabatéens qui résidaient à Pétra, le noyau de ce qui serait englouti par Rome, ont construit ces modestes thermes comme une vaste entreprise qui représenterait leur ville comme un centre urbain important. [...] Une période où la société nabatéenne était très organisée et son économie déjà prospère, par un commerce généré par la situation géographique de la ville, placée sur le passage des caravanes en provenance de la péninsule arabique et de l’Asie, apportant les soies, les épices et les parfums, vers les cours d’Europe... »

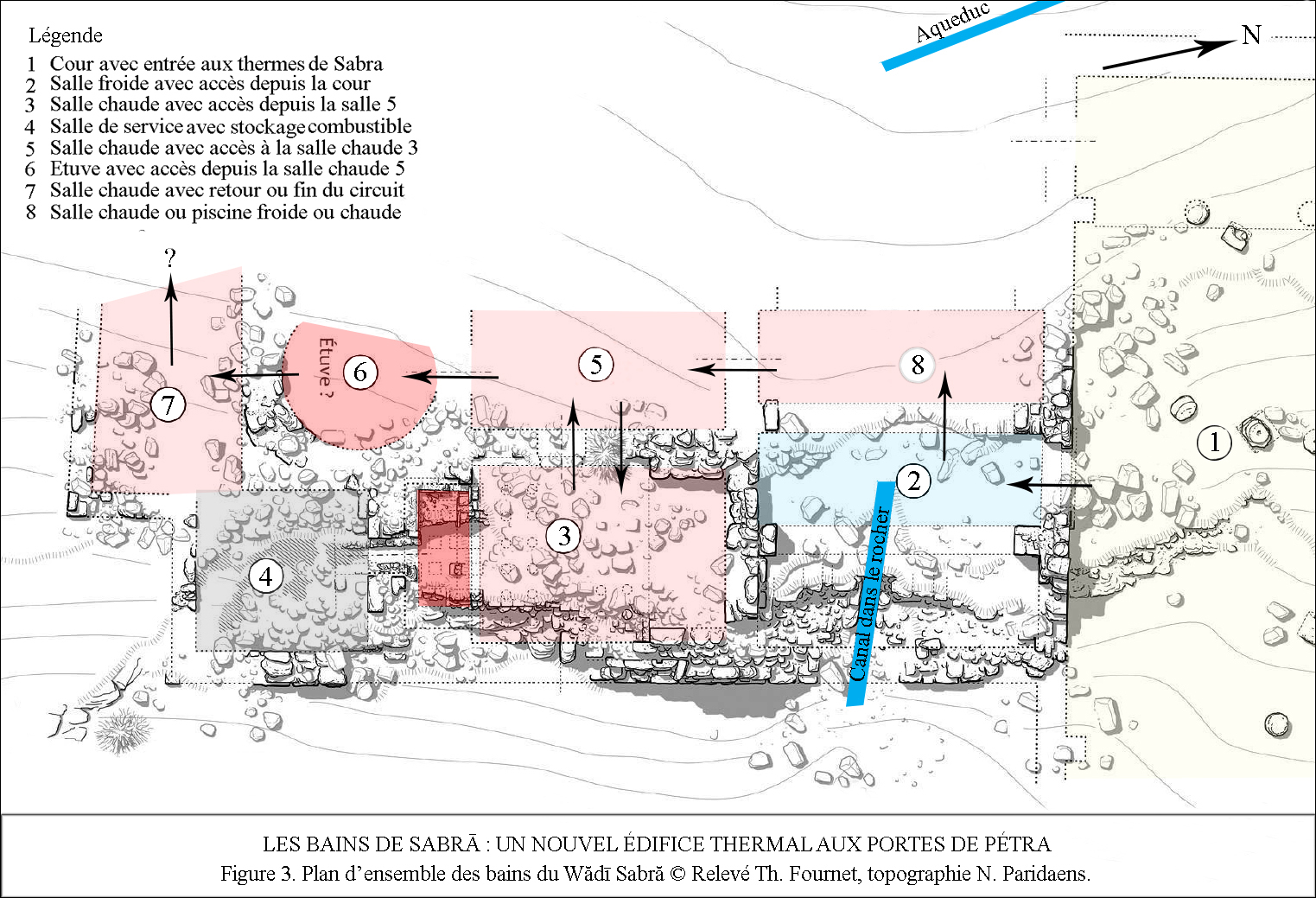
Relevés et plan de l'ensemble des thermes de Sabra. Plan de Thibaud Fournet / Ifpo-CNRS.

La campagne de fouilles de Thibaud Fournet et Laurent Tholbecq s’est déroulée du 6 au 30 octobre 2014. Un réseau topographique a été implanté couplé à une couverture en photographie aérienne de la zone. Le site du wadi Sabrah comporte un ensemble de bâtiments sur une vingtaine d'hectares : un théâtre rupestre d'une centaine de places, un sanctuaire, des réservoirs d'eau et des aqueducs d'amenée de l'eau. Les vestiges des thermes de Sabrah, très proches du wadi, occupent une zone de 42 m sur 18 m environ. Les archéologues pensent que la construction des thermes près d'un sanctuaire daterait du Ier ou IIe siècle de notre ère ; des adjonctions et modifications auraient été apportées au cours de l'occupation romaine.
L'approvisionnement en eau se faisait à partir de l'eau de la source alimentant le wadi Sabrah, donnant lieu à une petite oasis. Les eaux de pluie apportaient un complément aux besoins des différents bâtiments, dont les thermes.

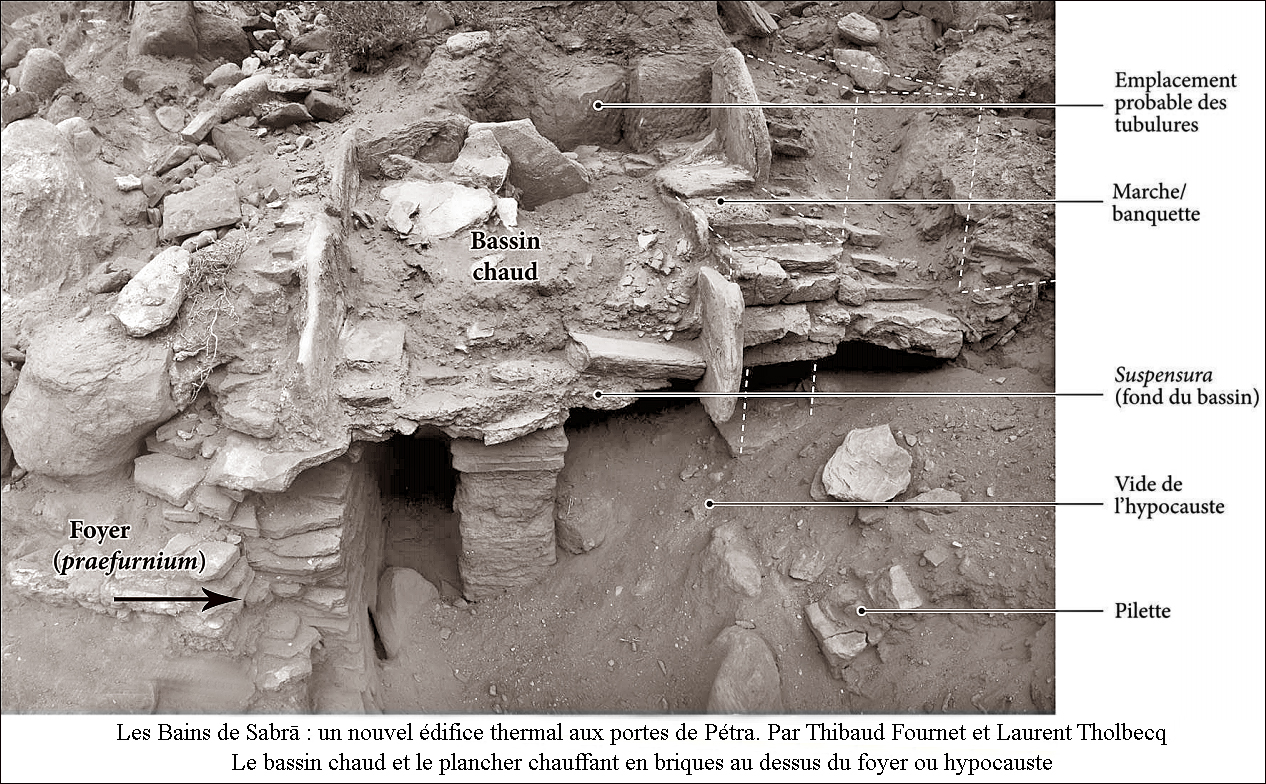
Les thermes de Sabra en cours de fouilles. Le bassin chaud et son hypocauste. Photo de Thibaud Fournet / Ifpo-CNRS.

Malgré les détériorations provoquées par les débordements du wadi Sabrah, une grande partie des superstructures et particulièrement les installations hydrauliques et les systèmes de chauffage sont encore visibles. L'accès aux thermes se faisait par une large cour constituant la façade nord de la salle froide, puis suivant les coutumes romaines de cette époque, l'ensemble thermal se composait, d'une salle froide - frigidarium - et d'une salle chaude  - laconicum - La salle chaude comportait deux parties - exèdres - la partie sud était un bassin chaud de 2,50 m sur 1,10 m intérieur et une profondeur de 0,50 m, le sol et les parois étaient en pierres de grès posées verticalement  - orthostates. Le visiteur ne pouvait accéder à la salle chaude que par l'ouest des thermes, une autre salle chaude - caldarium - ou tiède - tepidarium - devait communiquer avec la salle froide, les crues du wadi ayant emporté les vestiges de cette salle. Le dispositif de chauffage du complexe thermal, dont l'hypocauste, est assez bien conservé. Le foyer - praefurnium - se trouvait sous la salle chaude. Deux autres locaux, chauffés - bassin, étuve - sudatorium  - permettaient aux visiteurs de terminer leur parcours de loisir. D'autres locaux de service, probablement chauffés - laconicum - ne sont que des hypothèses en raison des destructions du wadi et dans l'attente des découvertes lors de fouilles ultérieures. « ...La perception actuelle de l’édifice […] permet d’observer la totalité de sa structure et, en particulier, la nature de ses installations hydrauliques et son système de chauffage […] composé d’une salle froide, d’au moins une salle chaude munie d’un bassin et d’un dispositif d’hypocaustes [...]. D’autres pièces intermédiaires, probablement chauffées, devaient, à l’ouest et au sud-ouest de la salle, compléter le parcours du baigneur... »
Au nord-ouest du bâtiment des thermes, «...Une canalisation creusée dans le rocher se dirigeant vers l’édifice thermal […] il est tentant d’y voir les vestiges d’un aqueduc destiné à alimenter l’édifice...» Sous la salle froide, une canalisation semble avoir évacué les eaux usées vers le wadi Sabra. «...le sanctuaire de Sabră permet de proposer un second rapprochement, avec cette fois les exemples (des bains du village) de Khirbet edh-Dharih...» Cette hypothèse du lien de parenté entre les deux complexes de bains et des sanctuaires ; la datation du complexe thermal au Ier   ou   IIe siècle doit être confirmée par des fouilles complémentaires.

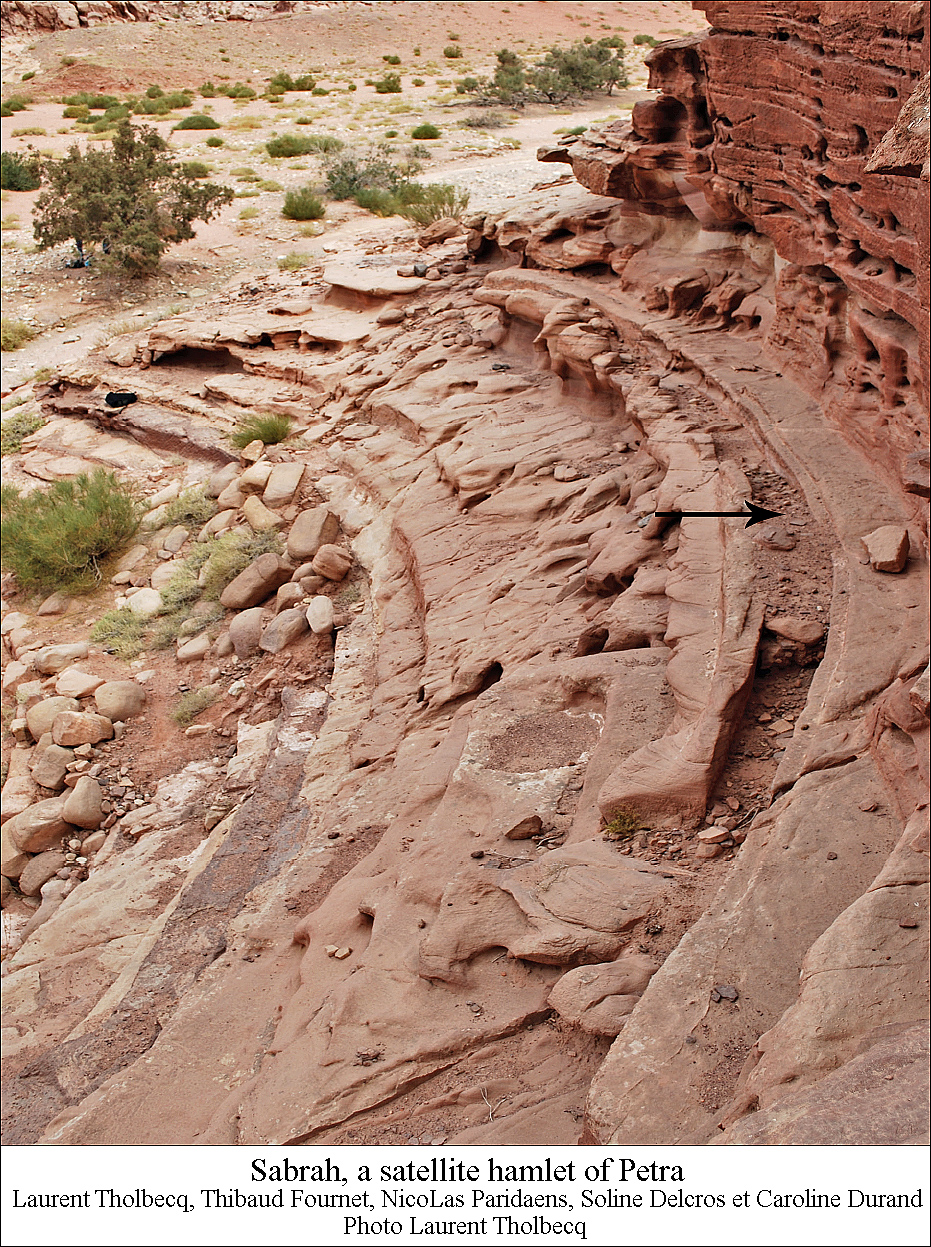
Caniveau d'évacuation des eaux de pluie en haut des marches du théâtre. Photo Thibaud Fournet / Ifpo-CNRS.

En amont du wadi Sabrah, à l'est du complexe thermal, les vestiges d'un théâtre sont visibles. Celui-ci comportait une centaine de places. Un canal taillé dans la roche sous les sièges supérieurs du théâtre, reliait la citerne principale construite à l'est de l'orchestre jusqu'à un aqueduc de 1,25 m de large qui traversait le wadi. Une partie de cet aqueduc de 2 × 1,4 m est visible à l'ouest du théâtre, sur la rive est du wadi... D’autres vestiges, largement érodés par les crues du wādī, sont visibles au nord et au sud-est du téménos, de même que sur la rive gauche du Wădī Sabră, dans le secteur du théâtre rupestre. Les fouilles anciennes et les ramassages de surface signalent une occupation qui s’étend entre la fin Ier s. av.n. ère. et l’époque romaine tardive...».
Les fouilles récentes et les études sur les thermes du Grand Temple, d'al Bayara, de Khubthah, du Complexe Aquatique ou du Centre, contredisent l'idée de l'absence d'infrastructure de bains, dont Pétra semblait dépourvue, dans une cité où le réseau hydraulique à la fois dense et ingénieux était très important. Ces nouvelles découvertes permettent de compléter les connaissances sur la place de l'eau dans cette cité du désert. On la sais maintenant utilisée de façon ludique aussi bien au cours des périodes nabatéennes, romaines et byzantines, et non pas, comme on le pensait jusqu'alors, destinée presque uniquement aux besoins domestiques. « ...Associés aux travaux en cours sur les bains de Khirbet edh-Dharih et sur ceux du Jabal Khubthah (Pétra), ils permettraient le cas échéant de mieux comprendre le rôle du bain dans les premiers siècles de la province d’Arabie, son éventuelle association aux sanctuaires […] cette exploration préliminaire des bains de Sabră permet déjà de confirmer l’importance et le rôle majeur des monuments thermaux dans la ville de Pétra... »

### Le complexe de piscines et de jardins de Pétra
Le complexe de piscines et de jardins de Pétra (en), ou le Complexe du Jardin et de la Piscine à Pétra - est situé au centre historique de la cité de Pétra, sur la rive gauche du wadi musa, donnant sur l’allée des Colonnes. Les archéologues de la mission allemande de 1921 avaient définis ce lieu comme étant la place du "Marché Inférieur" - Lower Market –, ceci en raison d’un large espace qui paraissait non construit pouvant être utilisé comme entrepôt pour les marchands sur la route commerciale de l’Arabie vers l’Europe. Le Marché Inférieur n’était finalement pas une place de marché, mais un ensemble de jardin et de piscine ou plan d’eau ornemental. « ...La découverte de ces structures (jardin et piscine) qui ne sont pas clairement caractéristiques d'une place de marché, indique que le "Marché Inférieur" n’était pas en fait un marché, mais une piscine ornementale complexe, le plus probablement associé à un verger formel ou un "Paradeisos" (Jardin d’Eden)... »

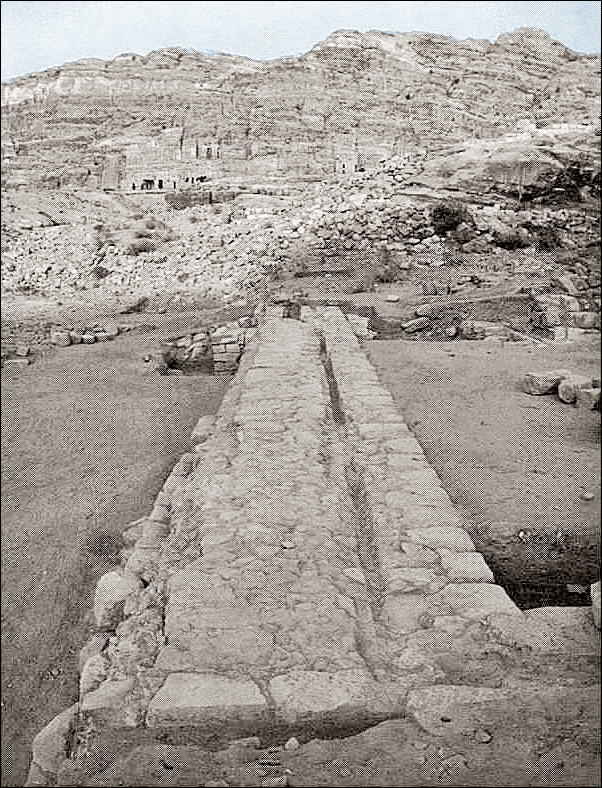
Canal incorporé dans le mur. Photo par Leigh-Ann Bedal.

À partir de 1993, au cours des fouilles du Grand Temple par l’équipe de Martha Sharp Joukowsky, un passage entre le Grand Temple et le "Marché Inférieur"  est mis au jour, une fonction entre le Temple et le Marché paraissent probables. Afin de trouver cette relation entre ces deux édifices, au cours de l’été de 1998, de nouvelles fouilles sont entreprises par Martha Sharp Joukowsky, avec la Brown University.
Le complexe des jardins et du plan d’eau a été initialement construit à la fin du Ier siècle av. J.-C. et poursuivit après l’annexion de Pétra par les Romains en l'an 106 de notre ère. La construction de ce complexe aquatique a été partiellement réalisée, notamment pour sa partie sud et est, par le creusement dans la roche de la montagne. Les jardins sont à plus de 6 m au-dessus de l’allée des Colonnes.
«...Les données archéologiques actuelles indiquent que le jardin était l’un des éléments d’un grand complexe d’élites, notamment le complexe du Grand Temple et les «marchés du centre et du haut» non encore fouillés […] La fonction originale du monument du Grand Temple n’a toujours pas été réglée, les théories allant du religieux au sacré (temple) à privé / royal (éventuellement un palais ou salle d'audience) ou une structure civique...».

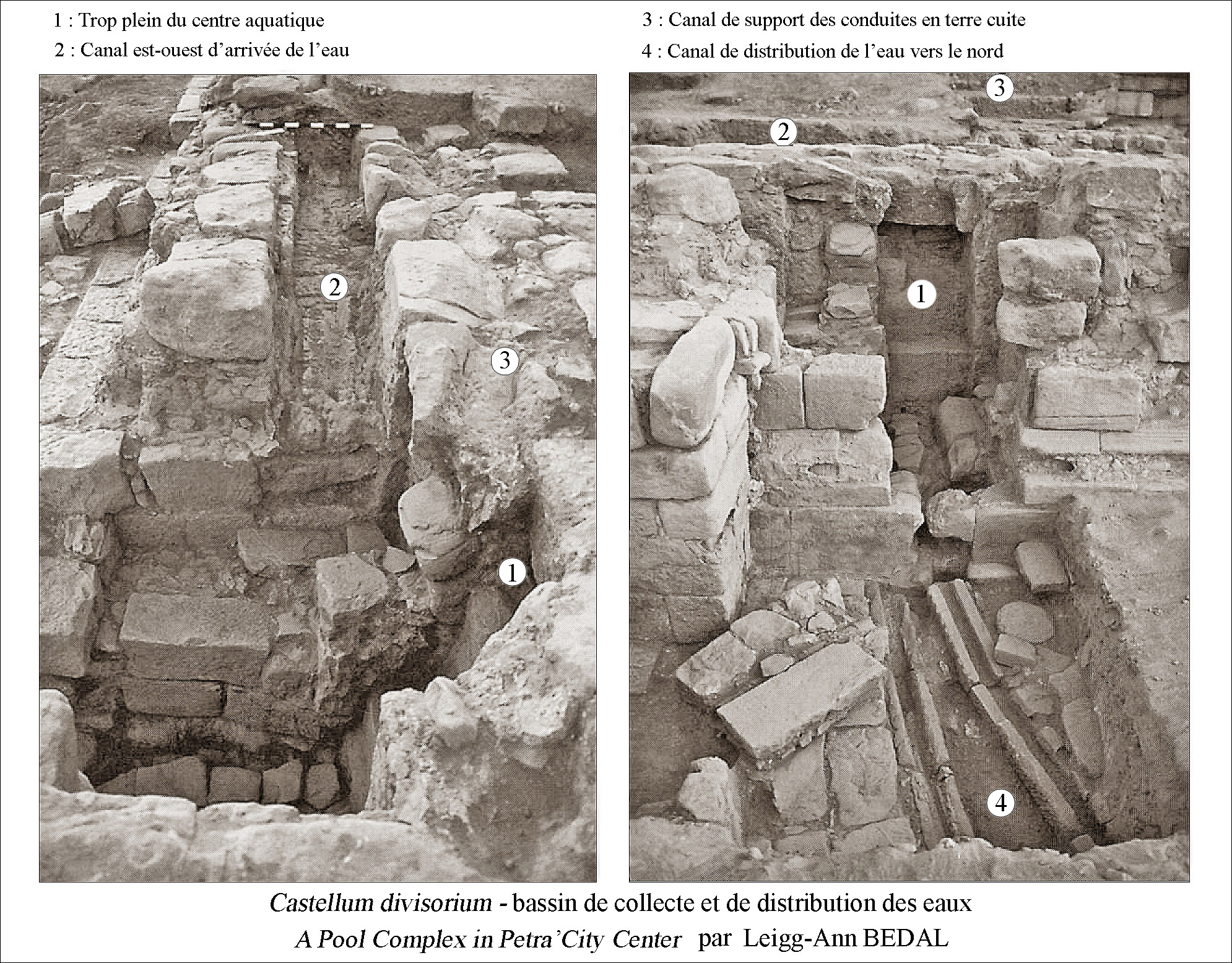
Collecteur-répartiteur du Complexe Aquatique. Photos par Leigh-Ann Bedal.

Les fouilles préliminaires de 1968 sur le site du Marché Inférieur, permirent de mettre au jour les vestiges d’un jardin d’agrément et d’une piscine monumentale ou plan d’eau, comportant une mini île avec son pavillon de loisirs. Un ensemble hydraulique comportant des réservoirs, canaux, tuyauteries et un réservoir de répartition – castellum divisorium –, ayant pour but d’alimenter ce complexe aquatique, a été mis au jour par les archéologues. Le Complexe Aquatique de Pétra semble avoir été entretenu et utilisé jusqu’à la fin du IIIe siècle apr. J.-C. Le tremblement de terre de l’année 363, ayant causé de profonds dommages à l’ensemble des structures, mit fin à l’utilisation de ce complexe de jardin et de piscine, seul connu dans la région, hormis le complexe d’Hérode le Grand d'Hérodium en Judée.

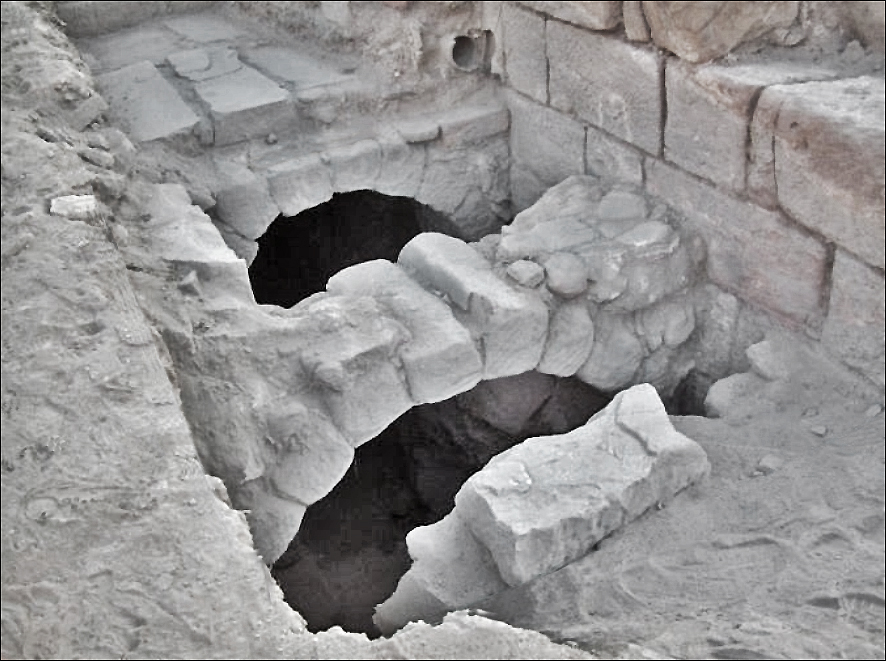
Reconstitution et principe d’une citerne enterrée et voûtée. Photo Adnan Shiyyab.

Suivant les fouilles, l’accès principal au Jardin and Petra Pool Complex, ou centre aquatique, se faisait à partir du Grand Temple ; une entrée depuis la Porte d’Adrien donnait accès à l’ouest au niveau de la rue, de même qu’un autre accès depuis le "Marché Moyen" paraissait possible, ainsi qu’un passage voûté le long du Portico Wall pour un accès au jardin en terrasse. Ce Paradeisos comportait, en plus des Jardins, une piscine ou plan d'eau avec son allée-promenade qui en faisait le tour. Un pont reliait la promenade à une île avec jardin et pavillon ouvert sur l’extérieur, décoré de peintures et de motifs en marbre. « ...La piscine avait une fonction à la fois récréative et fonctionnelle [...] Le Complexe du Jardin et de la Piscine de Pétra, un jardin de luxe avec une piscine monumentale située dans le centre-ville, est un exemple de consommation d'eau remarquée, symbole d'abondance et de prospérité... » La piscine, ou plan d’eau, avait une capacité de 2 000 m3. Certains murs – est et ouest – avaient une épaisseur de 3,5 m sur une hauteur de 2, 2 m. La partie extérieure des murs était réalisée avec des pierres de taille de grès taillées et ajustées, typiques de la maçonnerie nabatéenne. La partie intérieure des murs était en grès grossièrement taillé et étanché par une couche épaisse d’enduit hydraulique d’imperméabilisation, identique à celle des réservoirs d'eau. Entre les deux parties du mur étaient disposés des morceaux de pierre de grès maçonnés avec un mortier imperméable. La découverte de pavés le long du mur indique aux archéologues l’existence d’une promenade autour du périmètre de la piscine.
Une petite île au centre du plan d’eau, avec en son milieu un pavillon rectangulaire de 14,50 m sur 11,50 m construit sur des fondations étanchées, ouvert sur trois côtés, avec à l’intérieur des colonnes et des murs de marbre et de stuc peint, permettait aux visiteurs un repos rafraîchissant, isolé du centre-ville et proche de la fragrance des jardins. Un caniveau, construit en diagonale à intérieur du pavillon, servait à recueillir les eaux d’infiltration et de débordement vers la piscine. Le pavillon était relié à la promenade par un pont de pierre, construction additionnelle qui daterait du IIe siècle apr. J.-C..

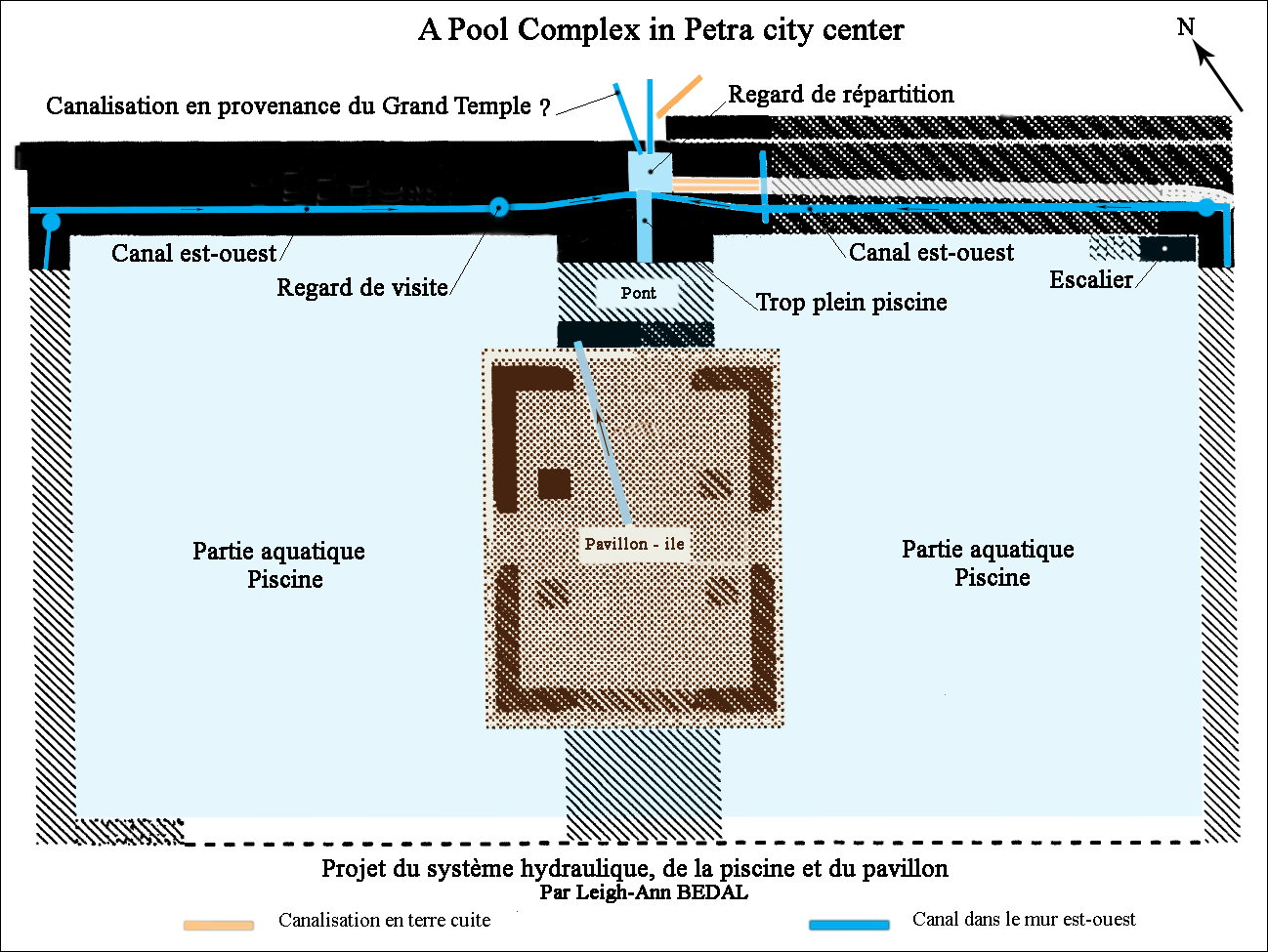
Plan du réseau hydraulique, de la piscine et du pavillon du Garden and Pool Complex. Dessin par Leigh-Ann Bedal.

Le réseau hydraulique était un élément important dans la conception et la réalisation du complexe aquatique. Le plan d’eau ne fonctionnait pas seulement comme une simple piscine, mais servait également d’aqueduc et de réservoir tampon. L’eau, captée sur les montagnes au-dessus du complexe, ainsi qu’en provenance du wadi Farasa, dans lequel se déversait la source d'Aïn Brak, amenait l’eau, à l’aide de caniveaux en pierre et de tuyaux en terre cuite, dans un réservoir – Est Cistern - en forme de U, construit sur la terrasse basse à l’est du site ; le réservoir se trouvait à un peu plus de 10 m au-dessus du niveau de la piscine. « ...L’utilisation des jeux d’eaux assez surprenants marquant le terminus des plus importants aqueducs de Petra, sont étonnants quand on considère la quantité d'eau gaspillée, due à l'évaporation des chutes d’eau et des piscines extérieures... » À partir de ce réservoir, un canal étroit au sommet du mur est-ouest transportait l’eau jusqu’à un regard de distribution – castellum divisorium – des regards intermédiaires peu profonds sur ce canal est-ouest, permettaient de réaliser un premier filtrage de l’eau, avant son déversement dans le réservoir de répartition. En addition du canal construit sur le mur est-ouest, sur sa partie est, un deuxième canal, plus large, dans lequel deux tuyaux en terre cuite étaient placés, se déversaient eux aussi dans le réservoir de distribution. L'emplacement exact et le principe d'alimentation de la piscine n’a pas encore été découvert au cours des fouilles.

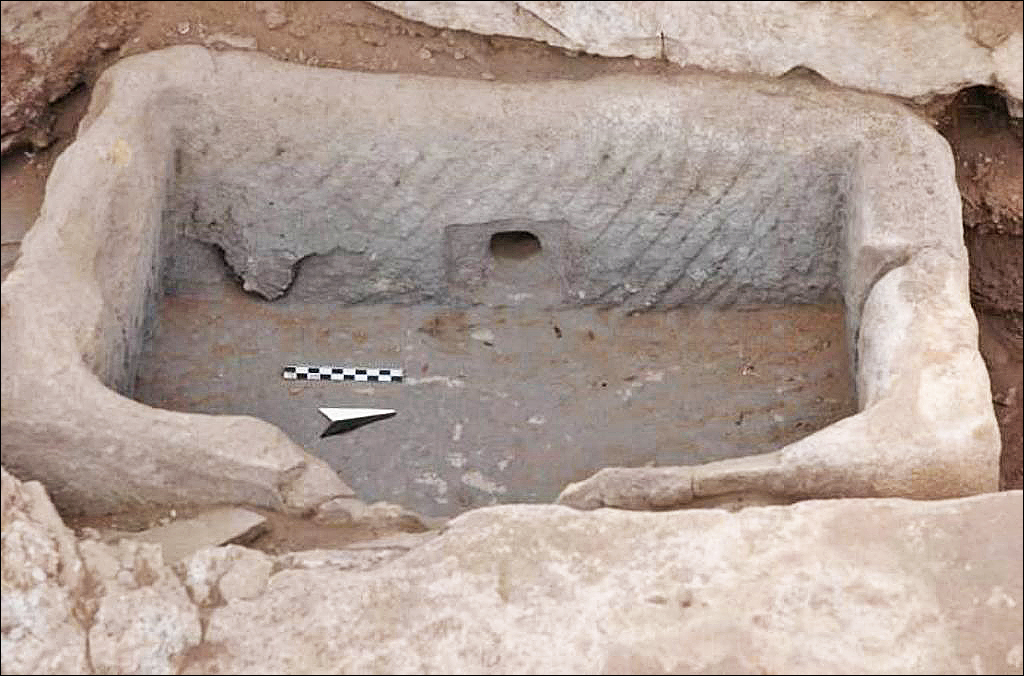
Petit bassin de pierre taillée dans la roche à usages multiples.

Une citerne souterraine d’une capacité de plus de 300 m3, creusée dans le roc de la place du Grand Temple, fournissait probablement de l'eau supplémentaire au Complexe de la Piscine en cas de besoin. Un canal en pierre, découvert pendant les fouilles entre le côté ouest du Complexe de la Piscine et se dirigeant vers le Grand Temple, était peut-être raccordée à la citerne sous le Grand Temple. Des canalisations - en céramique et en plomb - installées sous le trottoir de la promenade ouest du Complexe de la Piscine, semblent provenir de la citerne du Grand Temple. Ces canalisations, qui pourraient appartenir au réseau d'eau d'origine, ont plus probablement été posées lors de rénovations réalisées peu après l'annexion romaine. « ...Les fontaines, piscines, jeux d’eaux et cascades, sont un spectacle inattendu dans le désert […] c’est seulement dans d’importantes oasis que les voyageurs dans le désert s’attendent à découvrir un tel usage et gaspillage de l’eau […] mais Pétra n’est pas une oasis... » Les fouilles ont mis au jour de grandes sections d'un canal placé sous les dalles de la promenade et qui transportait l’eau autour de la piscine, avant de se déverser dans le réservoir de répartition - castellum divisorium – alimentait par un conduit en pierre, une partie du système d’irrigation du Jardin, aménagé sur la partie attenante de la terrasse au nord de la Piscine. En 2001, une étude géophysique de la terrasse du jardin utilisant la pénétration du sol par radar (GPR), a détecté la présence d’une grande citerne souterraine dans la zone sud-est de la terrasse.
Deux grands canaux souterrains, découverts dans le substrat rocheux le long de la bordure est de la terrasse, indiquent l'existence d'un réseau séparé qui contournait la piscine et le jardin, peut-être pour diriger les eaux usées, ou pluviales de la zone d'Az-Zantur, vers le wadi.

## La production de chaleur

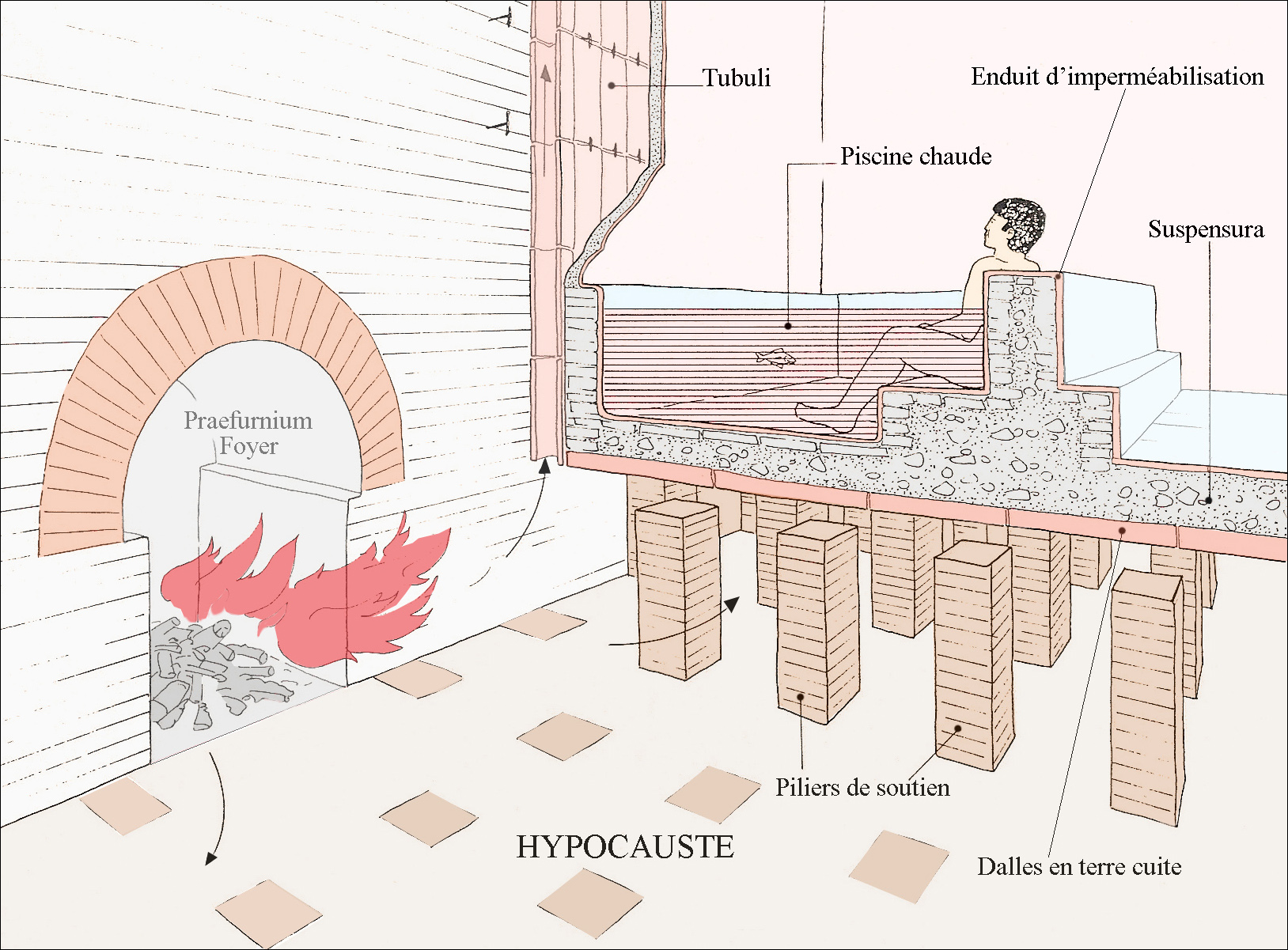
Schéma colorisé d’un hypocauste, avec foyer et distribution de la chaleur.

La production de chaleur pour les besoins de chauffage des thermes, se compose de plusieurs parties ou éléments, dont la réalisation était programmée dès le début de la construction des thermes. Avec l'approvisionnement en eau, la production de chaleur forme les deux éléments principaux pris en compte lors de la construction des thermes. Cette production de chaleur doit servir au chauffage de certains locaux, ainsi qu'au chauffage de l'eau pour les bains chauds.
- La salle de chauffe - Praefurnium - et le local de stockage du bois de chauffe.
- L'hypocauste avec les piliers et son plafond composé - Suspensura.
- La distribution de l'air chaud, les tubuli et les conduits d'évacuation des fumées.

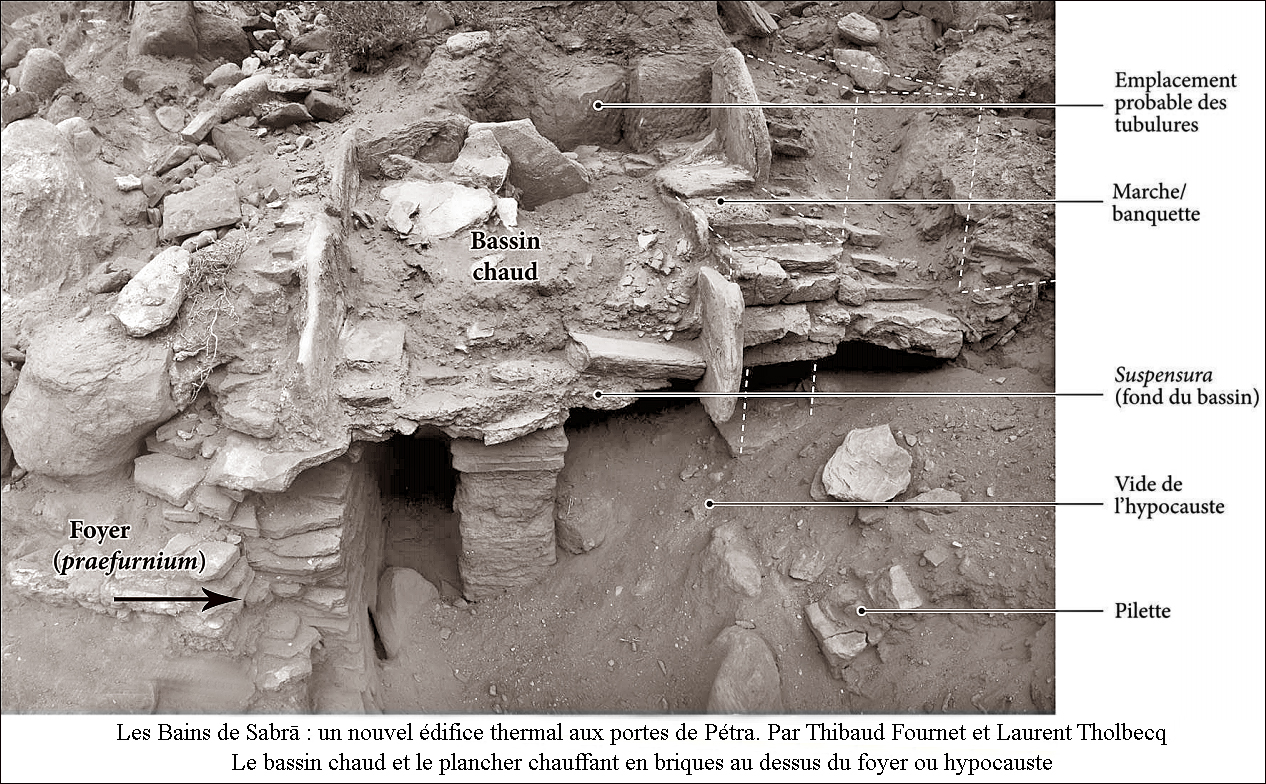
Le bassin chaud et son hypocauste des thermes de Sabra. Photo de Thibaud Fournet et Laurent Tholbecq.

Le système de chauffage avec hypocauste, fonctionnait en forçant l'air chaud et la fumée à circuler sous un plancher suspendu surélevé par des piliers - pilae. La chaleur rayonnait à travers le sol, chauffant la surface de plancher ainsi que la salle et le bain au-dessus. Ce système de chauffage aurait été inventé par les grecs au IIIe siècle av. J.-C., avec un "proto- hypocauste", peu efficace, qui utilisait des gaines placées sous les planchers et à l'intérieur des murs, amenant l'air chaud dans locaux à chauffer. Le système fut perfectionné par les Romains, avec le principe du plafond suspendu - Suspensura - au IIe siècle av. J.-C. connu pour être l'hypocauste de Vitruve, qui lui même renchérit : Il est des découvertes qui, nous le savons, ne datent que de notre temps. « ...Le tubulus est un tuyau de chauffage en céramique (terre cuite) mis au point par les Romains pour créer des cavités murales à travers lesquelles l’air chaud pourrait circuler. Une extension du système hypocauste, les systèmes de tubuli, étaient l’un des systèmes de chauffage les plus avancés utilisés dans l' antiquité, et ont été utilisés dans tout l'empire romain... »

### La salle de chauffe

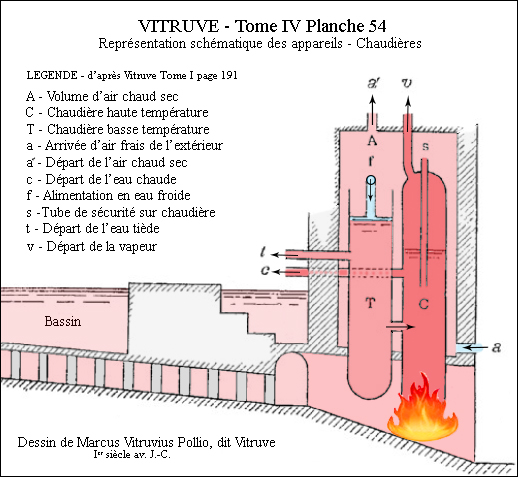
Vitruve Tome I et IV - Schéma de production de chaleur. Document de la BnF Gallica.

La salle de chauffe ou foyer - Praefurnium - est généralement placée à un niveau inférieur des locaux à chauffer, afin de faciliter la diffusion de la chaleur - al Biyara, wadi Sabra -. La pente naturelle du terrain est souvent prise en compte. Suivant l'importance des thermes, il peut y avoir une seule salle de chauffe, plus ou moins grande suivant le nombre de locaux et de bains à chauffer ; certains bains peuvent avoir plusieurs foyers - ez Zantur.

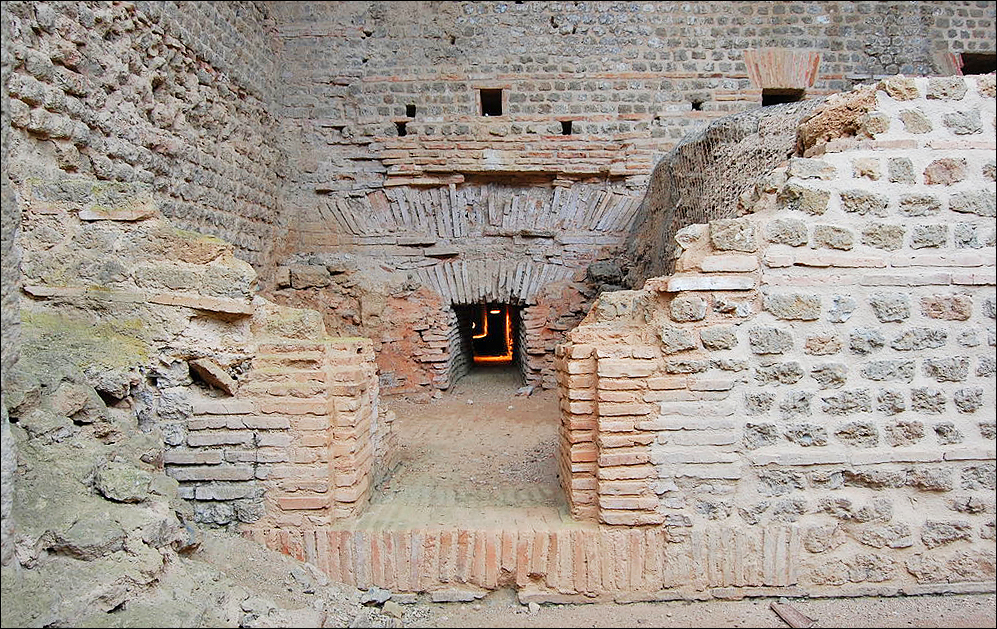
Thermes romains de Chassenon, le foyer et son environnement.

La construction de ce local, de forme carrée ou rectangulaire, avait une ouverture côté allumage et réserve de combustible, ainsi que pour l'alimentation en air frais et une autre ouverture du côté de l'hypocauste, pour la sortie des fumées et de l'air chaud. Les murs étaient en pierre ou en brique, suivant les matériaux disponibles. Les murs étaient épais et le plafond souvent réalisé en voûte.
Un local attenant au foyer permettait le stockage du combustible, bois ou charbon de bois. Ce local de service donnait directement sur l'extérieur, pour faciliter l'approvisionnement en combustible. « ...Le site des Thermes du Centre, furent un centre de bains très importants [...] déjà par l'importance des murs de brique qui semblent être ceux de la salle de chauffe... »

### L'hypocauste
L'hypocauste est composé de plusieurs éléments : généralement il y a un vide sous le bâtiment de 0,50 m à 1,00 m servant à la diffusion et la répartition de la chaleur à l'intérieur des locaux, le sol est généralement stabilisé et revêtu de pierre ou repose sur le rocher. Un ensemble de piliers en brique, de section ronde ou carrée, soutient le plancher des locaux - suspensura - ou des bains à chauffer. « ... La suspensura est une sorte de sous-sol à plafond en dalles de terre cuite, qui ne sont autre chose que de grandes tuiles portées sur des pilettes. On a soin que la marche des fumées s'y fasse d'un mouvement sans cesse ascendant ; cette condition s'accorde de la façon la plus naturelle avec la disposition en pente des radiers des bassins... »

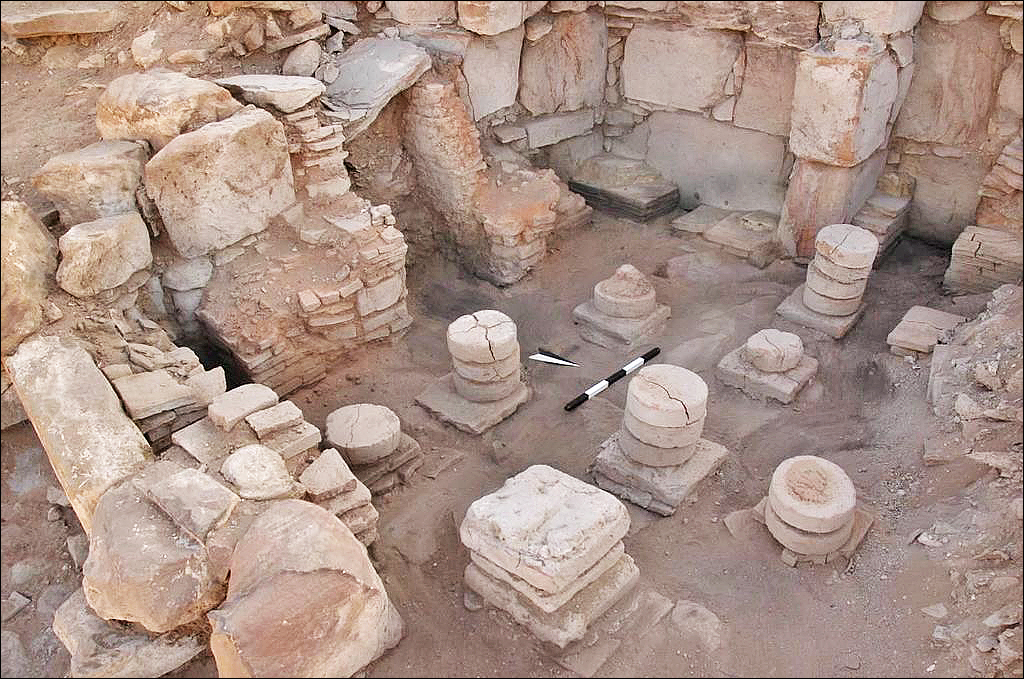
Thermes de Biyarah. Vestiges d’un des hypocaustes. Photo de S. Schmid.

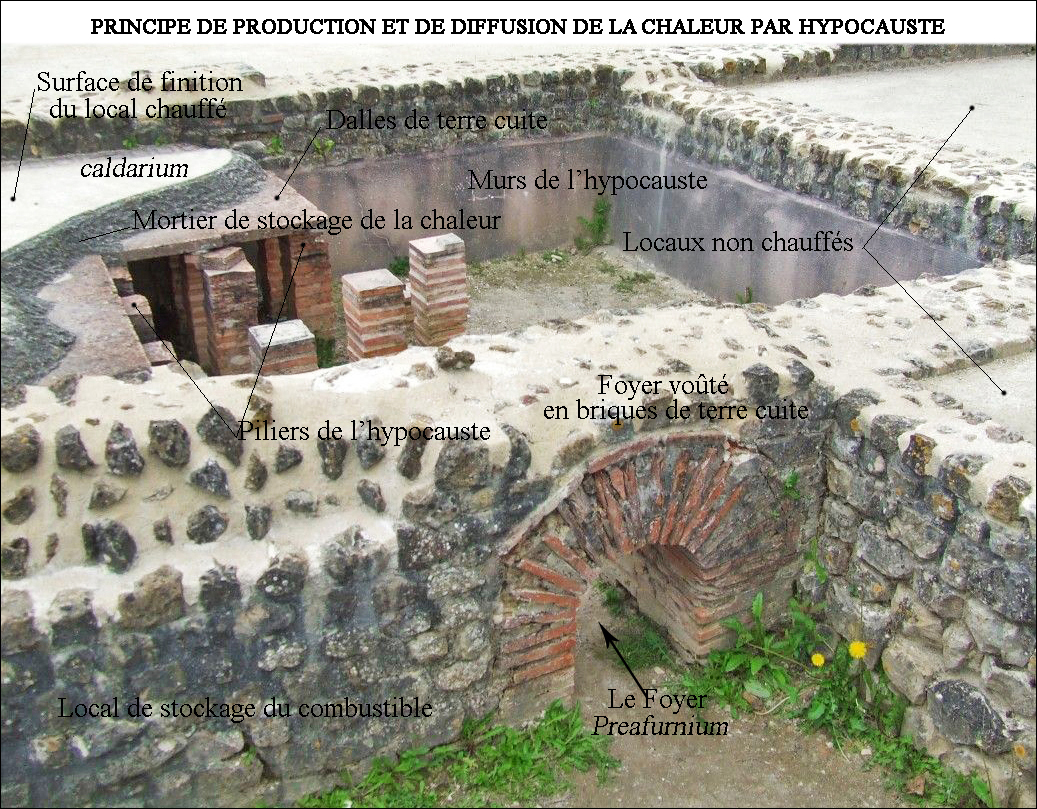
Principe de production et de diffusion de la chaleur par hypocauste.

Des dalles en terre cuite reposent sur les piliers et forment à la fois la structure de base du plancher, une sorte de coffrage, lequel supportait une épaisse couche de mortier de tuileau. Avant d'être recouvert par le dallage de pierre ou de marbre, une couche d'étanchéité était réalisée, généralement par des plaques de plomb, avec des relevés au-dessus du niveau de l'eau. Cet assemblage compact de dalles de terre cuite et de mortier permettait un stockage de chaleur avec une grande inertie, et une transmission de chaleur par rayonnement. Ce principe de chauffage permet aussi de maintenir la température, à la fois dans le volume des locaux, mais aussi celle du sol. Ceci nécessitait une certaine compétence dans la conduite de l'installation de chaleur des thermes, mais également dans le réglage de tous les paramètres permettant de fournir la bonne température dans les locaux et dans les bains. Ce principe de chauffage était confortable pour les visiteurs des thermes, il permettait de conserver une température constante, longtemps après la fin de l'alimentation du foyer, sans l'arrêter et permettre sa reprise rapide le lendemain.

### Chauffage des locaux -tubuli.
Le chauffage des locaux se faisait également par des conduits de distribution d'air chaud appelés tubulis, ce sont des éléments de gaines en terre cuite de différentes formes, permettant la circulation de l'air chaud depuis l'hypocauste jusqu'aux parties supérieures des thermes. Les systèmes de chauffage au moyen de tubuli étaient l’un des modèles de chauffage les plus avancés utilisés dans antiquité, ils ont été employés à travers tout l'Empire romain. Les gaines étaient placées verticalement contre les murs extérieurs de locaux à chauffer et scellées au mortier ou à l'aide de supports spéciaux.
« ...ils formaient des colonnes verticales permettant à l'air chaud de circuler. Pour en augmenter la circulation, des trous de ventilation étaient percés dans la partie latérale des conduits, permettant la transmission de l'air chaud entre les colonnes adjacente... » La première utilisation du tubulus daterait de la fin du Ier siècle av. J.-C., avec un perfectionnement et une utilisation plus intensive, notamment dans les thermes de Pétra, aux Ier et IIe siècles apr. J.-C. Les tubuli remplaçaient les autres techniques préalablement utilisées pour le chauffage par les murs. Sénèque le Jeune, dans sa discussion sur la luxure écrit «...Les salles à manger ont été tempérées par de l'air chaud passant sous le sol et circulant dans les murs...» Les premiers systèmes de chauffage par les murs, utilisés par les romains, étaient constitués de plaques de terre cuite, placées verticalement contre les murs et dont les angles avaient une protubérance permettant leur écartement pour laisser passer l'air - les tegulae mammatae. Avec d'autres systèmes de fabrication, moins élaborés, ils n'étaient que de simples plaques de terre cuite, fixées par des crochets avec leur système d'écartement incorporé.

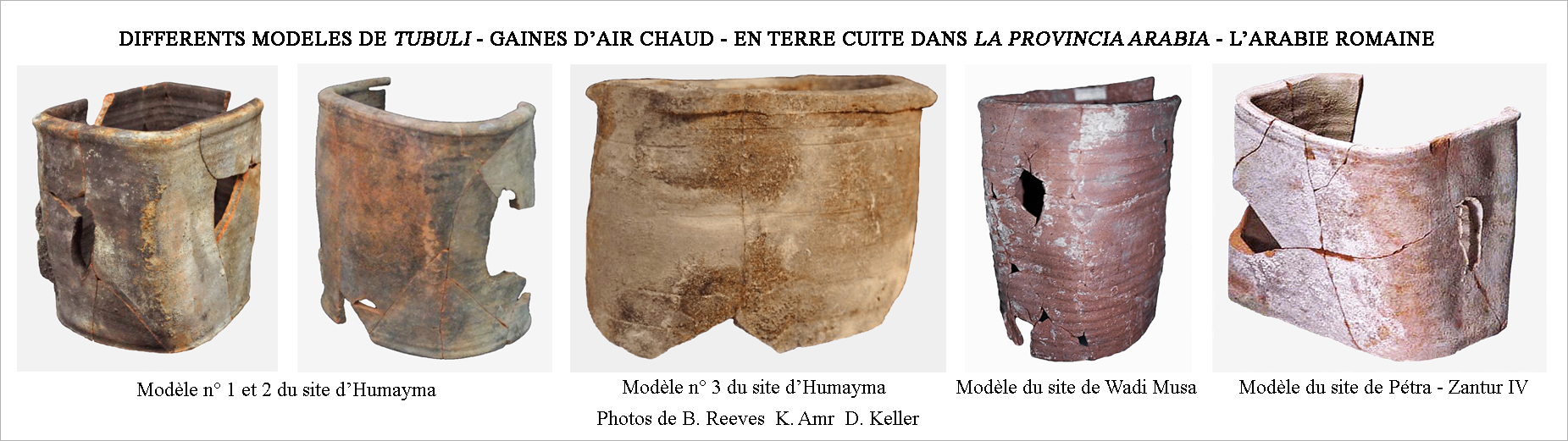
Différents conduits d’air chaud utilisés dans l’Arabie romaine et dans certains des thermes de Pétra.

Sénèque, philosophe, dramaturge et homme d'État romain du Ier siècle, révèle que le système de chauffage des murs était le plus apprécié des Romains pour sa capacité à chauffer les pièces du bain uniformément, en haut et en partie basse : « ...C'est à l'homme, ce n'est point au sage qu'on doit ces inventions [...] comme les bains suspendus au-dessus de leurs foyers, et ces tubes, appliqués dans les murs, qui font circuler la chaleur et l'entretiennent de bas en haut toujours égale... »

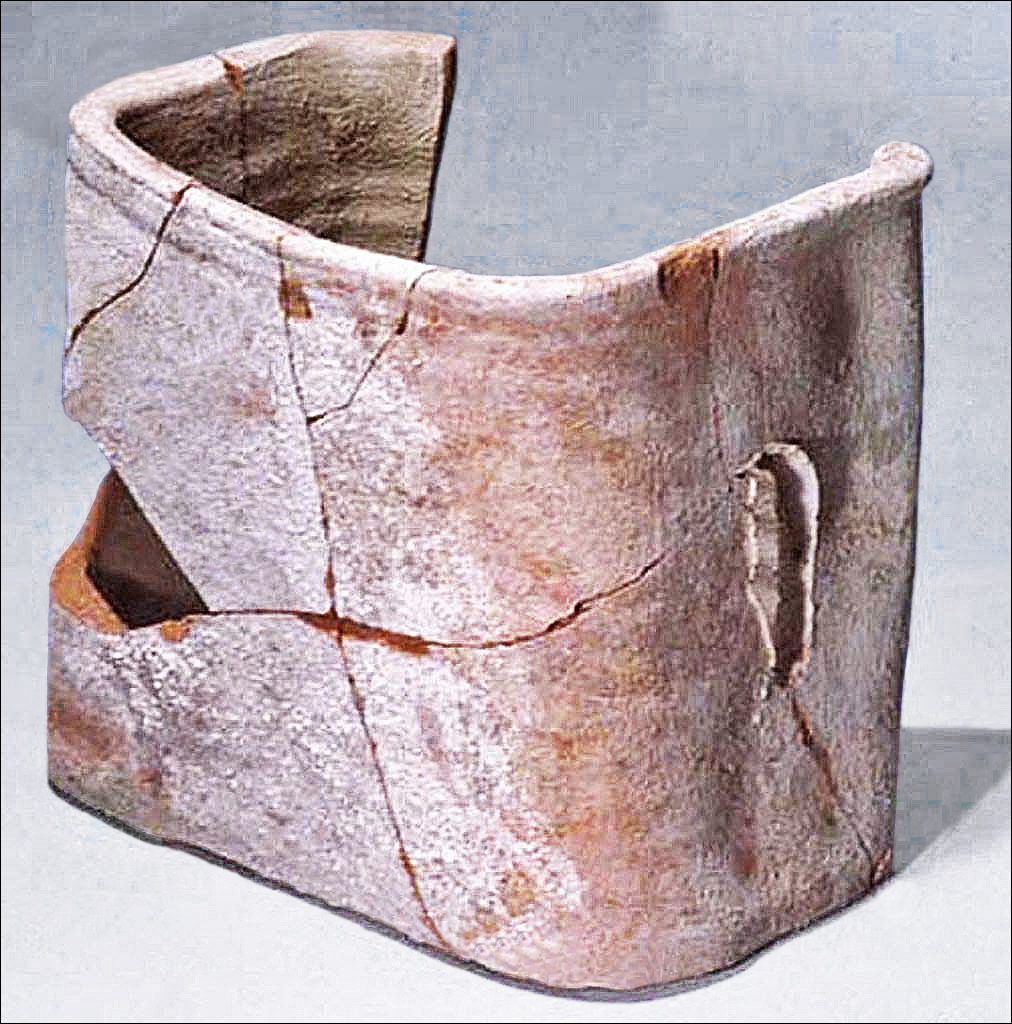
Résidence ez Zantur IV. Gaine d’air chaud en terre cuite. Photo d'Othmar Jäggi.

Les gaines verticales étaient jointoyées et fixées les unes aux autres, et scellées aux murs au moyen de mortier. Dans certains cas, des crochets en T placés entre deux éléments et fixés aux murs permettaient le maintien et le bon écartement des gaines. L'ensemble était généralement recouvert de stuc, avant finition avec des plaques de marbre ou de la mosaïque. Des éléments des gaines comportaient des ouvertures pour permettre le passage de l'air d'une gaine à l'autre.
Dans les salles qui nécessitaient une température importante - laconicum, sudatorium - le plafond était voûté et était équipé d'une ouverture en partie haute, avec un disque en bronze qui suivant sa position permettait de réguler la température dans le local.
De nombreux vestiges de réseaux de tubuli ont été retrouvés, lors des différentes fouilles, notamment pour la partie inférieure des réseaux, mais de par la fragilité du matériau constituant les tubuli, la partie supérieure du réseau est mélangée parmi les débris de terre cuite et les archéologues et historiens ne savent que peu de chose de cette partie haute de l'installation de chauffage.

### Chauffage des bassins

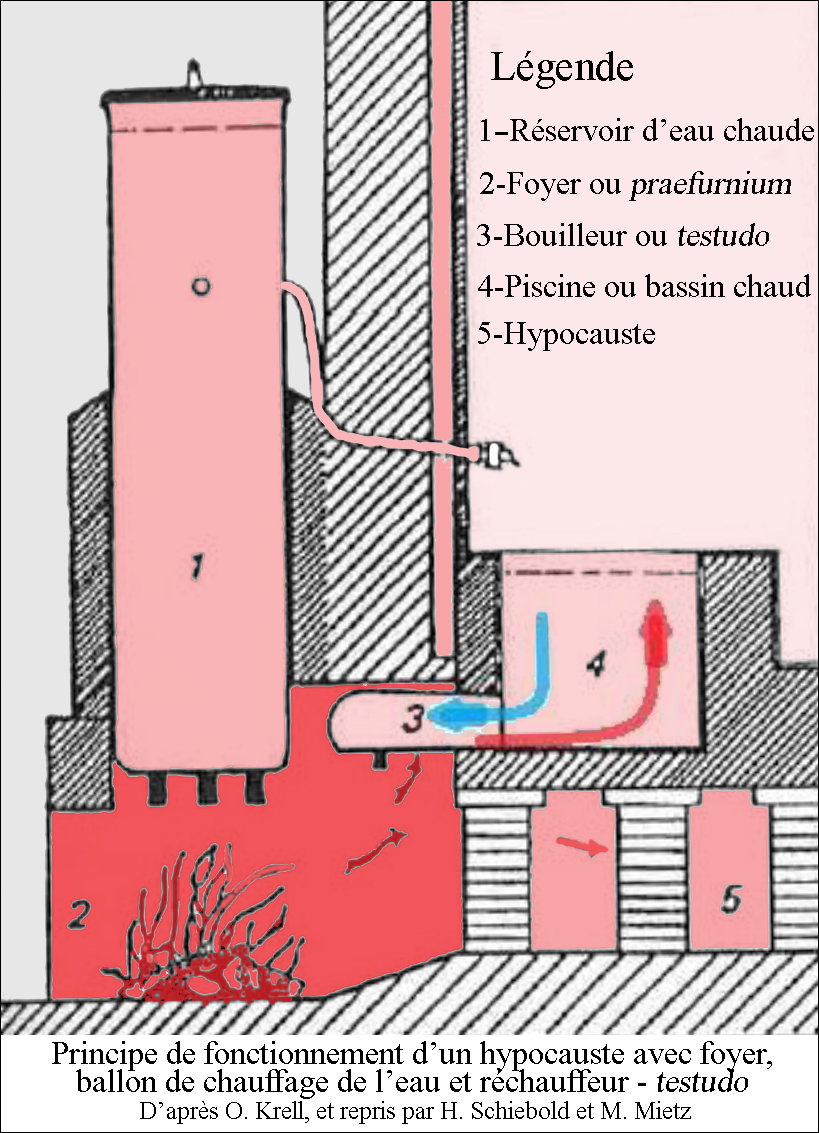
Schéma de principe de production de chaleur des thermes. Photo de O. Krell.

Le chauffage des bassins, alimentés généralement en eau froide par un réservoir proche, se faisait partiellement par la transmission de chaleur au travers du plancher de l'hypocauste, mais ce moyen de chauffage de l'eau n'était pas toujours suffisant. L'augmentation de la température du bassin ou de la piscine se faisait alors au moyen de chaudières (ballon d'eau chaude) placés au-dessus d'un foyer qui réchauffait l'eau des bains à la température désirée, pour le bain tiède du tepidarium et du bain chaud pour le caldarium. Ces chaudières devaient alimenter le laconicum, salle chaude et sèche et le sudatorium, la salle chaude et humide.
La partie base des réservoirs, en contact avec le feu, était en airain - bronze - la partie haute était en plomb. Afin de diminuer le temps de chauffe de l'eau des bassins et de permettre un meilleur contrôle de la diffusion de la chaleur, de nombreux thermes comportaient une «boîte» en métal, le testudo, généralement en cuivre, ouvert au fond du bassin, et fermé du côté de la cheminée. Cette partie fermée était exposée à la chaleur du foyer, chauffant ainsi l’eau de cette partie du bassin ; la différence de température entre l'eau très chaude de ce "réchauffeur" et la température plus froide du bassin créait un courant circulaire égalisant la température dans le bassin (voir schéma de Vitruve).

### Vidange des bassins

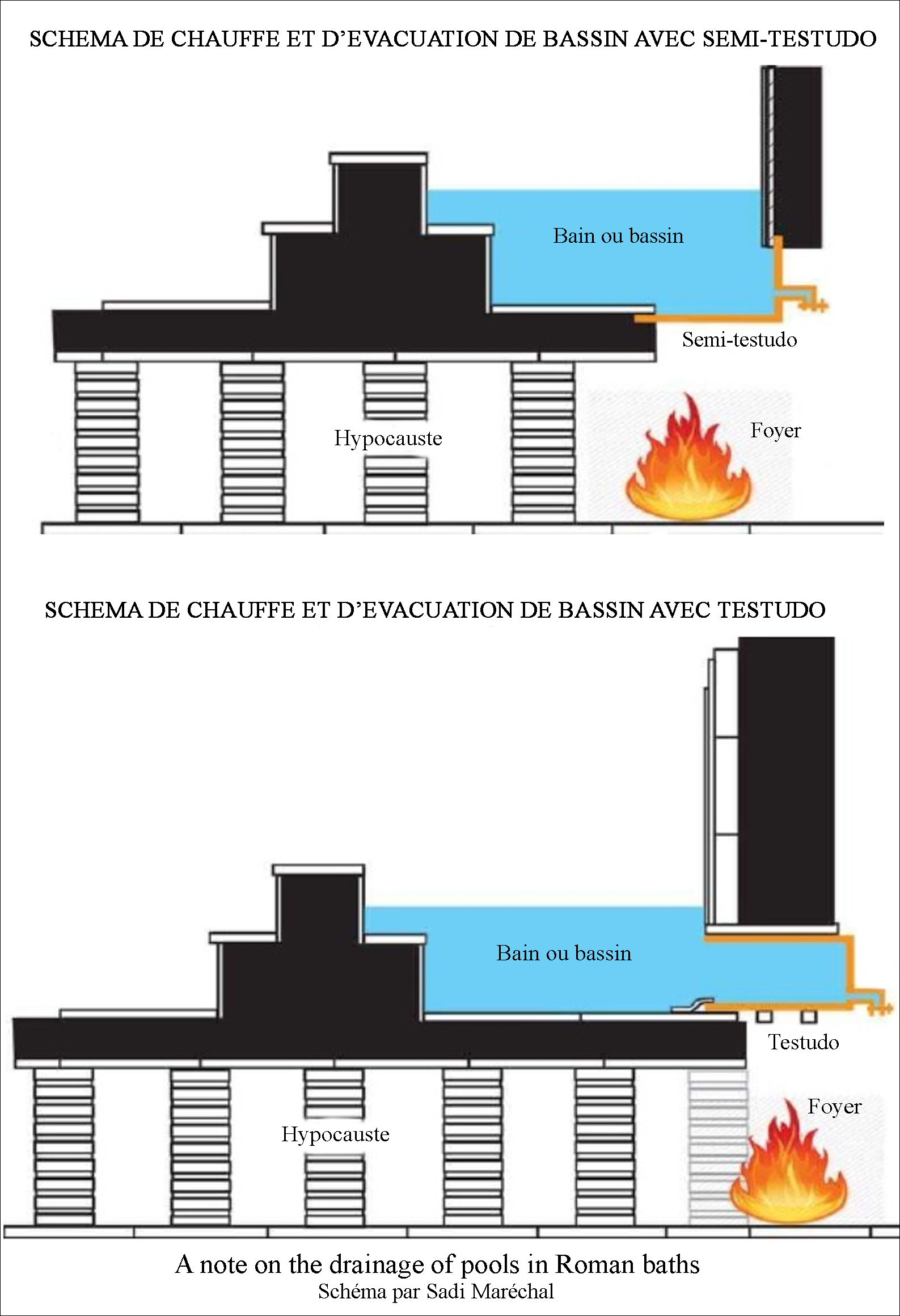
Schéma de production de chaleur pour bassin avec testudo et semi-testudo. Photo de Sadi Maréchal.

La vidange des bassins et piscines, ou bains froids, du frigidarium et du loutron, ainsi que des natationes et piscinae, qui étaient alimentés pas un réservoir d'eau, lui-même alimenté par un aqueduc, se faisait généralement suivant la technique romaine, qui était de diriger les eaux d'évacuation ou de vidange, peu chargées, vers les latrines, servant alors à l'évacuation des déchets plus importants, avant d’être conduites vers les wadis. La vidange de ces bassins pouvait se faire directement dans le réseau d'eau de la ville, ou du wadi proche.
La vidange des bassins et bains chauds, se faisait à partir d'un robinet fixé sur le "réchauffeur" - testudo ou semi-testudo - puis dirigée directement dans un canal amenant l'eau dans le réseau de la ville ou un wadi. La vidange pouvait également servir au nettoyage du sol de l'hypocauste en dessous, avant d'être envoyée vers un canal raccordé au réseau de la ville ou directement dans un wadi ; dans certains cas les eaux passaient par le foyer et servait à le nettoyer, dans la mesure où il était froid. Vitruve au Ier siècle av. J.-C., dans son livre Tome I sur le chauffage des thermes, donne les explications de son schéma du Tome IV planche 54 Représentation schématique des appareils : « ...Le foyer est installé en sous-sol. L'eau, fournie par un réservoir alimenté par les conduites de la ville, s'échauffe progressivement dans une chaudière T et une chaudière-bouilleur C. Le corps de ces chaudières est logé dans une chambre en maçonnerie [...] et reçoit directement la chaleur du foyer. [...] La chaudière d'eau tiède communique avec le basin alimentaire (d'eau froide) et le bouilleur, avec la chaudière d'eau tiède. De sorte que toute prise d'eau chaude se trouve automatiquement remplacée par un afflux d'eau tiède ; celle-ci à son tour, par un afflux d'eau froide... » Sur les différents thermes de Pétra, les destructions dues aux tremblements de terre, à l'usure du temps ou à l'inondation des wadis, ne permettent pas encore de définir parfaitement le système de vidange des différents bassins et piscines dont les fouilles sont toujours en cours.

### L'évacuation des fumées
L'évacuation des fumées, comme la parfaite diffusion de l'air chaud, était partie intégrante du bon fonctionnement d'un hypocauste et de l'ensemble de la production de chaleur des termes. Le conduit de fumée était dirigé dans la cheminée en partie haute, ou directement envoyé à l'extérieur en traversant le plafond ou la terrasse. L'alimentation du foyer se faisait en fonction des besoins de chaleur dans les locaux et dans les bassins. Ce travail était destiné aux esclaves, spécialisés dans le bon fonctionnement des thermes, supervisés par le balneator ou superviseur des thermes.

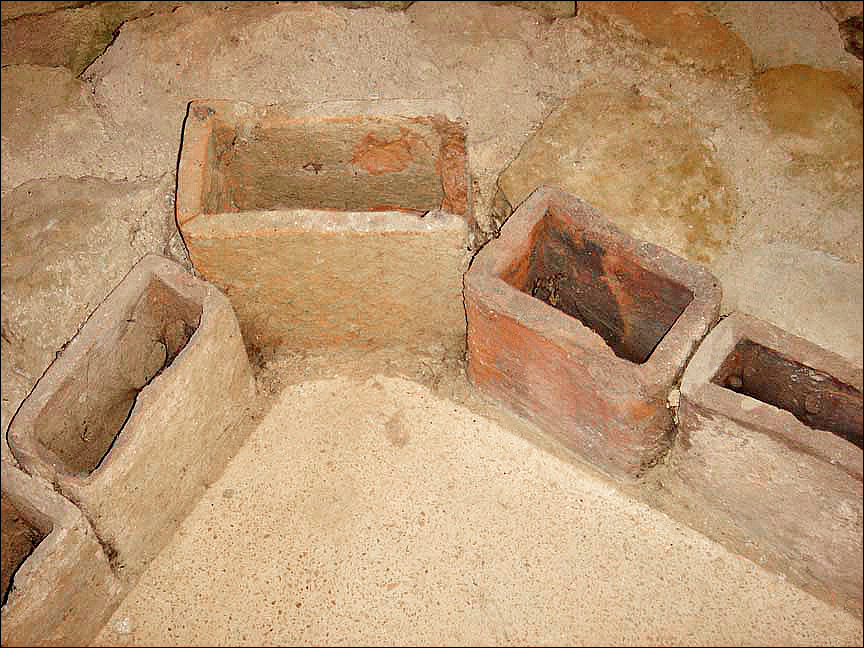
Conduits d'air chaud et de fumée utilisés dans les thermes romains à Pétra.

Les conduits de fumée, en terre cuite, étaient généralement placés à côté des gaines d'air chaud - tubuli - véhiculant un air à température élevée. Ils participaient eux aussi au chauffage des locaux.
Les gaines d'air chaud ainsi que les conduits de fumée avaient un rôle actif dans le système de chauffage des thermes, mais ils avaient également un rôle passif dans l'isolation des bâtiments et évitaient la condensation sur les murs.

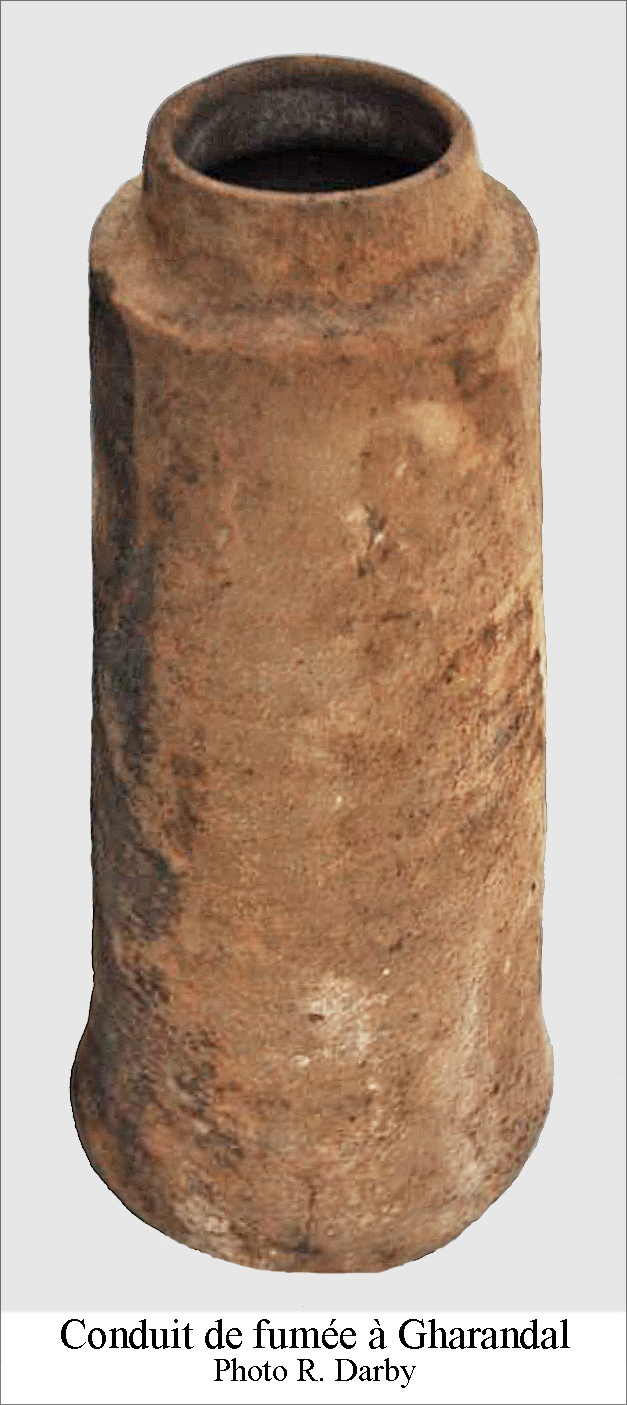
Conduit de fumée en terre cuite.

En 1998, une équipe d'archéologues et d'ingénieurs reconstitua un ensemble de thermes, avec les matériaux et techniques de l'époque romaine : « ...Cette expérience a permis de mieux comprendre de nombreux aspects de la construction et l’exploitation des bains publics, y compris la relation, non résolue, entre les tubuli (véhiculant l'air chaud) et les conduits d'évacuation des fumées... » La conception la plus économique comportait les tubuli d'air chaud complètement séparés de la cheminée. Dans ce système, chaque colonne de tubuli était bloquée en partie haute et les fumées en provenance du foyer et de l'hypocauste ne passaient pas dans les tubuli, ils s'évacuaient directement, en partie haute, à l'extérieur du bâtiment, ou dans la cheminée.
Une fois les essais terminés et toutes les données recueillies, les ingénieurs ont constaté que la méthode consistant à bloquer trois colonnes de tubuli sur quatre et laisser ouverte la dernière restante s'est avérée efficace. Malgré le faible tirage, la circulation de l'air chaud avait encore lieu dans les tubuli, et le mur était suffisamment chauffé. Mais les tubuli n'étaient pas complètement efficaces pour évacuer la fumée et les gaz de l'hypocauste. Cette découverte suggère que les systèmes de chauffage pouvaient fonctionner efficacement, sans connexion directe au conduit d'évacuation des fumées. La question de la séparation des fumées toxiques et de l'air chaud, à la sortie du foyer, ne semble pas être parfaitement bien définie par les archéologues et les historiens.
Suivant Vitruve, l'évacuation des fumées se faisaient au moyen de tubes en poterie, lesquels placés le long de la paroi permettaient le tirage du foyer. «...L'utilisation de combustible à flamme claire, évitait les dépôts de suie trop importants...».

### Fonctionnement et maintenance

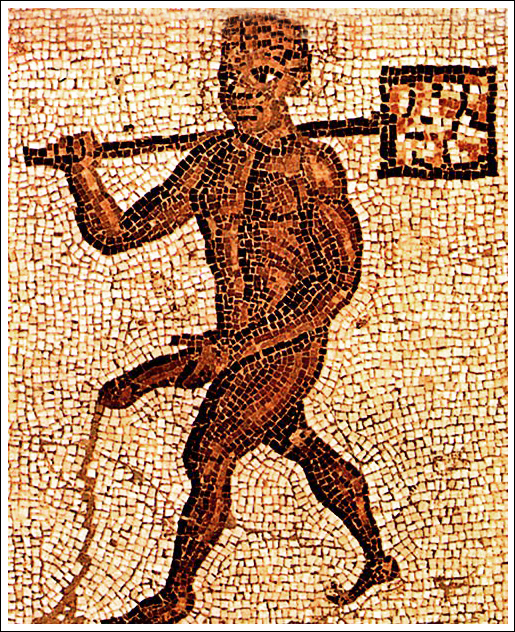
Mosaïque d'un esclave noir portant des braises pour le foyer des bains.

Le fonctionnement et la maintenance des installations étaient gérés par plusieurs équipes d'esclaves, logés généralement sur place, qui s'occupaient à la fois de l'entretien des locaux des thermes, veillaient à la constante alimentation en eau, froide et chaude et à leur bonne température en fonction des bains. Les esclaves assignés aux thermes avaient également la charge de l'entretien et du bon fonctionnement de l'ensemble de la production de chaleur pour les thermes : foyers, hypocaustes, conduits de diffusion de l'air et les conduits de fumées. Les esclaves devaient veiller à l'alimentation permanente du foyer en fonction des horaires d'utilisation, afin de maintenir une température agréable dans les locaux et dans les bains au moment de leur occupation, mais en gardant les coûts d'utilisation du combustible au minimum.
Le chauffeur, ou l'homme chargé du foyer, s'appelait fornacator et était généralement un esclave. Les deux mosaïques d' Afrique du Nord soutiennent cette affirmation. Toutes deux présentent des hommes nus, portant un panier rempli de braises. Celui de Bir-Shana Moghane, montre les braises enflammées, pour souligner son lien avec le foyer des thermes - praefurnium - et comporte également un tisonnier dans l'autre main. Le tisonnier pourrait symboliser la tâche du chauffeur qui était également de superviser la combustion dans le foyer, de corriger si nécessaire l'arrivée d'air pour la bonne combustion du bois ou du charbon. Cela pourrait indiquer également, qu’une certaine habileté était nécessaire pour équilibrer le flux d’air, la température de diffusion de l'air dans l'hypocauste et les tubuli, l'efficacité énergétique et la température de l'eau des bains. La remise en route des thermes après un arrêt complet prenait plusieurs jours et une consommation importante de combustible.
Les thermes, suivant leur importance, pouvaient être soit privés, soit être des bâtiments publics appartenant à la cité ; il existait également des thermes impériaux, sous la responsabilité directe de l'Empereur.

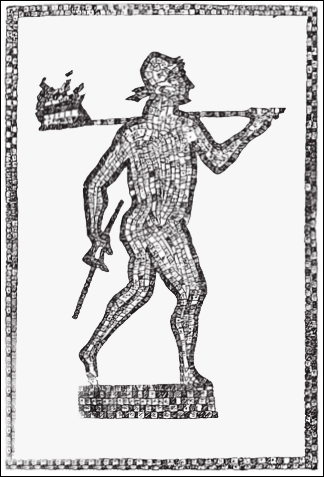
Mosaïque d'un esclave dans des thermes romains portant le feu au foyer et son tisonnier à la main.

Un ensemble de thermes était dirigé par un directeur - conductor - habituellement contrôlé par la municipalité. Un gardien des thermes - curator operis thermarum ou balnéator - avait pour fonction de superviser le travail de chacun des intervenants sur le site ; le balneator était un homme libre.
Les chauffeurs - fornacatores - chargés des foyers étaient des esclaves qui vivaient sur place, ils travaillaient en équipe ; ils avaient pour tâche la continuité de l'alimentation du foyer, à partir du stock de combustible et des ordres du superviseur ou balneator, pour maintenir la bonne température des bassins, à la satisfaction des propriétaires et des utilisateurs des thermes. « ...La bonne réputation des thermes tenait à ce que soit toujours suffisamment chauds ; le superviseur était tenu pour responsable de la qualité des bains. [...] Les citoyens pouvaient se plaindre au superviseur municipal si les bains n'étaient pas assez chauffés... » Des équipes d'esclaves spécialisés dans l'entretien des thermes, devaient également être toujours présents sur le site, afin de réparer rapidement tout défauts pouvant survenir pendant l'occupation des thermes. La maintenance préventive et programmée des thermes par le superviseur, devait occuper un certain nombre d'esclaves qualifiés dans le nettoyage des bassins et des aqueducs d'amenée d'eau, la reprise des dalles de marbre ou de mosaïque, les dégradations dues aux infiltrations d'eau, le remplacement des éléments des foyers détruits par le feu. D'autres équipes devaient s'occuper de l'entretien des voies d'accès ainsi qu'aux abords des thermes.

## L'agriculture et l'eau

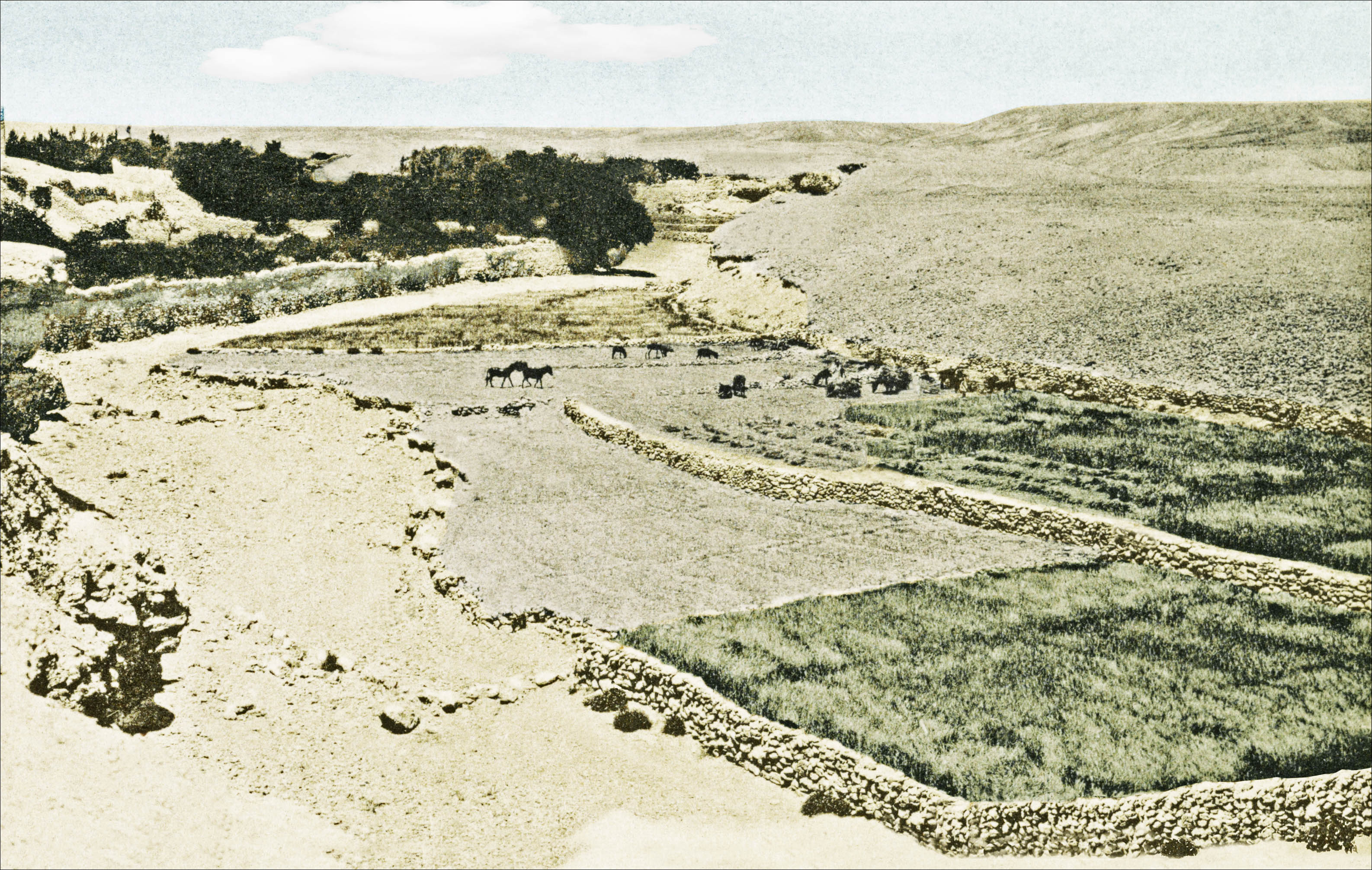
Cultures en terrasse et en fond de wadi, avec les différents murets. Colorisé.

L'agriculture et l'eau sont deux éléments complémentaires dans une zone de culture : l'eau permet à l'agriculture de se développer et les plantes, issues de l'agriculture, assurent la rétention de l'eau nécessaire à leur développement.
Sur des terrasses fluviatiles en cours d’érosion, les Édomites occupèrent une première fois le site aux alentours du Xe siècle av. J.-C. et commencèrent à créer des surfaces cultivables - Djebel ash-Shara. Vers le IVe et le IIIe siècle av. J.-C., les Nabatéens s’installèrent sur les vestiges d’une occupation humaine ancienne et construisirent des murets en travers des pentes pour stabiliser les sols, créer les dépôts de limon et irriguer leurs cultures. Avec le développement de Pétra et les besoins nouveaux, l'agriculture et l'élevage s'intensifièrent jusqu'au Ier siècle. À la suite des ravages des tremblements de terre qui détruisirent une grande partie des installations hydrauliques et de la création de nouvelles routes commerciales, notamment maritimes, commença le dépeuplement de Pétra et l'abandon de l'entretien des bâtiments et des installations hydrauliques de la cité et des aménagements agricoles, facilitant l'érosion des sols.

### Besoins en eau et lieux de culture

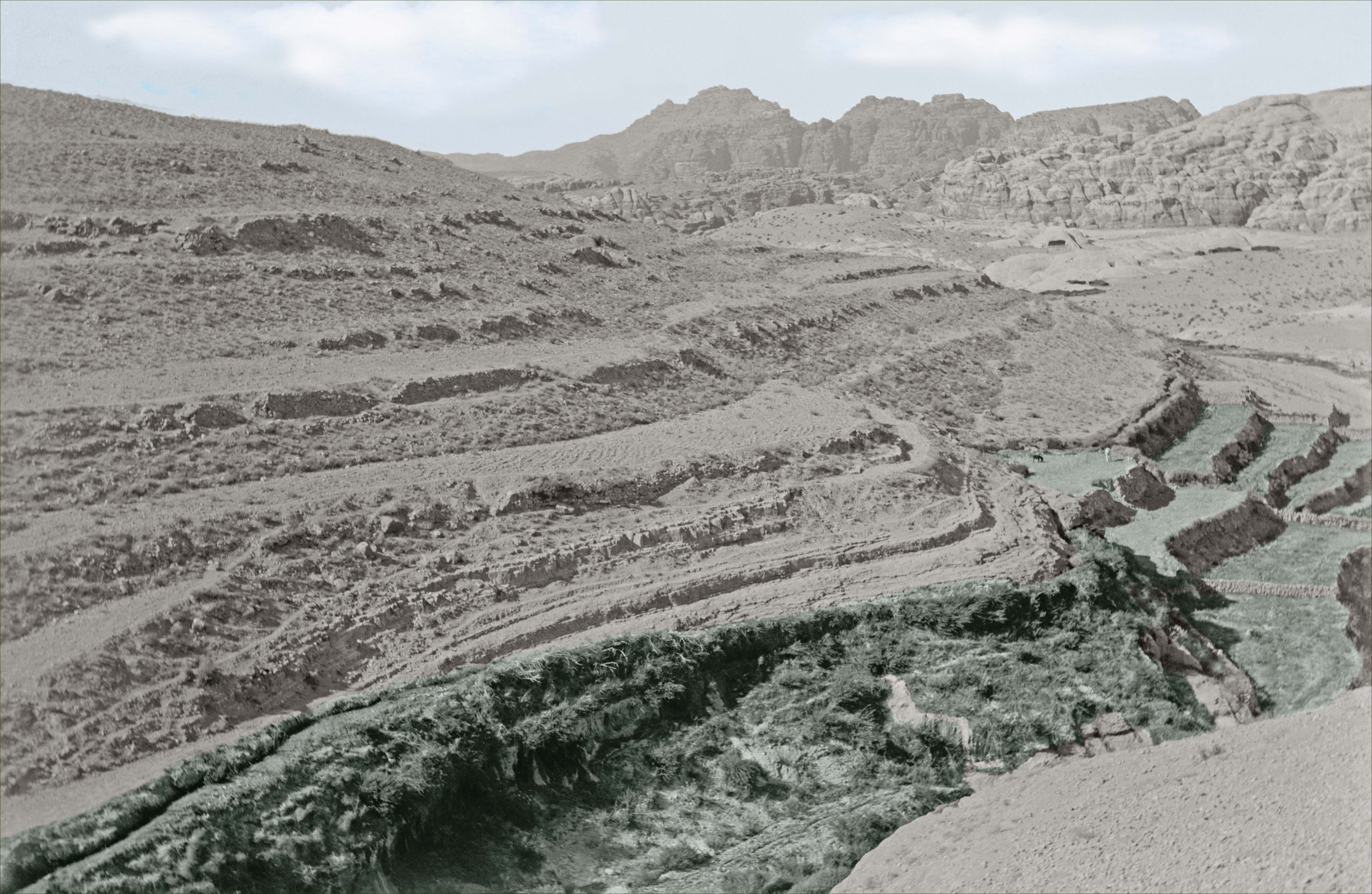
Cultures en terrasses dans la vallée du wadi Ma'an, près de Pétra. Vers 1916. Colorisé.

Pour les besoins des résidents de la cité, sédentaires ou de passage, les besoins en eaux augmentèrent au cours des siècles. Avec la construction de maisons particulières, de bâtiments à usage de plaisirs ou de repos, l'augmentation des surfaces agricoles et de l'élevage, la cité devait nourrir et abreuver un nombre toujours plus important de résidents et de caravanes. Les caravanes ne rentraient pas dans la ville et déposaient leurs marchandises - entre autres l’encens et la myrrhe d'Arabie et d'autres produits en provenance d'Asie et qui transitaient par l'Arabie, comme la cannelle, le cinnamome, etc - en des lieux gardés, pour laisser les animaux paître à quelques heures de la cité de l'eau, comme à Beidha ou à Sabra. C'est à partir de cette population de caravaniers traversant le désert que l'on peut imaginer les besoins et les usages de l'eau pour la cité de Pétra.
Les archéologues et historiens, à partir des relevés sur place et de photos aériennes, ont pu définir une zone de culture, ayant servi à l'approvisionnement de Pétra, d'une trentaine de kilomètres du nord au sud et une douzaine de kilomètres d'est en ouest. « La caravanne marche vers le Sud-Ouest [...] au fond même de l'Ouady Qedeïs, qui s'évase en une petite plaine et laisse voir des taches vertes de quelques champs d'orge [...] à mesure que nous avançons, des traces de culture réapparaissent un peu partout; ici les murs sont bas, à peine ébauchés, qui divisent le sol en champs plus ou moins réguliers. »

### Technique de création
La technique de création d'une surface cultivable ou de pâturage est simple et ancestrale, relevant de certaines techniques hellénistiques, - Age du Bronze et du Fer au Moyen Orient, Pakistan, etc.- pour les régions dites désertiques :

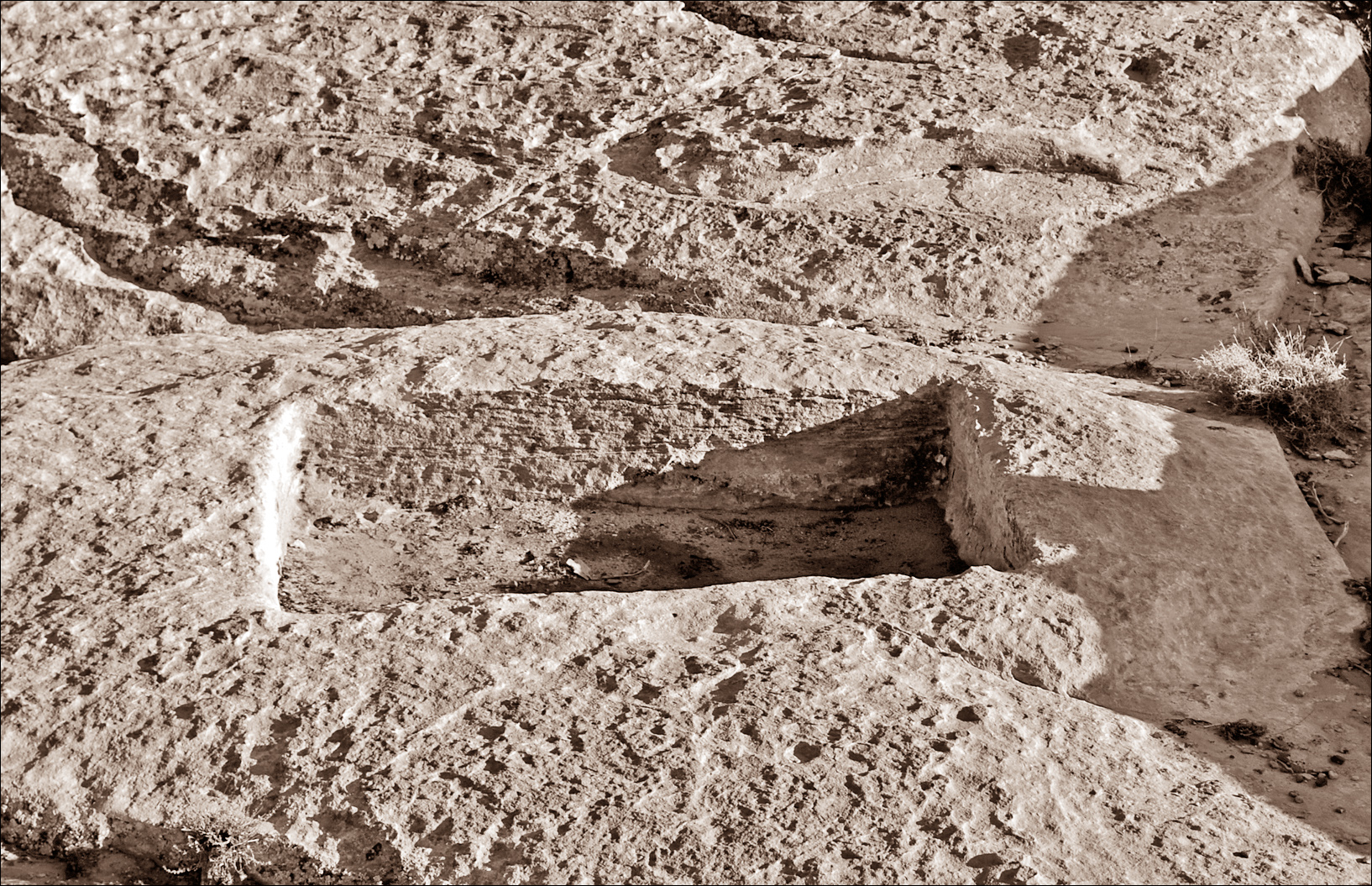
Bassin rupestre creusé dans le rocher du désert près de Pétra.

« ...Cette technique consiste à faire construire le champ par les dépôts alluviaux de l'eau qui coule, puis utiliser le champ pour absorber l'eau retenue derrière de petites digues... » Certains facteurs géologiques, hydrologiques et géologiques de la région de Pétra, - désert de pierres, parois abruptes, pluies rares mais torrentielles, canaux au niveau du sol et non sur des arches - ont obligé les habitants de cette région à adapter les techniques en provenance d'autres pays, pour obtenir à leurs champs de cultures et de pâturages, un caractère typiquement local.

### Les jardins romains

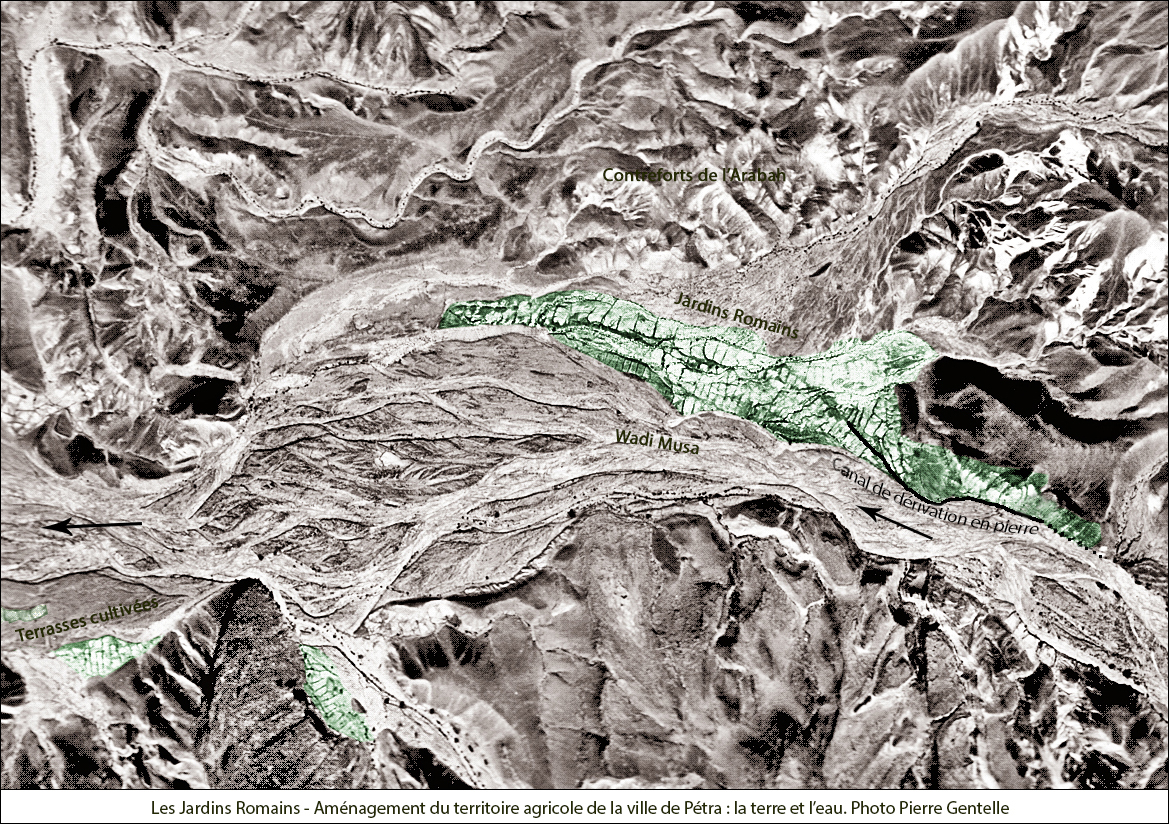
Vue aérienne des Jardins Romains, sur les bords du wadi Musa. Colorisé.

Les Jardins Romains, dans la vallée de l'Arabah, étaient cultivés au nord ouest de la cité de Pétra, en partie basse du versant qui borde la rive droite du wadi Musa. Les Jardins avaient une superficie de plus de 20 hectares, construits en terrasse, ils étaient  ...arrosés par des canalisations qui recevaient l'eau d'un barrage sur l'embouchure du wadi. Ces canalisations partiellement creusées dans la roche et en éléments de pierre il y a près de deux millénaires, sont encore visibles mais très dégradés. Les Jardins Romains se trouvaient à l'ouest du Qasr Umm Rattam, une halte pour les caravanes protégées par ce fortin, le qasr possédait un réservoir bâti dans la roche et alimenté par le wadi Musa. La technique de création et d'irrigation de ces Jardins semble être celle du billon ou cavaillon, qui consiste à cultiver en rangées de plusieurs mètres de largeur, séparées par de petites buttes d’environ 15 à 20 centimètres de hauteur, perpendiculaires à la pente. Les buttes sont aplaties sur le dessus pour former une sorte de trapèze à pente douce, évitant le ravinement en cas de fortes pluies et facilitant l'épandage des eaux boueuses du wadi, chargées de limon, sur ces zones de culture préparées.
Le canal principal d'alimentation comporte de chaque côté, des branchements. Ceux-ci sont obstrués par des "vannes" de pierre ou de planches dressés verticalement enlevés suivant les besoins, afin de permettre une irrigation par inondation du terrain. « ...Ces jardins ont fonctionné jusqu’à des périodes «tardives» : la céramique ramassée en surface est nabatéenne mais surtout byzantine. On peut donc leur attribuer une durée de vie assez longue. Rien ne permet de penser, en effet, que ce petit périmètre irrigué ait fonctionné avant le début de notre ère et après le vie siècl... »

### Évolution de l'agriculture
Les premiers Nabatéens, un peuple nomade et pastoral, vivait en grande partie du commerce et de l'élevage du bétail qui suivait les zones de pâturage, ainsi que les eaux de pluie recueillies dans des citernes et des puits rustiques creusés dans le roc ; il n'y avait pas de rivière au cœur des terres nabatéennes.

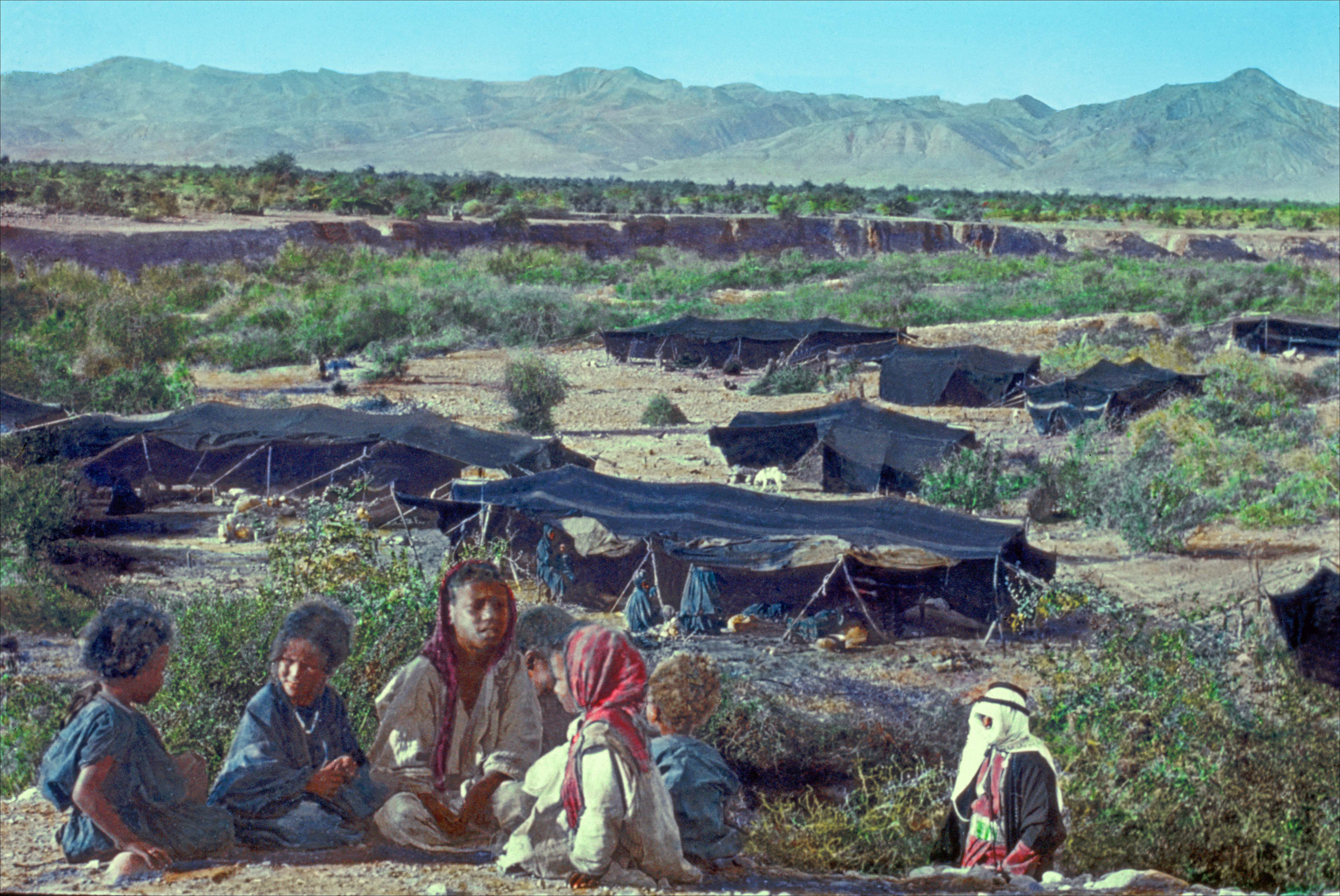
Campement de bédouins proche de Pétra, vers 1950.

Les Nabatéens construisirent les premiers barrages pour retenir les eaux, dans le bassin de Pétra, il y a plusieurs millénaires, ...ils ne le firent cependant qu'après être passés d'une économie basée uniquement sur le commerce de marchandises précieuses, à une économie qui dépendait de plus en plus de l'agriculture.
Malgré la pauvreté du désert, des populations de bédouins se sédentarisèrent vers le milieu du Ier siècle av. J.-C. et développèrent une agriculture en terrasse - arbres fruitiers, vignes - et l'élevage de bétail. Ces techniques d'agriculture en régions désertiques avaient été déjà mises en œuvre au cours du Bronze tardif et utilisées par les premiers occupants de ces régions, les Édomites. « Plusieurs vallons, à l'ouest comme à l'est sont tributaires de ce grand torrent (le wadi Siq Ghrab). Ils sont presque tous barrés transversalement par des murettes qui forment des terrasses agricoles [...] qui permet de retenir et de déposer les limons saturés d'eau, afin de favoriser les cultures pendant la saison sèche. [...] Il est actuellement difficile de dater ces aménagements, car certains sont encore exploités par les bédouins (en 1993). »

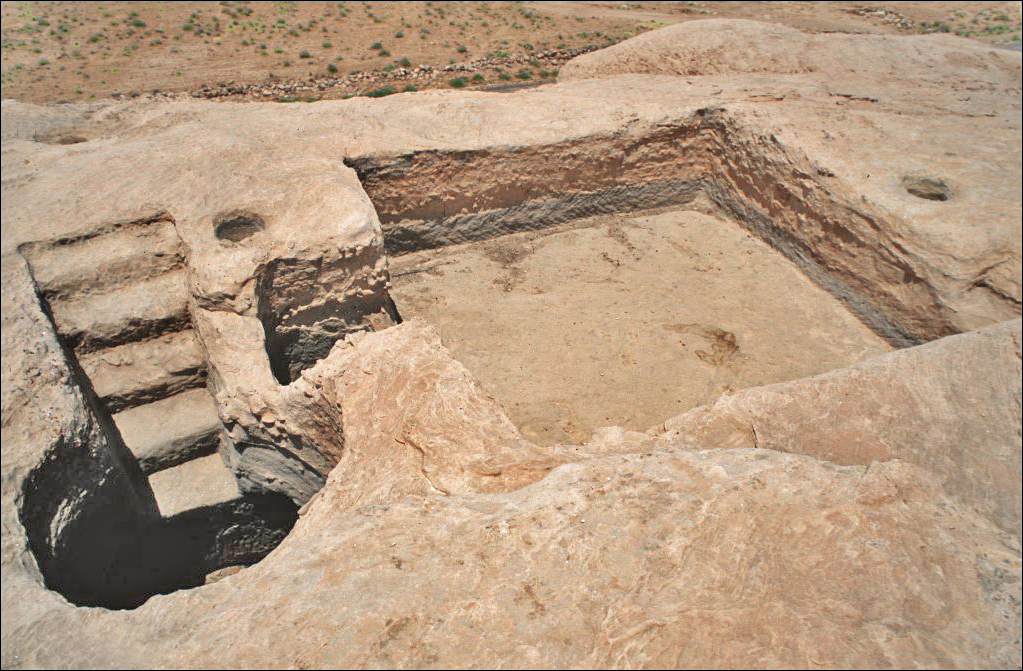
Un ensemble de presse à vin creusé dans le roc aux environs de Pétra.

La photographie aérienne permet, avec certaines extrapolations, de proposer et de mieux définir l'ancienne utilisation des sols dans la région de Pétra. Dans toute la région de Pétra, il semble que les premiers aménagements des pentes auraient été réalisés par les Nabatéens, aucune preuve n'ayant été trouvée de tels travaux lors de la période des Édomites. L’activité des Nabatéens aurait été tout entière tournée vers la lutte consciente et organisée contre l’érosion et la mise en valeur la plus complète de chaque versant dont la pente est inférieure à 20°. La gestion de l'eau de chaque versant était traitée dans son ensemble, tous les éléments de cette gestion étant reliés entre eux. « ...Le fait que des pressoirs à vin existent dans notre zone d'étude confirme que la production de vin était largement répandue dans le royaume nabatéen et ne se limitait pas à certaines zones comme Beidha, au nord de Pétra, [...] la production de vin ne fut pas seulement une norme sociale et culturelle, mais aussi économique, du fait de la forte demande de vin dans le monde antique, en particulier dans la région méditerranéenne... » Les techniques hydrauliques utilisées par les Nabatéens dans le domaine agricole furent simples, avec une grande souplesse d'utilisation ; ces techniques se retrouvent... à peu près semblables bien après la conquête romaine, indice de permanence des techniques agricoles et des modes d’utilisation du sol.
Les Papyrus de Pétra, au nombre de 152, découverts en 1993 et partiellement détruits par un incendie à la fin du VIe siècle, couvrent de par leurs écrits la période de 528 à 582. Ces papyrus sont de véritables archives pour la région de Pétra au VIe siècle et montrent l'économie nabatéenne en perte de vitesse commerciale et qui se réoriente vers l'agriculture et la viticulture tout en diminuant l'élevage,. Les informations tirées des manuscrits définissent l'importance de l'agriculture à Pétra et dans ses environs au VIe siècle de notre ère. Il semble que l'agriculture ait joué un rôle majeur dans l'économie de Pétra et de son arrière-pays au moment de la rédaction de ces documents.
Les papyrus mentionnent l'emplacement et les noms de certaines terres agricoles dans la région de Pétra, parfois toujours utilisées... un des textes concerne la question des droits d'utilisation d'un ruisseau situé à Zadakethon (Sadaqa)... D'autres documents indiquent l'emplacement de sources, dont certaines contribuent toujours à l'agriculture locale. « ...Un des documents rapporte la division d'une propriété entre 3 frères [...] Le même type de propriété est toujours utilisé selon cet ordre : les vignobles, les terres labourées, les esclaves, les groupes d'habitation avec les vergers... »

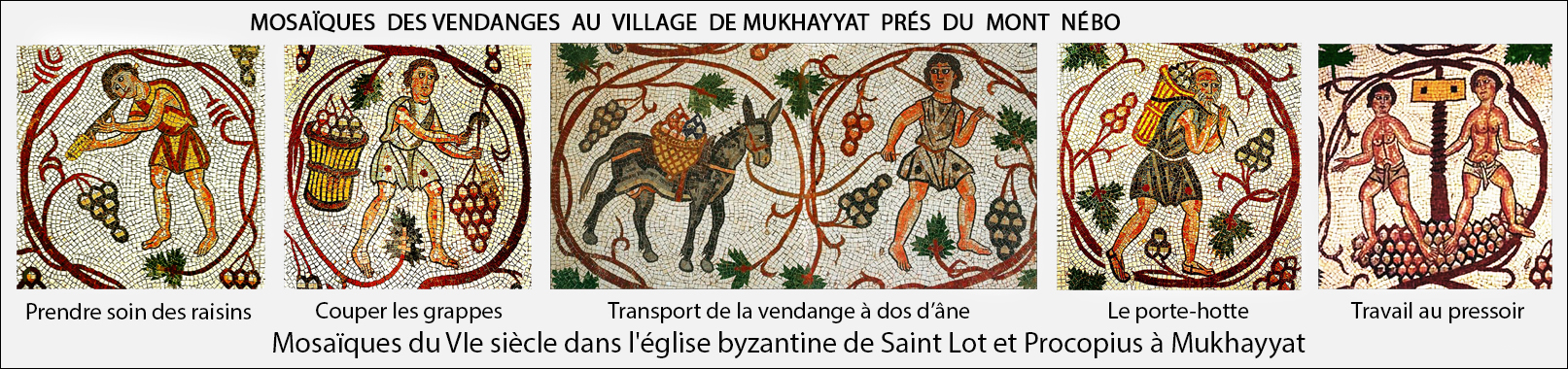
Mosaïques des vendanges. Église de Saint-Lot-et-Procopius de Mukhayyat près du mont Nebo. Montage par l'auteur.

Pendant les premiers siècles de l'occupation nabatéenne sur la région de Pétra, ...on peut penser à une répartition sociale de l'eau, fondée sur les us et coutumes familiaux ou tribaux... Chaque village ou clan avait son propre ensemble de captation, de stockage et de distribution de l'eau ; une organisation décentralisée avec ses propres citernes et canalisations d'amenée de l'eau pour les besoins domestiques, des jardins et des pâturages. Puis au début de notre ère, avec l’expansion de la ville et l'arrivée de la civilisation romaine et l'augmentation des besoins en eaux, à la fois pour les habitations, les bâtiments publics et les caravanes, c'est la puissance publique qui prit en charge l'ensemble de la gestion de l'eau, aussi bien pour la ville que pour les environs de celle-ci,. « ...L'eau manque à Pétra, en particulier en saison chaude et sèche, quand plantes, animaux et humains en ont le plus besoin. [...]  Dès que l’on trouve un aménagement de quelque ampleur et régularité, on aperçoit aussitôt la marque de l’hellénisme orientalisé d’abord, de Rome ensuite et, plus tard, celle de Byzance... »

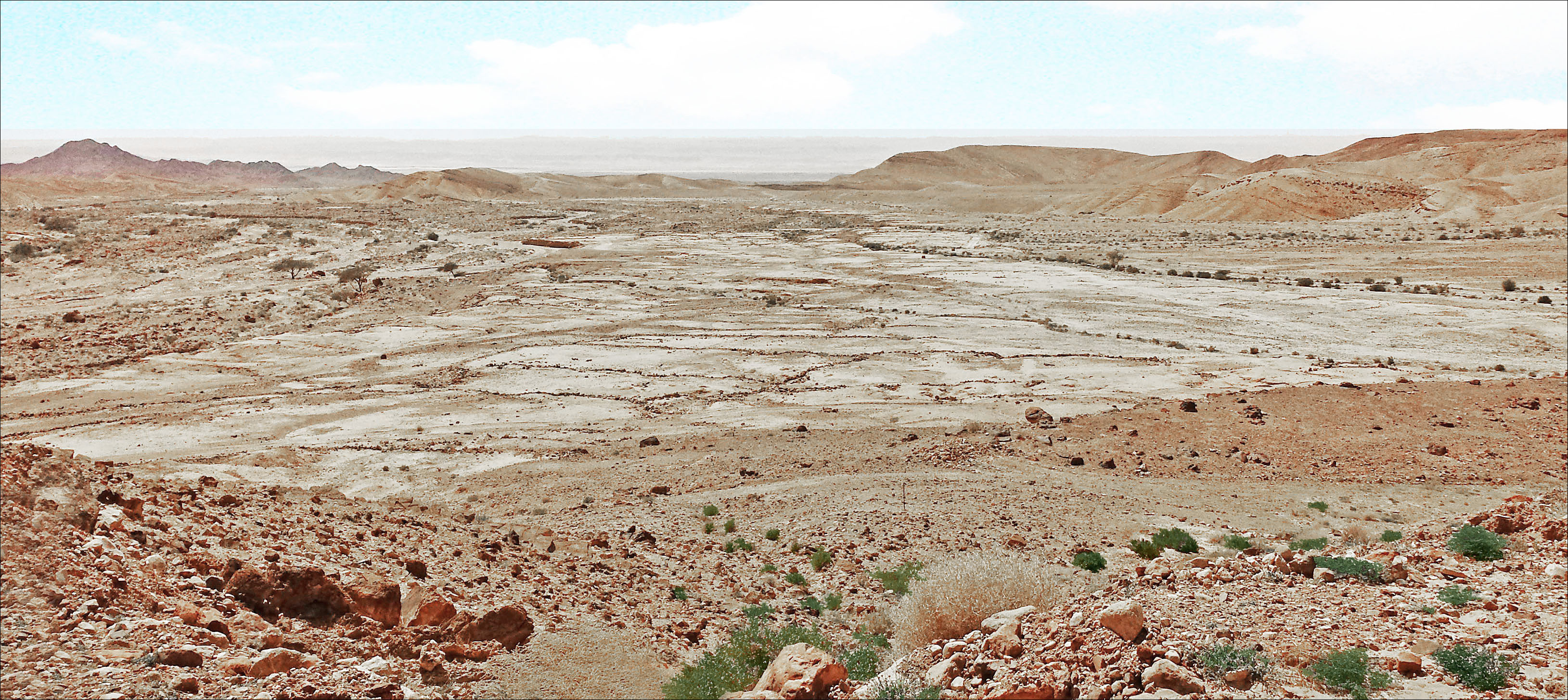
Champs cultivés près de Umm Rattam, au nord-ouest de Pétra, avec murets et billons.

Les séismes du IVe et du VIe siècle de notre ère détruisirent de nombreux bâtiments et les installations hydrauliques de Pétra et de ses environs ; la ville se vide lentement de ses habitants, réduisant les besoins en nourriture des quelques résidents de la cité en ruine, en partie des bédouins, ancêtres des habitants des villages actuels autour de Pétra.
En 1276, d’après le chroniqueur Nuwairî (1279-1332), le sultan mamelouk Baïbars se rend du Caire à Kérak, (le krak des Moabites au sud-est de la mer Morte) et serait vraisemblablement passé par Pétra. «...La ville n’est plus qu’une ruine, et n’est même pas nommée, comme si son nom et son histoire avaient définitivement sombré dans l’oubli...» Pétra n’est alors plus qu’un lieu de pâturage et de campement.

### L'agriculture auXXIesiècle

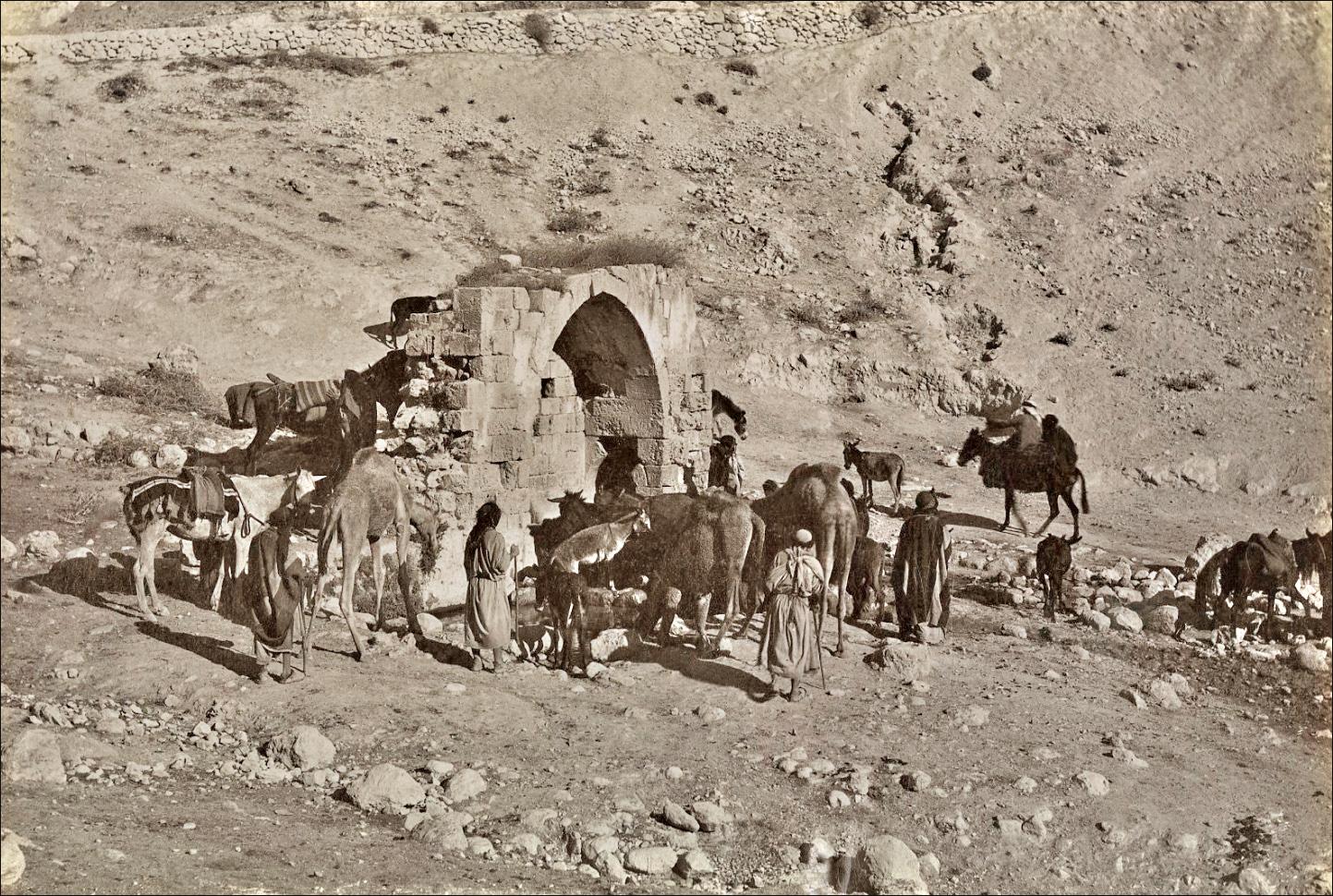
Troupeaux à la fontaine dans le désert.

L'agriculture a eu son importance dans le bassin de Pétra, mais c'est surtout après l’annexion à l'Empire Romain, que les Nabatéens développèrent l'agriculture de façon intensive - la culture des céréales, des oliviers et de la vigne, sur les terrasses construites à flanc de colline. La région du wadi Araba, comme celles d'une grande partie des anciennes zones agricoles autour de Pétra, ne sont qu'un désert stérile aux ressources minérales sans valeur agricole, qu'il ne suffirait pas seulement d'irriguer, il faudrait préalablement lessiver les sols salins. Les grands projets d'irrigation du XXIe siècle se trouvent surtout dans le nord-ouest de la Jordanie, les régions des fleuves Yarmouk, Jourdain et Litani.
« ...Il semble que l'agriculture ait joué un rôle majeur dans l'économie de Pétra et de son arrière-pays au moment de la rédaction de ces documents (les papyrus byzantins de Pétra datant du VIe siècle). Les papyrus mentionnent à maintes reprises des terres agricoles dans toute la région et, dans de nombreux cas, précisent leurs emplacements et leurs toponymes... » L'élevage que l'on retrouve dans les zones de pâturage est réalisé par les nomades et semi-nomades - chèvres, moutons, bovins, chameaux - mais par l'absence de soins et de techniques très inférieurs aux besoins donnés au bétail : manque de vétérinaires, ignorance de la vaccination, et du déparasitage, etc., restent très inférieurs aux possibilités. L'agriculture dans la région du bassin de Pétra est oubliée, malgré ses besoins en cultures fourragères pour le bétail et céréalières, oliviers, vignes et vivrières pour les besoins des habitants des villages. « ...Les citernes, accrochées ici et là sur les pentes des massifs et accompagnées de petits abreuvoirs (en bois creusé) destinés à de petits troupeaux d’ovins et de caprins, servaient, comme on peut le voir encore aujourd’hui en quelques endroits, à la fourniture d’eau à ces habitats... »

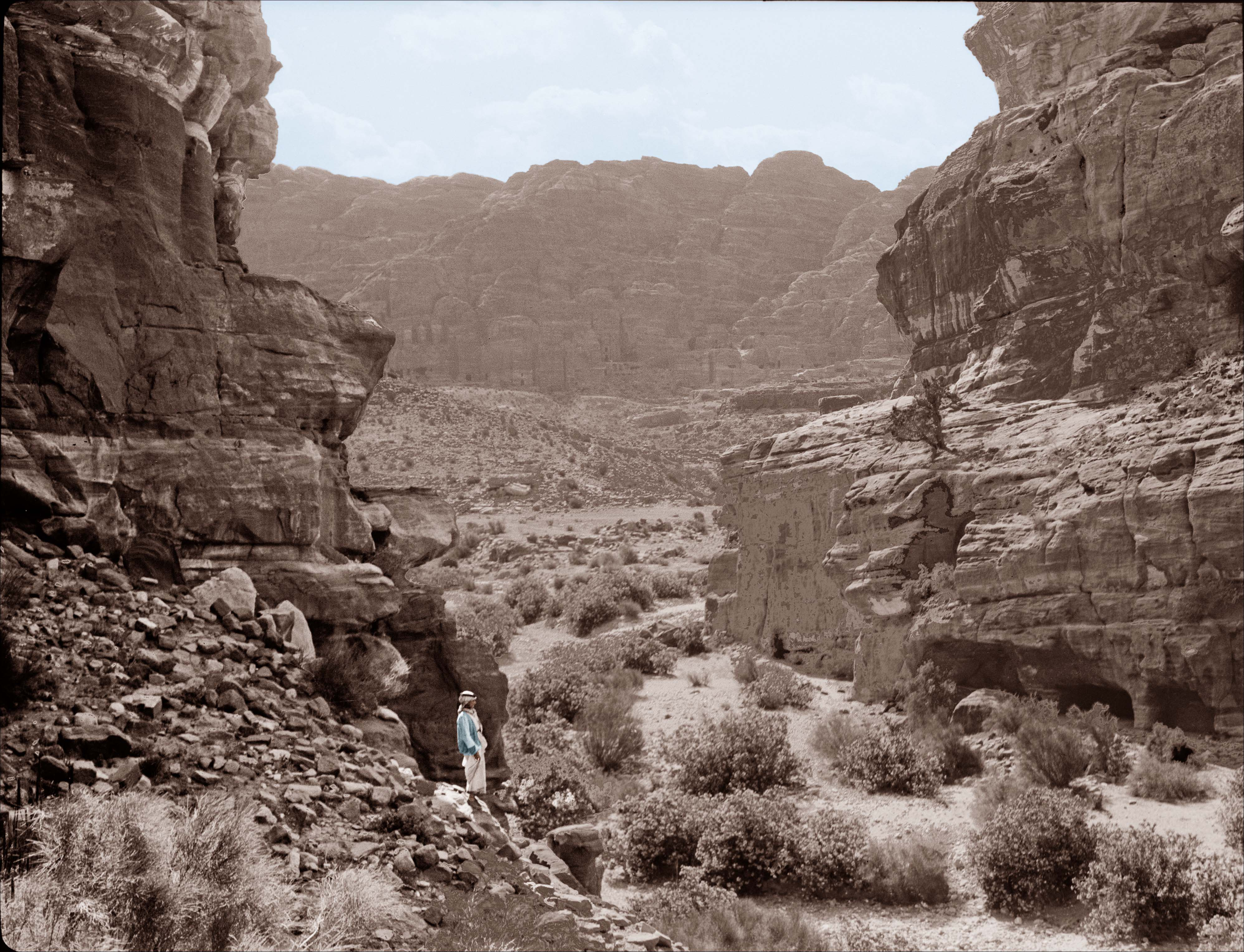
La pauvreté des sols due à l'érosion est ancienne et la remise en culture difficile. Photo de 1900.

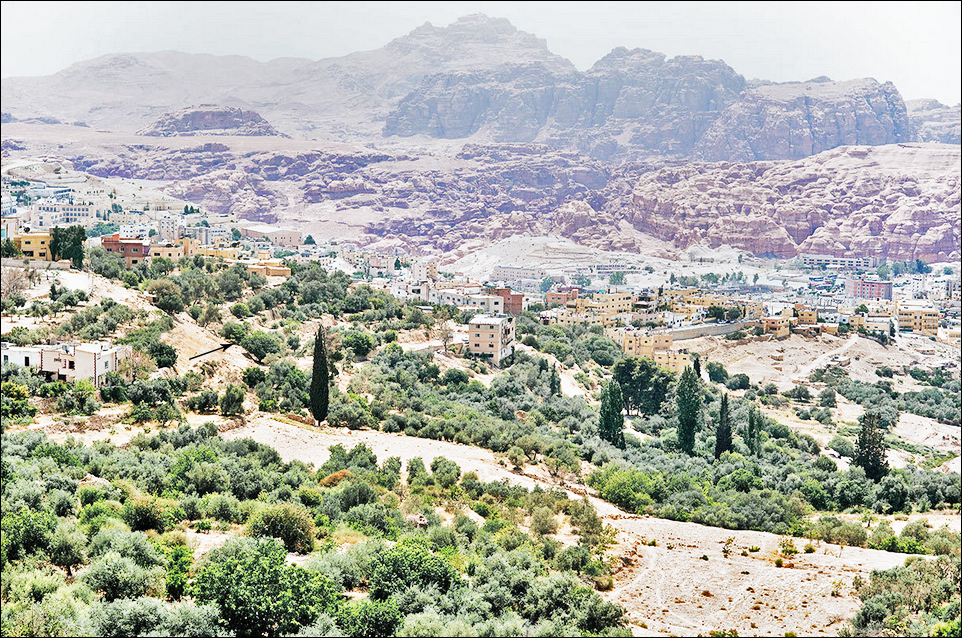
Village près de Pétra. Voir au milieu à gauche les anciennes terrasses à nouveau arborées.

L'érosion des sols, actuellement très importante, n'est pas irrémédiable et pourrait être contenue et de nombreuses parcelles remises en culture, pour cela il est obligatoire de reprendre le contrôle des pentes avec la reconstruction des murets anciens - à l'initiative de la création de petits jardins en aval de Pétra et autour d'Amman.

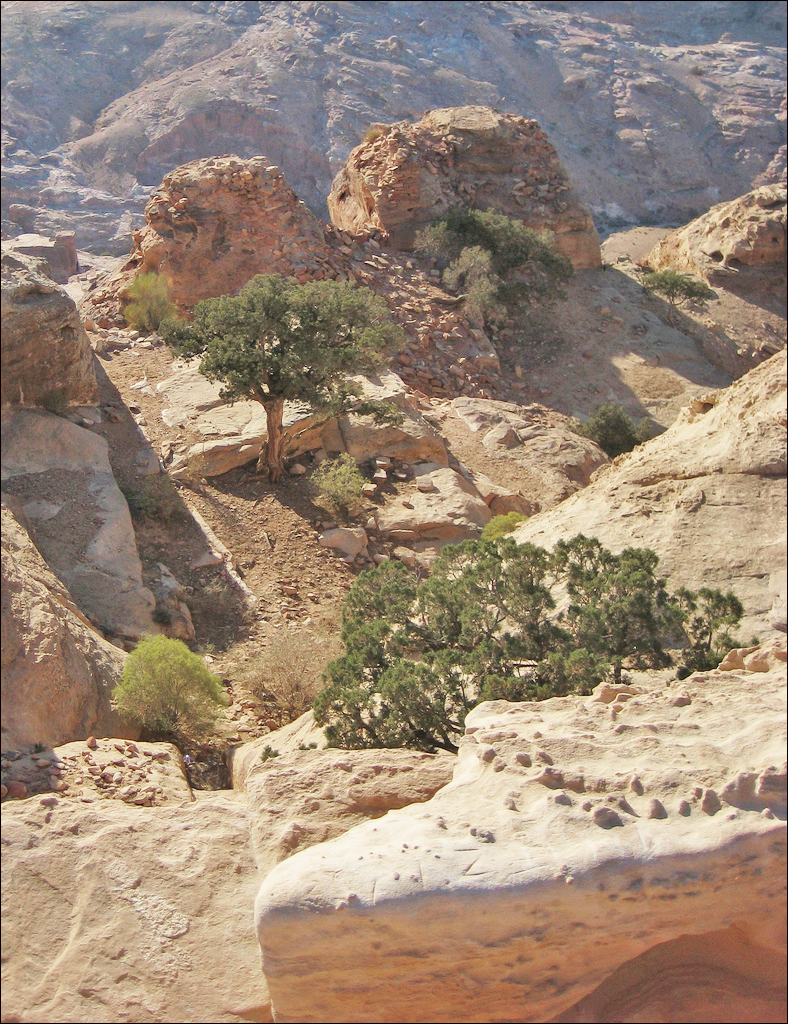
Un petit lopin de terre à cultiver.

Dans le village de Gaia (Wadi Musa) et les quatre autres villages autour de Pétra, l'eau coule toujours sur une vingtaine de kilomètres dans les anciens canaux construits par les Nabatéens et approvisionnent les 35 000 habitants. « ...Ces canaux fournissent de l'eau à toutes les tribus vivant à Wadi Musa, chacune avec un nombre d'heures d'utilisation défini [...] ce qui rend le système nabatéen unique est sa capacité à déléguer l'eau de manière égale. La pratique est maintenant maintenue grâce à un approvisionnement chronométré pour chacune des quatre principales tribus de la région. Plus la tribu et son espace sont grands, plus ils ont de temps... » Au bas du village, des terrasses aménagées avec leurs murets de pierres, sont plantées de figuiers, de grenadiers et d'oliviers. Ces arbres fruitiers sont arrosés à partir du canal d'arrivée de l'eau de source, par débordement d'une terrasse vers la suivante, suivant les horaires prévus, comme au temps des Nabatéens...On pourrait dire que cette technique est un mélange d'ancien et de très moderne... une distribution efficace, car chacun reçoit l'eau qui lui est due, en fonction de ses besoins et de la disponibilité de la source ou des approvisionnements saisonniers.

## Le déclin de Pétra

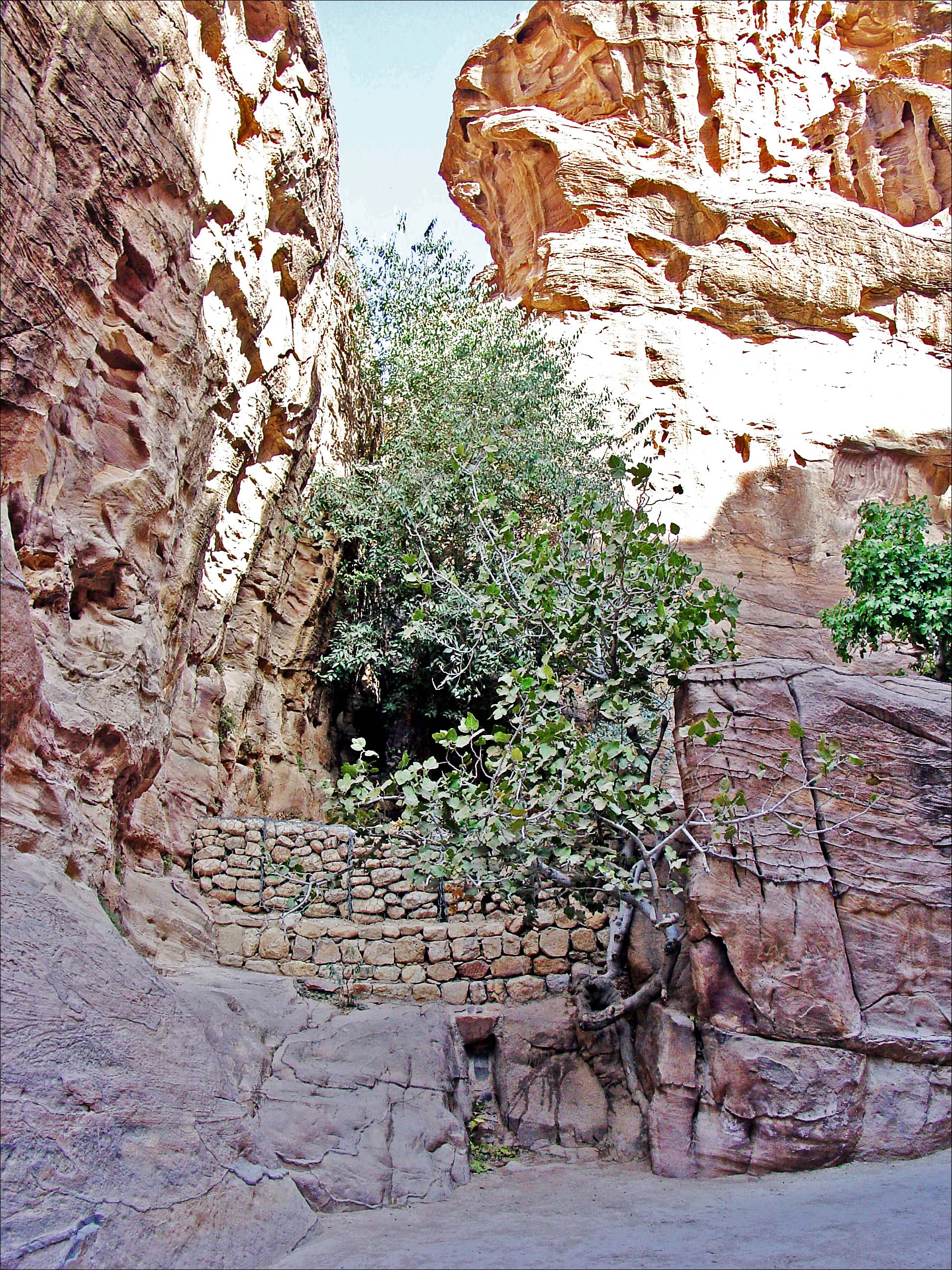
L'ancien barrage effondré sans entretien avec un arbre en bas du wadi.

### Puissance et destruction
La puissance de Pétra et son remarquable système hydraulique, initié par les Édomites de l’Âge du Fer, puis par les nabatéens au IVe siècle av. J.-C. s’est poursuivi durant la période gréco-romaine, du Ier au IVe siècle apr. J.-C.. L’importance de Pétra, ainsi que sa puissance commerciale, furent renforcées à partir de son annexion par l’Empire romain sous Trajan en 106 apr. J.-C. Pétra fut alors à l’intersection des routes du commerce et du passage des caravanes venant d’Arabie (Yémen et Sultanat d’Oman actuels) d’Afrique (Somalie et Éthiopie) et d’Asie et partant vers l’Europe.

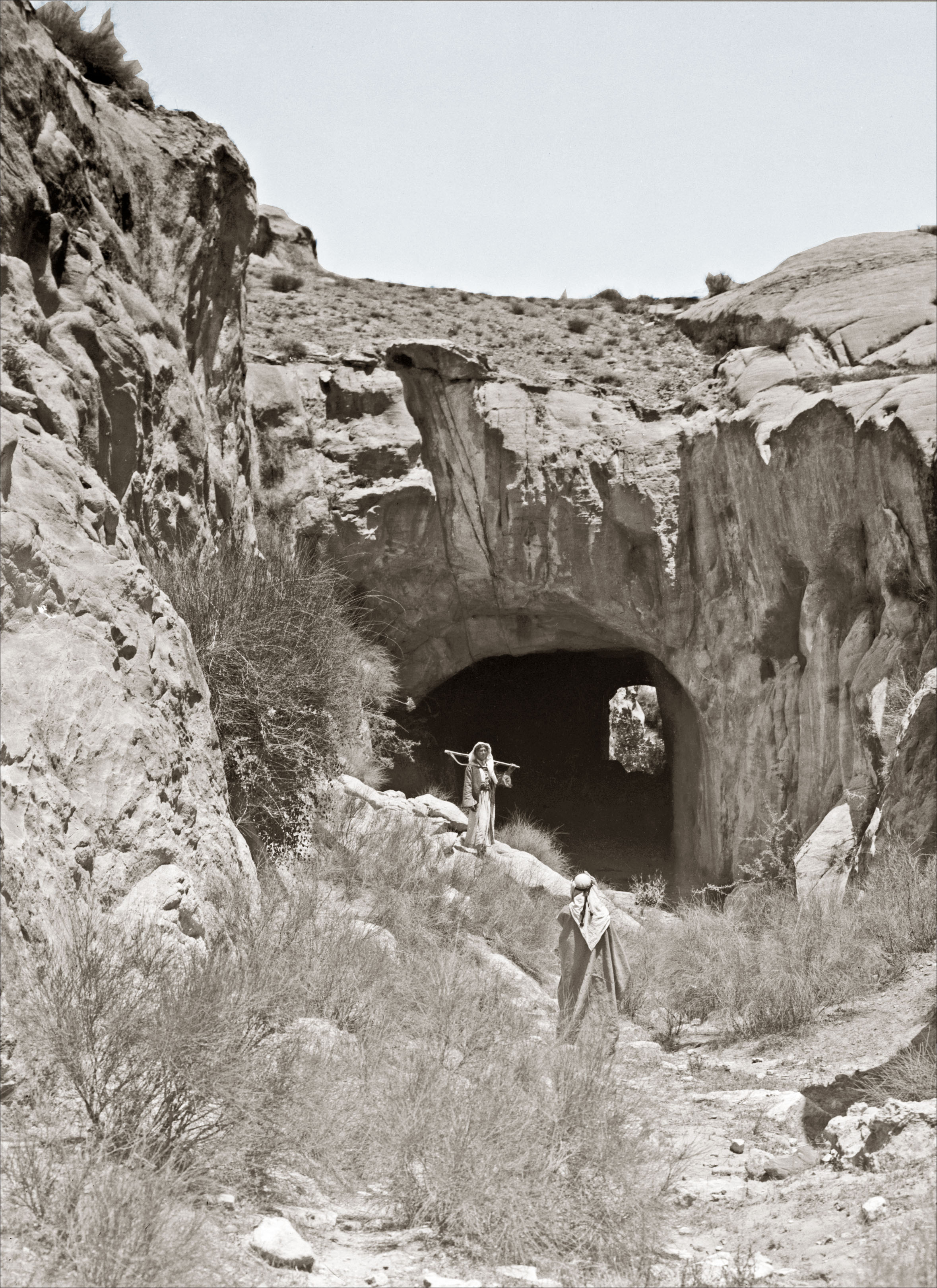
Ancien tunnel de déviation des eaux du wadi Musa vers 1900. Colorisé.

À partir du Ier siècle av. J.-C. jusqu’à la fin de la période romaine, les activités dans la construction de Pétra furent importantes, aussi bien pour l’édification des bâtiments, thermes ainsi que pour les réseaux hydrauliques. Un système ingénieux de la gestion de l’eau disponible permis un important peuplement dans cette région aride au cours de ces différentes périodes, nabatéennes, romaines et byzantines. « ...Il est clair que le succès et la longévité de Pétra dépendaient de la conception innovante de son système d’eau, qui constitue en soi un chapitre essentiel de l’histoire de la gestion de l’eau dans le Proche-Orient ancien... »

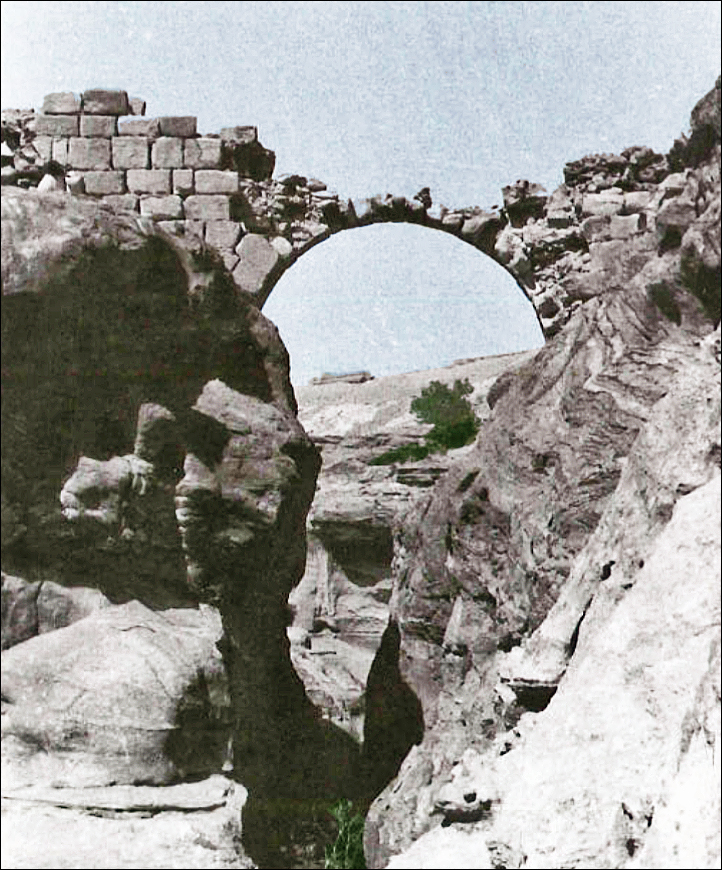
Le pont aqueduc voûté de Shub Qaïs encore visible en 1980. Colorisé.

Le tremblement de terre de l’année 363 mis fin au développement de la cité, mais également à l’entretien du réseau hydraulique pouvant encore être utilisé, principalement les réservoirs de stockage et les aqueducs dont une partie était détruite et ne permettait plus le transport de l’eau vers les divers bâtiments et principalement les thermes, eux aussi partiellement détruits. Le tremblement de terre de l’année 512 sonnait le glas du réseau hydraulique de Pétra, qui alimentait les thermes, les jeux d’eaux, les fontaines et maisons particulières encore en service. « ...Le séisme de 363 de notre ère datant de la phase IX du site a entraîné une destruction des plus puissantes, non seulement dans les bains, mais également dans le site du Grand Temple […]. Le séisme de 512 de notre ère, a sonné le glas de la mort des bains. Cet effondrement […] est suivi par l'abandon, le vol et l'accumulation de sédimentation, qui ont fini par recouvrir le complexe du bain. À l'époque moderne […] les Bédouins utilisaient la région pour l'agriculture et réutilisaient certains fragments architecturaux pour la construction de murs afin de délimiter les limites de leurs champs... »

### La désolation et l'oubli

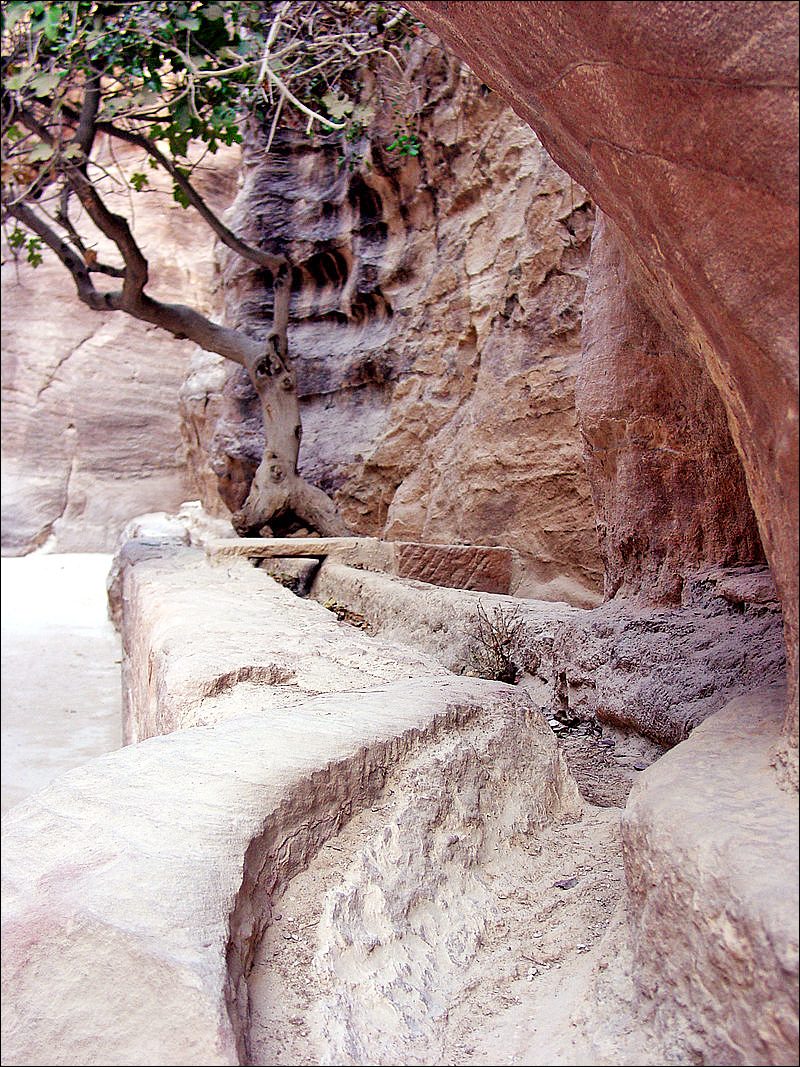
Canal en mauvais état creusé dans le roc pour le transport des eaux.

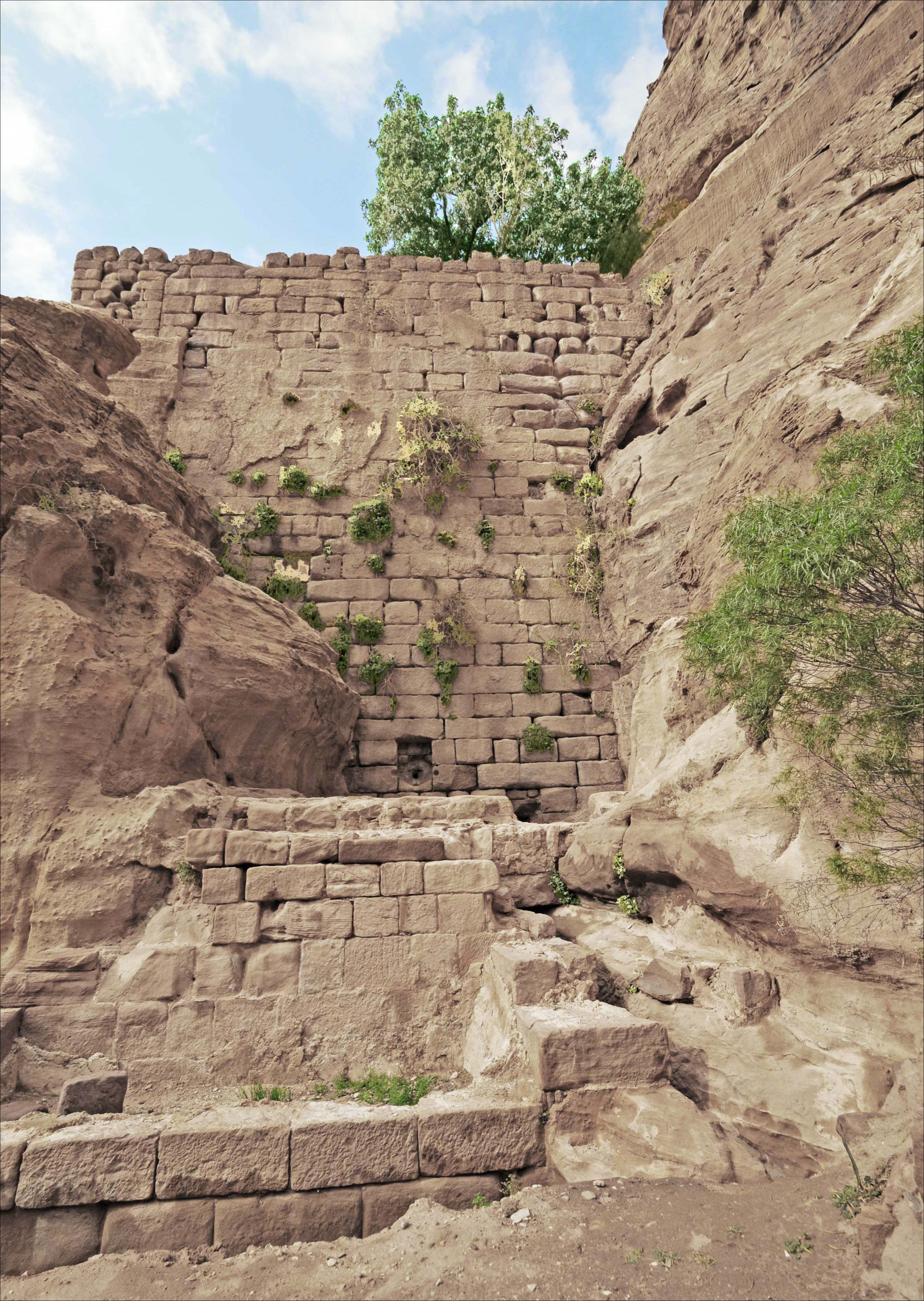
Ancien barrage à l’abandon en bas d'un wadi.

La désolation produite par les différents tremblements de terre fut une des conséquences qui fit tomber Pétra dans l'oubli. Au VIIIe siècle, Pétra fut politiquement et économiquement isolé et son agriculture perturbée par le manque d’eau. L’époque Préislamique, avec le Califat des Omeyyade à Damas, n’apporta que peu de développement sur les restes de la cité de Pétra. Le XIIe siècle, avec les Croisades, redonna un peu d’importance avec l’arrivée d’une garnison franque et la construction de deux forts, les forteresses dal-Wi’eira et dal-Habees. Le christianisme se propagea très lentement à Pétra, ses habitants continuèrent l'observation des anciens rites pendant plusieurs décennies. Dans le courant du Ve siècle trois églises furent construites : une église à trois nefs, la Ridge church, puis une église plus grande, la Petra Church, comportant un narthex et un baptistère, et enfin la Blue Chapel, peut-être une chapelle privée résidence de l'évèque. Pétra restera sous domination franque jusqu'en 1187, année où Saladin repousse les Francs lors de la bataille de Hattin et al Karak, avant de reprendre Pétra et sa région. «...En 1276, le Sultan Baybars, lors de son passage à Pétra, la décrivit désolée et vide...». 

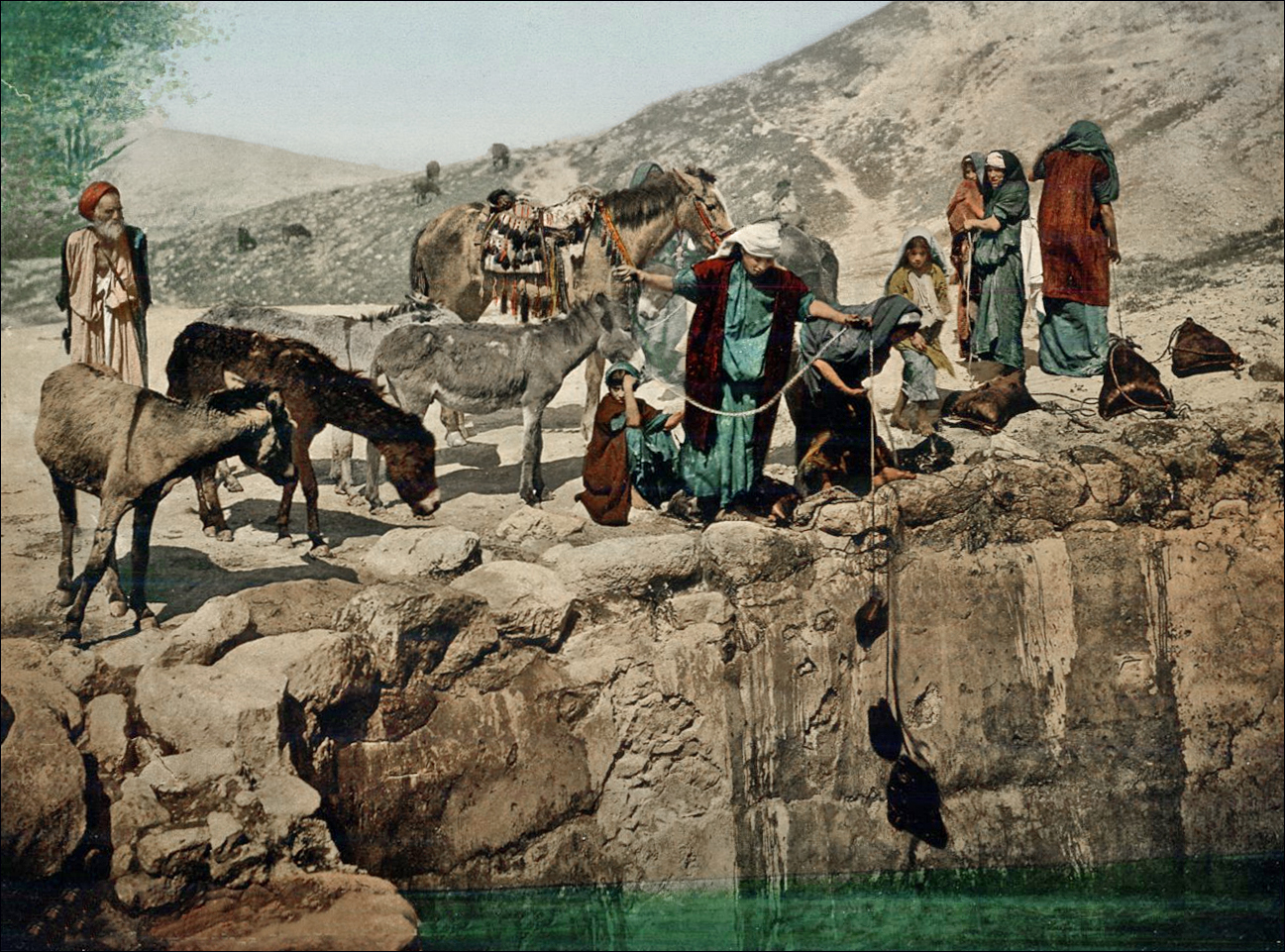
Bédouines puisant de l’eau dans un réservoir dans le désert autour de Pétra.

Consécutif à la modification des routes commerciales traditionnelles et l’ouverture de nouvelles routes terrestres et maritimes, conjugué avec plusieurs tremblements de terre, en 363, 512 et 747, Pétra disparaît de l’Histoire après l’ère Préislamique.

La fin de la construction et de la reconstruction de bâtiments publics et de zones résidentielles conduit à une forte réduction du nombre d’ouvriers qualifiés dans certaines corporations, comme les tailleurs de pierre, des hydrauliciens et des plombiers. L’absence de personnel compétent pour la réparation du système hydraulique de la cité, comme les aqueducs, les canalisations en terre cuite et les réservoirs, amena les derniers habitants de Pétra, à  reprendre les techniques simples et traditionnelles de captation et de stockage des ressources en eau des hommes du désert.

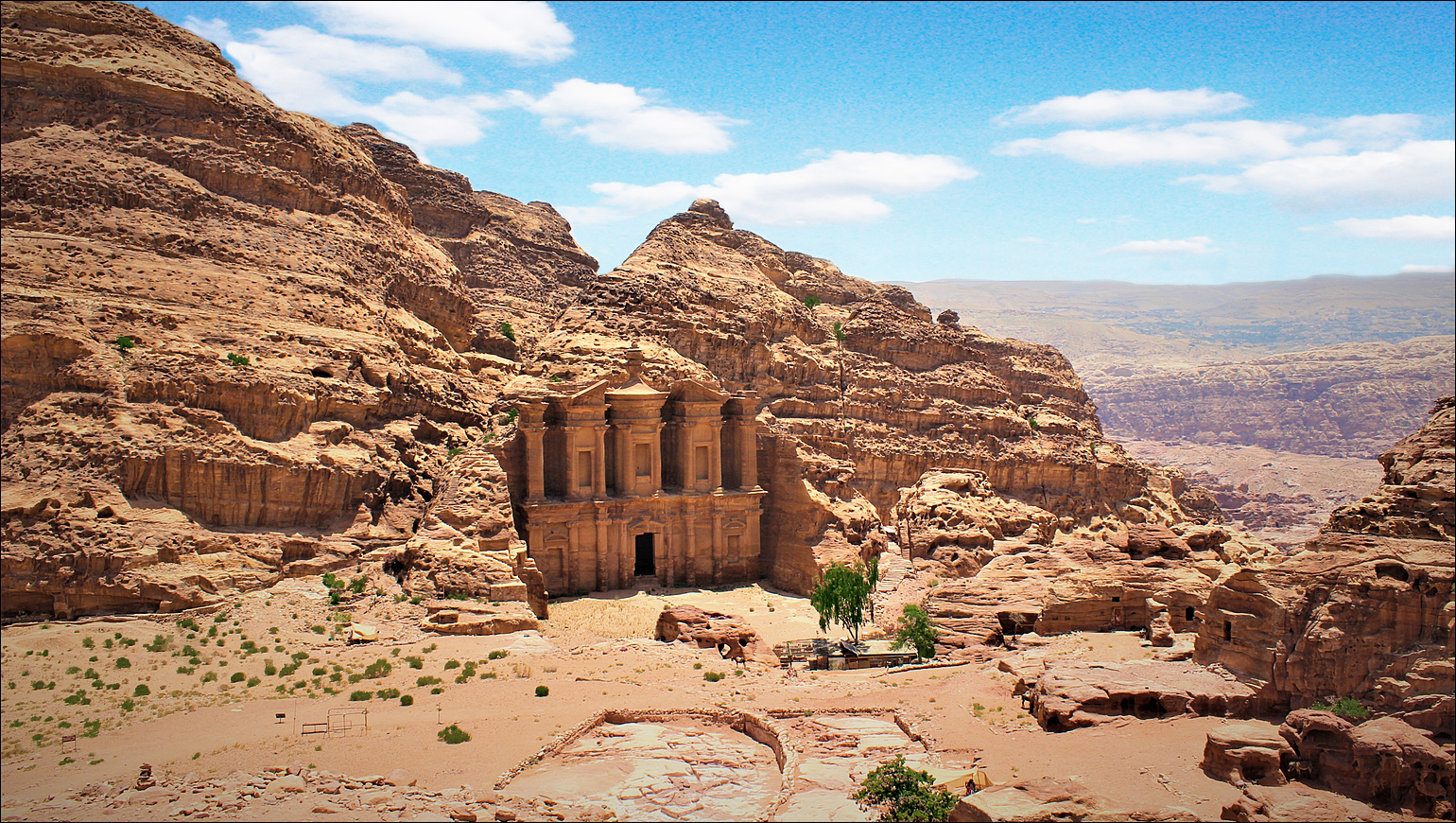
Le Monastère - Deir - dans son environnement.

## Pétra aujourd’hui

### Le renouveau de la Cité de Pétra
Le renouveau la cité de Pétra ne permet plus de nos jours d’habiter au centre ville, le déplacement il y a plus de vingt ans, de la tribu des Bedul (bédouins) et de leurs troupeaux, loin de leurs anciennes demeures saisonnières dans le bassin de Pétra, vers le nouveau village d'Umm Sayhun, avait en partie pour but de concrétiser cette décision, cependant, plusieurs villages dans les vallées proches sont habités (Pétra-Baydha, Wadi Musa (Gaia), Umm Sayhun, etc.) et sont toujours alimentés par les mêmes sources qu’autrefois – Source du wadi Mousa, wadi Siyagh, etc. - qui fournissaient de l’eau aux Nabatéens il y a 2 millénaires. Asil, une jeune ingénieure en hydraulique, habitante du village de Wadi Mousa, décrit :
« ...L’eau coule toujours dans les anciens canaux et tuyaux […] et alimentent les besoins en eaux des maisons et des fermes, pour les 35 000 habitants des 5 villages autour de Pétra. » Relever les défis à long terme à Pétra a été un processus lent mais régulier. L'engagement communautaire et l'intégration des membres des communautés installées dans les villages environnants, concernant la planification de la préservation du site de Pétra, représentent une nouvelle opportunité.

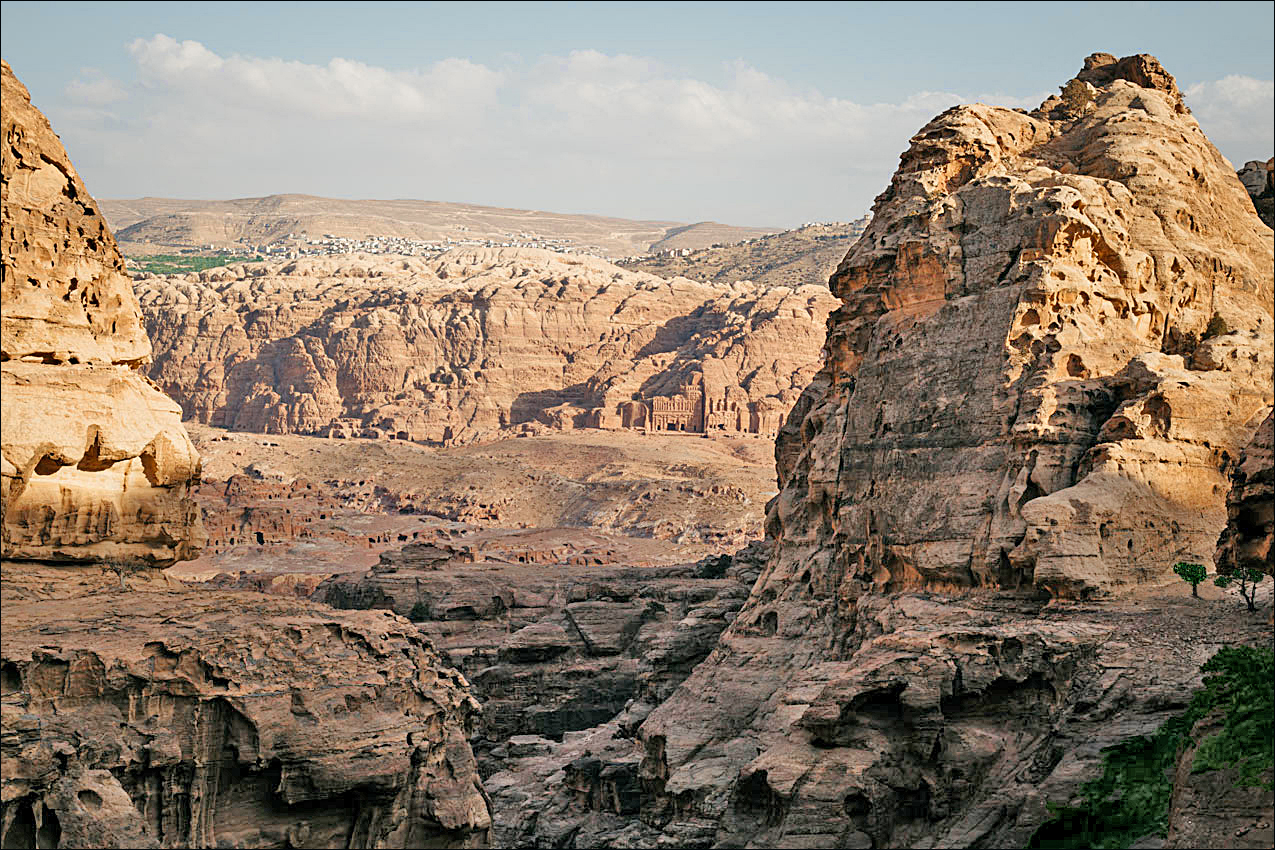
Le wadi Musa depuis les hauteurs de Bayara, à l’est de Pétra. En haut le village d'Aïn Musa.

Dans son Water Supply and Distribution System of Petra, Charles Ortloff, donne un débit approximatif de 100 m3 par jour disponible par les sources et les réserves. La seule source Aïn Musa débite actuellement 500 m3 d’eau par jour,.
« ...L’importance de l’ancienne cité de Pétra est due à la combinaison de sa position géographique facilement défendable, la sécurité dans ses ressources en eau  [...] l’abondance et l’ingéniosité de son réseau d’eau, la richesse de son agriculture et de ses pâturages proches de la ville, ainsi que sa position géographique à la jonction des plus importantes routes de deux anciens mondes... »

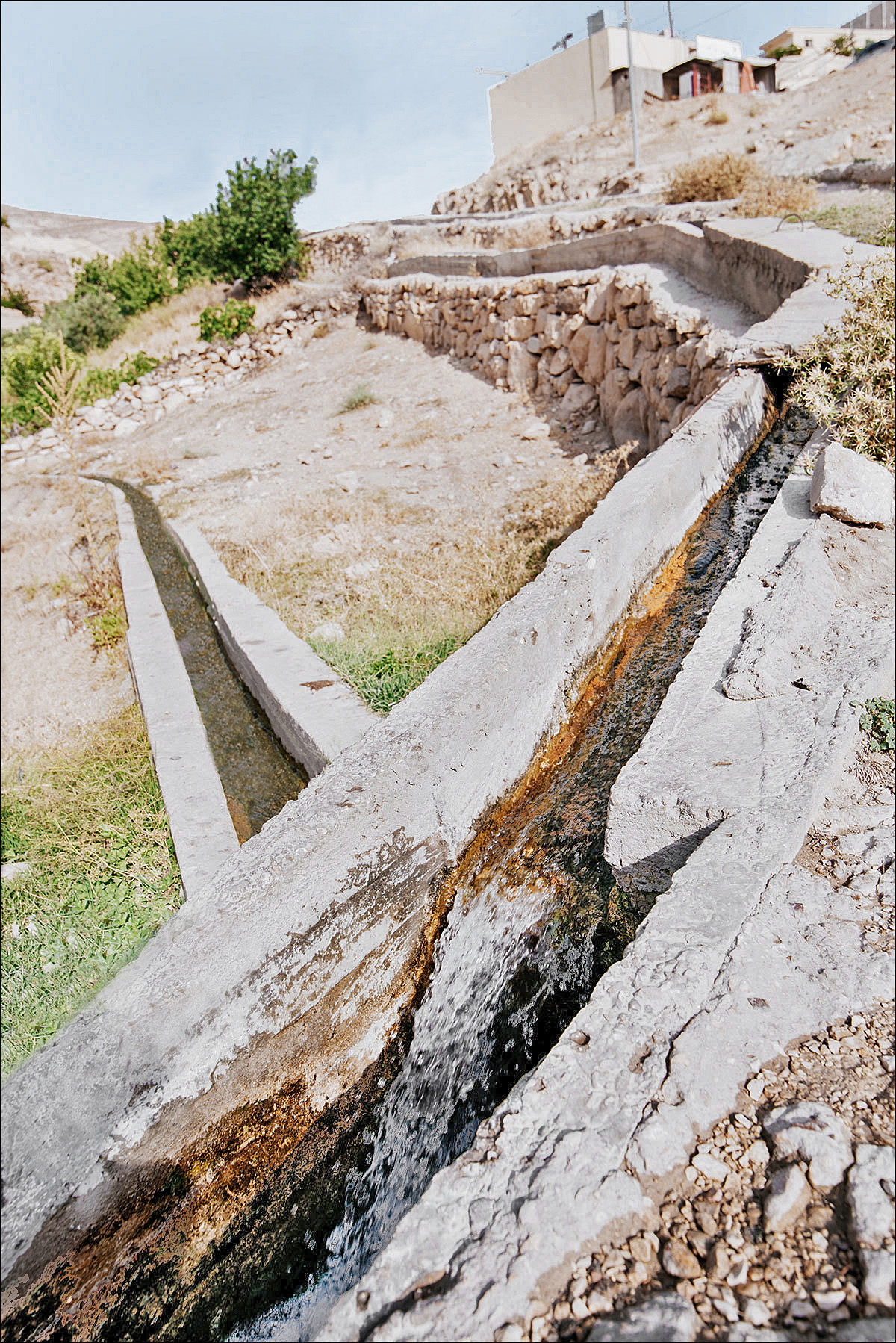
Canaux d'alimentation en eau à Wadi Mussa.

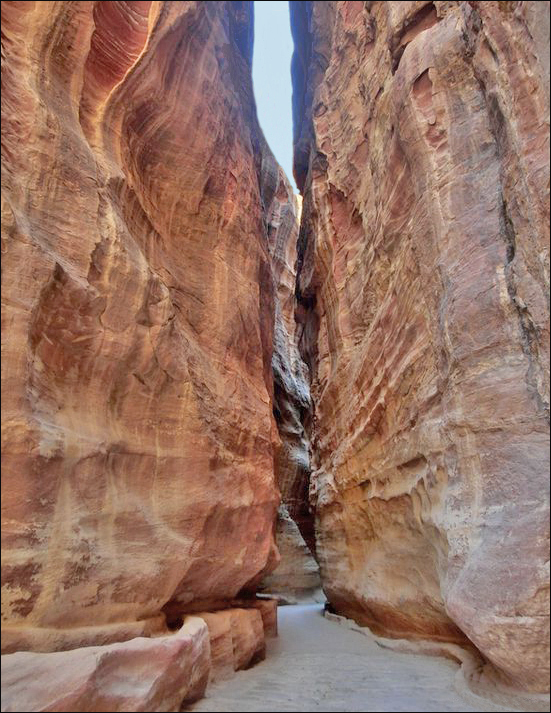
Le Siq dans son parcours sud nord, avec les canaux de chaque côté.

Pétra, une des cités les plus riches et puissantes de l’Antiquité, était à l’origine un centre religieux et un centre urbain ordinaire, habité suivant les époques par 20 ou 30 000 habitants. Pétra fut les deux à la fois. Ses tombeaux, lieux de cultes et monastère en firent un centre religieux, à la fois pour les habitants sédentaires et les marchands et pèlerins de passage. Les vestiges de maisons particulières et de marchés en font une cité ordinaire avec ses ouvriers, fonctionnaires, commerçants et artistes. Ce fut également, pendant des siècles, un empire commercial pour la soie et les épices, ainsi qu’un lieu de passage et de repos des hommes conduisant les caravanes traversant le désert ; ses pâturages proches de la ville pour les animaux de bât et ses fontaines, son centre aquatique, ses jardins ombragés et son théâtre pour le repos et le loisir des caravaniers.

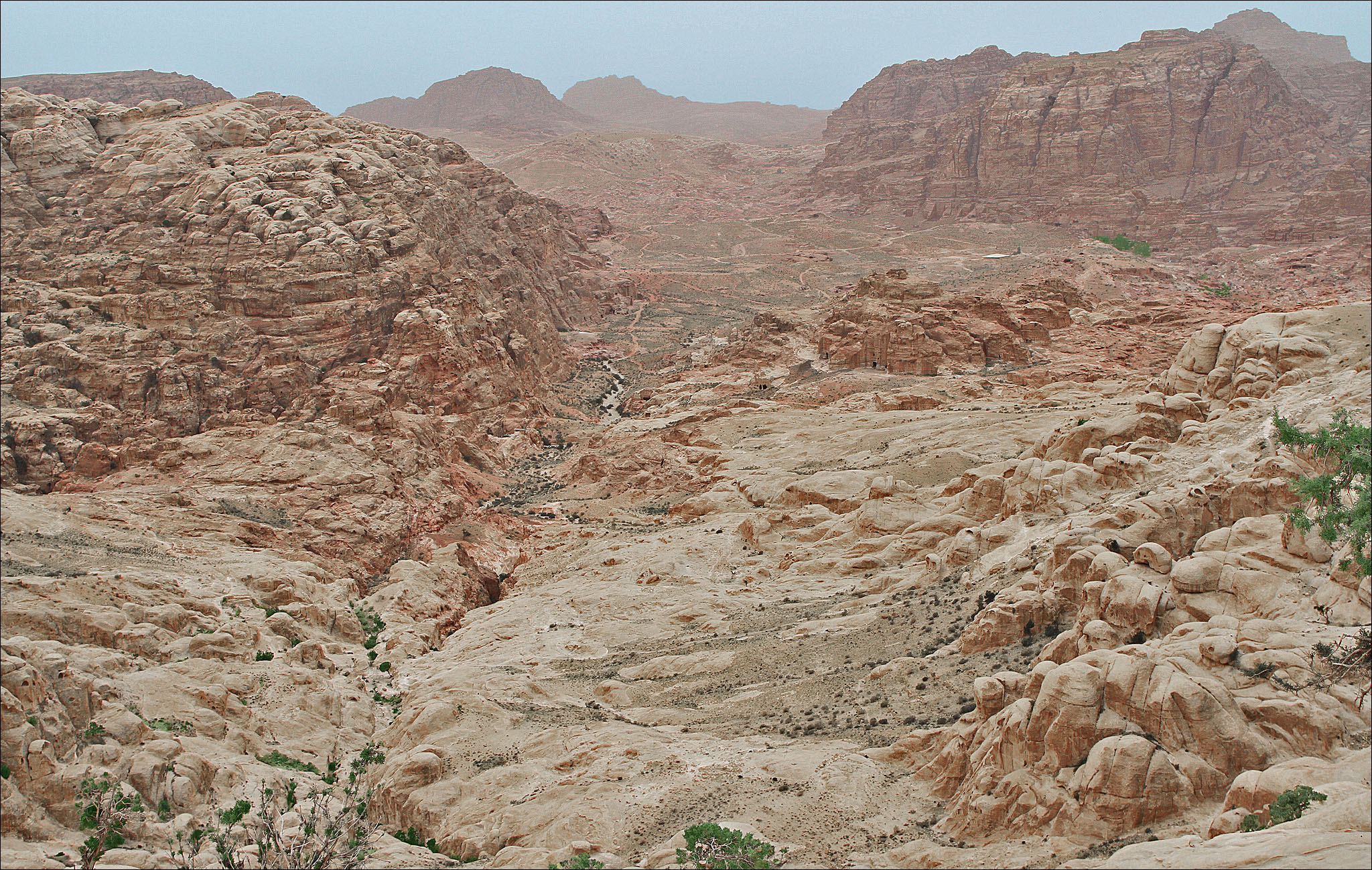
Le wadi Musa descend vers la vallée.

« ...Les Nabatéens ont également dû apprendre à exploiter les ressources en eau limitées de leur capitale du désert. Dans toute la ville de Pétra, les ingénieurs nabatéens ont profité de chaque source naturelle et de chaque pluie hivernale pour canaliser l’eau là où elle était nécessaire. Ils ont construit des aqueducs et des systèmes de canalisations permettant à l’eau de s’écouler à travers les montagnes, à travers les gorges vers les temples, les thermes, les maisons et les jardins des citoyens de Pétra... » Dans cet environnement aride et inhospitalier, cité cachée au cœur du désert, Pétra, cette capitale rivale de la Jérusalem d’Hérode, n’a pu survivre et prospérer que par sa ressource la plus précieuse dans le désert : l’eau. « ...L’importance de l’ancienne cité de Pétra est due à la combinaison de sa position géographique facilement défendable, la sécurité dans ses ressources en eau, [...] l’abondance et l’ingéniosité de son réseau d’eau, la richesse de son agriculture et de ses pâturages proches de la ville, ainsi que sa position géographique à la jonction des plus importantes routes de deux anciens mondes... »

### La protection du patrimoine

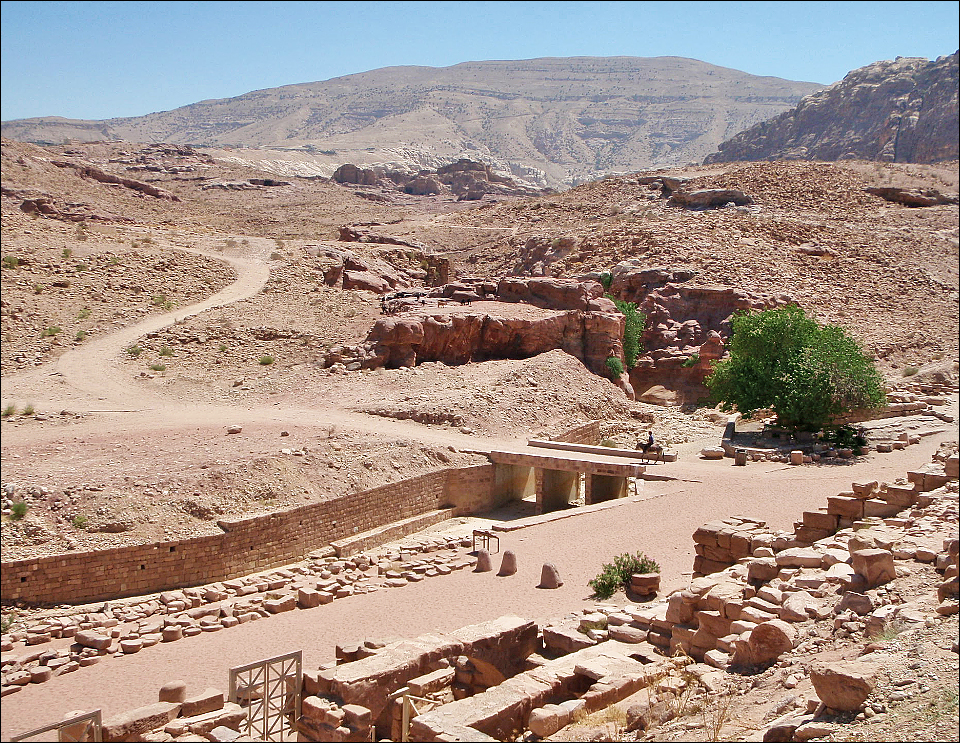
Aménagement de la traversée du wadi.

La protection de son patrimoine, conformément à la Conférence générale 

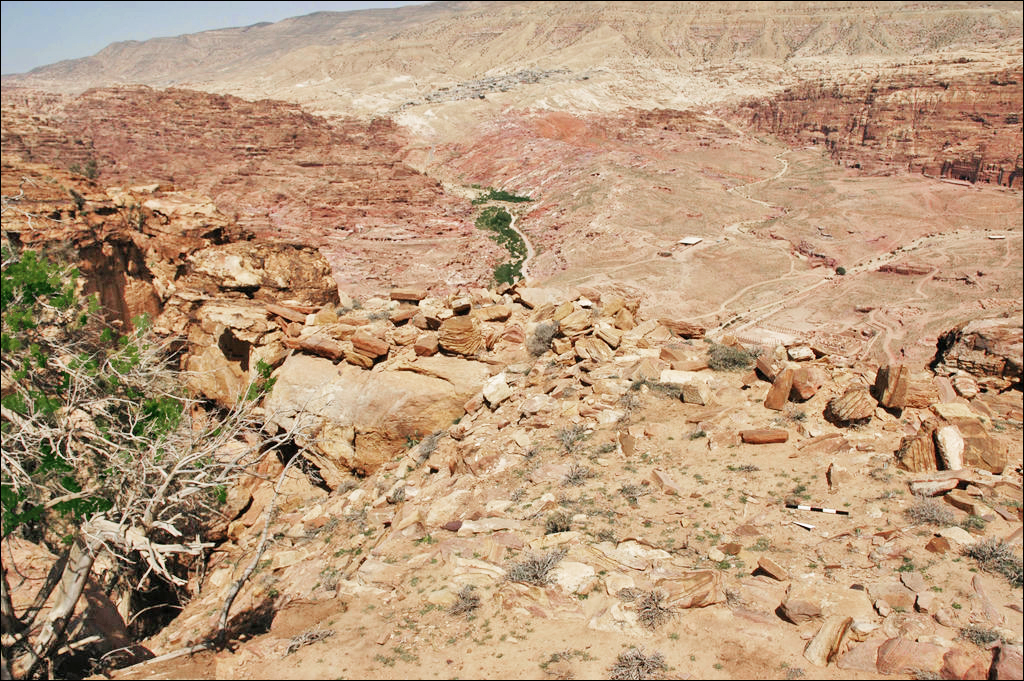
Vue de Pétra depuis le djebel al Biyarah. Photo de Stephan G. Schmid.

de l'UNESCO adopté le 16 novembre 1972 et la recommandation concernant la protection sur le plan du patrimoine culturel et naturel, fit de Pétra un des trois sites Jordaniens inscrits le 6 décembre 1985 sur la liste du patrimoine mondial de l'UNESCO.
Selon la législation nationale jordanienne, la responsabilité de la protection des sites antiques incombe à la Direction des Antiquités, une entité autonome qui dépend du Ministère du Tourisme et des Antiquités.

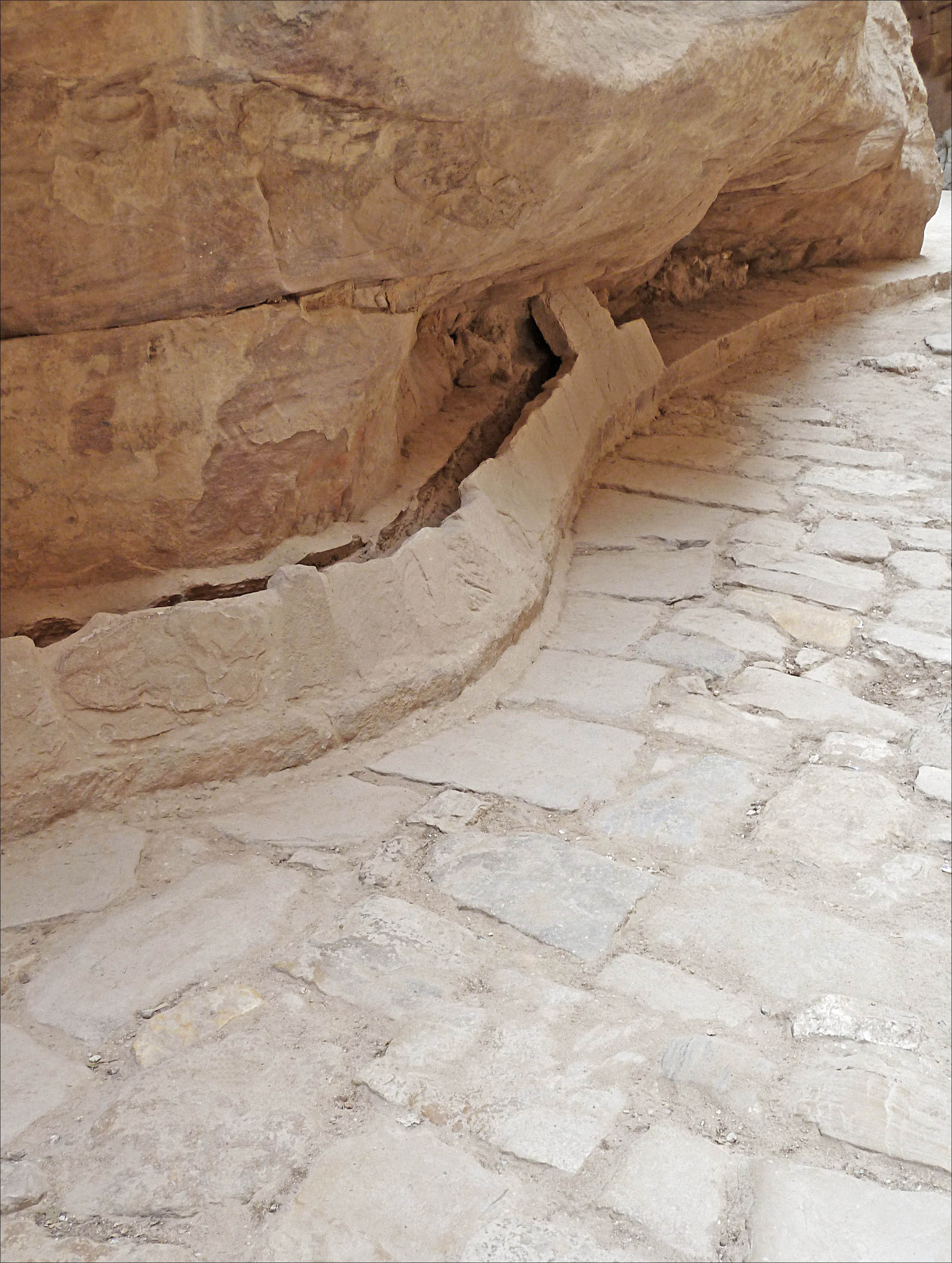
Canal et pavage le long du Siq, avec détail de l’ancienne couverture.

L'érosion naturelle de l'architecture gréseuse menace l'authenticité du bien à long terme. Depuis 1991, l'UNESCO participe financièrement aux travaux de restauration de certains édifices de Pétra. EDF en France et GTZ en Allemagne, à l'aide de procédés modernes, tentent de diminuer la porosité des pierres pour empêcher la remontée de l'eau dans les murs et les sels qui sapent la base des bâtiments.
Le Petra National Trust (PNT) gère quant à lui la protection contre les crues qui ont posé et posent encore de nombreux problèmes. Le Petra Region Planning Council (PRPC), coordonne l'action des différents ministères. Depuis 1993, le site et la zone autour de Pétra constituent un Parc National Archéologique - The Petra Archeological Park - Un plan pour la sauvegarde de Pétra et de ses environs.

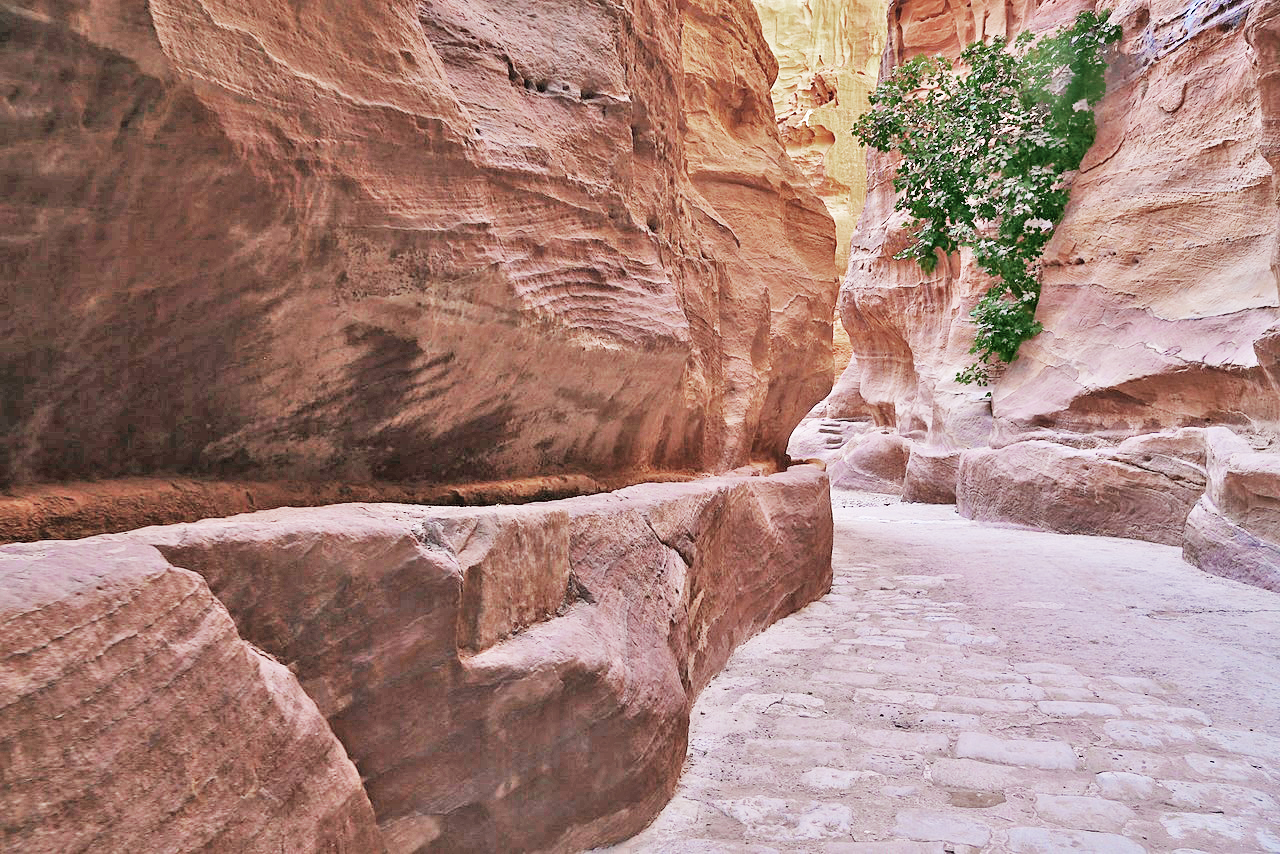
Le Siq et ses canaux de chaque côté de la montagne.

Depuis 1994, une campagne de réintégration des bédouins sur Pétra, permet une meilleure intégration de ceux-ci dans l'économie touristique de Pétra et permet de mettre leur culture à profit, afin de montrer aux visiteurs l'aspect plus traditionnel du site. Tout en gardant leur base dans le village de Umm Siehoun, les Beduls sont guides touristiques, artisans ou commerçants établis aux environs du site touristique,. Cependant l’instabilité régionale a provoqué une chute du nombre de visiteurs en Jordanie, affectant les communautés bédouines vivant dans le site classé au patrimoine mondial.

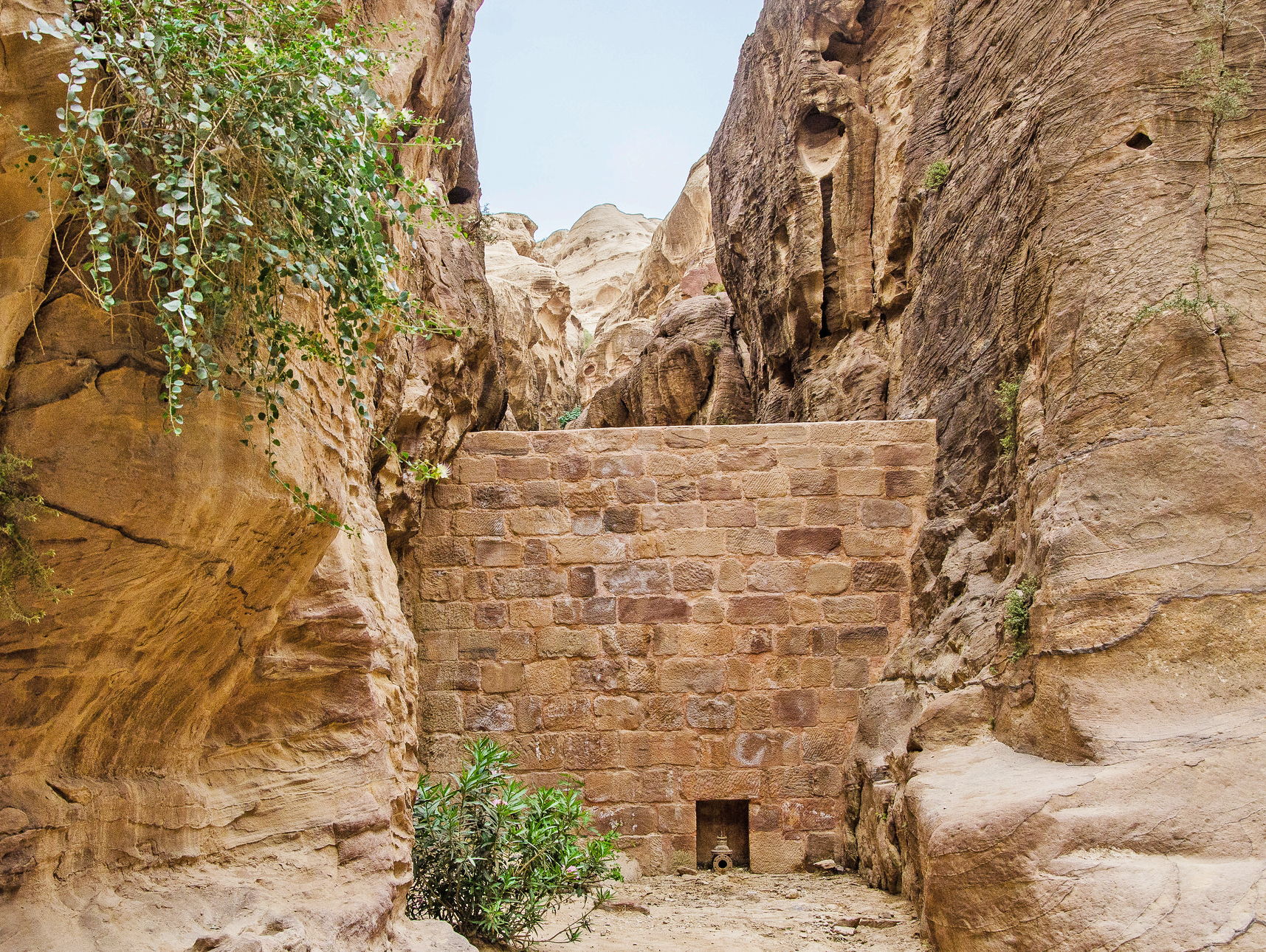
Barrage reconstruit en bas d’un wadi.

La cité de Pétra est de par sa situation géographique, vulnérable aux tremblements de terre, comme aux terribles inondations qui peuvent détruire ou endommager certains bâtiments. Mais également dès la fin du XXe siècle, les touristes, pas toujours suffisamment informés de la fragilité des bâtiments, lesquels sans mesures suffisantes de protection, ont participé plus ou moins volontairement, à certaines déprédations et dégradations, parfois irréversibles, sur les monuments, les installations hydrauliques et l'environnement de Pétra dans son ensemble.

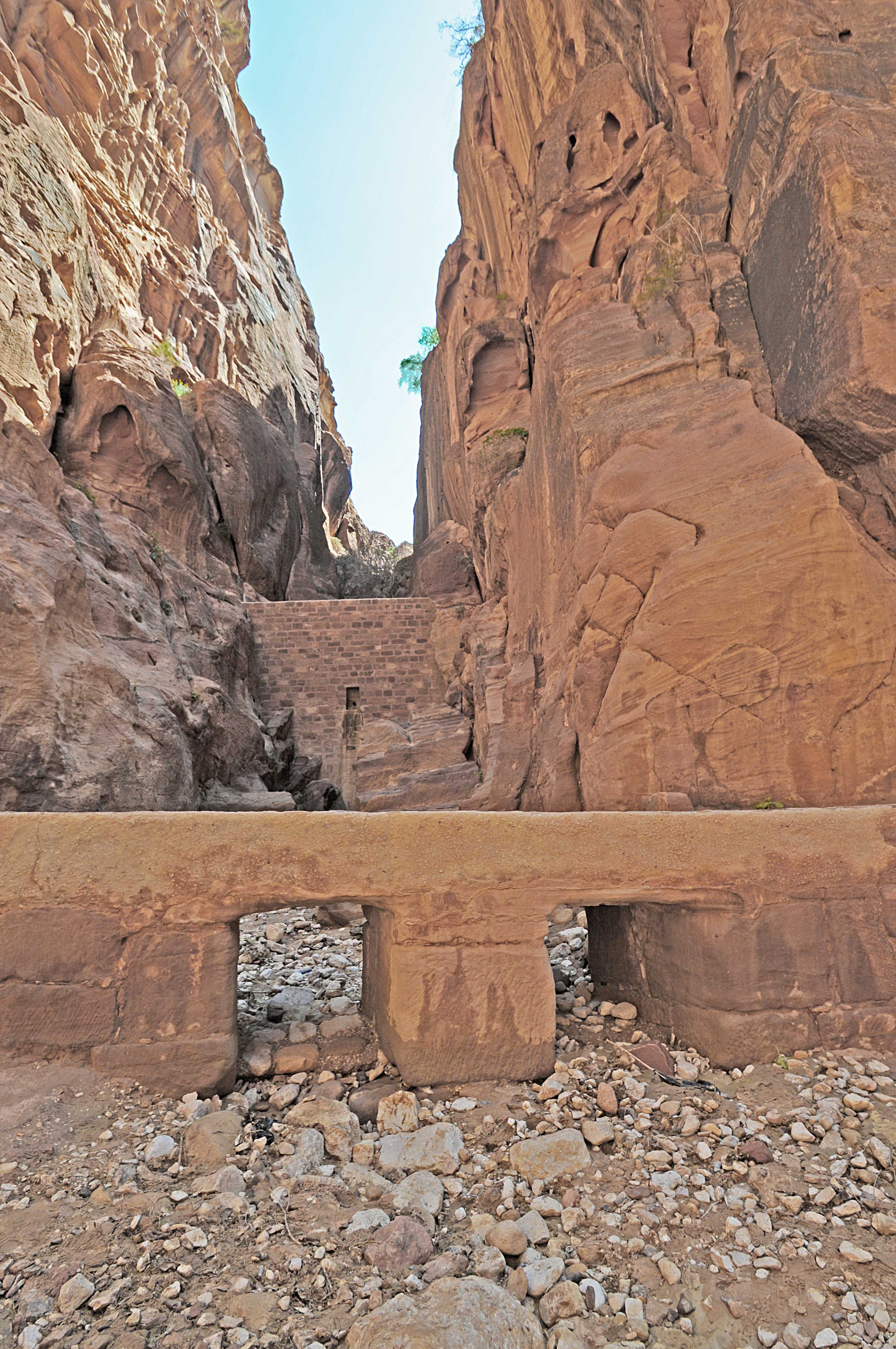
Un barrage restauré en bas du wadi.

Le bien subit la pression du tourisme qui s'est beaucoup développé depuis le moment de l'inscription du site de Pétra sur la liste des sites classés au patrimoine mondial de l'UNESCO, en particulier les points de congestion comme le Siq qui est la voie d'accès principale dans la cité en venant de l'est. À la fin de l'année 2017, 650 000 visiteurs auront visité Pétra, pour 461 000 en 2016, pour plus de 800 000  en 2018. Il est nécessaire de prévoir, à long terme, une structure propice au développement durable et à des pratiques de gestion visant à protéger le bien contre les dégradations dues à la pression des visiteurs, tout en augmentant les revenus du tourisme qui contribueront à la viabilité économique et sociale de la région. 
« ... Les Nabatéens ne sont pas devenus riches parce qu’ils avaient appris à mieux gérer le peu d’eau qu’ils avaient. Ils ont mieux géré la rareté (de cette eau), parce que ceux d’entre eux qui étaient des entrepreneurs caravaniers étaient devenus riches. [...] c’est du côté des Maîtres des pratiques hydrauliques, bien attestées en Orient et dans le monde hellénistique, que l’on devrait chercher l’origine des savoirs transférés... »

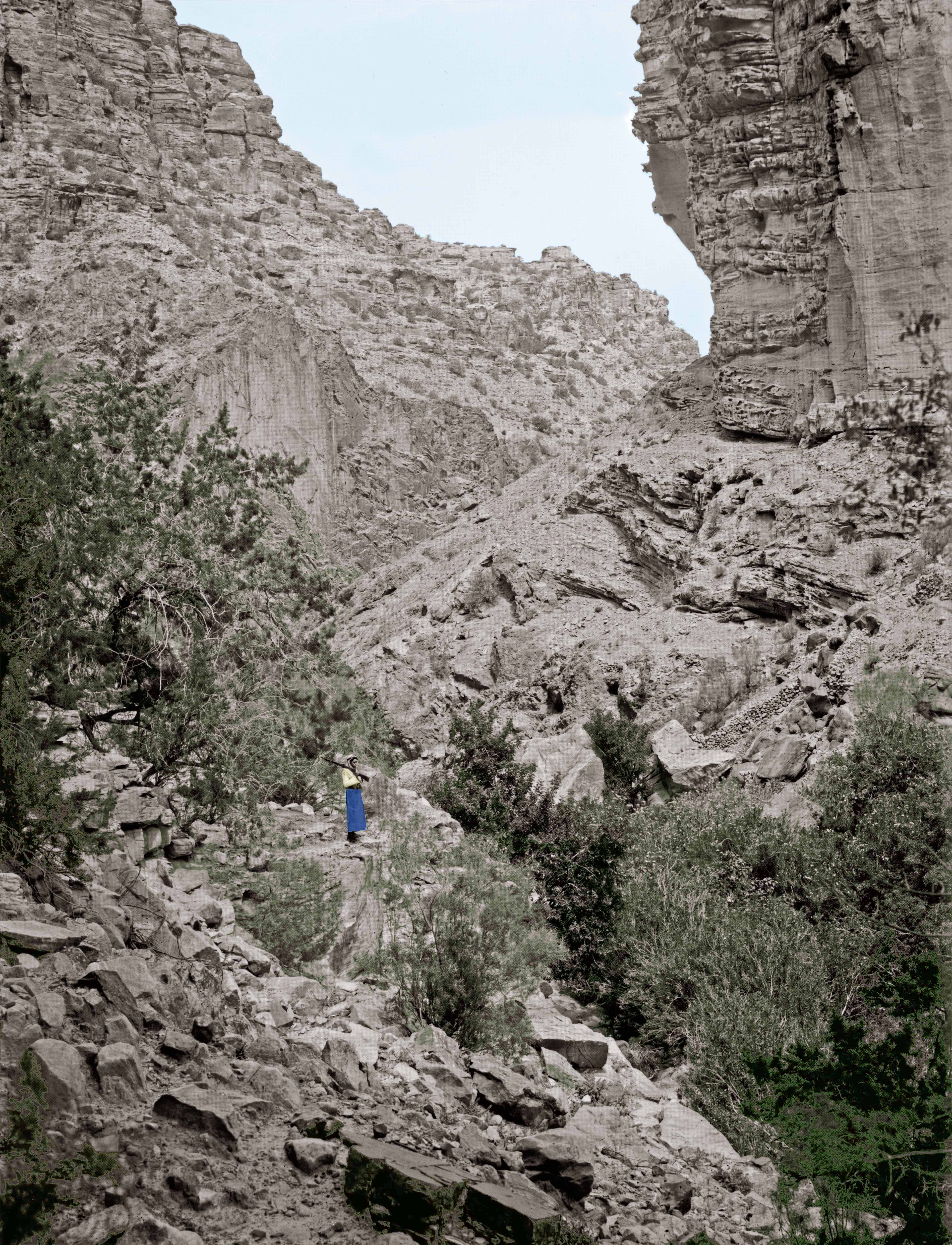
Le wadi Siaggh en saison sèche vers 1940.
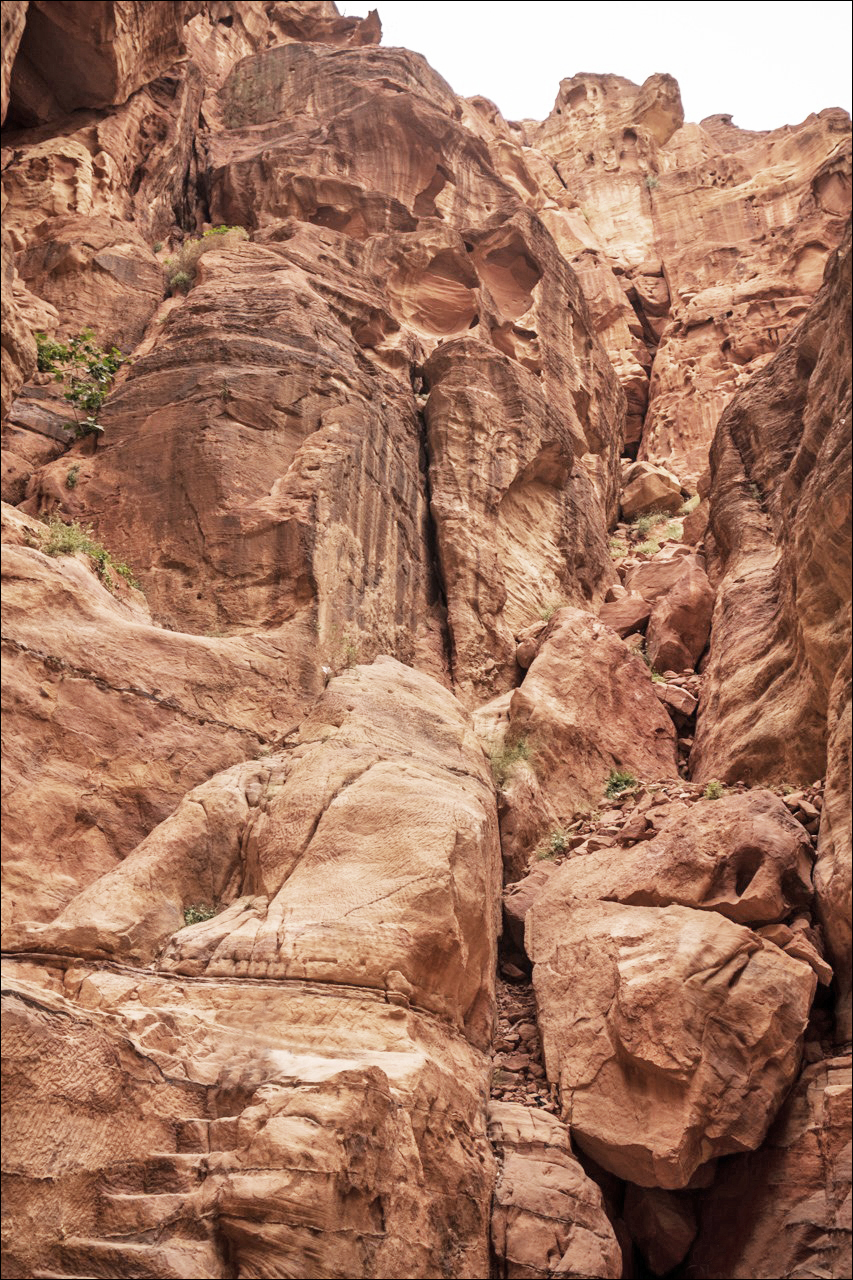
Faille dans la montagne transformée en wadi.
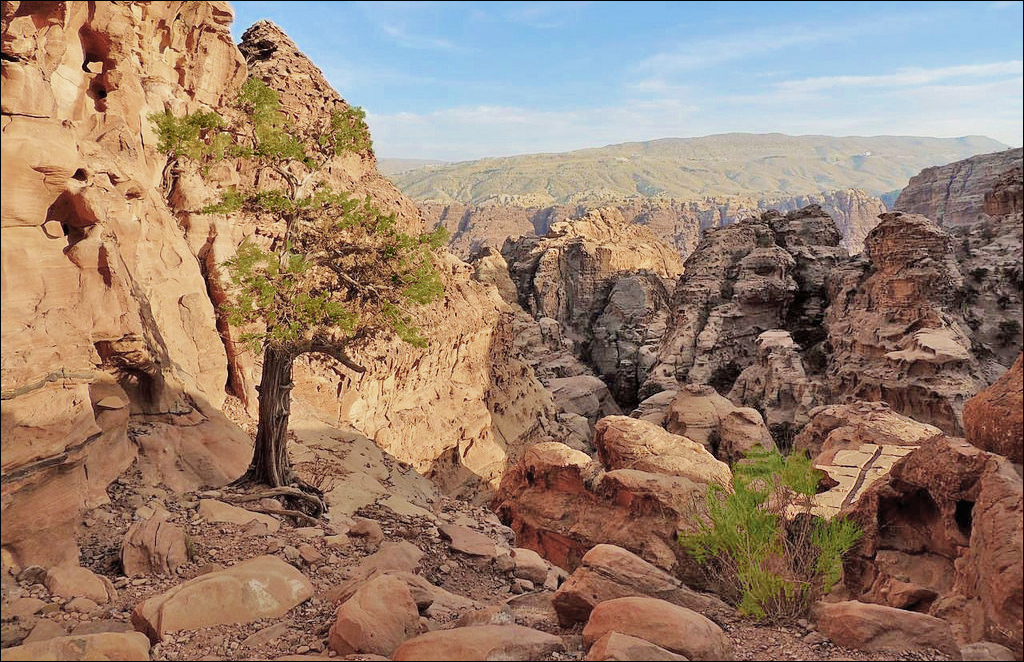
Un wadi dans le djebel.
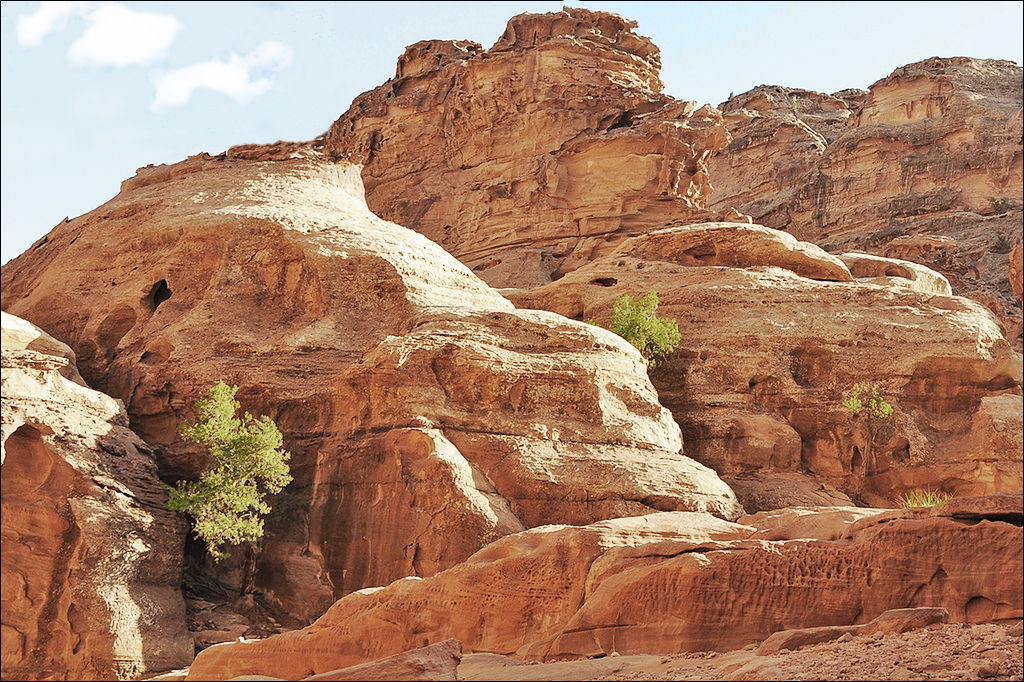
Arrivées des eaux de la montagne dans un wadi.
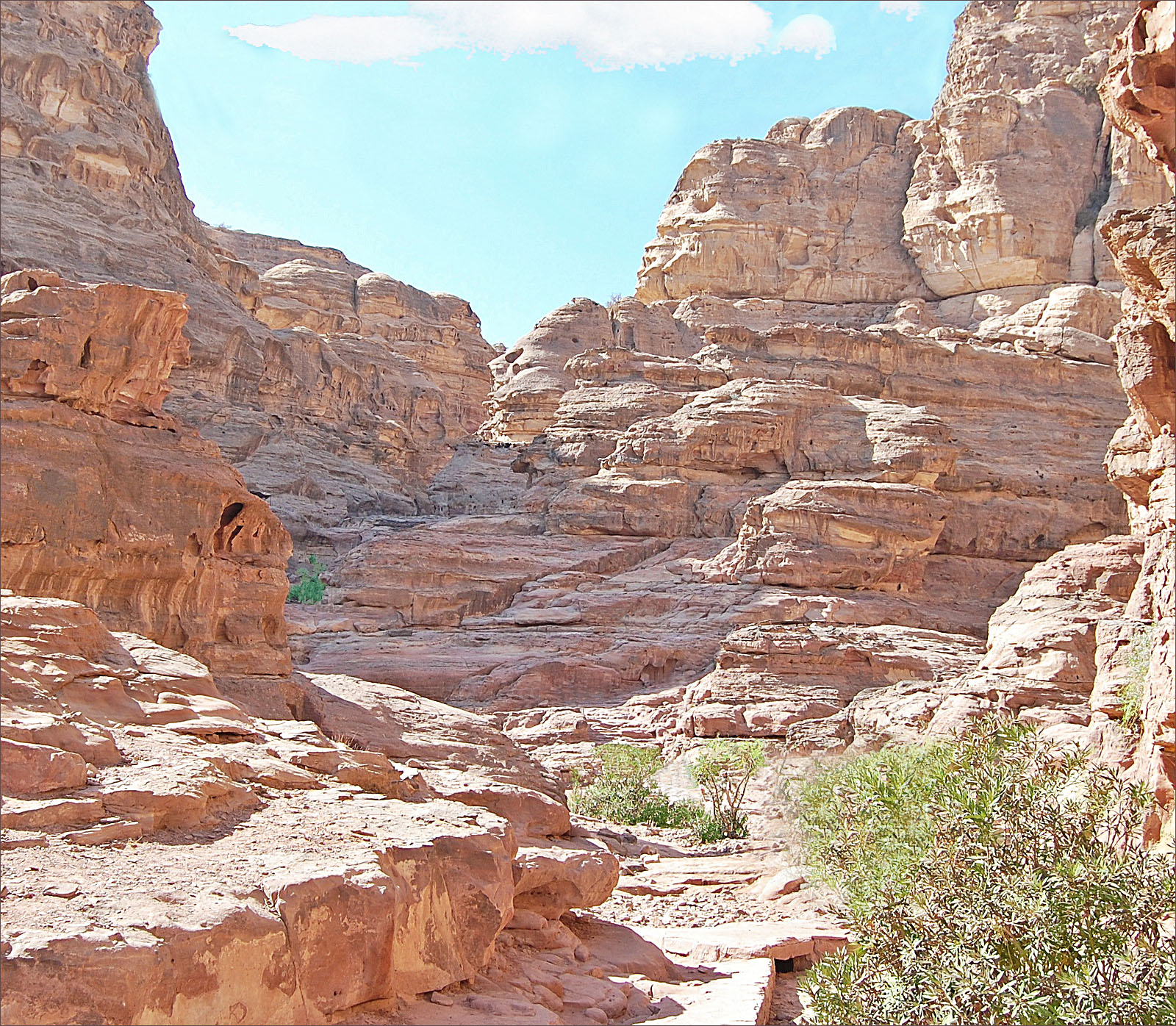
Un large wadi entre deux montagnes.
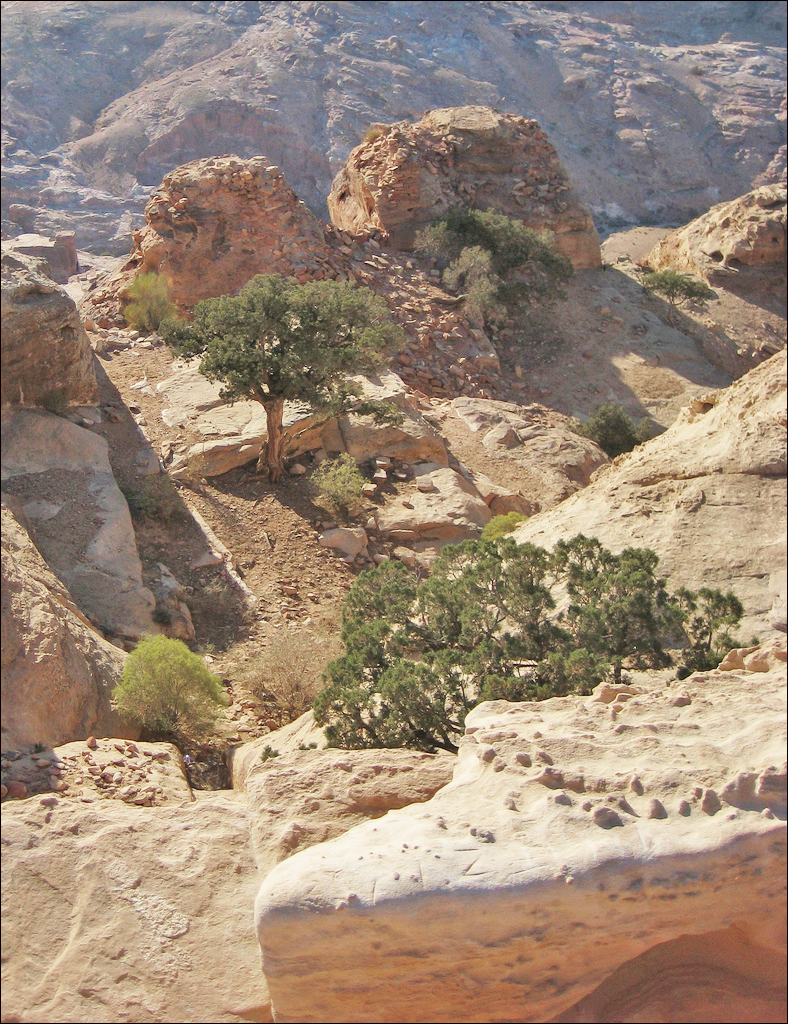
Le wadi et la végétation qui s’accroche à la montagne.